# Liste der Straßennamen von Wien/Innere Stadt
Liste der Straßen, Gassen und Plätze des 1. Wiener Gemeindebezirks Innere Stadt.
| Historische Straßennamen – Literatur – Weblinks |

## A

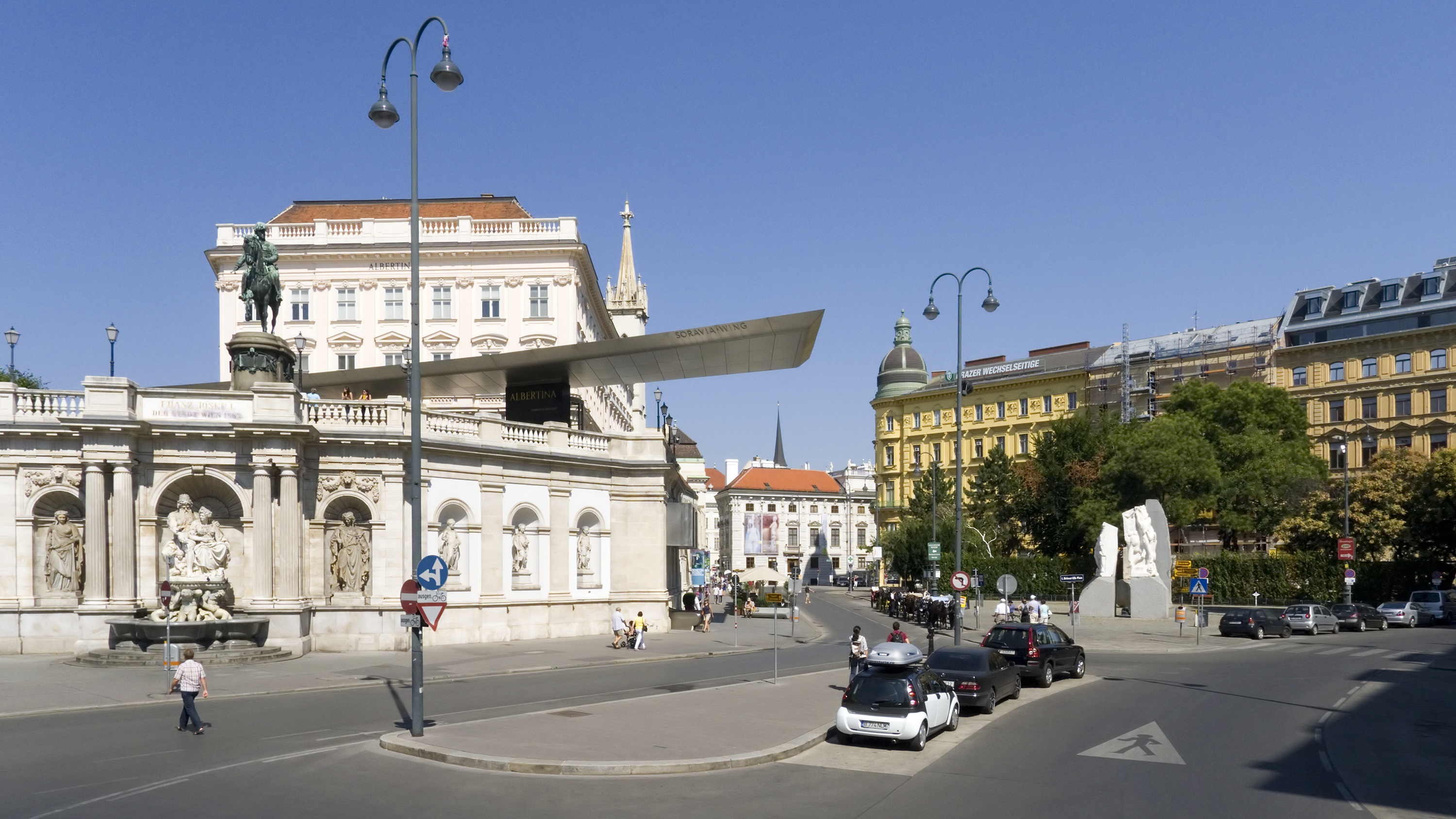
Der Albertinaplatz, dahinter der Helmut-Zilk-Platz mit dem Mahnmal gegen Krieg und Faschismus

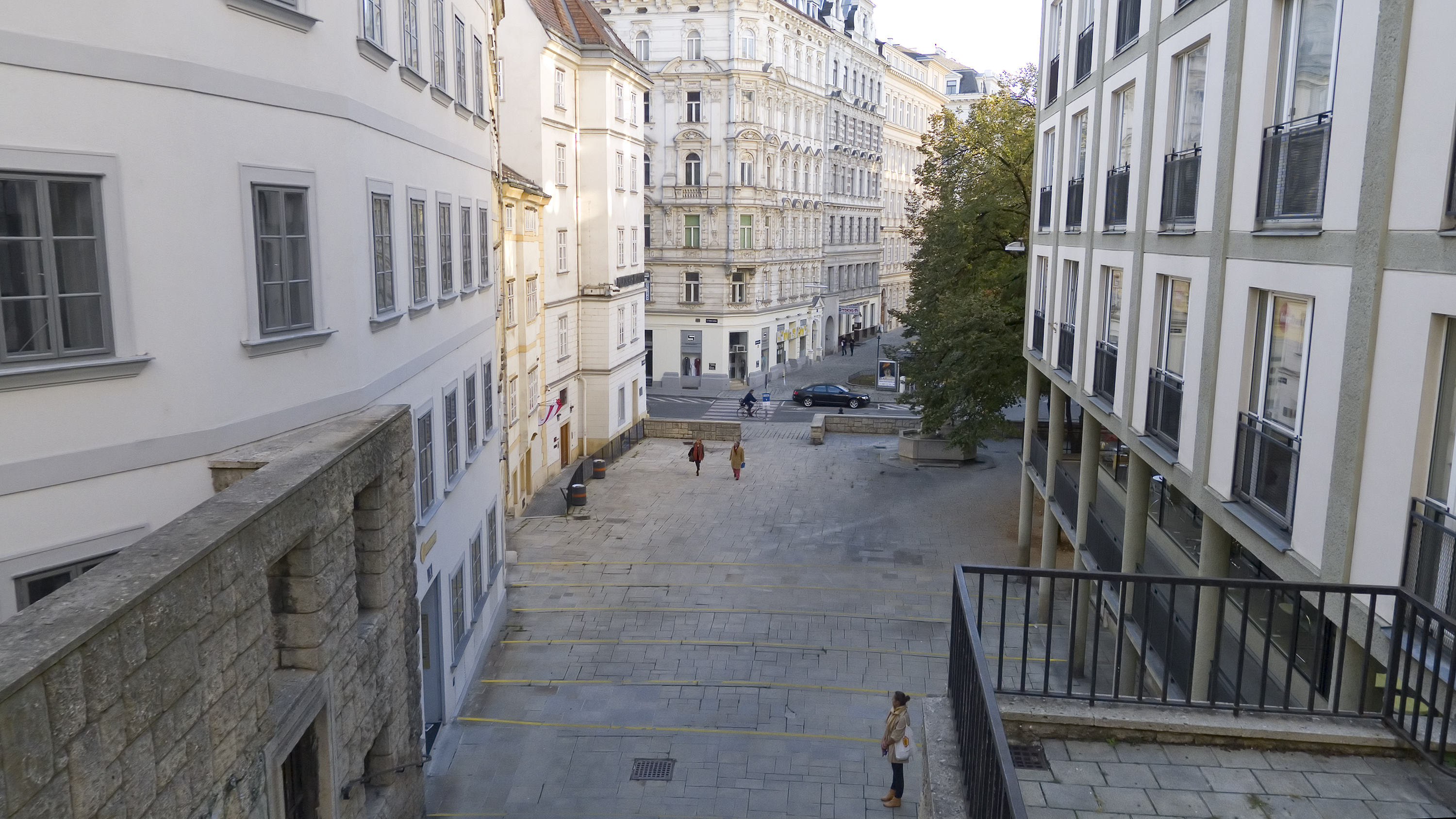
Der Platz Am Gestade, hinten die Kreuzung Tiefer Graben / Concordiaplatz

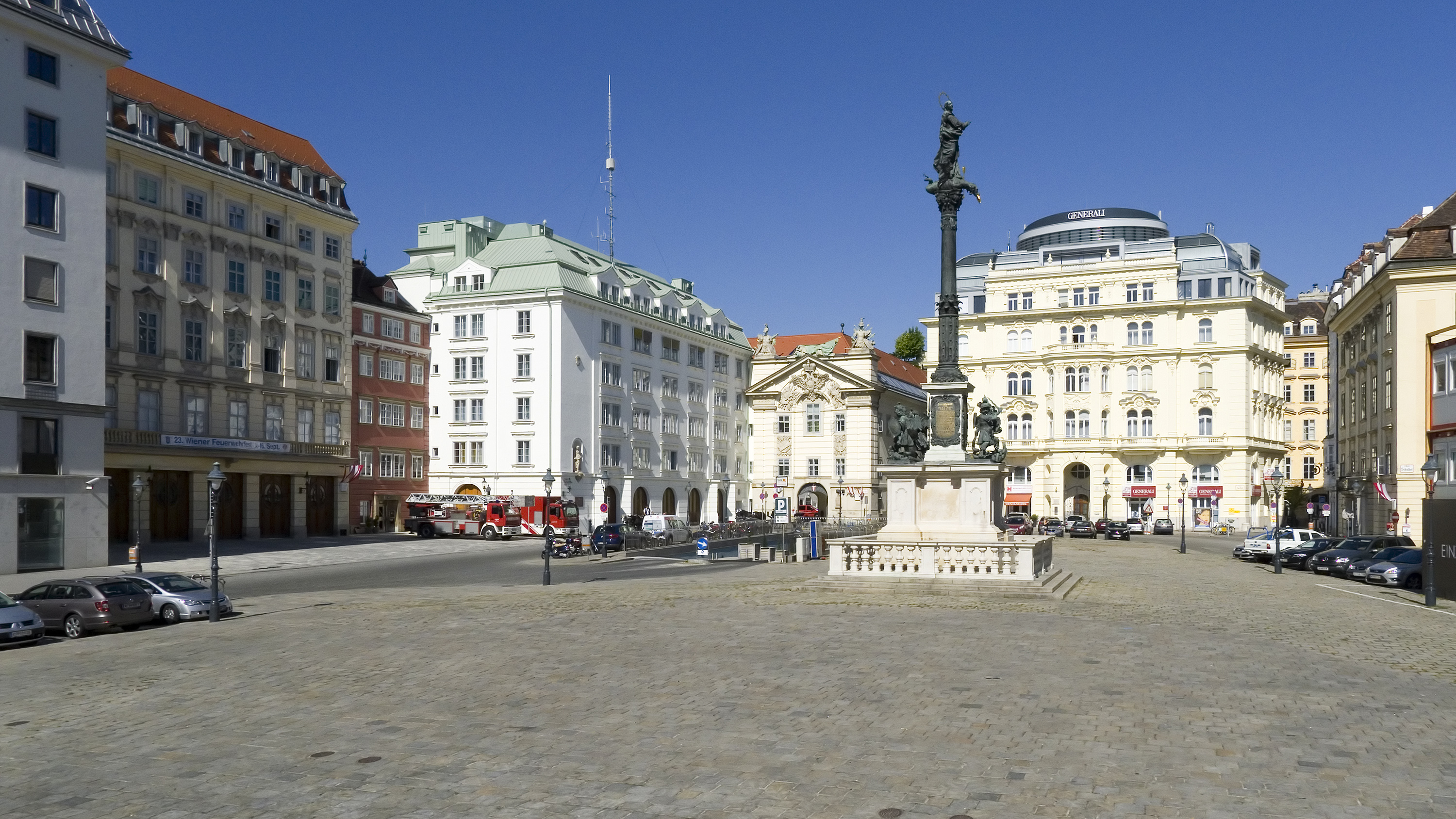
Platz Am Hof mit der Mariensäule und dem Bürgerlichen Zeughaus

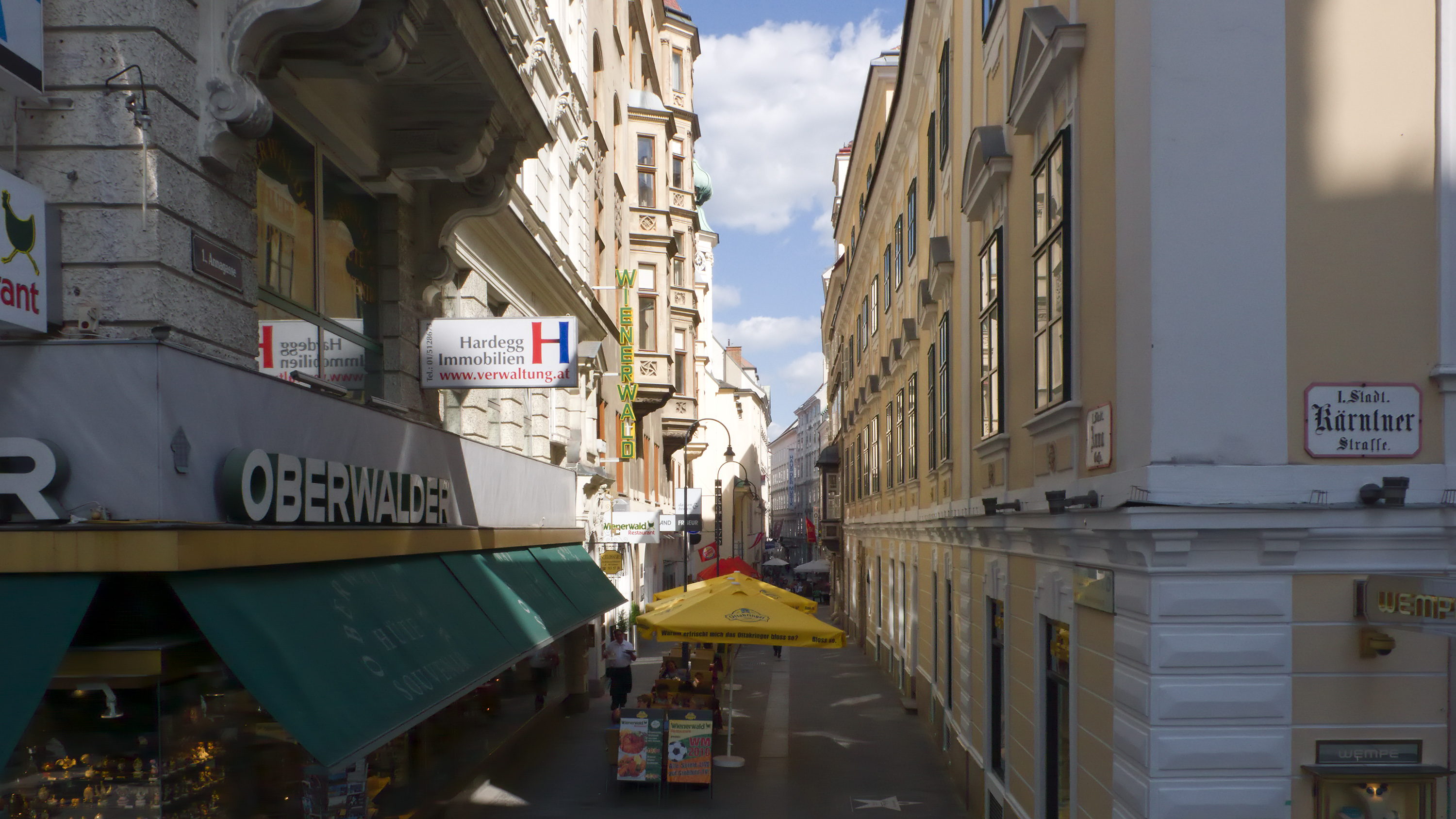
Die Annagasse bei ihrem Beginn an der Kärntner Straße; rechts das Palais Esterházy

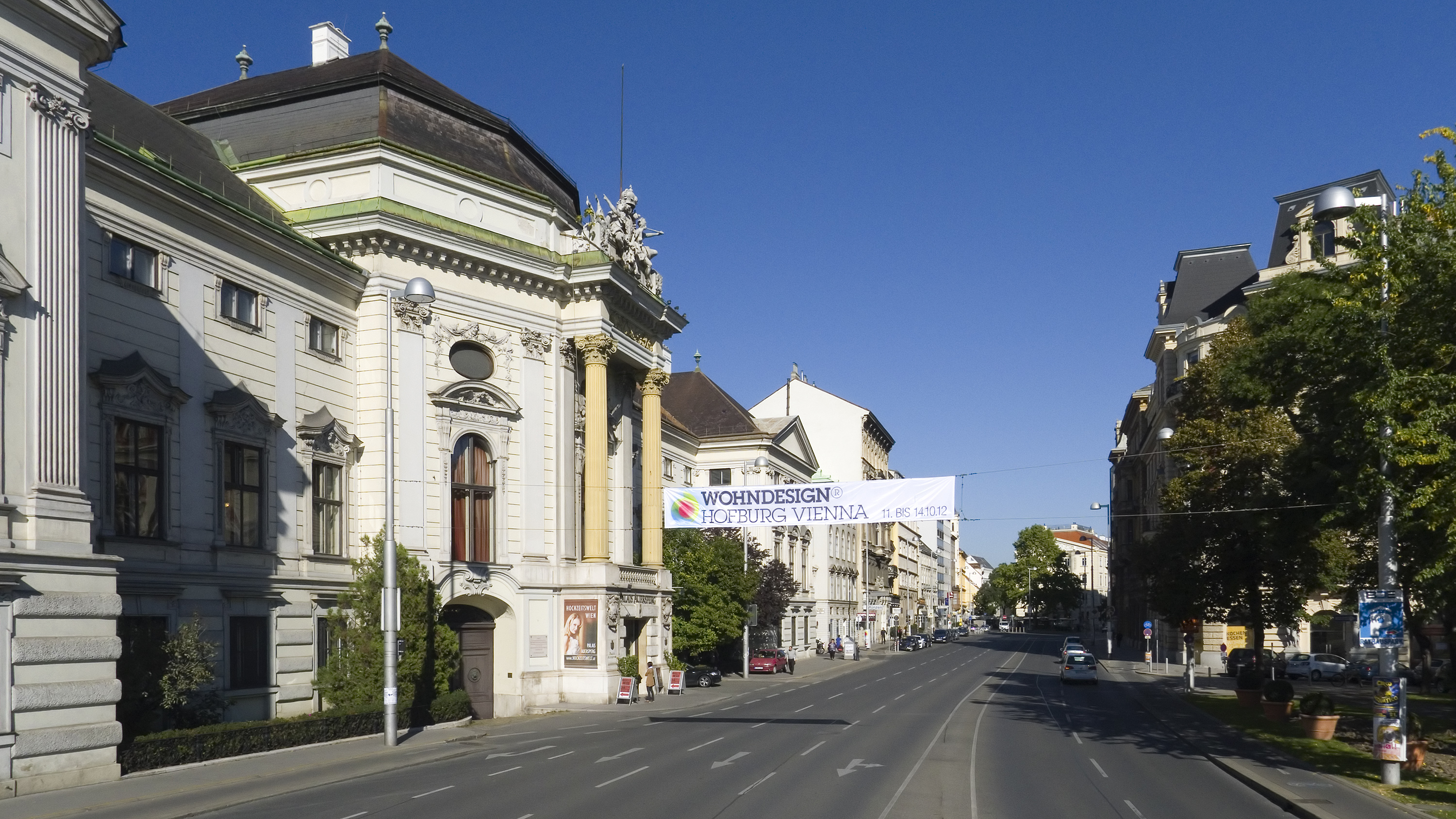
Die Auerspergstraße, links das Palais Auersperg, rechts der Schmerlingplatz

- Abraham-a-Sancta-Clara-Gasse, 1903 benannt nach dem Geistlichen, Prediger und Schriftsteller Abraham a Sancta Clara (eigentlich Johann Ulrich Megerle, 1644–1709); er gilt mit rund 600 Einzelschriften als bedeutendster deutscher katholischer Prediger und Poet der Barockzeit mit ungewöhnlicher Sprachkraft und Sprachfantasie. 1669–1672 wirkte er in Wien, wo er in fast allen Kirchen und Klöstern predigte. 1680 veröffentlichte er die Schrift Merck’s Wienn!, eine Schilderung der Pest in Wien. Nach ihm ist auch die Abraham-a-Sancta-Clara-Straße im 14. Bezirk, Penzing, benannt. Die Gasse wurde um 1900 zwischen seit langem bestehenden Bauten angelegt. Im Historikerbericht Straßennamen Wiens seit 1860 als „Politische Erinnerungsorte“ aus dem Jahr 2013 ist die Verkehrsfläche Gruppe C (demokratiepolitisch relevante biographische Lücken) zugeordnet.[1]
- Akademiestraße, 1862 benannt nach der ehemaligen Handelsakademie in dieser Straße der neuen Ringstraßenzone. Die Handelsakademie Wien wurde 1857 als zweite Handelsakademie in Österreich-Ungarn (nach Prag) gegründet, im darauffolgenden Jahr begann der Unterricht mit fünf Lehrern und 59 Schülern. Ab 1860 wurde ein neues Gebäude in der heutigen Akademiestraße von dem Architekten Ferdinand Fellner dem Älteren entworfen und 1862 fertiggestellt. Heute ist die Akademie Teil der Vienna Business School. Die Straße war bis 1862 Teil des Glacis. Der nördlichste Teil hieß bis 1881 Walfischplatz; das Teilstück zwischen Mahlerstraße und Kärntner Ring heißt seit 2003 Max-Weiler-Platz.
- Albertinaplatz, 1934 benannt nach der Albertina, der historischen Grafischen Sammlung im späteren Palais Erzherzog Albrecht. Eine der größten und bedeutendsten grafischen Sammlungen der Welt, verfügt sie über ungefähr 65.000 Zeichnungen und über eine Million druckgrafischer Blätter. Der Name „Albertina“ stammt vom Begründer der Sammlung, Herzog Albert Kasimir von Sachsen-Teschen, Schwiegersohn von Kaiserin Maria Theresia. Der Platz entstand durch Abbruch des Bürgerspitalzinshauses unter Einbeziehung des alten Spitalplatzes. Er hieß 1877–1920 Albrechtsplatz (nach Erzherzog Albrecht bzw. dessen Palais) und dann 1920–1934 im Roten Wien Revolutionsplatz; der 1947 hinzugekommene Platzteil auf dem Areal des zerstörten Philipphofes wurde 2009 Helmut-Zilk-Platz benannt.
- Alte Walfischgasse, Benennungsdatum unbekannt; im elektronischen Stadtplan der Wiener Stadtverwaltung 2012 zu finden, im Freytag-Berndt-Buchplan 2012 nicht eingetragen; es handelt sich um eine sackgassenartige, nicht befahrbare Abzweigung zum Hinterhof des Eckhauses Krugerstraße 12 / Akademiestraße 2 zwischen den Häusern Nr. 7, 9 und 11 der Walfischgasse; siehe diese.
- Am Gestade, 1862 indirekt benannt nach der ursprünglichen Bezeichnung Gstetten. Der Begriff „Gstetten“ wird im Wienerischen mit einem verwahrlosten, unbebauten bzw. mit wilden Mistablagerungen versehenen Areal assoziiert (im Wörterbuch des Wiener Dialekts 1929 als wüster Platz, Lagerplatz, Sandgrube definiert); er erschien daher nicht mehr zeitgemäß und wurde in Gestade geändert. Bereits seit ca. 1200 ist für dieses Gebiet die Bezeichnung Gstetten oder Stetten belegt. Etwa der heutigen Verkehrsfläche entsprach eine Gasse, die nach der dortigen Marienkirche Bei unserer Frau auf der Stetten (1360) hieß; von ihr zweigt(e) nach Norden zum Salzgries An unserer Frauen Stiegen (1378) ab, heute Marienstiege genannt; daran schloss sich an der damaligen Stadtmauer bis 1558 Beim Werdertor (1340; siehe die Werdertorgasse). Zwischen 1473 und 1499 ist auch der Name An der Fischerstiege bezeugt. Danach wechselten die Namen relativ häufig, 1664 nannte man die Straße Gässel bei unserer Frauen Stiegen, 1795 und 1848 Auf der Gestetten bzw. An der Gstetten.
- Am Hof, als Marktplatz 1340 erwähnt, nach dem ehemaligen Hof der Babenberger. Der Platz war bereits früher Teil des römischen Heerlagers Vindobona und war im Frühmittelalter unbesiedelt. 1155 bis zum Aussterben der Babenberger im Mannesstamm, 1246, lag hier ihr Hof, den sich Heinrich Jasomirgott, seit 1156 erster Herzog von Österreich, 1155 / 1156 als Residenz erbaute, ein Häuserkomplex um einen freien Platz – also ein Hof – mit dem Wohnhaus des Herzogs als Mittelpunkt. Die 1276 mit Österreich belehnten und nach dem Sieg über Ottokar II. Přemysl tatsächlich hier herrschenden Habsburger nützten diese Residenz noch bis etwa 1280.
- An der Hülben, 1909 benannt, 1911 erstmals in Lehmann erfasst; nach dem alten Flurnamen Auf der Hülben. Mit Hülben wurden mit Wasser gefüllte Senken oder Tümpel bezeichnet (auch Hulben oder Hülm). In der Gegend solch eines Tümpels befand sich im Mittelalter die Kirche St. Jakob auf der Hülben. Die Umgebung erhielt ebenfalls den Namen Auf der Hülben, wie eine Urkunde von 1367 erstmals nachweist. Im Grundbuch kann die Bezeichnung bis 1374 zurückverfolgt werden. Die heutige Gasse war auf dem Vasquez-Stadtplan um 1830 und auf einem Stadtplan um 1900 als Teil der Jakobergasse eingetragen; sie war bis zur Demolierung der Stadtmauer die letzte Gasse vor dieser.
- Annagasse, benannt (Datum unbekannt, 1547 erstmals erwähnt) nach der Annakirche in dieser Gasse. Benannt ist sie nach der heiligen Anna (hebräisch: Hannah), der Legende nach die Mutter Marias bzw. die Großmutter Jesu. Die ursprünglich spätgotische, vierjochige Saalkirche wurde 1518 eingeweiht. Von 1629 bis 1633 erfolgten eine frühbarocke Umgestaltung und die Errichtung eines Kirchturmes im Osten des Chores. Seit 1906 befindet sich die Kirche im Besitz des Ordens der Oblaten des hl. Franz von Sales. Neben der Kirche befindet sich der St.-Anna-Hof, ein Veranstaltungs- und Wohngebäude. Die Gasse wurde erstmals 1290 nach der Familie der Pippinger als Pippingerstraße genannt; nach deren Aussterben wurde der heutige Name gebräuchlich.
- Auerspergstraße, 1862 benannt nach Fürst Johann Adam von Auersperg (1721–1795), Oberstkämmerer und Erblandmarschall von Tirol. Er war ein Vertrauter von Kaiser Franz I. Stephan und Kaiserin Maria Theresia. 1777 erwarb er das Wiener Rosenkavalier-Palais, das seither nach ihm den Namen Palais Auersperg trägt und an der Straße liegt. Diese hieß davor Am Josephstädter Glacis und Am Paradeplatz. Im Zuge der Schleifung der Stadtmauer und der Schaffung der Wiener Ringstraße entstand an der Außenseite des ehemaligen Glacis ein weiterer ringförmiger Straßenzug, die Lastenstraße, heute meist Zweierlinie genannt; ein Teil dieses Straßenzugs erhielt 1862 den Namen Auerspergstraße.
- Augustinerbastei, benannt (vor 1900, Datum unbekannt) zur Erinnerung an das ehemalige Festungsbauwerk Augustinerbastei. Die 1548–1552 erneuerte Stadtbefestigung verfügte über zehn Bastionen (in Wien Basteien genannt); eine davon war die Augustinerbastei, die ihren Namen von der nahen Augustinerkirche bezog (siehe auch Augustinerstraße). Sie befand sich zwischen den heutigen Verkehrsflächen Goethegasse und Operngasse. Das direkt an der hinter der Bastei verlaufenden Stadtmauer errichtete heutige Palais Erzherzog Albrecht, Sitz der Albertina, wurde erhöht gebaut, um Ausblick über die Mauer zu ermöglichen. Die heutige Verkehrsfläche ist mit der Rampe von der Hanuschgasse zur Albertina der letzte Rest dieses Teils der ab 1858 demolierten Stadtbefestigung.
- Augustinerstraße, 1862 amtlich erfasst, nach der Augustinerkirche an dieser Straße. Die gotische Kirche wurde 1330–1339 erbaut und später in den Gebäudekomplex der Hofburg integriert. Benannt ist sie nach dem Kirchenlehrer und Philosophen Augustinus von Hippo (354–430). 1634 wurde die Augustinerkirche zur kaiserlichen Hofpfarrkirche ernannt, in der man die Trauungen der Habsburger vollzog. Die bedeutendsten Hochzeiten waren diejenigen von Maria Theresia mit Franz von Lothringen (1736), die Stellvertreterhochzeit ihrer Tochter Marie-Antoinette mit dem späteren König von Frankreich Ludwig XVI. (1770) und die Trauung von Kaiser Franz Joseph I. mit Prinzessin Elisabeth (Sisi) (1854). Die Straße hieß um 1357 Hochstraße gegenüber den Augustinern, um 1547 Augustinergasse und seit 1862 Augustinerstraße.
- Auwinkel, um 1830 auf dem Vasquez-Stadtplan als Im Auwinkel eingetragen, 1859 in der Lehmann-Erstausgabe mit dem heutigen Namen erfasst. Im Bereich Hafnersteig 7 bzw. Franz-Josefs-Kai 17 befand sich ein Schlachthaus für Schweine (1566 und 1587 nachgewiesen). Die Umgebung war zwar wegen der Schweinehaltung morastig, eine Au gab es hier aber nie. Das Areal hieß Im Sauwinkel (1547 erstmals erwähnt). Der Name wurde, vermutlich im frühen 19. Jahrhundert, in die gefälligere Bezeichnung Auwinkel geändert.

## B

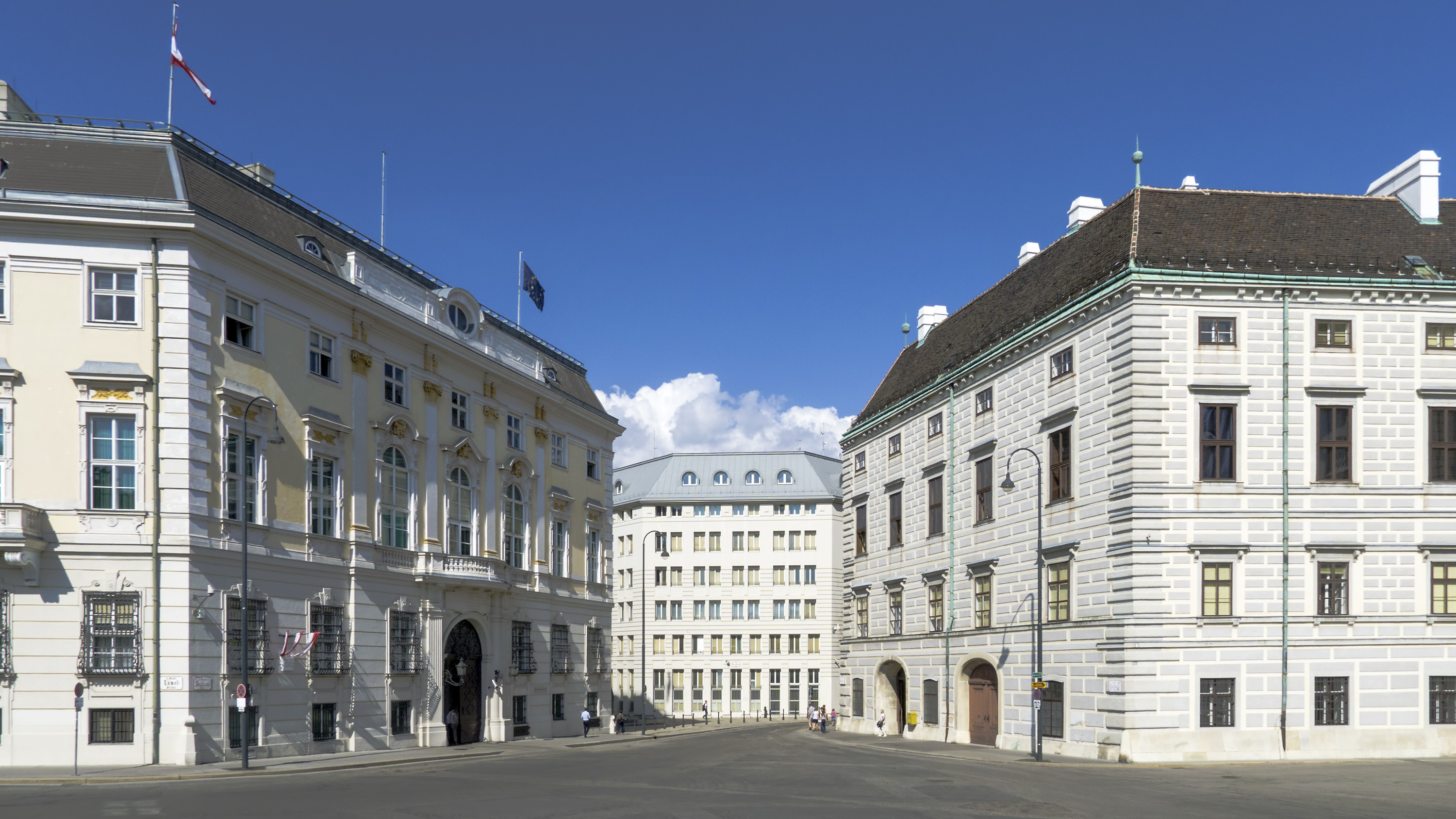
Der Ballhausplatz mit dem Bundeskanzleramt (links), dem Innenministerium (Mitte) und der Hofburg (rechts)

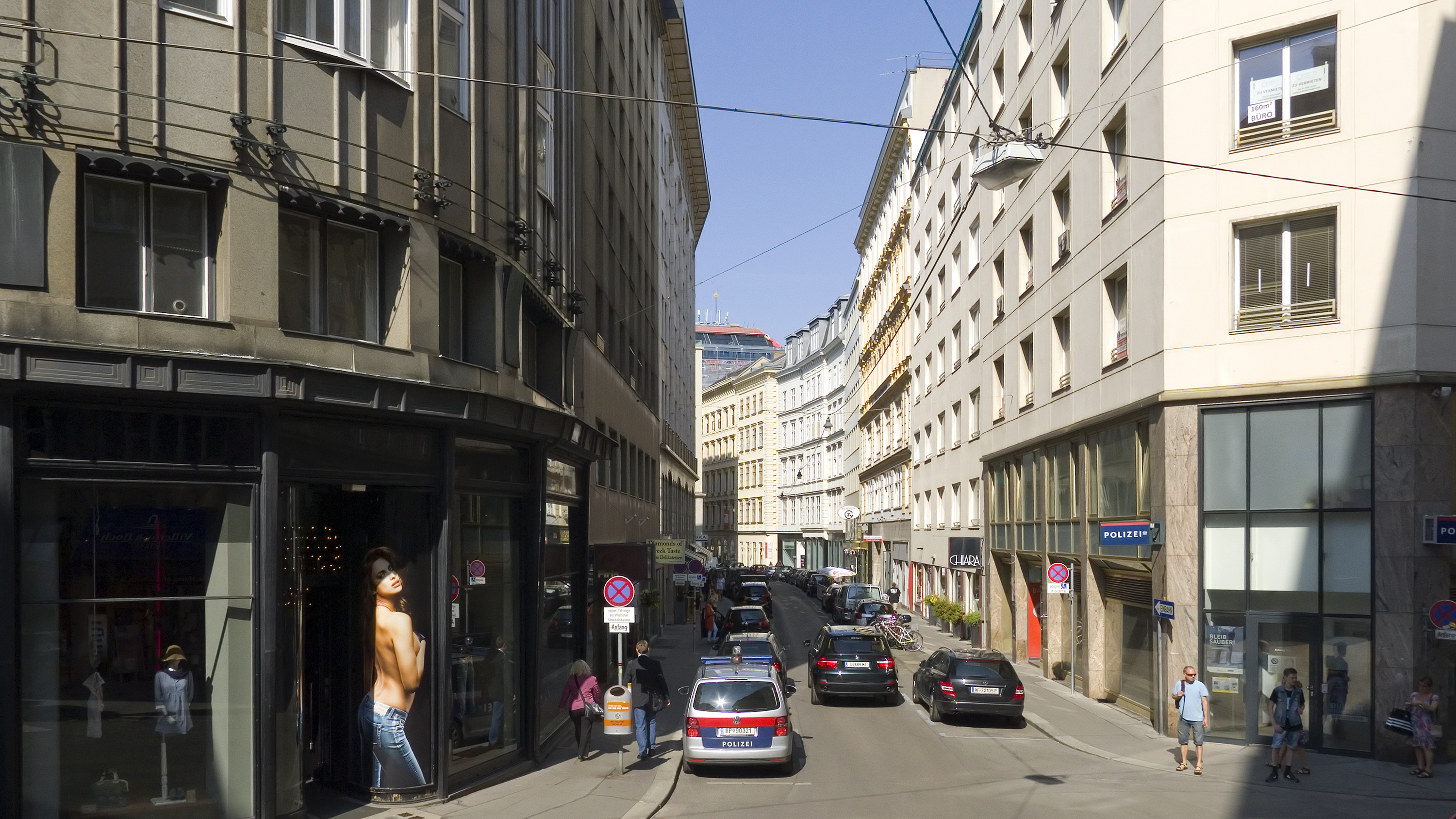
Der Bauernmarkt von der Brandstätte nordostwärts; links das Zacherlhaus

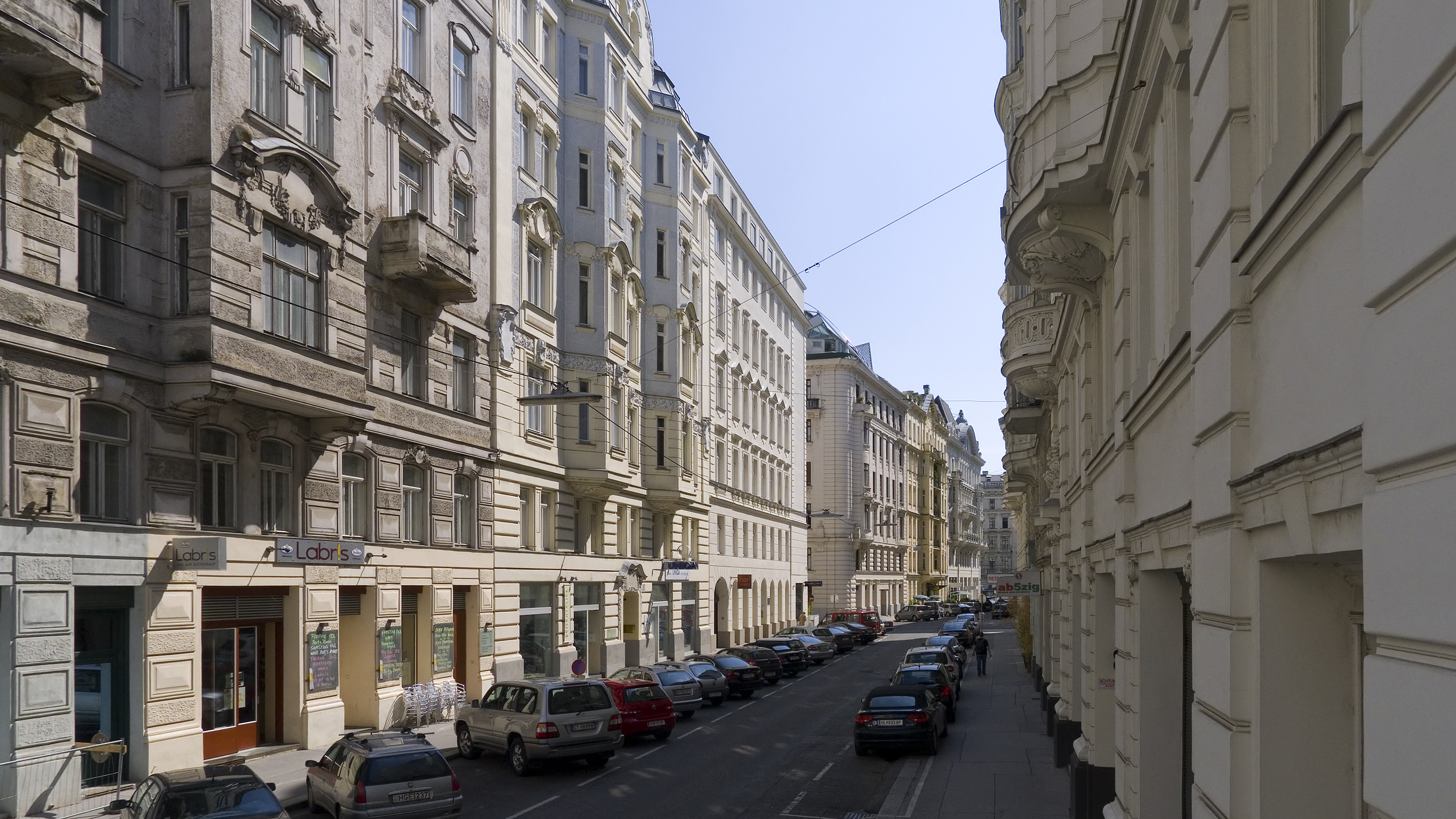
Die Biberstraße, Blick von der Rosenbursenstraße südwärts zum Dr.-Karl-Lueger-Platz

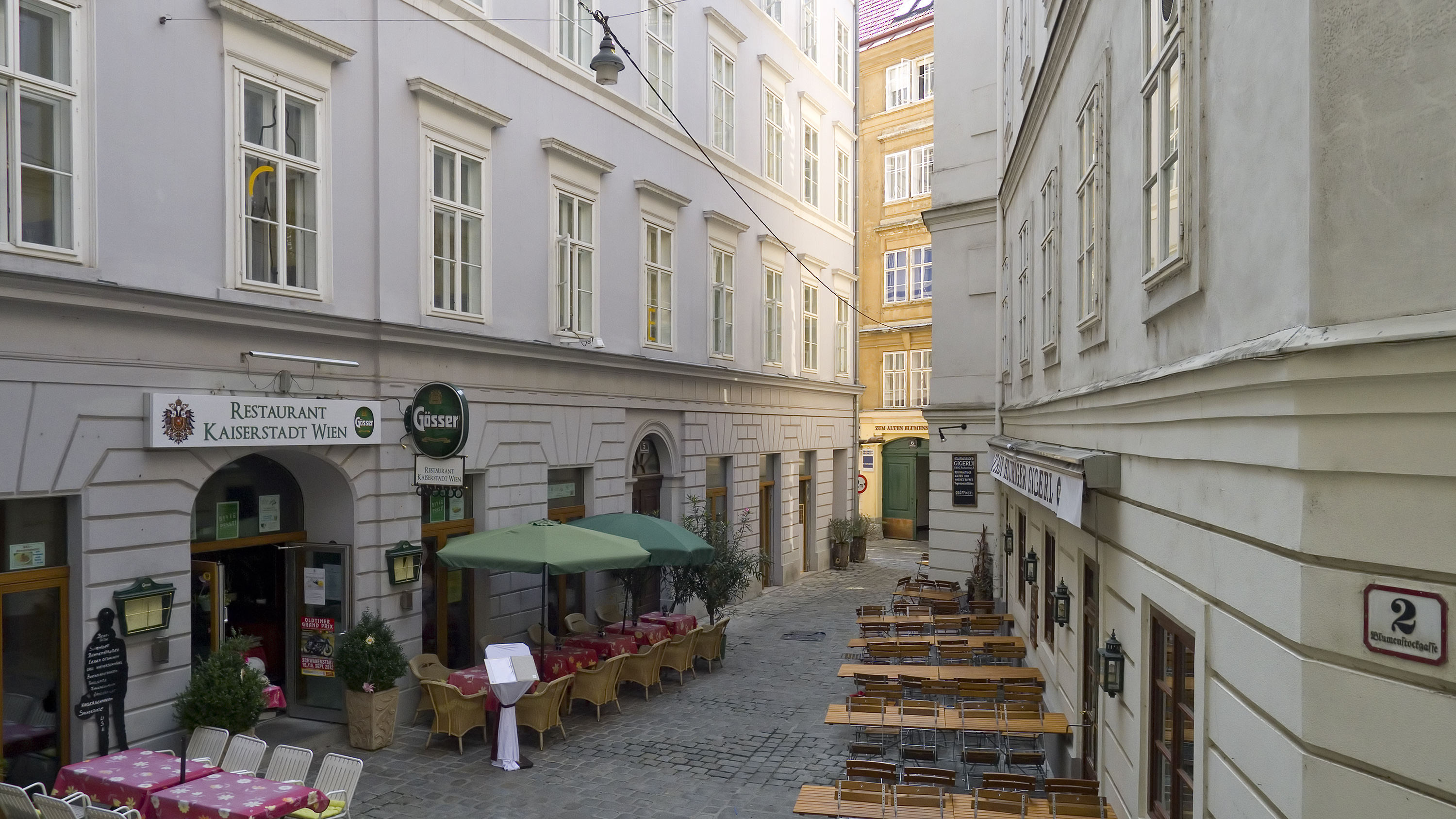
Die Blumenstockgasse, im Hintergrund die Ballgasse

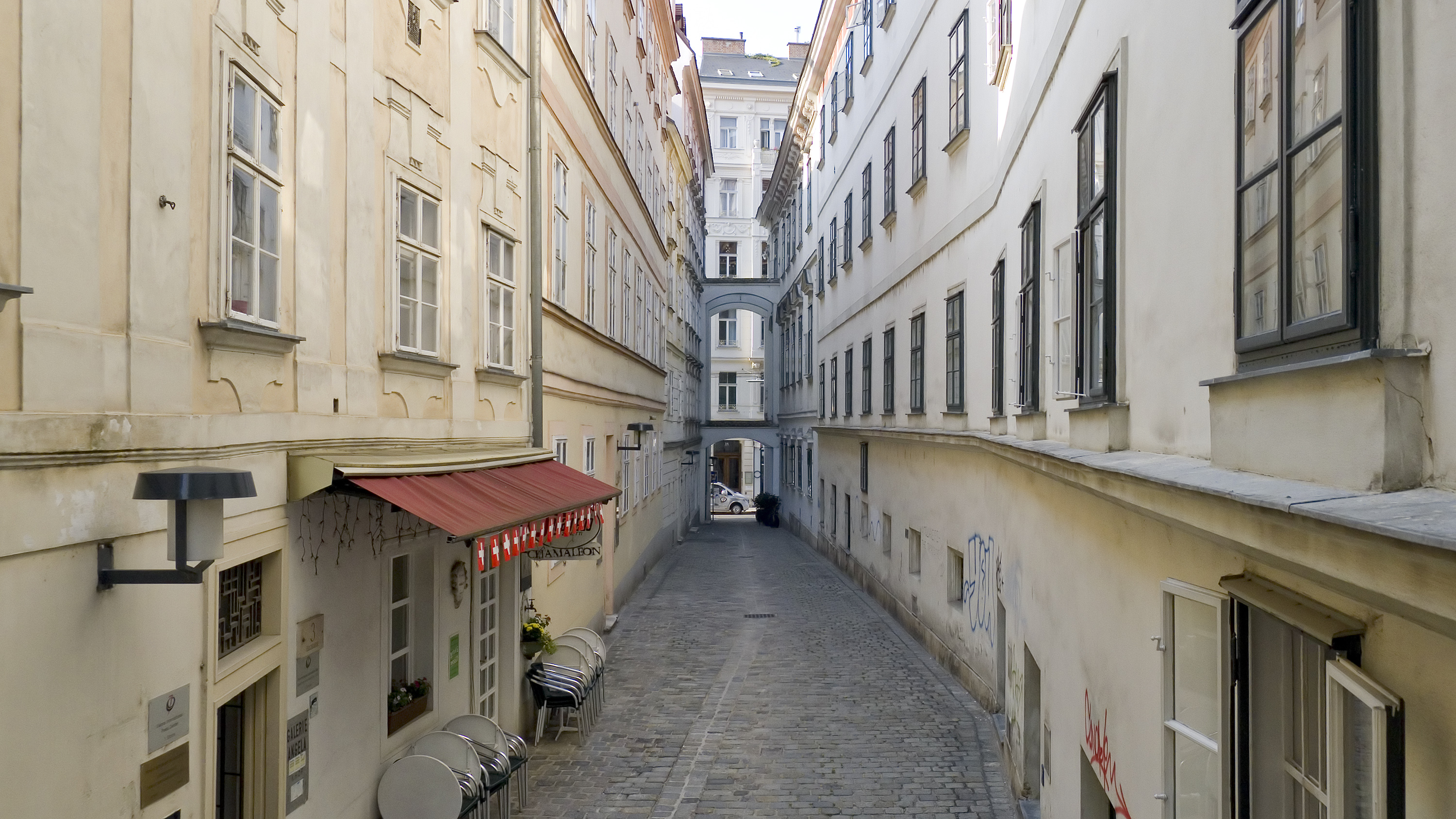
Die Blutgasse mit Blick zur Singerstraße

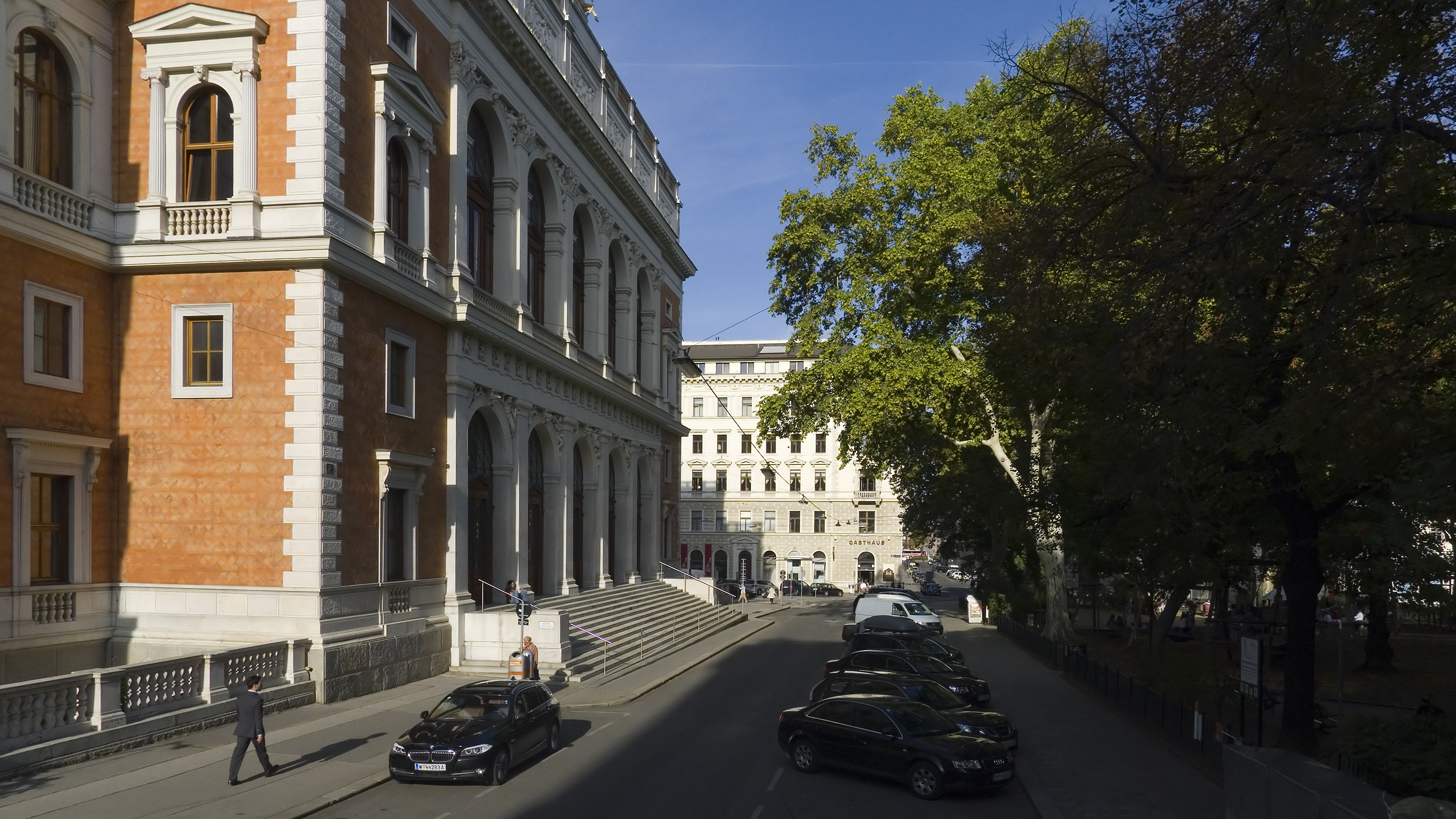
Der Börseplatz mit dem Hermann-Gmeiner-Park, links die Rückseite der Börse

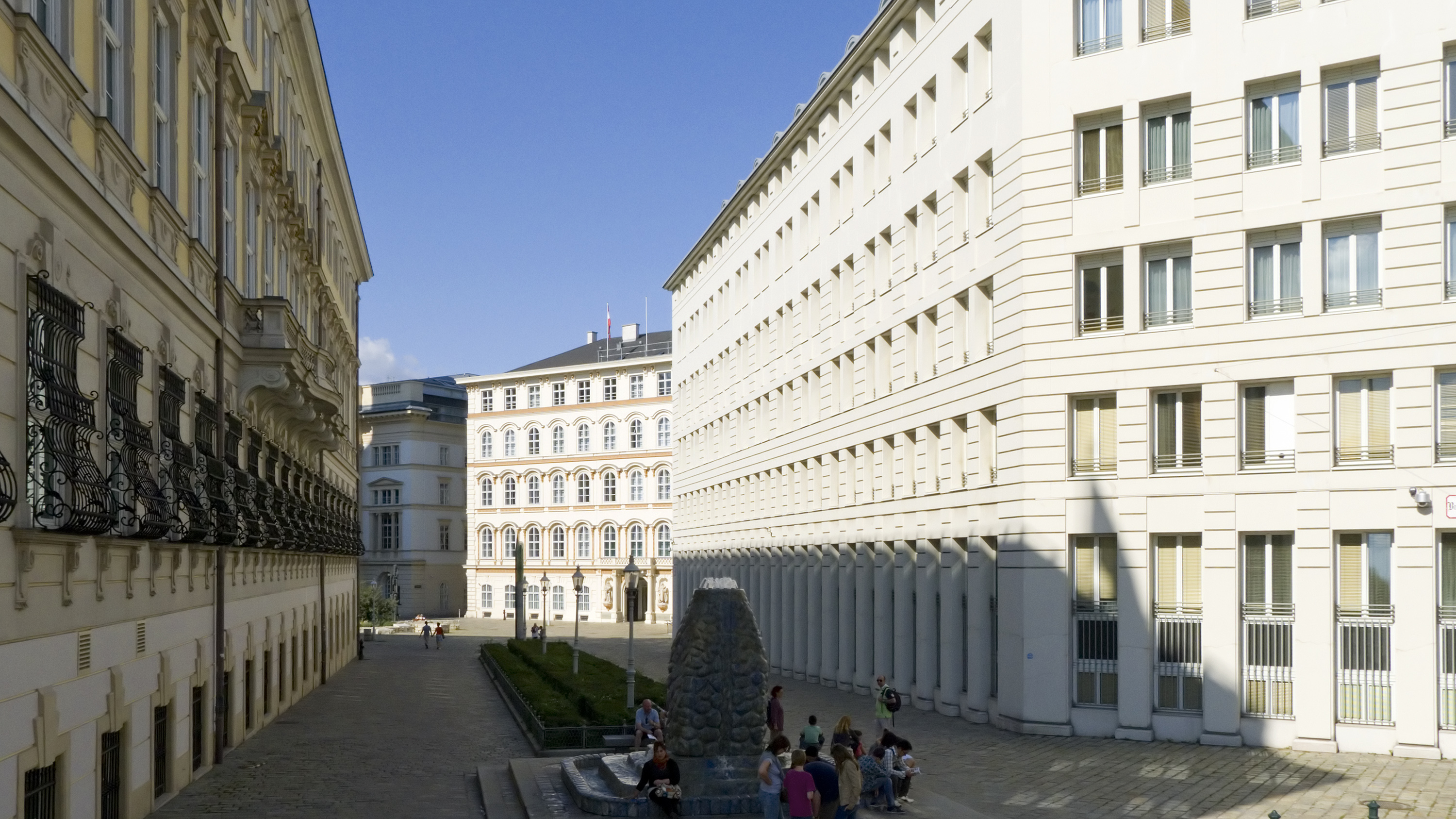
Bruno-Kreisky-Gasse mit Bundeskanzleramt (links), Außenministerium (Mitte) und Innenministerium (rechts)

- Babenbergerstraße, 1863 benannt nach dem ersten österreichischen Herrschergeschlecht, den Babenbergern, die 976–1156 Markgrafen und 1156–1246 Herzöge von Österreich waren. Sie hatten ihre Residenz 1155 / 1156 von Klosterneuburg nach Wien verlegt (siehe Am Hof); seither ist Wien die Hauptstadt Österreichs. Das ursprünglich namenlose Herrschergeschlecht erhielt die Bezeichnung Babenberger im 12. Jahrhundert durch den Babenbergersohn und Geschichtsschreiber Otto von Freising, der seine Familie fälschlich auf „Adalbert von Bamberg“ zurückführte. Nach Heinrich II. ist die auf das Riesentor des Stephansdoms zulaufende Jasomirgottstraße benannt, nach dem heiliggesprochenen Leopold III. der Leopoldsberg am nördlichen Stadtrand. Die Straße war zuvor Teil des Glacis. Sie war namensgebend für die Babenberger Passage, eine ehemalige Fußgängerunterführung an der Einmündung der Straße in den Ring.
- Bäckerstraße, benannt (Datum unbekannt, 1862 amtlich registriert) nach den Bäckern, die seit dem 14. Jahrhundert hier tätig waren. Der Bereich zwischen der Bäckerstraße und der parallelen Sonnenfelsgasse war ursprünglich ein großer Marktplatz, der dann im Mittelalter verbaut und auf die beiden Gassen reduziert wurde. Der westliche Teil der Straße bis zum Dr.-Ignaz-Seipel-Platz hieß früher (z. B. um 1830) Obere Bäckerstraße bzw. Vordere Bäckerstraße, der östliche Teil hieß Schulgasse. Die heutige Sonnenfelsgasse hieß Untere Bäckerstraße bzw. Hintere Bäckerstraße.
- Ballgasse, benannt (Datum unbekannt, vor 1830) nach dem ehemaligen Etablissement Boyersches Ballhaus, das urkundlich ab 1628 hier nachzuweisen ist. Neben dem Ballspiel fungierte das Haus auch als Theater; Ende des 17. Jahrhunderts wurden hier deutsche und italienische Komödien aufgeführt. Das Ballhaus verschwand 1701 durch den Bau des Stadtpalais des Prinzen Eugen. Die Gasse hieß um 1547 Auf der Dacken.
- Ballhausplatz, erstmals 1786 so genannt; in der Lehmann-Erstausgabe 1859 erfasst; nach den verschiedenen Ballhäusern, die von 1741 bis 1903 hier standen. 1521 hatte der spätere Kaiser Ferdinand I. das Ballspiel in Wien eingeführt, eine Vorform des heutigen Badminton. Bereits unter Maria Theresia war hier ein politisches Machtzentrum Österreichs, da Staatskanzler Kaunitz im heutigen Bundeskanzleramt amtierte. Im Vormärz hatte Staatskanzler Metternich hier seinen Dienstsitz, später folgten die Außenminister und Vorsitzenden des gemeinsamen Ministerrates Österreich-Ungarns. Dem Kanzleramt gegenüber befindet sich im Leopoldinischen Trakt der Hofburg die Präsidentschaftskanzlei des Bundespräsidenten. Der Platz hieß im Zuge der Revolution 1848 kurzzeitig Revolutionsplatz.
- Bankgasse, 1862 benannt nach der k.k. privilegierten österreichischen National-Bank (ab 1878 Österreichisch-ungarische Bank, seit 1923 Oesterreichische Nationalbank). Die Bank war nach ihrer Gründung zunächst im Stadtbancogebäude (Singerstraße 17–19) untergebracht. 1820–1821 ließ sie an der Bankgasse 1 / Herrengasse 17 von Rafael von Siegel nach Entwürfen von Charles de Moreau und Paul Sprenger ein Bankpalais errichten, das später namensgebend für die Bankgasse wurde. 1860 übersiedelte die Bank an die andere Seite der Herrengasse, in das neue, von Heinrich von Ferstel entworfene Nationalbankgebäude. Die Bankgasse wurde 1301 und 1314 als Schenkenstraße erwähnt (nach dem Haus des Heinrich Schenk von Haßbach) und seit 1452 als Vordere Schenkenstraße; die heutige Schenkenstraße hieß Hintere Schenkenstraße.
- Barbaragasse, 1862 benannt nach der Barbarakirche, der Zentralpfarrkirche der Ukrainischen Unierten Kirche in Österreich und des Ordinariats für die byzantinischen Gläubigen in Österreich. Die Kirche wurde anstelle einer 1573 erwähnten Barbarakapelle hier 1652–1654 in frühbarockem Stil erbaut und 1773 der griechisch-katholischen Kirche übergeben. Geweiht ist sie der Jungfrau, Märtyrerin und Heiligen Barbara von Nikomedien (3. Jh.), deren Existenz aber historisch nicht belegt ist. Die Gasse war vorher Teil der Postgasse.
- Bartensteingasse, 1873 benannt nach dem Staatsmann und Diplomaten Johann Christoph von Bartenstein (1689–1767); er galt zu seiner Zeit als eine der einflussreichsten Persönlichkeiten und einer der klügsten Köpfe am Wiener Hof. Er war als Leiter der österreichischen Außenpolitik ein wichtiger Ratgeber von Kaiser Karl VI. und später von Maria Theresia. Bartenstein war sowohl maßgeblich am Ausbruch des 7. Türkenkriegs wie auch des Österreichischen Erbfolgekriegs beteiligt. 1737 stiftete er die Ehe zwischen Maria Theresia und Franz Stephan von Lothringen; siehe auch Lothringerstraße. Die Gasse war vorher Teil des Glacis.
- Bauernmarkt, benannt (Datum unbekannt, 1862 amtlich registriert) nach dem ehemals hier befindlichen Marktplatz der Bauern, der erstmals 1440 erwähnt wurde. Bauernmärkte sind, im Gegensatz zu Wochenmärkten, traditionelle Märkte, auf denen früher die Bauern ihre Geschäfte tätigten und sich mit Produkten für das nächste Jahr eindeckten. Am Wiener Bauernmarkt wurden vor allem Milch, Käse, Schmalz, Kraut und Trauben gehandelt. Teile der Gasse hießen früher Münzerstraße, Hühnergässel, Hühnerbühel, Hühnerlucke, Taschnergasse, Unter den Taschnern, Refellucke und Alter Bauernmarkt. 1913 wurde die Gasse im Zusammenhang mit dem Bau des Ankerhofs, zwischen dessen beiden Bauteilen sie verläuft, über den Hohen Markt nach Norden bis zum Fleischmarkt verlängert.
- Beethovenplatz, 1880 (Erstnennung in Lehmann) benannt nach dem deutschen Komponisten Ludwig van Beethoven (1770–1827), dessen Denkmal im gleichen Jahr auf dem Platz enthüllt wurde; er gilt als der Komponist, der die Musik der Wiener Klassik zu ihrer höchsten Entwicklung geführt und der Romantik den Weg bereitet hat. Nach ihm sind auch die Beethovengasse im 9. Bezirk, Alsergrund, der Beethovengang im 19. Bezirk, Döbling, und die Beethovenstraße im 23. Bezirk, Liesing, benannt, nach seiner 3. Symphonie die Eroicagasse in Döbling. Der im Zuge des Baus der Wiener Ringstraße in den 1860er Jahren auf einem Teil des früheren Glacis errichtete parkartige Platz hatte bis 1880 keinen Namen.
- Bellariastraße, 1869 benannt nach der Bellaria, einem Vorbau des Leopoldinischen Traktes der Wiener Hofburg, der auf Wunsch Maria Theresias um 1741 errichtet wurde. Zur Bellaria führte die einzige direkte Zufahrt zur Hofburg über eine langgezogene Rampe vom Heldenplatz aus, denn Maria Theresia schätzte es, vor ihre Privatgemächer gefahren werden zu können, ohne Stiegen steigen zu müssen. Der Begriff Bellaria (ital.: schöne, angenehme Luft) war im 18. Jahrhundert ein beliebter Name für repräsentative Architektur. Die Straße wurde an der Wiener Ringstraße auf dem ehemaligen Glacis zwischen dem zur gleichen Zeit gebauten Palais Epstein und dem ab 1871 errichteten Naturhistorischen Museum angelegt.
- Biberstraße, 1902 benannt nach dem mittelalterlichen Geschlecht der Biber (auch Byber), Ministerialen zur Zeit der Babenberger. Die Straße entstand nach der Demolierung der Franz-Joseph-Kaserne im Rahmen der Kasernentransaktion. Dieser Abbruch ermöglichte die Vollendung der Wiener Ringstraße im Bereich des Stubenrings.
- Blumenstockgasse, 1862 benannt nach dem ehemaligen Gasthaus „Zum alten Blumenstock“. Das Haus gehörte ursprünglich den Klosterfrauen Zur Himmelspforte und kam 1702 als Bierhaus in privaten Besitz. Hier wurde 1819 die literarische Gesellschaft Ludlamshöhle gegründet, später war Beethoven hier häufiger Gast. Die Gasse war zuvor Teil der Ballgasse.
- Blutgasse; die Gasse wurde ab dem 16. Jahrhundert so genannt, der Grund für die Benennung ist unbekannt. Die Gasse hieß 1368–1392 Kothgässel und später Chorgässlein.
- Bognergasse, benannt (Datum unbekannt, 1563 erstmals erwähnt) nach den im Mittelalter hier ansässigen Bognern, Pfeilschnitzern und Schwertfegern. Bogner waren Handwerker, die Bögen als Waffe herstellten, Pfeilschnitzer lieferten die zugehörigen Geschoße. Schwertfeger waren Schmiede, die die Endmontage von Schwertern, Degen, Säbeln, Dolchen und ähnlichen Waffen vornahmen. Die Gasse hieß zeitweise auch Unter den Bognern; der östliche Teil hieß bis 1732 Am Peilertor.
- Börsegasse, 1870 benannt nach dem hier befindlichen Gebäude der Wiener Börse, das 1874–1877 durch Theophil von Hansen im Stil der Neorenaissance, einer Form des (für die Ringstraße typischen) Historismus, errichtet wurde. Die Börse residierte ursprünglich 1821–1860 im Stadtbancogebäude (Bankgasse 1 / Herrengasse 17, siehe Bankgasse) und dann 1860–1877 im Palais Ferstel (Herrengasse 14). Im Jahr 2000 übersiedelte die Wiener Börse AG in das Palais Caprara-Geymüller. Die Gasse wurde bereits vor der Errichtung des Börsegebäudes benannt.
- Börseplatz, 1870 benannt nach dem hier befindlichen Gebäude der Wiener Börse; siehe Börsegasse.
- Bösendorferstraße, 1919 benannt nach dem Klavierbauer Ludwig Bösendorfer (1835–1919); er übernahm 1859 nach dem Tod seines Vaters Ignaz Bösendorfer die Klavierfabrik Bösendorfer. Im selben Jahr verbesserte er die „Wiener Klaviermechanik“ und galt in der Folge als bester Klavierfabrikant Österreichs. 1866 spendete er für die neu errichteten Konzertsäle des Wiener Musikvereins, an dessen Seitenfront die Bösendorferstraße entlangführt, vierzehn seiner Flügel; siehe Musikvereinsplatz. 1871 bezog er eine größere Produktionsstätte und verlegte den Verkauf in das 1913 abgerissene Palais Liechtenstein an der Herrengasse, dessen Reitschule er in den Bösendorfer-Saal umwandelte. Die Straße war ursprünglich Teil des Glacis; sie hieß 1861–1919 Giselastraße nach Erzherzogin Gisela, Tochter von Kaiser Franz Joseph I. und Kaiserin Elisabeth.
- Brandstätte, benannt (Datum unbekannt, 1876 amtlich registriert) zur Erinnerung an die Feuersbrünste von 1276 und 1327. Als Folge blieb ein unbebauter freier Platz zurück, der Brandstätte genannt wurde. Der Name Brandstatt wird erstmals 1373 im Zusammenhang mit einem Heinrich an der Brandstatt erwähnt. Der Platz wurde ab 1874 durch palastartige Zinshäuser verbaut; diese wurden 1945 großteils zerstört und durch schlichte Neubauten ersetzt. Erhalten blieb das 1903–1905 von Josef Plečnik gestaltete Zacherlhaus auf Nr. 6.
- Bräunerstraße, 1862 benannt. Die Straße hieß ursprünglich um 1398 Brigidenstraße; durch Verballhornung wurde sie zu Breidenstraße; um 1642 hieß sie Breittenstraße, um 1664 Preitenstraße, um 1701 Breunerstraße, um 1710 Breinerstraße und dann Obere Bräunerstraße und Untere Bräunerstraße. 1862 erhielt die Untere Bräunerstraße den Namen Bräunerstraße, während die parallele Obere Bräunerstraße in Habsburgergasse umbenannt wurde.
- Bruno-Kreisky-Gasse, 1991 benannt nach Bundeskanzler Bruno Kreisky (1911–1990), dessen langjähriger Amtssitz, das Bundeskanzleramt, an die Gasse angrenzt. Er war, wegen des NS-Regimes emigriert, nach 1945 zunächst österreichischer Diplomat in Schweden und dann ab 1951 in Wien als Staatssekretär und Minister in der österreichischen Außenpolitik tätig. 1967 übernahm er den Parteivorsitz der damaligen Oppositionspartei SPÖ, die er 1970 zur relativen und 1971 für zwölf Jahre zur absoluten Mehrheit führte. Von 1970 bis 1983 war er der am längsten amtierende Bundeskanzler in der Geschichte Österreichs. Sein Vorgänger als Bundeskanzler war Josef Klaus (keine Straßenbenennung); sein Nachfolger war Fred Sinowatz (keine Straßenbenennung in Wien). Nach Kreisky benannt sind u. a. der Bruno-Kreisky-Platz im 22. Bezirk, Donaustadt, der Bruno-Kreisky-Park im 5. Bezirk, Margareten, der Gemeindebau Bruno-Kreisky-Hof in Hernals und die Bruno-Kreisky-Schule in Simmering. Die Verbindungsgasse vom Ballhausplatz zum Minoritenplatz, um 1900 mit anderen Baulinien im Stadtplan als Teil des Ballhausplatzes ersichtlich, blieb später bis 1991 namenlos; sie weist keine Hauseingänge auf und weist damit keine Hausnummern auf.[2]
- Burgring, 1863 benannt nach der Hofburg, in deren Nähe die Straße verläuft. Die Hofburg war vom 13. Jahrhundert bis 1918 (mit Unterbrechungen) Residenz der Habsburger in Wien. Seit 1946 ist sie Amtssitz des österreichischen Bundespräsidenten. In ihr sind der größte Teil der Österreichischen Nationalbibliothek sowie verschiedene Museen und Schauräume untergebracht. Nach der Hofburg sind auch der Platz In der Burg, die Neue Burg, das Burgtor, der Burggarten, das Burgtheater und die Burggasse im 7. Bezirk, Neubau, benannt. Die Straße ist einer der neun Abschnitte der Wiener Ringstraße; im Uhrzeigersinn (und der Fahrtrichtung des Autoverkehrs) vor dem Burgring kommt der Opernring, nach dem Burgring der Dr.-Karl-Renner-Ring.

## C

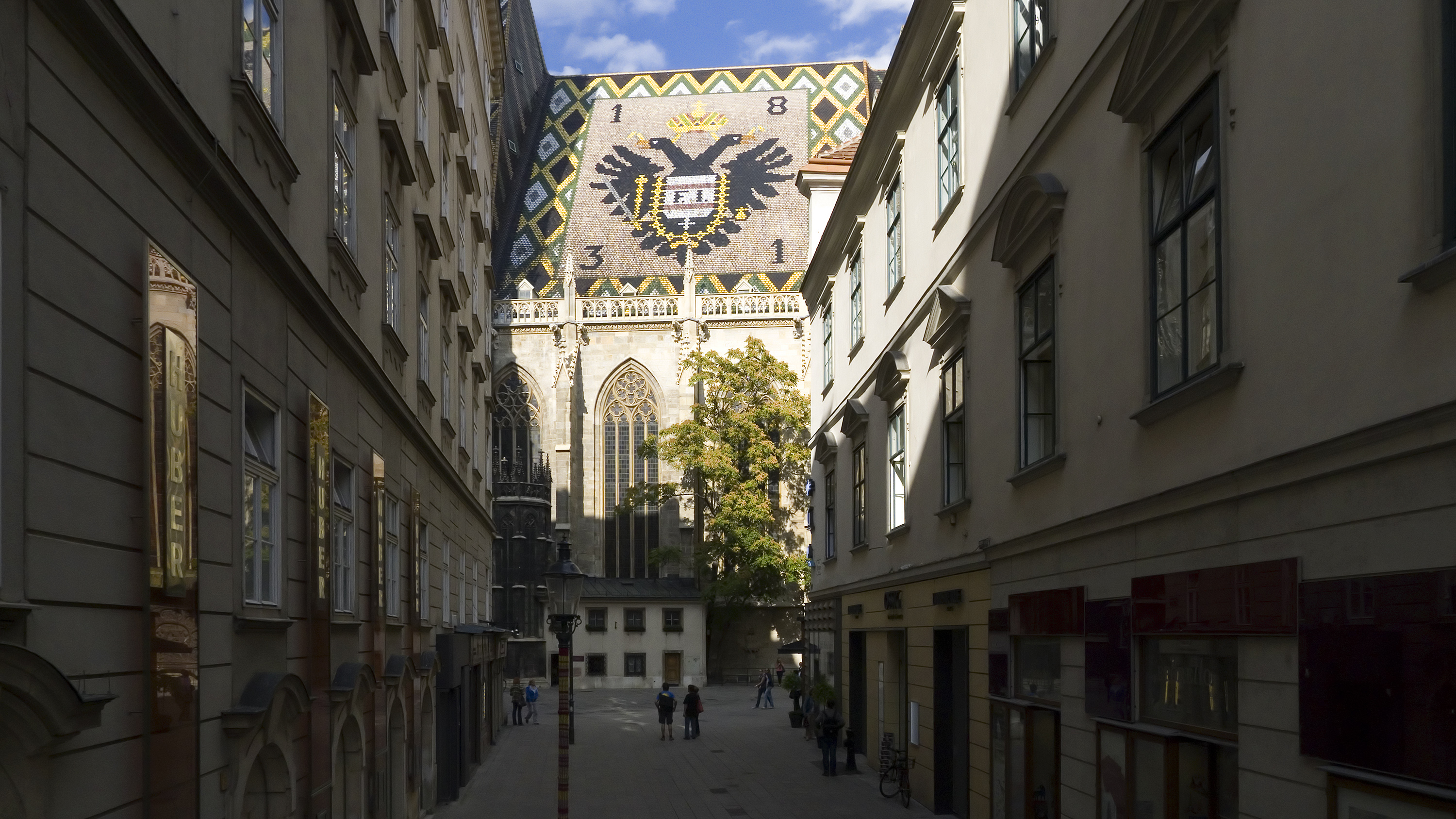
Die Churhausgasse vor dem Chor des Stephansdoms

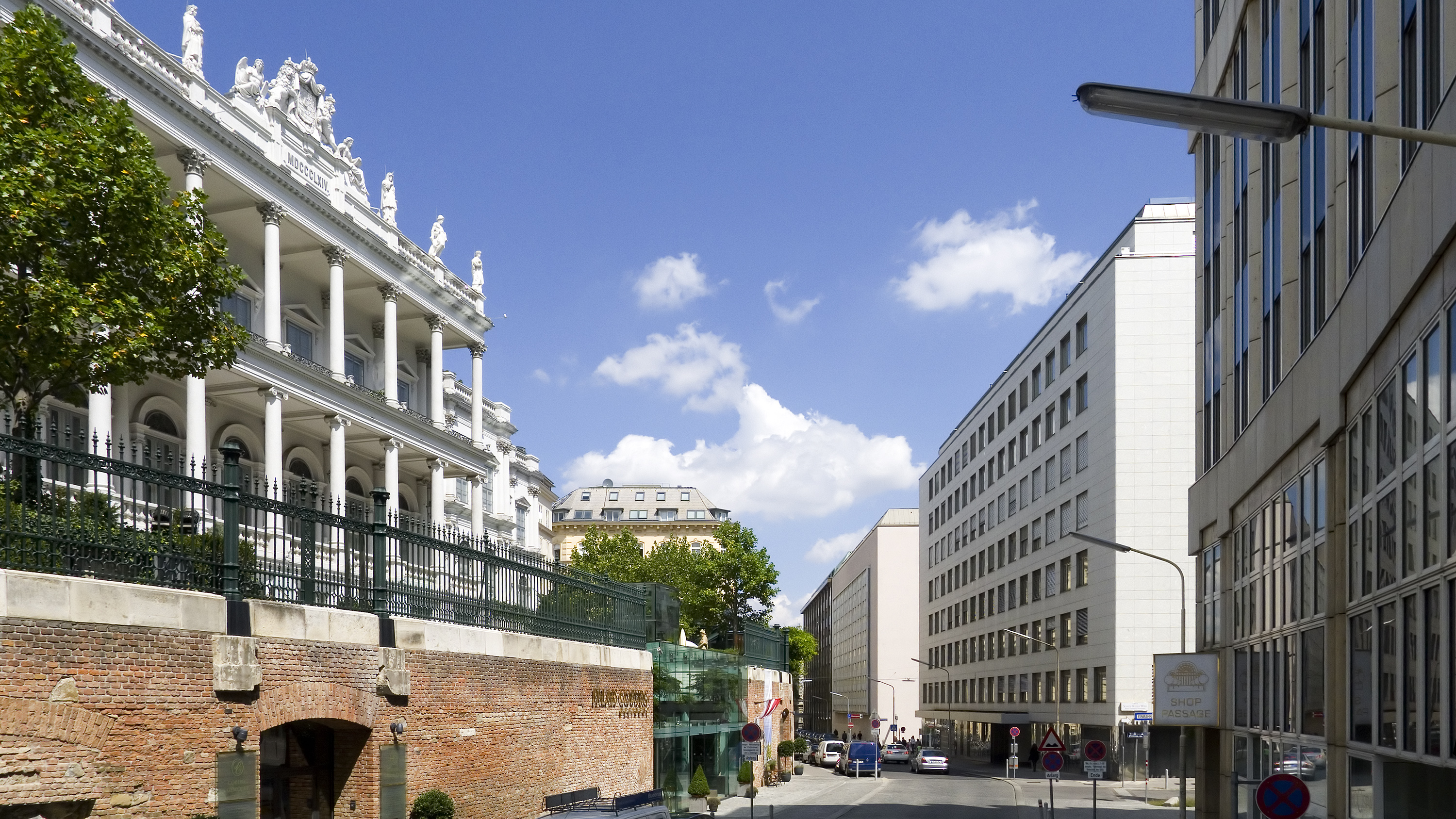
Die Straße Coburgbastei mit dem Palais Coburg

- Canovagasse, 1865 benannt nach dem italienischen Bildhauer Antonio Canova (1757–1822); er wirkte 1769–1779 in Venedig und dann in Rom. Berühmt wurde er durch die Marmorgruppe Theseus als Besieger des Minotaurus (1781–1783), die 1787 vom Wiener Bankier Moritz von Fries angekauft wurde und sich heute im Londoner Victoria and Albert Museum befindet. 1804–1819 schuf Canova die noch monumentalere Figurengruppe Theseus im Kampf mit dem Kentauren. Die ursprünglich für Napoleon Bonaparte bestimmte Skulptur wurde von Kaiser Franz I. angekauft und im Theseustempel aufgestellt, der 1819–1823 von Peter von Nobile eigens dafür errichtet wurde. Seit 1890 steht die Figurengruppe auf dem Zwischenpodest der Hauptstiege des vom Kaiser 1891 eröffneten Kunsthistorischen Museums. Canova schuf 1801–1805 in Wien auch das Grabmal für Erzherzogin Marie Christine in der Augustinerkirche; siehe Christinengasse. Die Gasse war vorher Teil des Glacis.
- Christinengasse, 1867 benannt nach Erzherzogin Marie Christine, Tochter von Maria Theresia und Kaiser Franz I. Stephan; sie gilt als Lieblingstochter Maria Theresias. 1766 heiratete sie Albert Kasimir von Sachsen-Teschen, Begründer und Namenspatron der Albertina, der größten Grafiksammlung der Welt; siehe die Albertgasse im 8. Bezirk, Josefstadt. Da Marie Christine keine überlebenden Kinder hatte, adoptierte sie ihren Neffen Erzherzog Karl, den späteren Sieger von Aspern. Ihr von Antonio Canova geschaffenes Grabmal befindet sich in der Augustinerkirche; siehe Canovagasse. Die Gasse war vorher Teil des Glacis.
- Churhausgasse, 1862 benannt nach dem Erzbischöflichen Curhaus gegenüber dem Südportal des Stephansdoms. Als Cur bezeichnete man die Seelsorgegeistlichkeit von St. Stephan. Das Curhaus wurde 1738–1740 erbaut. Zuvor befanden sich an seiner Stelle die Bauhütte von St. Stephan und die Bürgerschule zu St. Stephan (erstmals 1237 urkundlich erwähnt, siehe Schulerstraße). Die Gasse wurde bereits um 1309 angelegt, blieb aber bis 1862 namenlos.
- Cobdengasse, 1865 benannt nach dem britischen Unternehmer und Wirtschaftspolitiker Richard Cobden (1804–1865); er errichtete 1831 eine Firma zur Verarbeitung von Baumwolle, gründete 1839 die Freihandelsbewegung Anti-Corn Law League und wurde 1841 ins House of Commons gewählt. Cobden galt als die führende Figur des Manchesterliberalismus und der Freihandelsbewegung; seine Arbeit zielte auf die Verbesserung der Situation der Armen hin. Vor der Anlage der Gasse befand sich hier ein Graben vor der Stubenbastei.
- Coburgbastei, 1863 benannt nach dem Offizier Ferdinand Georg August von Sachsen-Coburg-Saalfeld-Koháry (1785–1851), Kavallerie-General in österreichischen Diensten. Er kämpfte in den Schlachten von Eggmühl, Aspern und Wagram, tat sich besonders in der Schlacht bei Kulm hervor, und wurde 1824 zum Feldmarschallleutnant und 1841 zum General der Kavallerie befördert. 1840–1845 ließ er an bzw. auf der 1531–1863 bestehenden Braunbastei das Palais Coburg erbauen. Der Gassenname Coburgbastei war zur Zeit seiner Einführung eine unhistorische Kombination aus dem Prinzen Coburg und seinem Palais und der Bastei, nach deren Abbruch die Gasse entstand.
- Concordiaplatz, 1880 benannt nach dem Presseclub Concordia, einem unabhängigen Verein mit Sitz in der Bankgasse 8, dem sowohl österreichische Journalisten und Schriftsteller als auch Korrespondenten ausländischer Medien angehören. Er wurde 1859 mit dem ursprünglichen Zweck der Unterstützung hilfsbedürftiger Mitglieder gegründet und ist damit der älteste Presseclub der Welt. Benannt ist der Club nach Concordia, der Göttin der Eintracht in der römischen Mythologie.

## D

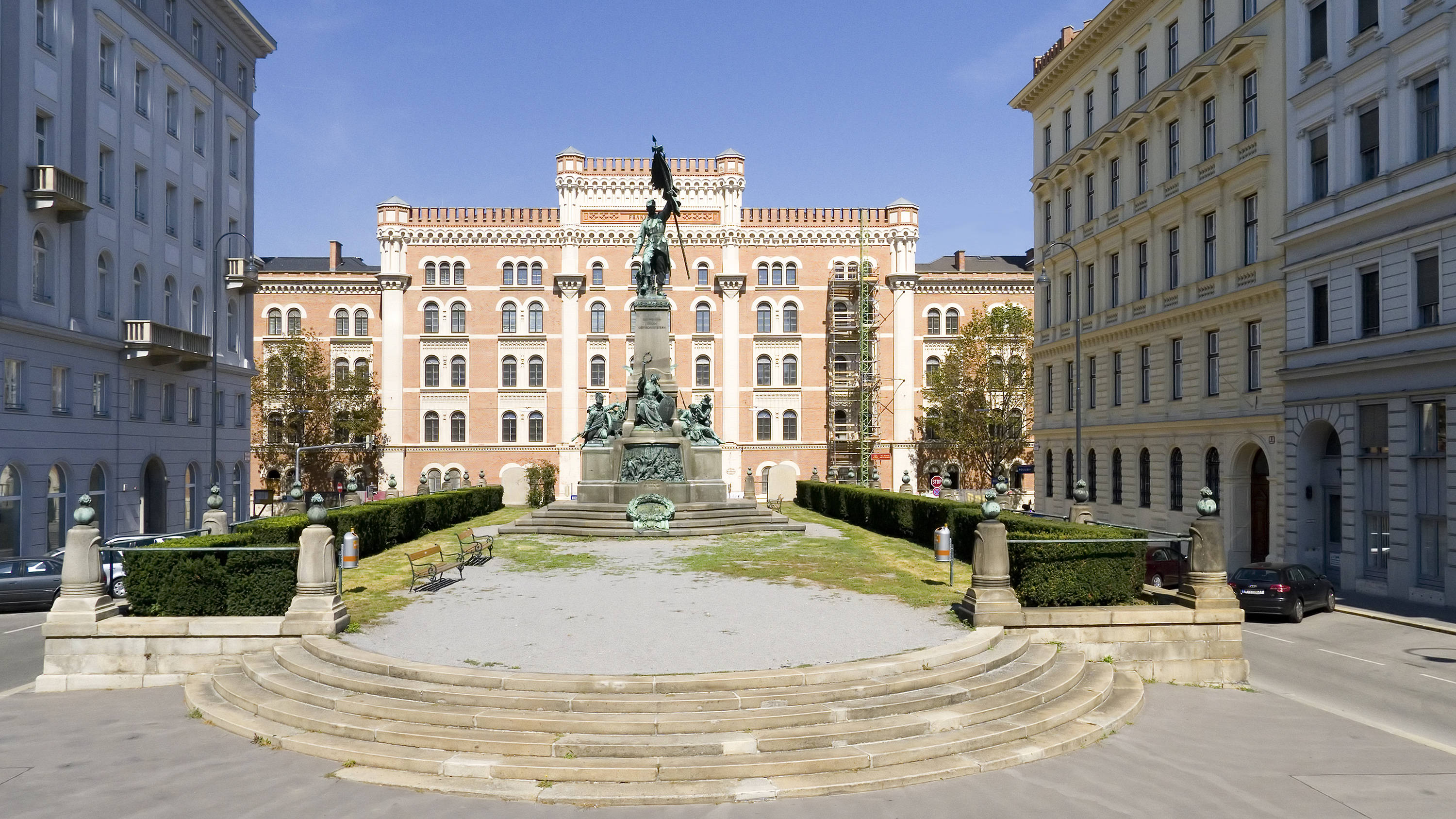
Deutschmeisterplatz; dahinter, im 9. Bezirk, die Rossauer Kaserne

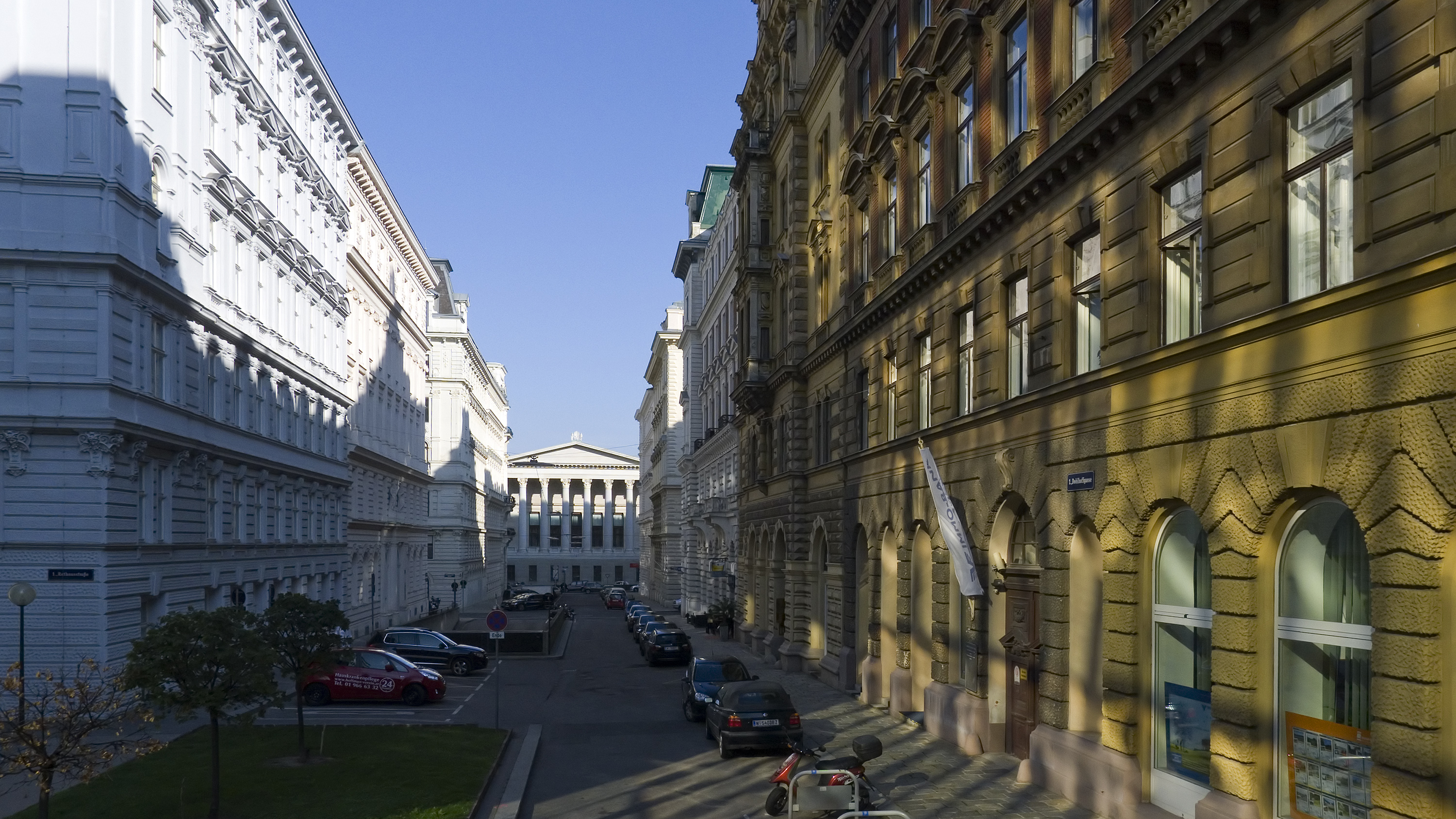
Die Doblhoffgasse bei der Rathausstraße, hinten die Rückseite des Parlaments

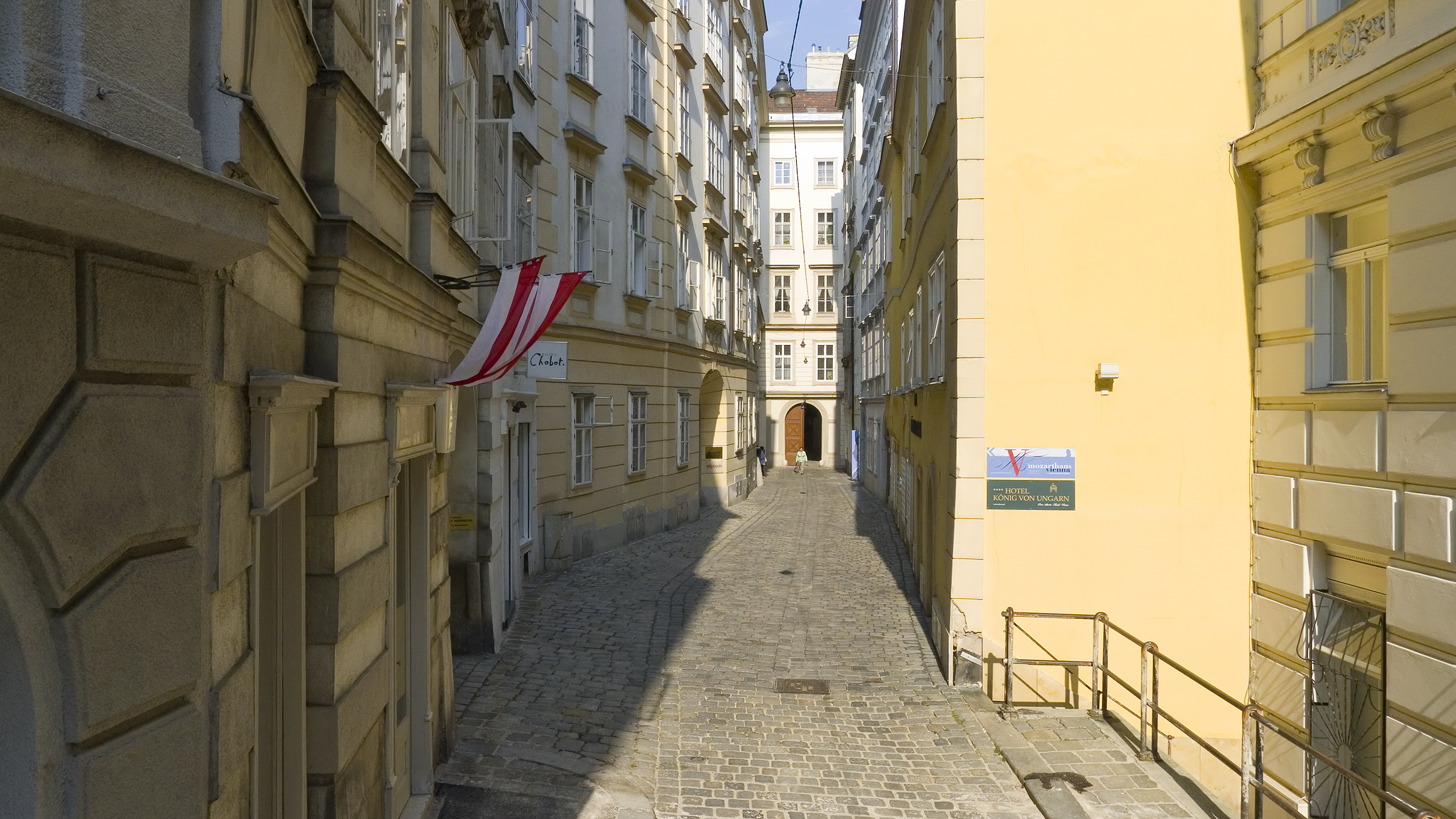
Die Domgasse bei Nr. 8 Richtung Westen

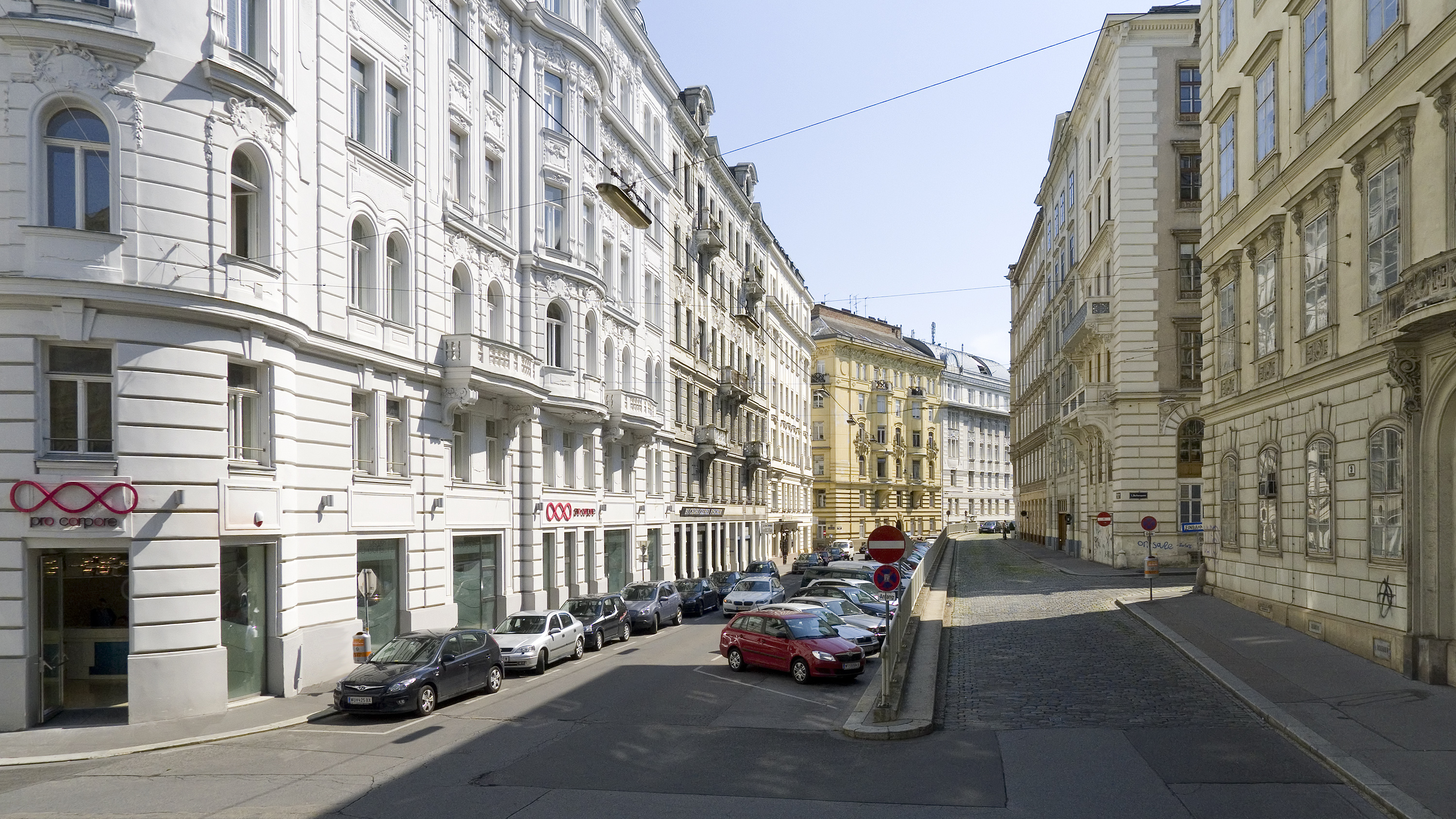
Die Dominikanerbastei, bei der an der Rosenbursenstraße (links) beginnenden Rampe zur Barbaragasse und Predigergasse

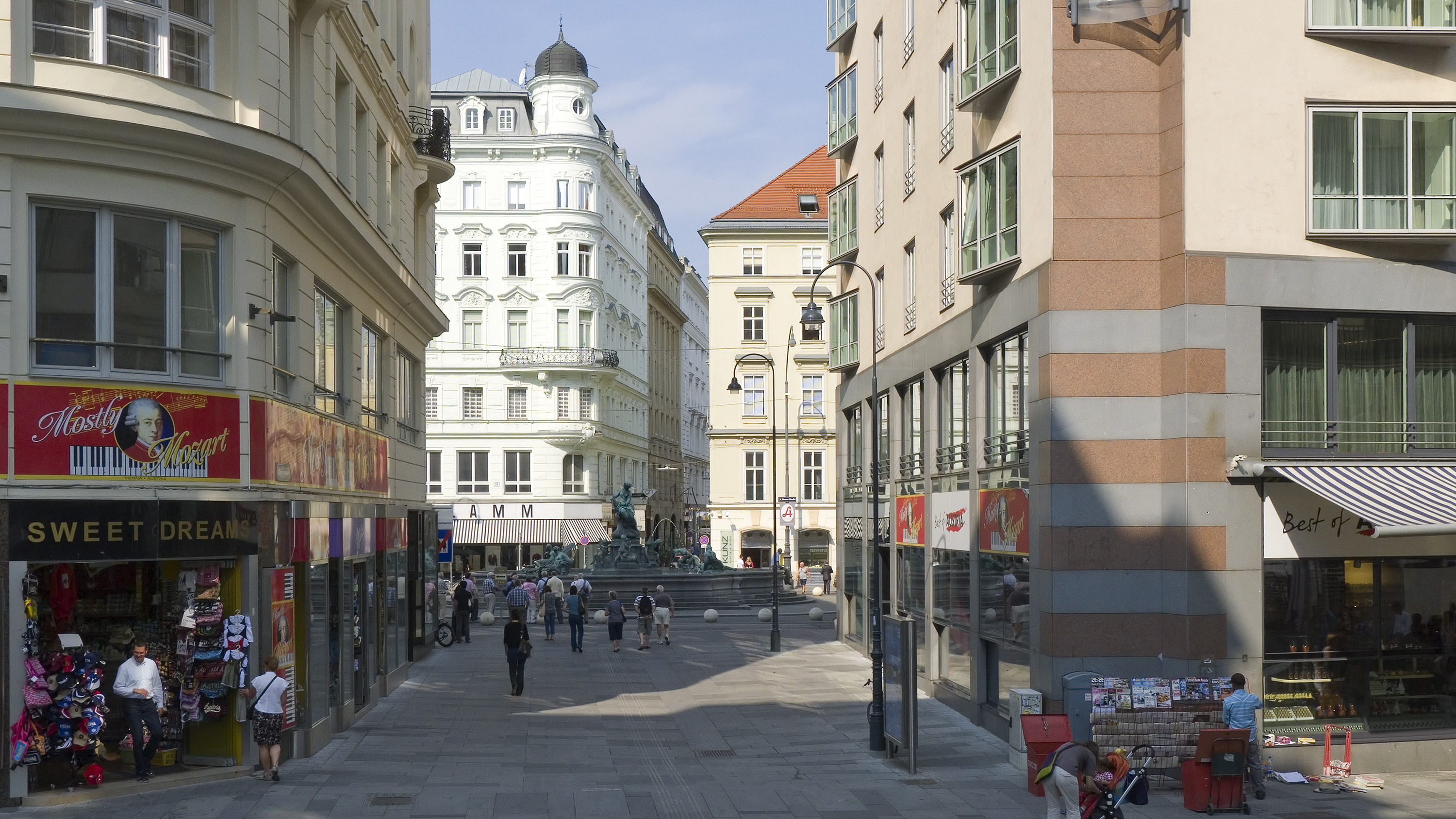
Die Donnergasse, hinten der Neue Markt mit dem Donnerbrunnen

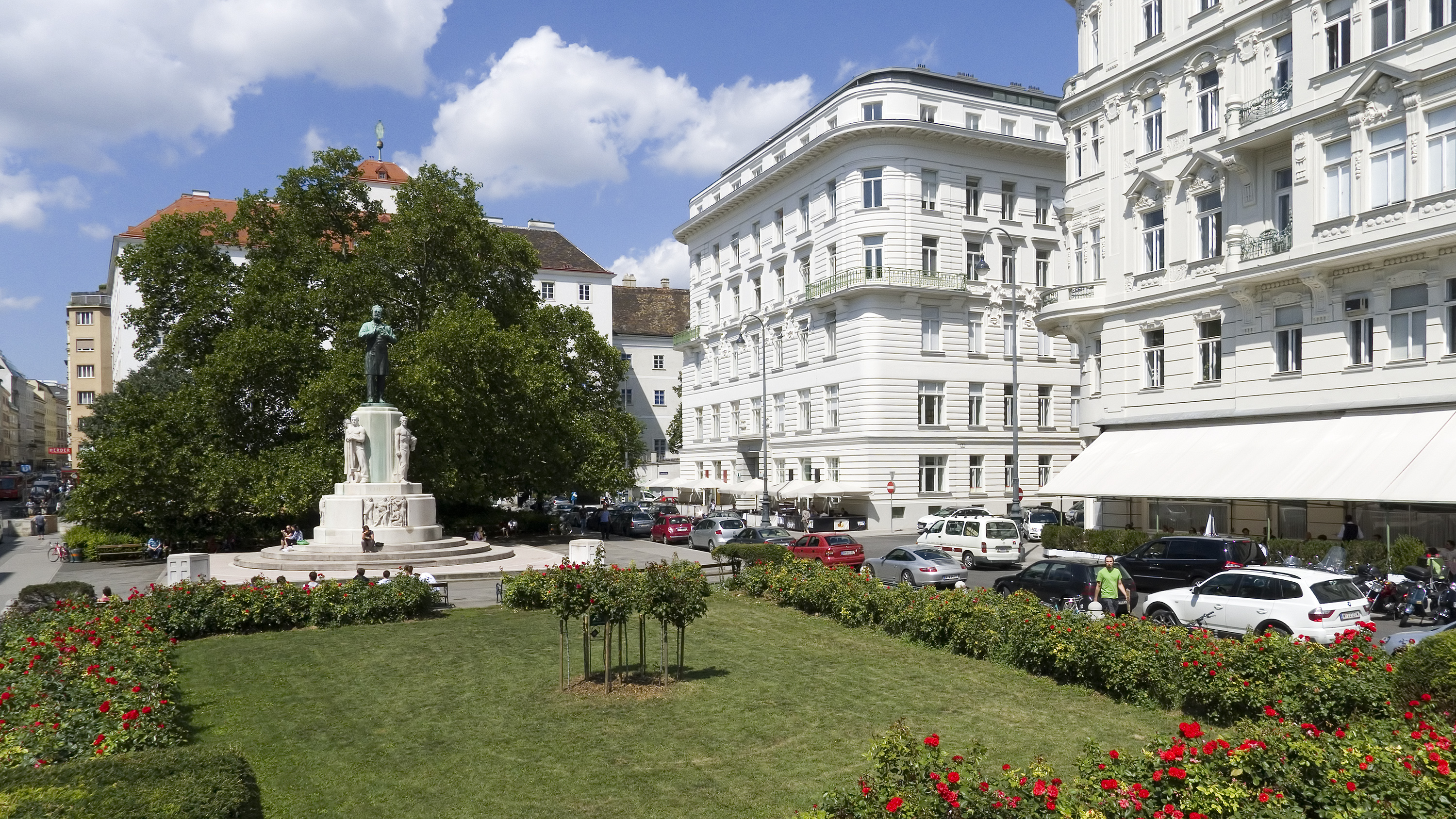
Der Dr.-Karl-Lueger-Platz mit dem Luegerdenkmal

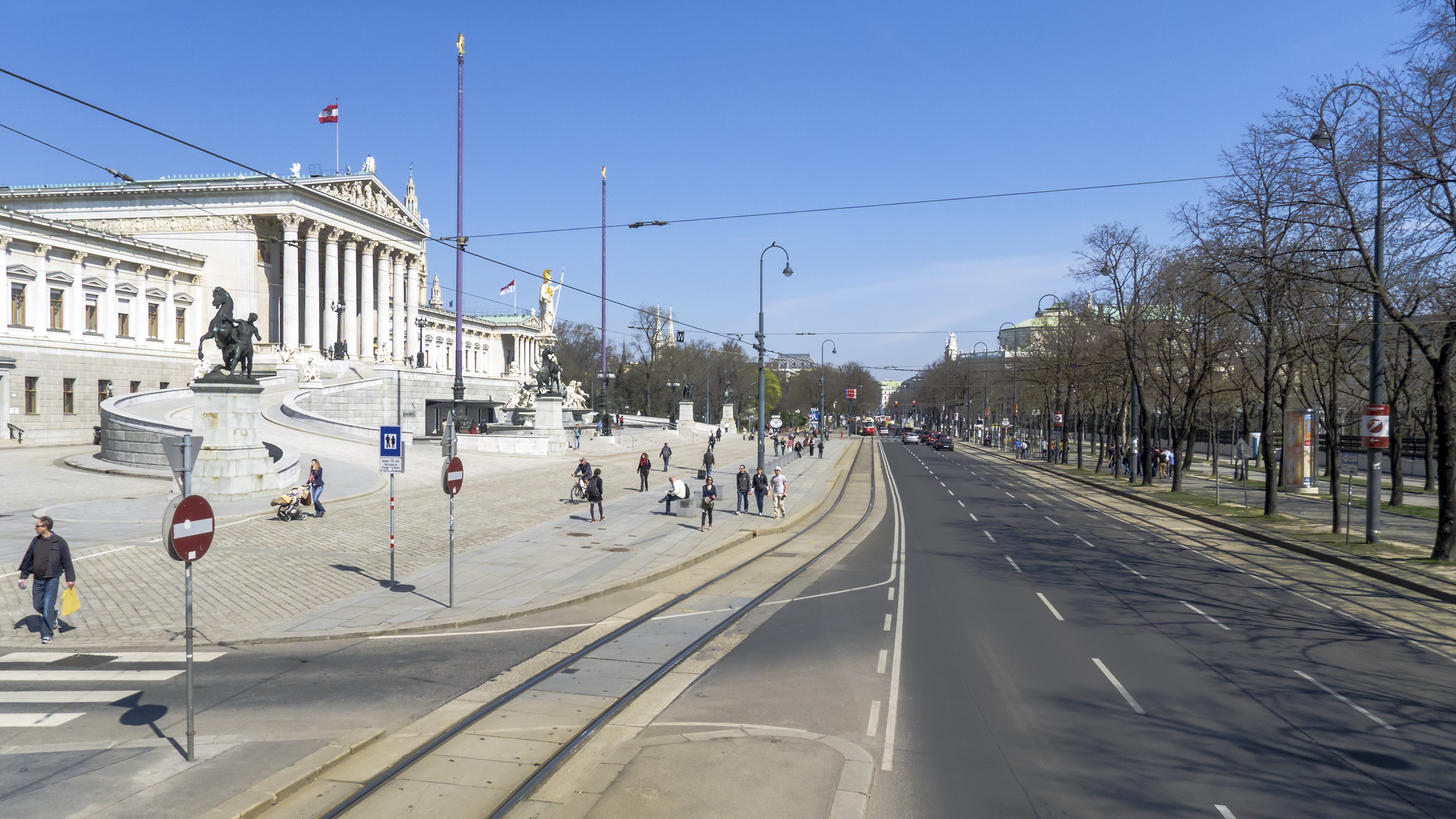
Der Dr.-Karl-Renner-Ring, links das Parlament, rechts der Volksgarten

- Desider-Friedmann-Platz, 1990 benannt nach dem Rechtsanwalt Desider Friedmann (1880–1944); er war Mitglied im Zionistischen Landesverband für Österreich (ZLVfÖ) und zeitweise dessen Vorsitzender. 1921 wurde er Vizepräsident der Wiener Israelitischen Kultusgemeinde, 1932–1938 war er deren Präsident. Nach dem „Anschluss“ wurde er 1938 verhaftet und 1944 im KZ Auschwitz ermordet. Der Platz bei der Judengasse, am oberen Ende der Jerusalemstiege vom tiefer gelegenen Fleischmarkt, war vorher Teil desselben.
- Deutschmeisterplatz, 1876 benannt nach dem k.u.k. Infanterie-Regiment Hoch- und Deutschmeister Nr. 4, das 1696 von Kaiser Leopold I. als Teutschmeister zu Fuß gegründet wurde und ab 1779 das Wiener Hausregiment war. Auf dem Platz befindet sich das 1903–1906 errichtete Deutschmeister-Denkmal von Johannes Benk (siehe die Benkgasse im 13. Bezirk, Hietzing), dahinter eine Seitenfront der Rossauer Kaserne. Die Deutschmeister waren namensgebend für zahlreiche Werke der Marschmusik, u. a. den Deutschmeister-Jubiläumsmarsch, Op. 470, von Johann Strauß Sohn. Der Platz entstand im Zuge der Verbauung des Schottenrings, an den er grenzt.
- Doblhoffgasse, 1873 benannt nach dem Politiker Anton von Doblhoff-Dier (1800–1872); er war 1848 liberales Mitglied des Reichstages und in diesem Jahr Handelsminister und kurzzeitig Ministerpräsident im Kabinett Pillersdorf. Ab 1858 widmete er sich der Landwirtschaft, war 1861–1867 Abgeordneter zum Landtag von Niederösterreich und zum Reichsrat sowie ab 1867 Mitglied des Herrenhauses. Die Gasse hinter dem Parlament war zuvor Teil des Glacis.
- Domgasse, 1862 benannt nach dem nahe gelegenen Stephansdom (eigentlich: Dom- und Metropolitankirche zu St. Stephan und allen Heiligen), dem Wahrzeichen Wiens. Er ist seit 1365 Domkirche (Sitz eines Domkapitels), seit 1469/1479 Kathedrale (Bischofssitz) und seit 1723 Metropolitankirche des Erzbischofs von Wien. Benannt ist er nach Stephanus (ca. 1 n. Chr.–ca. 36/40 n. Chr.); er gilt der Legende nach als erster christlicher Märtyrer. Die Gasse hieß 1387–1422 Hintere Schulstraße und 1770–1861 Kleine Schulerstraße.
- Dominikanerbastei, 1863 benannt nach der gleichnamigen Bastei, einem Teil der Wiener Stadtbefestigung, die 1431 als Erdwerk und 1545 als gemauerte Anlage errichtet wurde. 1858–1862 wurde die Dominikanerbastei abgebrochen, an ihrer Stelle wurde die gleichnamige Gasse angelegt. Die Bastei bezog ihren Namen von der angrenzenden Dominikanerkirche bzw. dem Dominikanerkloster und diese wiederum vom Orden der Dominikaner, der im frühen 13. Jahrhundert vom heiligen Dominikus (um 1170–1221) gegründet wurde. An die Bastei erinnert die Hochlage der Häuser an der westlichen Straßenseite der südlichen Hälfte der Gasse.
- Donnergasse, 1862 benannt nach dem Bildhauer Georg Raphael Donner (1693–1741); er gilt neben Balthasar Permoser als der bedeutendste mitteleuropäische Bildhauer seiner Zeit. In Wien schuf er u. a. um 1734 die Apotheose Kaiser Karls VI. und die Apotheose des Prinzen Eugen (beide im Belvedere) und 1741 den Andromedabrunnen im Hof des Alten Rathauses. Sein bekanntestes Werk ist der Providentiabrunnen am Neuen Markt (um 1737), der nach seinem Tod nach ihm Donnerbrunnen genannt wurde. Nach dem in Essling geborenen Künstler ist dort, im 22. Bezirk, Donaustadt, die Raphael-Donner-Allee benannt. Die Gasse hieß vorher Spitalgasse (nach dem ab ca. 1300 belegten Keller des Bürgerspitals); dieser Name verblieb der gleichnamigen Gasse im 9. Bezirk.
- Dorotheergasse, benannt (Datum unbekannt, um 1650) nach dem ehemaligen Dorotheerkloster bzw. dem heutigen Dorotheum in dieser Gasse. Das Dorotheerkloster mit angeschlossener Dorotheerkirche wurde um 1400 gegründet und 1782 im Zuge der Josephinischen Reformen aufgelöst. Benannt war das Kloster nach der heiligen Dorothea (um 279–290), die jedoch historisch nicht fassbar ist. An Stelle des Klosters wurde 1787 das Pfandhaus und Auktionshaus Dorotheum errichtet; es ist das größte Auktionshaus für Kunst und angewandte Kunst in Mitteleuropa. Die Gasse hieß um 1300 Färberstraße und später Unter den Verbern (nach den flämischen Tuchfärbern, die ab 1208 hier ansässig waren). Ab ca. 1450 taucht der Name St.-Dorotheengasse auf und ab ca. 1650 setzte sich Dorotheergasse in verschiedenen Schreibweisen durch.
- Drachengasse, benannt (Datum unbekannt, 1656 erstmals erwähnt) nach dem Haus „Zum goldenen Drachen“. Das auch Drachenhaus genannte Objekt bezog seinen Namen von seinen Besitzern, der Familie Drach; nachweisbar sind hier der kaiserliche Rat Hartmann Drach (um 1576–1655) und sein Sohn, der Gastwirt Johann Martin Drach (1629–1683), Mitglied des Inneren Rats und Infektions-Kommissarius des Kärntnerviertels. Das Haus trug um 1701 das Bild eines Drachen.[3]
- Drahtgasse, 1862 benannt nach dem Sitz eines Drahtziehers und Drahthändlers in dieser Gasse. Drahtzieher stellen aus Metallen wie zum Beispiel Eisen und Kupfer Drähte und Kabel her; siehe auch Naglergasse. Der nordwestliche Teil der Gasse gehörte im Mittelalter zum Ledererhof (siehe diesen), der nordöstliche Teil zur Judenstadt. Die Häuser der kurzen Verbindung vom Platz Am Hof zum Judenplatz wurden bis 1862 einem dieser beiden Plätze oder dem von der Gasse abzweigenden Ledererhof zugeordnet.
- Dr.-Ignaz-Seipel-Platz, 1949 benannt nach dem Prälaten, Theologen, Politiker und Bundeskanzler Ignaz Seipel (1876–1932); er war ab 1919 Mitglied der Konstituierenden Nationalversammlung und 1921–1930 Obmann der Christlichsozialen Partei (CS). Als Bundeskanzler (1922–1924 und 1926–1929) prägte er maßgeblich die österreichische Politik, wobei er vor allem die Sozialdemokraten bekämpfte. Seipel leitete insgesamt fünf Kabinette; 1930 war er kurzzeitig Außenminister im Kabinett von Carl Vaugoin. Sein Vorgänger als Bundeskanzler war Johann Schober (siehe die Dr.-Schober-Straße im 13. Bezirk, Hietzing); sein Nachfolger war Ernst Streeruwitz (keine Straßenbenennung). Nach ihm ist auch der Dr.-Ignaz-Seipel-Hof im 3. Bezirk benannt. Der Platz hieß früher Jesuitenplatz (ab 1701 belegt, nach der Jesuitenkirche) und dann 1862–1949 Universitätsplatz (nach der Alten Universität). Im Historikerbericht Straßennamen Wiens seit 1860 als „Politische Erinnerungsorte“ aus dem Jahr 2013 ist die Verkehrsfläche Gruppe B (Diskussionsbedarf) zugeordnet.[1]
- Dr.-Karl-Lueger-Platz, 1926 benannt nach dem Politiker und Wiener Bürgermeister Karl Lueger (1844–1910); der Rechtsanwalt war Mitglied des Wiener Gemeinderats (1875–1876 und 1878–1910) und des Reichsrats. 1893 gründete er die österreichische Christlichsoziale Partei (CS). Lueger war 1897–1910 Wiener Bürgermeister. Seine Amtszeit ist gekennzeichnet durch zahlreiche kommunale Großprojekte, etwa die II. Wiener Hochquellenwasserleitung, die Kommunalisierung der Gas- und Elektrizitätsversorgung sowie der Straßenbahnen, den Bau von großen Sozialeinrichtungen wie das Versorgungsheim Lainz und das Psychiatrisches Krankenhaus am Steinhof. Sein Vorgänger als Bürgermeister war Josef Strobach (siehe die Strobachgasse im 5. Bezirk, Margareten); sein Nachfolger war Josef Neumayer (keine Straßenbenennung). Nach Lueger ist im 15. Bezirk der Luegerhof benannt, sowie am Wiener Zentralfriedhof die Luegerkirche, offiziell Friedhofskirche zum heiligen Karl Borromäus. An Stelle des Platzes befand sich die Kurtine zwischen Braun- und Dominikanerbastei mit dem Stubentor in Verlängerung der Wollzeile. Nach dem Abbruch der Stadtbefestigung ab 1858 entstand an der neuen Ringstraße ein freier Platz, der bis zur Demolierung 1901 zum Areal der bis 1857 außerhalb der Stadtmauer errichteten Franz-Joseph-Kaserne zählte, dann namenlos blieb und erst anlässlich der Errichtung des Luegerdenkmals 1926 benannt wurde. Damit wurde die bis 1932 bis zum Wienfluss reichende Wollzeile unterbrochen. Unter dem Platz wurde 1991 die U-Bahn-Station Stubentor eröffnet. 1907–1926 war der Platzname für den Rathausplatz in Gebrauch, wo nach den Intentionen der privaten Stifter das Luegerdenkmal platziert werden sollte; das seit 1919 Rote Wien „verlegte“ Denkmal und Platzname hierher. Lueger hatte das allgemeine und gleiche Kommunalwahlrecht auch für Arbeiter verhindert und damit die Herrschaft der Christlichsozialen Partei in der Stadt Wien um zehn Jahre verlängert (gesamtstaatlich war dieses Wahlrecht 1907 geschaffen worden). Im Historikerbericht Straßennamen Wiens seit 1860 als „Politische Erinnerungsorte“ aus dem Jahr 2013 ist die Straße Gruppe A (intensiver Diskussionsbedarf) zugeordnet.[1]
- Dr.-Karl-Lueger-Ring: seit 2012 Universitätsring
- Dr.-Karl-Renner-Ring, 1956 benannt nach dem Politiker und Bundespräsidenten Karl Renner; er war 1918–1920 als Staatskanzler maßgeblich am Entstehen der Ersten Republik Österreich beteiligt. 1920–1934 war er Abgeordneter zum Nationalrat (SDAP/SPÖ) und 1931–1933 Präsident des Nationalrates. Nach dem Zweiten Weltkrieg war er Chef der provisorischen Regierung und von Dezember 1945 bis zu seinem Tod 1950 Bundespräsident. Sein Nachfolger als Bundespräsident war Theodor Körner (siehe die Ing.-Körner-Gasse in einer Kleingartenanlage im 17. Bezirk, Hernals). Die Straße hieß 1870–1919 vom Schmerlingplatz bis zur Schottengasse Franzensring (nach Kaiser Franz II./I.), 1919–1934 vor dem Parlament Ring des 12. November (nach dem Datum der Ausrufung der Republik Deutschösterreich), 1934–1940 Dr.-Ignaz-Seipel-Ring (nach Bundeskanzler Ignaz Seipel), 1940–1945 Josef-Bürckel-Ring (nach dem nationalsozialistischen Gauleiter Josef Bürckel), 1945–1949 auf der heutigen Länge wieder Dr.-Ignaz-Seipel-Ring, 1949–1956 Parlamentsring (nach dem dort anrainenden Parlamentsgebäude) und seit 1956 Dr.-Karl-Renner-Ring. Die Straße ist einer der neun Abschnitte der Wiener Ringstraße; im Uhrzeigersinn (und der Fahrtrichtung des Autoverkehrs) vor dem Dr.-Karl-Renner-Ring kommt der Burgring, nach dem Dr.-Karl-Renner-Ring der Universitätsring. Im Historikerbericht Straßennamen Wiens seit 1860 als „Politische Erinnerungsorte“ aus dem Jahr 2013 ist die Verkehrsfläche Gruppe B (Diskussionsbedarf) zugeordnet.[1]
- Dumbastraße, 1900 benannt nach dem griechisch-österreichischen Industriellen und Politiker Nikolaus Dumba (1830–1900); er galt als wichtiger Kunstmäzen und -sammler. Er pflegte Kontakte zu Johannes Brahms, Richard Wagner und Johann Strauss; seine Vorliebe galt Franz Schubert. Als Förderer der Musik übte Dumba u. a. das Amt des Vizepräsidenten der Gesellschaft der Musikfreunde, als Musikverein bekannt aus; die Hauptfront des Musikvereinsgebäudes lag bis 2012 an der Dumbastraße (seither heißt der Platz vor der Hauptfront Musikvereinsplatz). Für den Wiener Männergesang-Verein, dem Nikolaus Dumba 1865–1872 vorstand, komponierte Johann Strauss Sohn den Walzer An der schönen blauen Donau. 1865 / 1866 ließ er sein Palais Dumba erbauen. Die Straße hieß zuvor Künstlergasse (Erstnennung in Lehmann 1870; nach dem 1865–1868 errichteten Künstlerhaus, von dem eine Seitenfront an die Straße angrenzt).

## E

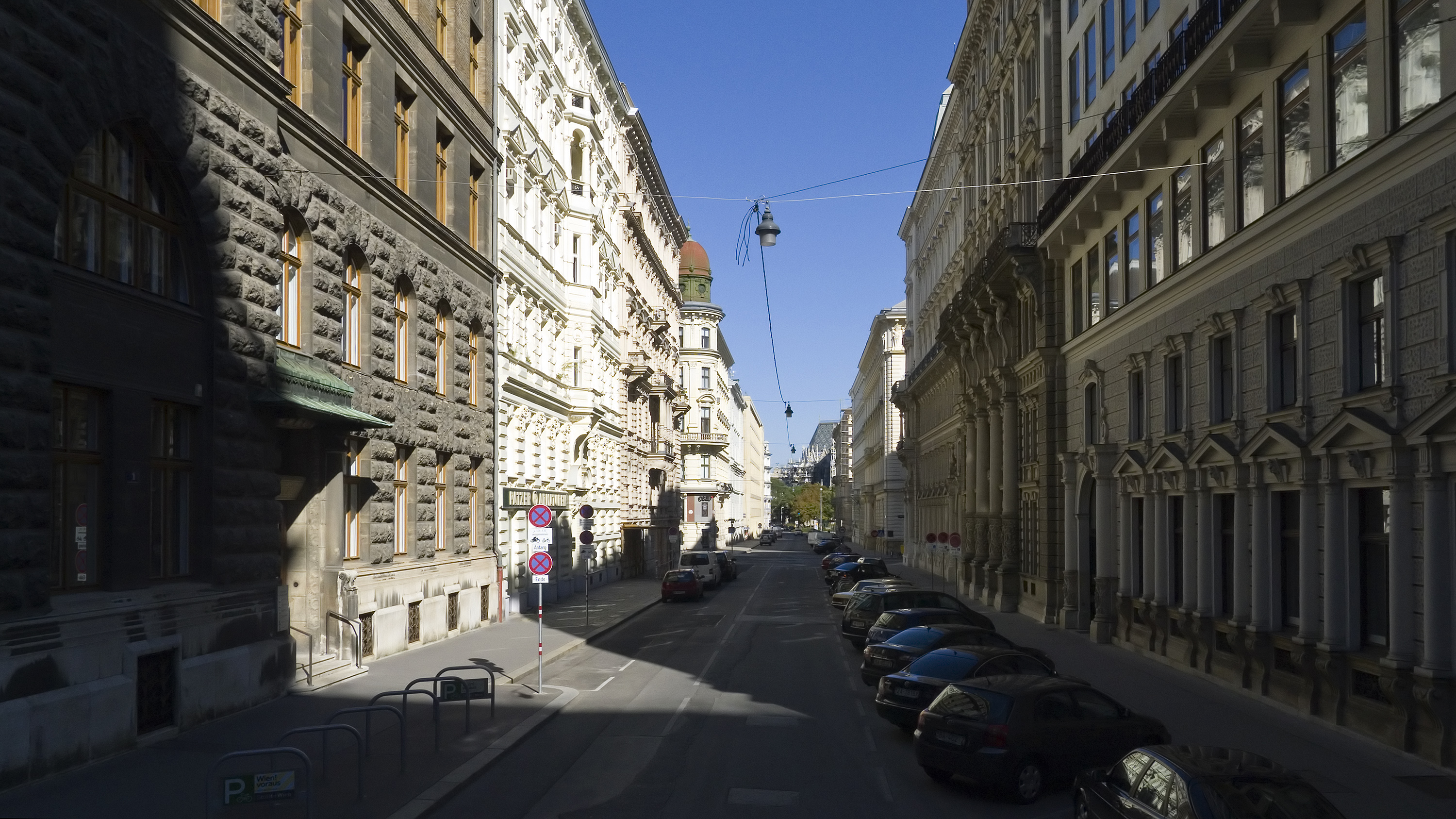
Die Ebendorferstraße bei der Kreuzung Felderstraße, Richtung Votivkirche

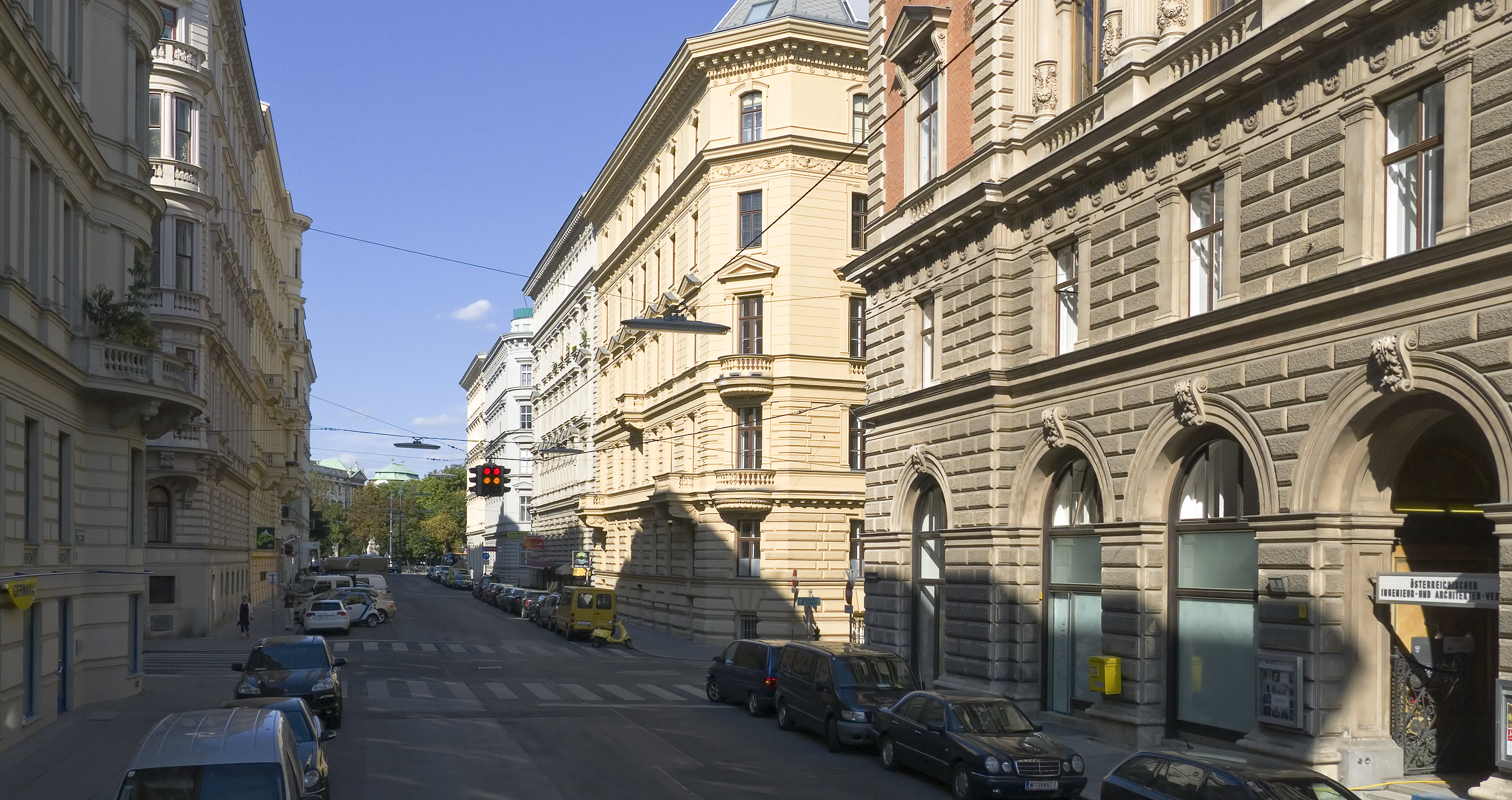
Die Eschenbachgasse, vom Getreidemarkt aus in Richtung Burgring gesehen

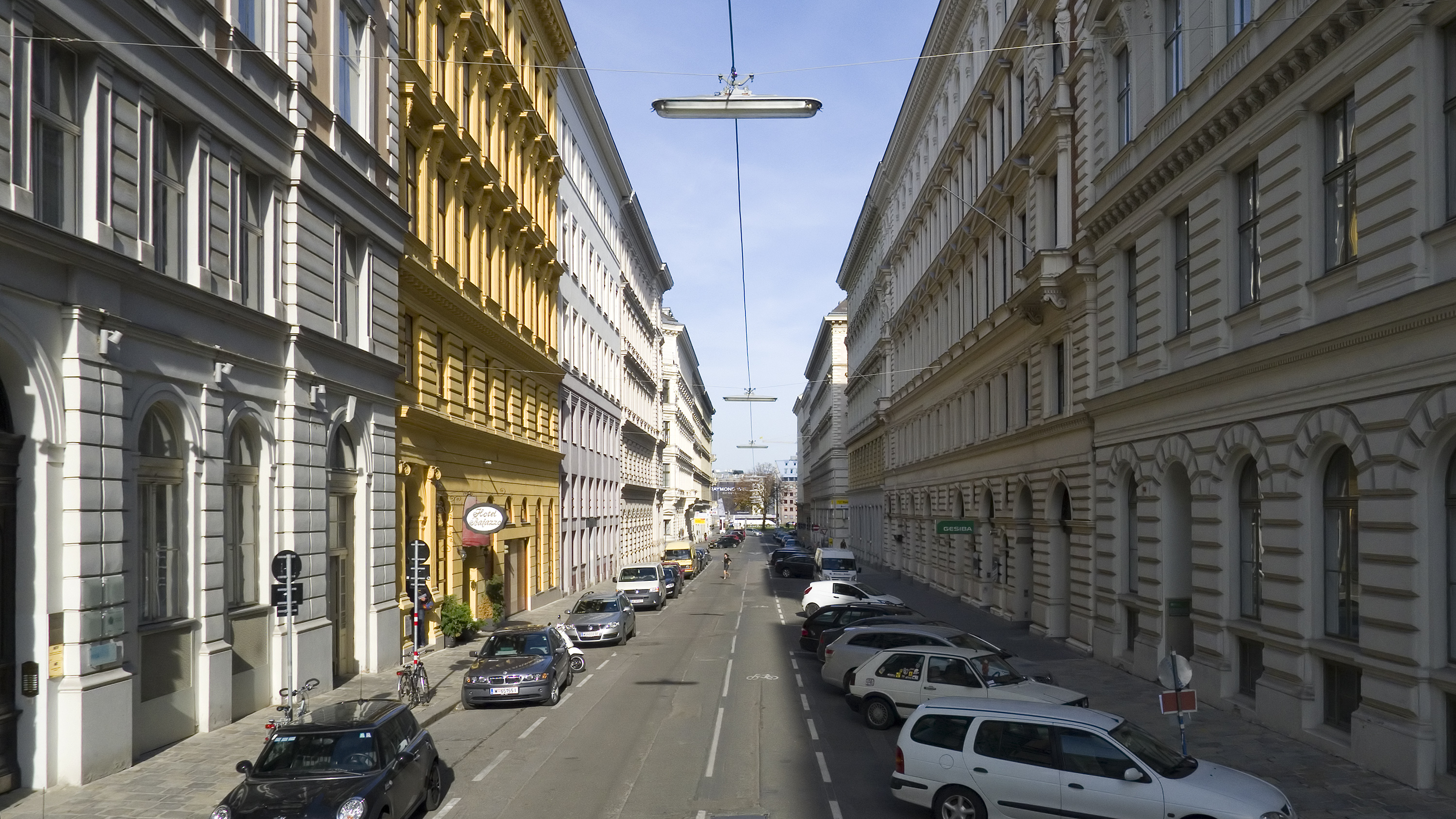
Die Esslinggasse bei der Neutorgasse in Richtung Franz-Josefs-Kai

- Ebendorferstraße, 1873 benannt nach dem Theologen und Geschichtsschreiber Thomas Ebendorfer (1388–1464), Mitglied der Wiener Schule der Pastoraltheologie. Er nahm als Gesandter der Universität Wien am Konzil von Basel teil und wurde zum führenden Theologen des Konziliarismus. Er war ab 1427 Domherr zu St. Stephan, ab 1428 mehrmals Dekan der theologischen Fakultät und 1445 Rektor. Ebendorfer war einer der fruchtbarsten Autoren der Weltliteratur; seine Chroniken, etwa seine Papstchronik, seine Kaiserchronik (1425) und seine Cronica Austriae (1463) sind wichtige Quellen für die Geschichtsschreibung.[4] Die Straße war zuvor Teil des Glacis.
- Elisabethstraße, 1862 zu ihrem 25. Geburtstag benannt nach Kaiserin Elisabeth (1837–1898); die auch Sisi genannte Prinzessin aus dem Haus Wittelsbach war durch ihre Heirat mit Franz Joseph I. ab 1854 Kaiserin von Österreich und seit dem Ausgleich von 1867 auch gekrönte Königin von Ungarn. 1898 wurde sie vom Anarchisten Luigi Lucheni ermordet. In Österreich gibt es heute kaum eine Stadt, die nicht eine Straße oder einen Platz nach ihr benannt hat; in Wien besteht neben der Elisabethstraße auch die Elisabethallee im 12. und 13. Bezirk. Weiters wurden in Wien das Kaiserin-Elisabeth-Spital und das Kaiserin-Elisabeth-Wöchnerinnenheim nach ihr benannt; bis 1919 hieß die heutige Rossauer Lände im 9. Bezirk in Fortsetzung des Franz-Josefs-Kais Elisabethpromenade. 1907 wurde das Kaiserin-Elisabeth-Denkmal im Volksgarten enthüllt. Die von Wien ausgehende Westbahn hieß ursprünglich bis Salzburg Kaiserin Elisabeth-Bahn, die Verlängerung nach Tirol hieß nach ihrer Tochter Giselabahn. Das Sisi-Museum in der Hofburg ist eine stark besuchte touristische Attraktion. Die Kaiserin wurde in unzähligen Filmen, Operetten und Musicals dargestellt, darunter vor allem die Sissi-Filme mit Romy Schneider. Siehe auch die Wittelsbachstraße im 2. Bezirk, Leopoldstadt. Die Straße in der Ringstraßenzone entstand gleichzeitig mit der Ringstraße und war zuvor Teil des Glacis.
- Ertlgasse, 1894 benannt nach der gebürtigen Irin Maria Anna von Ertl (geb. O'Malley, in Wien zu d'Omolley verballhornt, 1728–1801); sie gründete 1801 testamentarisch die nach ihr benannte Maria Anna von Ertl’sche Stiftung für angehende Rechtsanwälte, die noch heute besteht. Ertl verfügte, dass man die an ihr Haus grenzenden Häuser aufkaufen und dort einen Neubau errichten soll, aus dessen Mieterträgen Stipendien zu vergeben sind. 1817 wurde das Ertl’sches Stiftungshaus in der Rotenturmstraße 13 erbaut, 1838 / 1839 von Joseph Kornhäusel neu gebaut und 1914 abermals durch einen Neubau ersetzt. In ihm hat seit 1853 die Wiener Rechtsanwaltskammer ihren Sitz. Der südliche Teil der Gasse (Rotenturmstraße bis Kramergasse) hieß früher Hutstoppergässel (nach den „Hutstopfern“, die Hüte reparierten). Der nordwestliche Teil (Kramergasse bis Bauernmarkt) hieß 1844–1862 Mariengasse (nach Maria von Ertls Vornamen). 1862–1894 hieß die gesamte Gasse bis zur Rotenturmstraße Mariengasse und ab 1894 Ertlgasse.
- Eschenbachgasse, 1863 in falscher Schreibweise benannt nach dem Sattlermeister Jakob Eschenbacher (1749–1809). Während der Besetzung Wiens durch französische Truppen 1809 versteckte er zwei Kanonen in seinem Garten. Er wurde verraten und im Jesuitenhof (6. Bezirk, Getreidemarkt 9) standrechtlich erschossen. An seinem Haus im 4. Bezirk, Favoritenstraße 47, befindet sich heute ein Relief, das Eschenbacher beim Vergraben von Kanonen zeigt.
- Essiggasse, vor 1830 (siehe Vasquez-Stadtplan) benannt aufgrund einer Überlieferung, wonach der Essighändler Ferdinand Pichler hier seine Verkaufsstätte gehabt haben soll. Essig ist ein sauer schmeckendes Würz- und Konservierungsmittel, das durch Fermentation alkoholhaltiger Flüssigkeiten mit Essigsäurebakterien (Essigmutter) hergestellt wird. Die Gasse wurde im 15. Jahrhundert als Gässlein bei der Badstube erwähnt.
- Esslinggasse (bis 1999 amtlich: Eßlinggasse), 1869 benannt zur Erinnerung an die Schlacht bei Aspern 1809, die früher auch Schlacht bei Essling genannt wurde und in der französischen Literatur immer noch so heißt. Bei den Ortschaften Aspern und Essling fügte Erzherzog Karl dem französischen Kaiser Napoleon Bonaparte dessen erste Niederlage auf dem Schlachtfeld zu. An die Schlacht erinnern in der Donaustadt und in Floridsdorf insgesamt 46 Straßennamen[5], in der Leopoldstadt die Aspernbrückengasse und die Hillerstraße und in Rudolfsheim-Fünfhaus die Stutterheimstraße. Nach der Schlacht ist die Aspernbrücke über den Donaukanal benannt und nach deren Erbauer Georg Rebhann von Aspernbruck in der Brigittenau die Rebhanngasse. Die Gasse entstand nach dem Abbruch der Stadtbefestigung im Bereich der Elendbastei.

## F

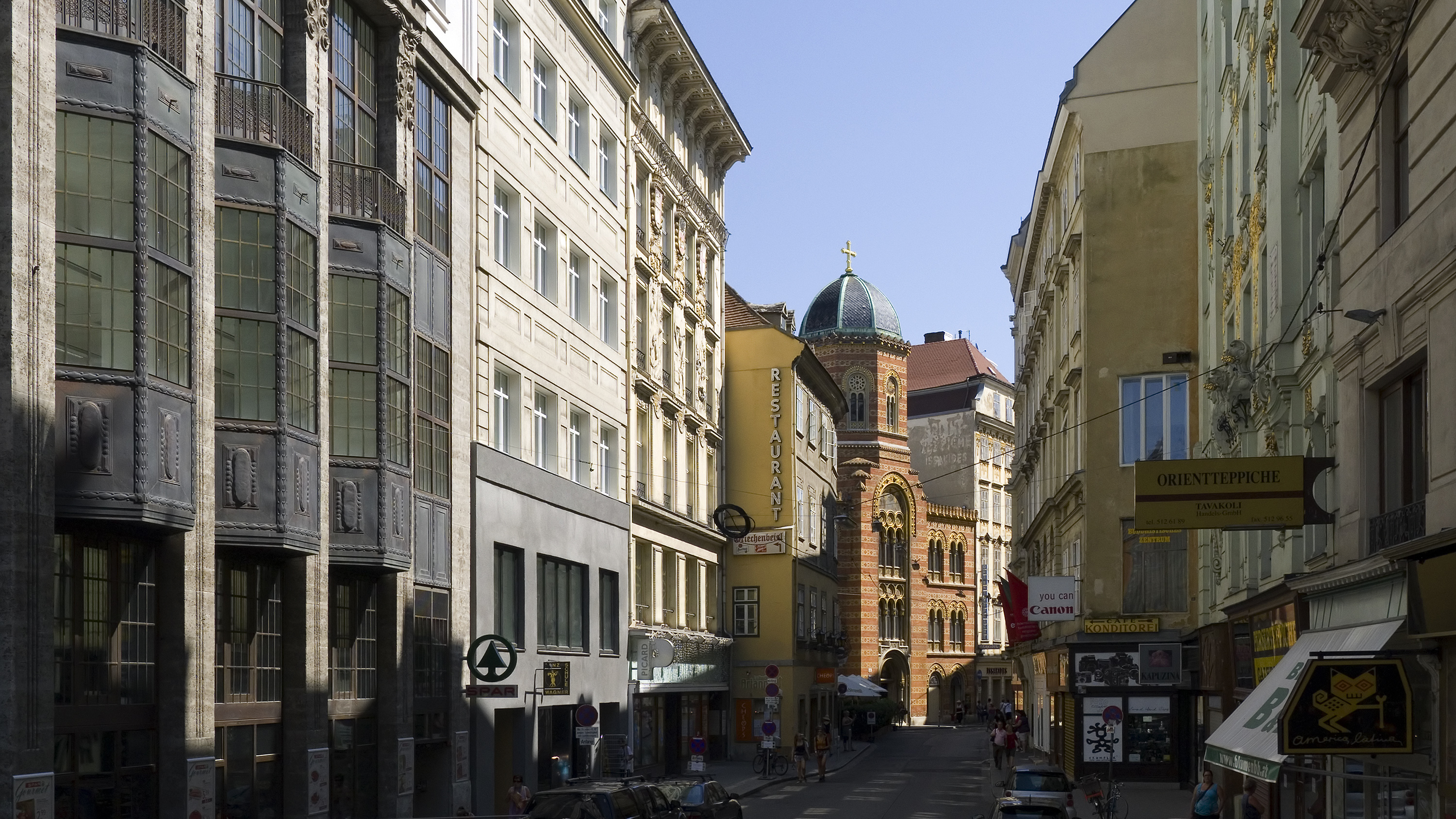
Der Fleischmarkt mit der Griechenkirche zur Heiligen Dreifaltigkeit

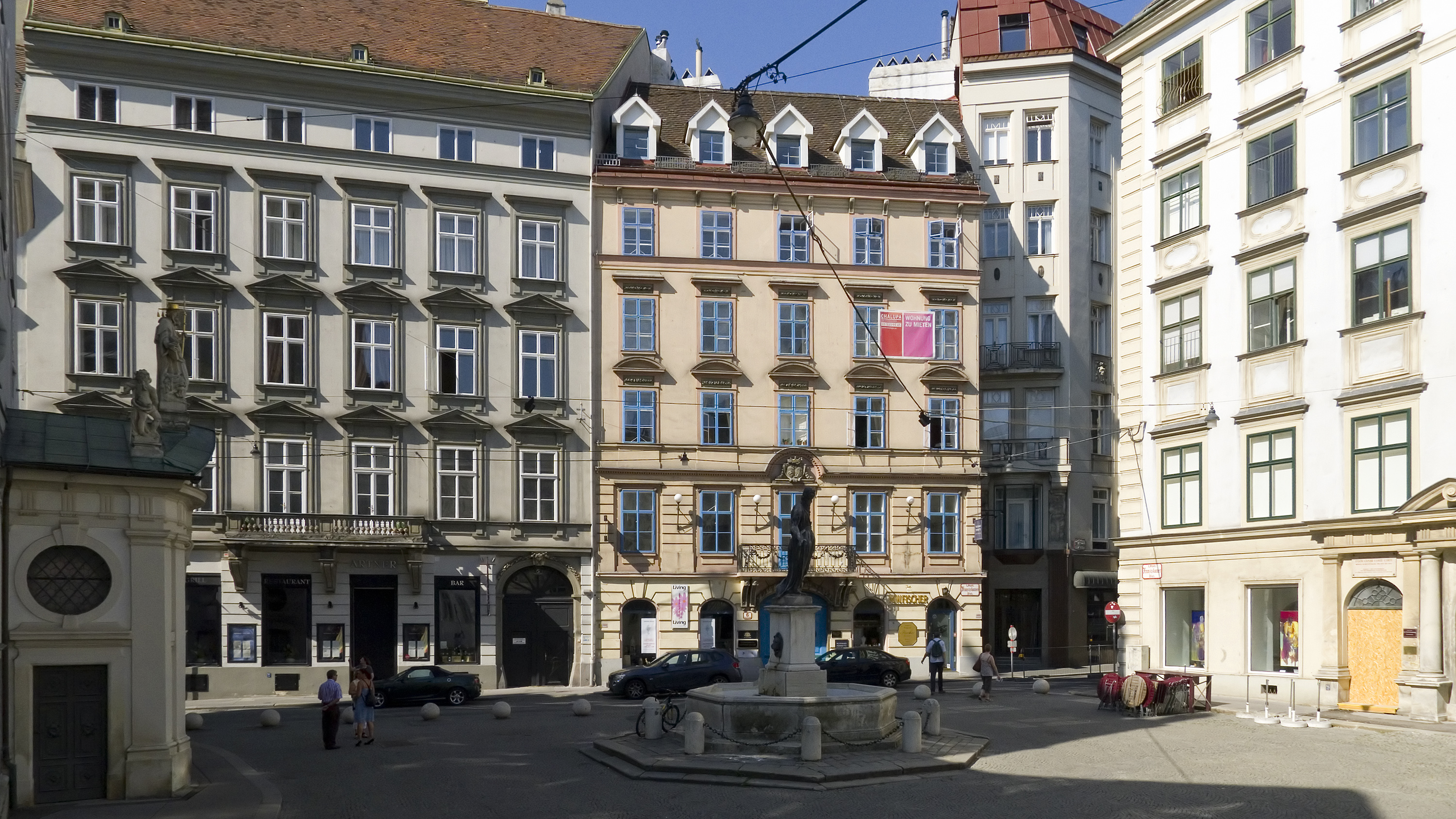
Der Franziskanerplatz, vor der Häuserfront verläuft die Weihburggasse; links der Eingang zur Franziskanerkirche

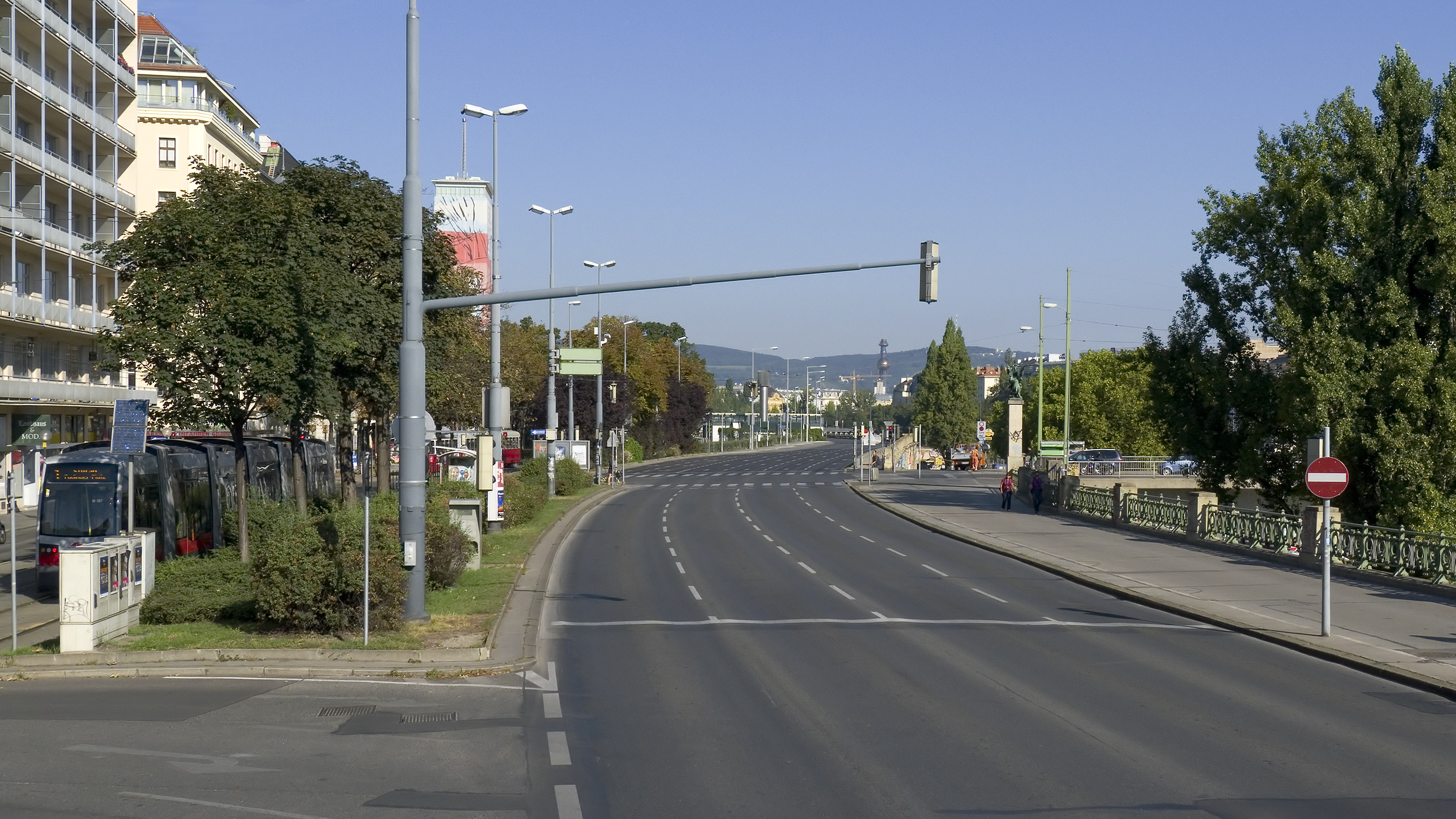
Franz-Josefs-Kai: westlicher Teil bei der Salztorbrücke, links hinten der Ringturm

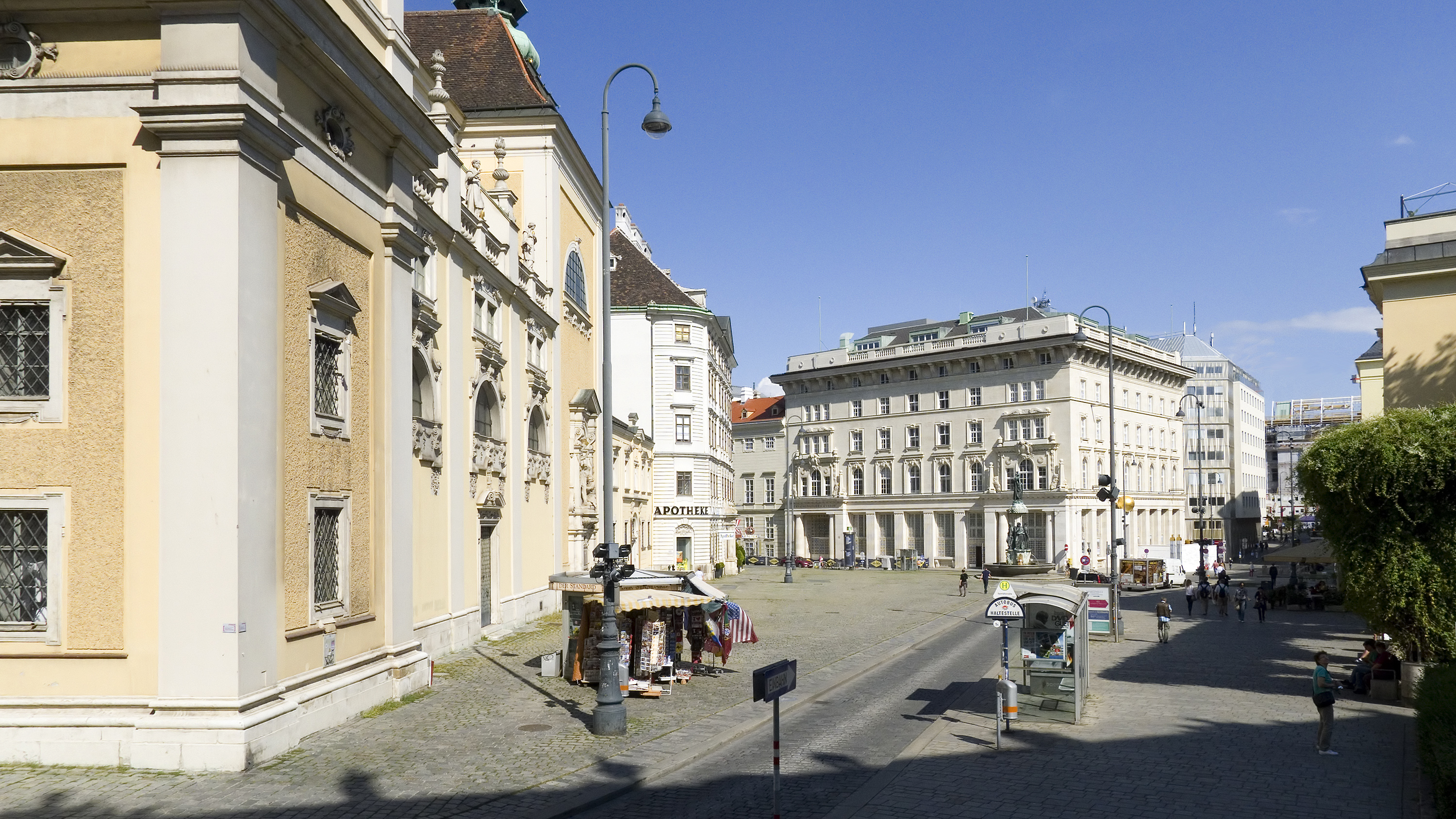
Die Freyung, links die Schottenkirche und das Schubladkastenhaus, dahinter die Abzweigung der Renngasse

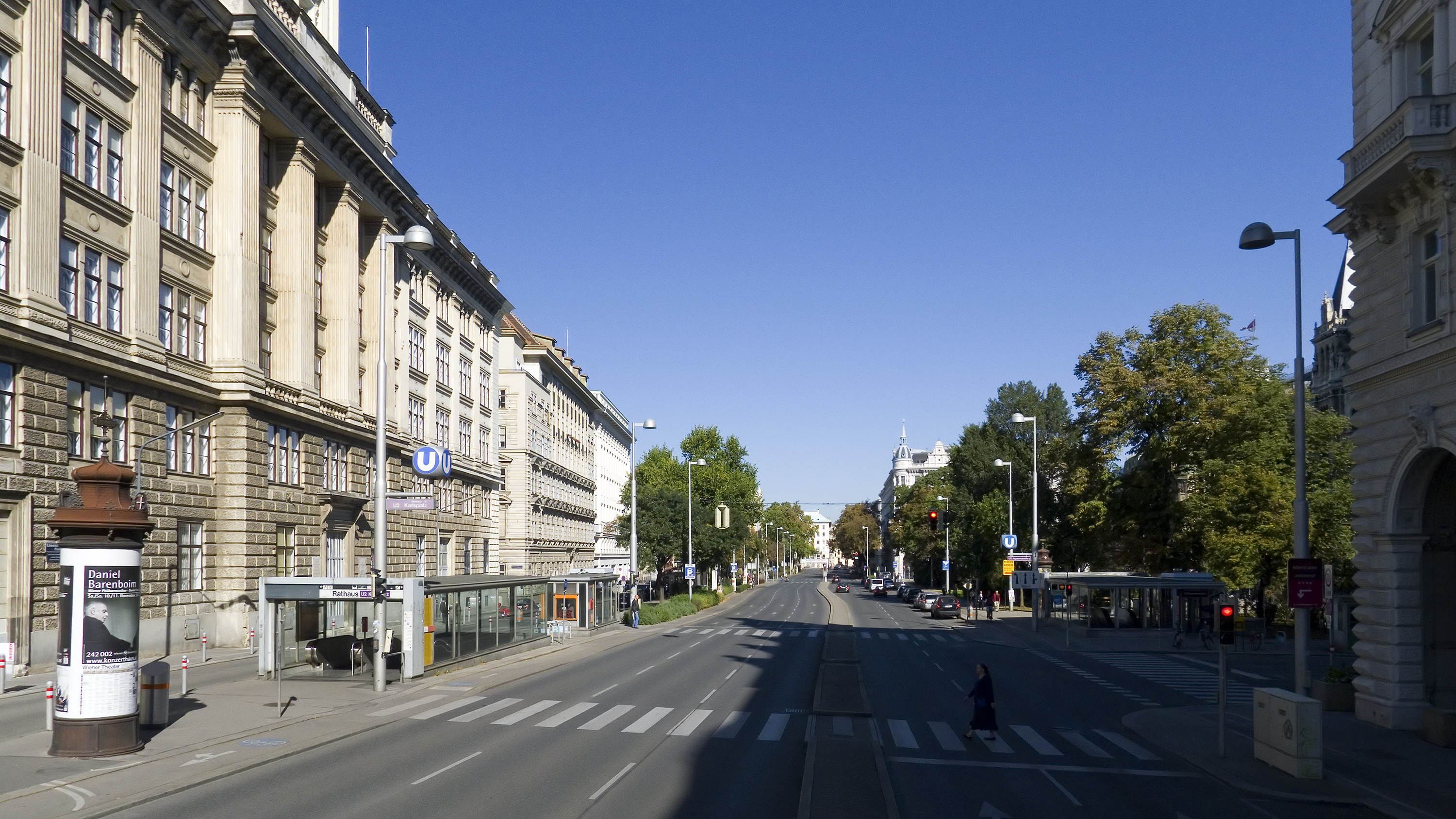
Der Friedrich-Schmidt-Platz, in seiner Verlängerung die Landesgerichtsstraße

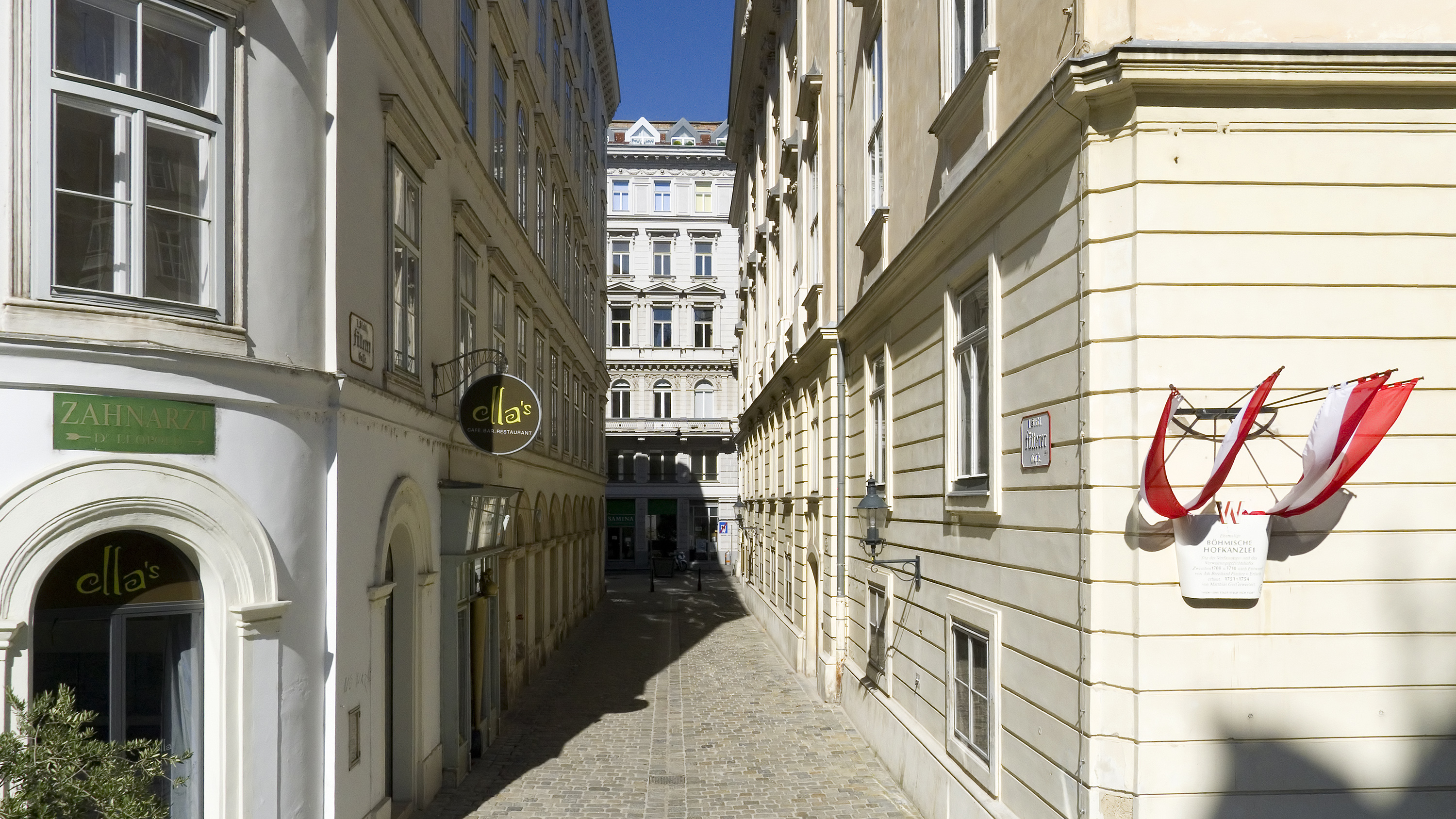
Die Fütterergasse vom Judenplatz aus gesehen, hinten die Wipplingerstraße

- Fahnengasse, 1898 benannt nach dem „Fahnentumult“ im April 1798. Der französische Botschafter in Wien, Jean Baptiste Bernadotte, hisste am Gebäude der Botschaft die Fahne der Französischen Revolution, die Tricolore. Dies führte zu einem Volksauflauf. Rund 3.000 Wiener gingen auf die Straße; die Botschaft wurde gestürmt, verwüstet und die Fahne verbrannt. Botschafter Bernadotte konnte flüchten und verließ Österreich. Hundert Jahre später wurde als Erinnerung die Gasse, in der sich die Botschaft damals befand, Fahnengasse benannt. Die Gasse bestand damals noch nicht in der heutigen Lage, sondern etwas weiter südlich; sie zweigte laut Vasquez-Stadtplan (um 1830, damals als Brunn[en]gasse, etwa auf der Höhe der Körblergasse) gegenüber dem Haupteingang des Palais Esterházy von der Wallnerstraße ab, wo heute das Hochhaus Herrengasse steht. Es wurde 1931 / 1932 auf dem Areal eines 1913 abgerissenen Liechtenstein-Palais erbaut und grenzt an die heutige Fahnengasse. Der Abriss des Palais machte den Platz zur Verlegung der Fahnengasse frei.
- Falkestraße, 1901 benannt nach dem Kunsthistoriker und Museumsdirektor Jacob von Falke (1825–1897); er wurde 1858 vom Fürsten Alois II. von Liechtenstein als Bibliothekar und Direktor seiner Gemäldegalerie nach Wien berufen. 1864 wurde er Kustos am k.k. Museum für Kunst und Industrie (heute Museum für angewandte Kunst), ab 1885 dessen Direktor als Nachfolger von Rudolf Eitelberger; siehe die Eitelbergergasse im 13. Bezirk, Hietzing. Die Straße entstand nach der Demolierung der Franz-Joseph-Kaserne (1900 / 1901).
- Färbergasse, ab 1563 genannt, nach den damaligen Werkstätten der Färber in dieser Gasse. Die Färber bildeten eigene Zünfte und Gilden, die den Färberberuf förderten und deren Interessen schützten. Die Gasse hieß im 15. und 16. Jahrhundert Hofgäßlein (nach dem Platz Am Hof); ab 1563 wird sie als Färbergässel erwähnt und ab 1776 als Färbergasse.
- Felderstraße, 1899 benannt nach dem Rechtsanwalt, Politiker und Bürgermeister Cajetan von Felder (1814–1894); er war ab 1848 selbstständiger Advokat und auch politisch tätig. Ab 1861 war er Mitglied des Wiener Gemeinderats und des niederösterreichischen Landtags. 1868 wurde er zum Wiener Bürgermeister gewählt und behielt dieses Amt bis 1878. In seine Amtszeit fielen der Bau der I. Wiener Hochquellenwasserleitung, die Grundsteinlegung zum Rathaus nahe der neu angelegten Ringstraße, die Donauregulierung, die Errichtung des Zentralfriedhofs sowie die Weltausstellung 1873 und der damit verbundene Bau der Rotunde. Sein Vorgänger als Bürgermeister war Andreas Zelinka (siehe die Zelinkagasse); sein Nachfolger war Julius Newald (siehe die Newaldgasse im 9. Bezirk, Alsergrund). Die Straße entstand nach der Auflassung des Exerzier- und Paradeplatzes am Glacis; sie hieß 1874–1899 Magistratsstraße, nach dem Sitz des Wiener Magistrats im (neuen) Rathaus, an dessen nördlicher Seitenfront die Straße verläuft. Der Eingang Felderstraße ist einer der beiden Haupteingänge, u. a. zur Wienbibliothek im Rathaus.
- Fichtegasse, 1865 benannt nach dem deutschen Philosophen Johann Gottlieb Fichte (1762–1814); er gilt neben Schelling und Hegel als wichtigster Vertreter des Deutschen Idealismus. Er entwickelte auf der Grundlage von Kants Kritizismus seinen metaphysischen Idealismus. Sein Hauptwerk ist die Wissenschaftslehre, in der er die prinzipielle Begründung der gesamten Philosophie darlegt. Siehe auch Hegelgasse, Kantgasse und Schellinggasse. Die Gasse entstand nach dem Abbruch der Stadtbefestigung im Bereich der Wasserkunstbastei. Der südöstliche Teil der Gasse von der Kantgasse bis zur Lothringerstraße wurde 1904 in den 1880 errichteten Beethovenplatz einbezogen.
- Fischerstiege, benannt (Datum unbekannt, 1373 erstmals erwähnt) nach dem Weg und den Stiegen, die von der damaligen Stadt zum Donauarm Salzgries (heute: Donaukanal) führten. Am Salzgries landeten Schiffsleute und Fischer und versorgten über die Fischerstiege die Stadt mit Lebensmitteln. Heute wird der Steilabfall der Stadtterrasse von einer modernen Stiegenanlage überwunden. Im unteren Teil der Gasse befand sich als Rest der babenbergischen Stadtmauer bis Ende des 18. Jahrhunderts das Fischerstiegentor. Um 1830 stand gegenüber der Einmündung der Stiege in den Salzgries eine Infanteriekaserne, hinter der die Stadtmauer verlief. Die Stiege wurde zeitweise auch Fischergasse genannt.
- Fischhof, benannt (Datum unbekannt, 1255 erstmals erwähnt) nach den Fischern und Fischhändlern, die auf dem hofartig gestalteten Platz ihre Waren anboten, bis schließlich der Fischmarkt auf den Hohen Markt verlegt wurde. Der Ausgang des Fischhofs bei der Rotgasse war mit einem Tor bewehrt und hieß Auf der Schutt.
- Fleischmarkt, 1220 erstmals erwähnt; hier befand sich der älteste Marktplatz für Fleisch und der älteste Sitz der „Fleischhacker“. Nach der Metzgerordnung von 1330 hatten die Fleischhauer hier ihr Innungshaus. Eine Zeitlang wurde auf dem Fleischmarkt auch der Holzmarkt abgehalten, bis er 1742 in die Rossau verlegt wurde. Zeitweise wurden auch die angrenzenden Häuser in der Drachengasse, Wolfengasse, Griechengasse und Postgasse sowie des Laurenzersteigs zum Fleischmarkt gerechnet. Die Gasse wurde auch als Alter Fleischmarkt bezeichnet und im Westen im Zeitraum 1900–1911 jenseits der Rotenturmstraße zum Bauernmarkt bzw. Desider-Friedmann-Platz verlängert.
- Franziskanerplatz, 1624 benannt nach der hier befindlichen Franziskanerkirche bzw. dem ehemaligen Franziskanerkloster. 1589 überließ die Stadt Wien das 1383–1387 erbaute, aber nun leerstehende Büßerinnenkloster dem Franziskanerorden. 1603 wurde der Grundstein für die neue Franziskanerkirche gelegt, den einzigen Sakralbau im Renaissancestil in Wien, an dem sich auch noch alte, gotische Elemente finden. Der Orden der Franziskaner bezieht seinen Namen von Franz von Assisi; der Wiener Zweig des Ordens wurde 1451 von Johannes Capistranus gegründet; siehe die Capistrangasse und die Theobaldgasse im 6. Bezirk, Mariahilf. Der Platz entstand 1624 nach dem Abbruch des Oellerischen Stiftungshauses, das bis dahin den Zugang zur Kirche behindert hatte.
- Franz-Josefs-Kai, 1858 benannt nach Kaiser Franz Joseph I. (1830–1916); er war von 1848 bis zu seinem Tod 1916 Kaiser von Österreich, König von Böhmen etc. und König von Ungarn. Mit einer Regierungszeit von beinahe 68 Jahren saß er länger auf dem Thron als jeder österreichische und ungarische Herrscher vor ihm. Sein Tod läutete den Untergang der österreichisch-ungarischen Monarchie ein, der zwei Jahre später nach der militärischen Niederlage im Ersten Weltkrieg eintrat. Sein Vorgänger als Kaiser war Ferdinand I. (siehe die Ferdinandstraße im 2. Bezirk, Leopoldstadt); sein Nachfolger war Karl I. (keine Straßenbenennung). Unzählige Verkehrsflächen und Einrichtungen sind nach dem Kaiser benannt. Heute sind es in Wien noch die Kaiser-Franz-Josef-Straße in Liesing, der Franz-Josefs-Bahnhof und das Kaiser-Franz-Josef-Spital. Der Kai am Donaukanal entstand nach dem Abbruch der Stadtbefestigung. Die Demolierung begann 1858 beim Rotenturmtor, wobei unverzüglich der Franz Josephs Quai eröffnet wurde.
- Freda-Meissner-Blau-Promenade, 2017 benannt nach der Aktivistin und Politikerin Freda Meissner-Blau (1927–2015); 1978 engagierte sie sich gegen die Inbetriebnahme des Kernkraftwerks Zwentendorf und 1984 war sie beim Kampf um die Hainburger Au aktiv. 1986 kandidierte sie für das Amt des Bundespräsidenten. Im gleichen Jahr war sie an der Gründung der Partei Grüne Alternative beteiligt und wurde Klubobfrau. Nach dem Ausscheiden aus der Politik 1988 arbeitete sie für internationale Gremien, war als Schriftstellerin tätig und hielt viele Vorträge.
- Freisingergasse, 1273 erstmals erwähnt, 1862 amtlich registriert, nach dem ehemaligen Freisinger Hof. Das Hochstift Freising besaß hier einen Grund und ließ wahrscheinlich Ende des 12. Jahrhunderts einen Hof erbauen. Die auch als Dompropsthof bezeichnete Anlage diente als Quartier für die Freisinger Bischöfe sowie als deren Verwaltungszentrale und Lager. Johann Thomas Trattner kaufte 1773 den Hof, ließ ihn abbrechen und erbaute hier ein für damalige Verhältnisse riesiges Zinshaus, das 1776 vollendet und Trattnerhof genannt wurde; siehe auch die gleichnamige Gasse.
- Freyung, Benennungsdatum unbekannt. Ursprünglich hieß die Gegend bei den Schotten, nach dem Schottenkloster, das 1158 von irischen Mönchen erbaut wurde, die unter Heinrich Jasomirgott nach Wien geholt worden waren. 1181 wurde das Kloster von der städtischen Gerichtsbarkeit befreit, was möglicherweise der Anlass für die Benennung Freyung war. Der Name könnte aber auch von Freithof (Friedhof) stammen. Der Platz wurde lange Zeit auch als Schottenplatz bezeichnet.
- Friedrich-Schmidt-Platz, 1907 benannt nach dem Architekten Friedrich von Schmidt (1825–1891), Professor an die Akademie der bildenden Künste (ab 1859) und Leiter einer Spezialschule für Architektur (ab 1865), Dombaumeister von St. Stephan (ab 1863). Er war ein prominenter Architekt der Ringstraßenzeit und etablierte hier den neugotischen Stil. Seine bekanntesten Bauten in Wien waren die Lazaristenkirche (1859–1863), die Brigittakirche (1867–1873), die Kirche Maria vom Siege (1868–1875), das Wiener Rathaus (1872–1883), an dessen Hinterseite sich der Platz mit dem Denkmal des Architekten befindet und früher die Wagenvorfahrt zum Gemeinderatssitzungssaal bestand, und die Lazaristenkirche (1876–1878). Der Platz liegt an der Zweierlinie. Vor der Platzbenennung hatten die Gebäude am Platz Adressen der seither nördlich und südlich anschließenden, in Nord-Süd-Richtung verlaufenden Verkehrsflächen Landesgerichtsstraße und Rathausstraße sowie der seither östlich anschließenden, in West-Ost-Richtung verlaufenden Verkehrsflächen Felderstraße und Lichtenfelsgasse.
- Friedrichstraße, 1862 benannt nach Kaiser Friedrich III. (1415–1493); er war als Friedrich V. ab 1424 Herzog von Kärnten, ab 1439 Regent in ganz Innerösterreich, als Friedrich IV. ab 1440 römisch-deutscher König, als Friedrich III. ab 1452 Kaiser des Heiligen Römischen Reiches, und als Friedrich V. ab 1457 regierender Erzherzog von Österreich. Sein Vorgänger als Kaiser war Albrecht II., sein Nachfolger war Maximilian I. Die ursprünglich von der Kärntner Straße bis zur Operngasse reichende Straße am Rand des Karlsplatzes wurde 1913 bis zum Getreidemarkt verlängert.
- Fritz-Wotruba-Promenade, 1993 benannt nach dem Bildhauer und Architekten Fritz Wotruba (1907–1975); er war ab 1945 Professor an der Akademie der bildenden Künste. Sein Werk umfasst unter anderem rund 400 Skulpturen, 2.500 Zeichnungen und 1.500 druckgrafische Blätter. Sein größtes Werk, an dem er bis zu seinem Tod arbeitete, war die Planung der Kirche Zur Heiligsten Dreifaltigkeit in Wien-Mauer, besser bekannt als Wotrubakirche. Die Promenade entlang des Wienflusses war zuvor Teil der Schallautzerstraße.
- Führichgasse, 1876 benannt nach dem Maler Joseph von Führich (1800–1876); er war 1834–1848 Kustos der Gräflich Lambergschen Gemäldegalerie (heute im Besitz der Akademie der bildenden Künste). Er widmete sich nahezu ausschließlich religiösen Themen und stand der Bewegung der Nazarener nahe. Seine öffentlich geäußerte Kritik an nichtreligiös motivierter Kunst wurde von seinen Zeitgenossen außerordentlich negativ rezipiert. Die Gasse entstand nach dem Abbruch des Bürgerspital-Zinshauses (1873–1875).
- Fütterergasse, 1786 erstmals erwähnt, benannt nach den dort ansässigen „Fütterern“, also Händlern für Tierfutter. Dieses Gewerbe war sehr einträglich, da großer Bedarf an Viehfutter – vor allem an Hafer für Pferde – bestand. 1368 wurde die Zahl der Fütterer in Wien mit 60 begrenzt; im 15. Jahrhundert wurde die Zahl dann beträchtlich erhöht. Der Futtermarkt fand zweimal pro Woche am Neuen Markt statt. Die Gasse gehörte früher zum Judenplatz.

## G
- Gartenbaupromenade, 1962 benannt nach dem ehemaligen Gartenbaugebäude. Der palaisartige Bau wurde nach dem Abbruch der Stadtbefestigung als eines der ersten realisierten Gebäude der Wiener Ringstraße 1863–1864 vom Architekten August Weber errichtet. Das Haus war der Sitz der Gartenbaugesellschaft, die 1827 von Carl von Hügel gegründet worden war; siehe die Hügelgasse und den Hügelpark im 13. Bezirk, Hietzing. Das Gebäude wurde 1913 teilweise und 1959 ganz abgetragen und durch das damals umstrittene Gartenbauhochhaus ersetzt, das von Kritikern u. a. als „Geschwür“ in der Silhouette der Stadt bezeichnet wurde. Nahe der Gartenbaupromenade befindet sich Ecke Parkring / Liebenberggasse das 1919 eröffnete und 1960 neu errichtete Gartenbaukino. Ursprünglich wurde der gesamte Freiraum zwischen den Neubauten Parkring Nr. 12 und Nr. 12A mit Blick auf das Palais Coburg als Gartenbaupromenade bezeichnet. 2004 wurde der dem Haus Nr. 12 näher gelegene, nördliche Teil der Fläche Theodor-Herzl-Platz benannt.
- Gauermanngasse, 1870 benannt nach dem Maler und Grafiker Friedrich Gauermann (1807–1862) und seinem Vater, dem Maler und Kupferstecher Jakob Gauermann (1773–1843). Friedrich Gauermann war sehr populärer Landschaftsmaler der Biedermeierzeit. Er löste sich von der durch Figuren belebten Vedutenmalerei und orientierte sich an der Altniederländischen Malerei. Dadurch gelang es ihm, einen neuartigen Wiener Landschaftsnaturalismus zu begründen. Jakob Gauermann ging seinem Sohn als Landschaftsmaler voran und schuf viele ländliche Szenen aus dem Leben der Gebirgsbewohner. Diese Arbeiten machten ihn Erzherzog Johann bekannt, der ihn 1811 beauftragte, die schönsten malerischen Ansichten der Steiermark aufzunehmen. 1818 wurde er zum Kammermaler ernannt und blieb es bis zu seinem Lebensende.

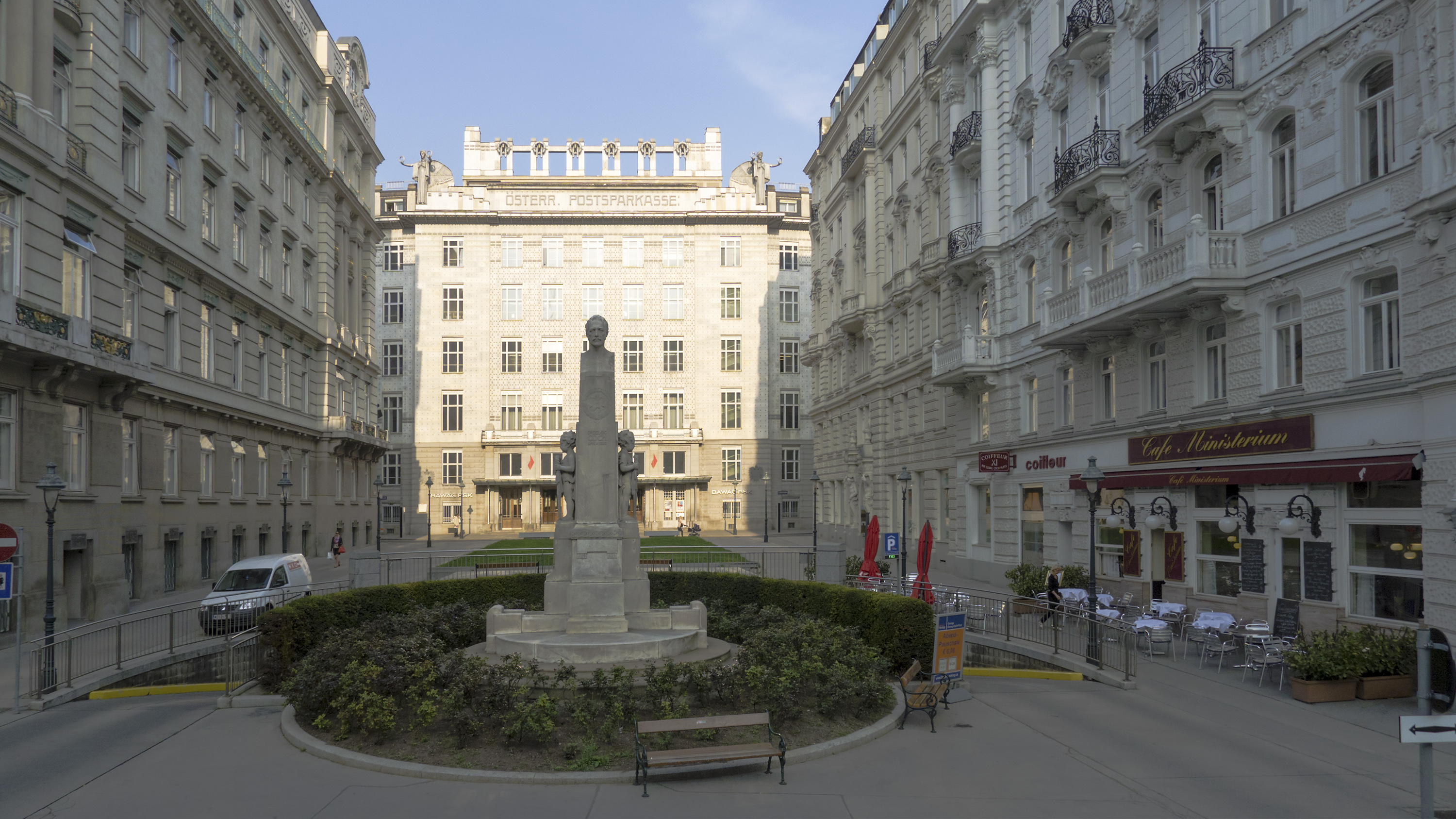
Der Georg-Coch-Platz mit der Wiener Postsparkasse

- Georg-Coch-Platz, 1913 benannt nach dem deutschen Ökonomen und Bankier Georg Coch (1842–1890); er lebte 1869–1888 in Österreich. 1883 war er Mitbegründer der Österreichischen Postsparkasse. Der Erfolg der Postsparkasse war überwältigend, sie galt als Sparkasse der „kleinen Leute“. Bereits im ersten Jahr nahmen fast 4.000 Postämter den Postsparkassendienst auf; binnen sieben Wochen waren 200.000 Konten eingerichtet. 1906 wurde am Georg-Coch-Platz das neue Hauptgebäude nach den Plänen von Otto Wagner bezogen, das zu den bedeutendsten Jugendstilgebäuden Österreichs zählt. Der Platz entstand 1901 durch den Abbruch der Franz-Joseph-Kaserne und hieß zunächst bis 1913 Lisztstraße (nach dem Komponisten Franz Liszt); dann wurde dieser Straßenname zum Wiener Konzerthaus im 3. Bezirk transferiert.
- Getreidemarkt, 1866 benannt nach dem städtischen Getreidespeicher, der sich bis 1900 hier befand; bis 1864 wurde daneben auch ein Getreidemarkt abgehalten. Die Straße war ab dem 16. Jahrhundert Teil des Glacis und wurde nach der Anlage der Ringstraßenzone Teil der „Lastenstraße“. Die Häuser an der Südseite des Getreidemarktes zählen zum 6. Bezirk.
- Gluckgasse, 1894 benannt nach dem deutschen Komponisten Christoph Willibald Gluck (1714–1787); er wirkte in Italien und in Paris, war aber auch viele Jahre in Wien tätig. Insgesamt schrieb er rund 50 Opern sowie mehrere Ballette und Instrumentalwerke. Berühmt wurde Gluck vor allem durch seine „Opernreform“, bei der er die Stile der italienischen Opera seria und der französischen Oper vermischte und die Oper auf eine neue Stufe hob. Die Gasse hieß davor Klostergasse (nach dem Kapuzinerkloster).
- Goethegasse, 1919 benannt nach dem deutschen Dichter Johann Wolfgang von Goethe (1749–1832), dessen Denkmal seit 1900 an der Einmündung der Gasse in den Opernring steht; er war Vorreiter und wichtigster Vertreter von Sturm und Drang. Später wandte er sich inhaltlich und formal den Idealen der Antike zu und wurde ab den 1790er Jahren, gemeinsam mit Friedrich Schiller und im Austausch mit diesem, zum wichtigsten Vertreter der Weimarer Klassik. Die Gasse, die den Burggarten begrenzt, entstand nach der Demolierung der Augustinerbastei und hieß zunächst 1862–1919 Albrechtgasse (nach Erzherzog Albrecht von Österreich-Teschen, dem Bewohner des am stadtzentrumsseitigen Ende der Gasse anstoßenden Palais Erzherzog Albrecht, heute auf Grund der dort verwahrten Kunstsammlung als Albertina bekannt). Der außerhalb des Opernrings gelegene Teil der Gasse wurde 1978 in Robert-Stolz-Platz umbenannt.

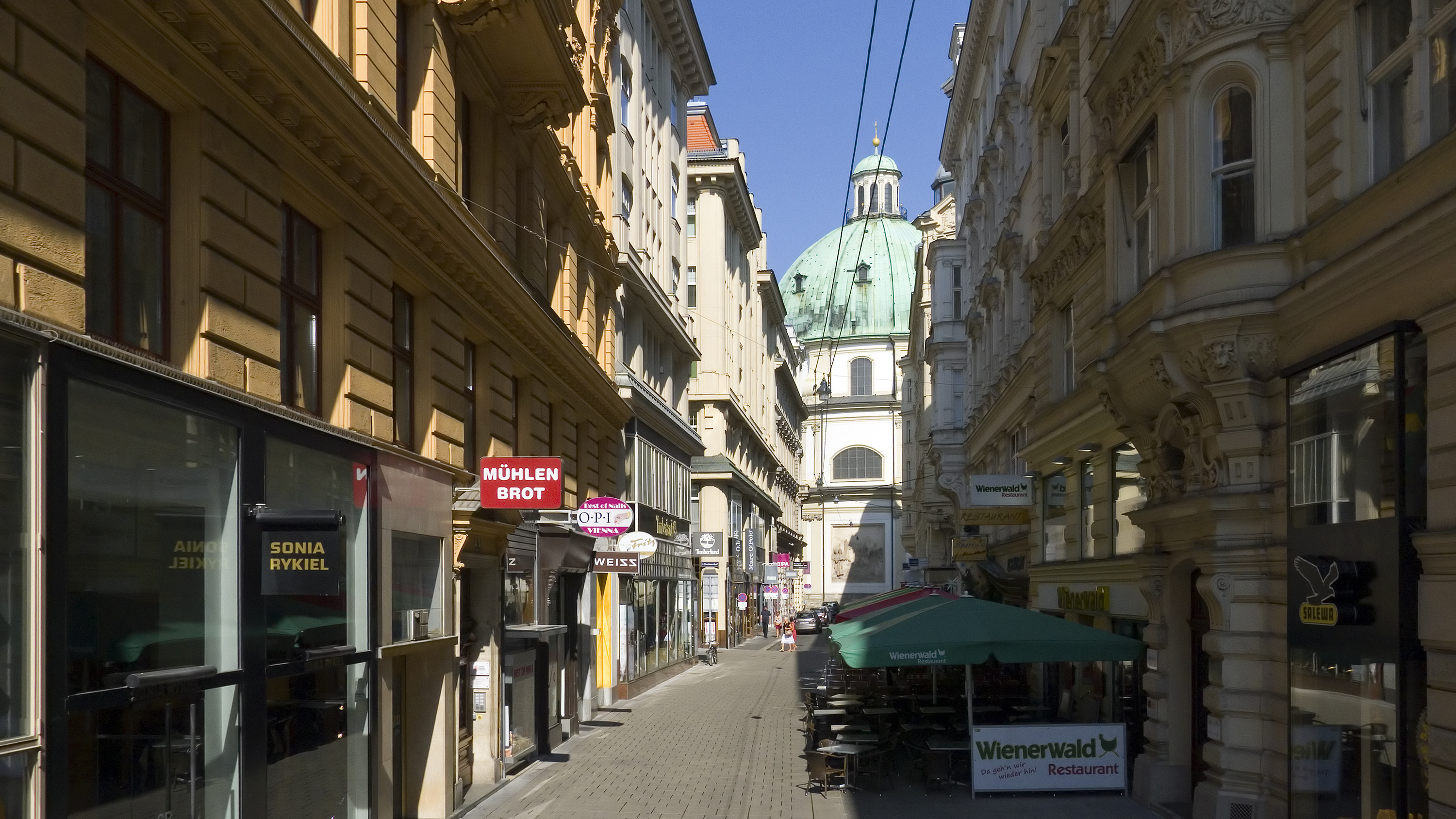
Goldschmiedgasse und Peterskirche

- Goldschmiedgasse, 1303 als Streslein unter den Goltsmiden erstmals erwähnt, benannt nach den früheren Werkstätten und Verkaufsstätten der Goldschmiede, die sich seit dem Mittelalter hier befanden. Goldschmiede werden zwar in Wien bereits seit 1170 erwähnt, eine Innung entstand aber erst im 14. Jahrhundert, wonach ein Aufschwung einsetzte. Teile der Gasse hießen früher Unter den Brotläden, Flaschnergassel (nach den Erzeugern von Flaschen) und Eisgrübel (nach den Eisverkäufern, die das Eis in den Kellern der Gegend konservierten). Die in die Gasse einmündende Schlossergasse[6] wurde um 1866 im Zuge der Erweiterung von Graben und Stock-im-Eisen-Platz aufgelassen. 1895/1896 wurden die Häuser 605–609 niedergerissen und mit ihnen verschwand das Eisgrübel. Der Platz wurde reguliert, die Goldschmiedgasse in gleichbleibender Breite vom Stephansplatz bis zum Petersplatz geführt und auf der freigewordenen Fläche zwischen Freisinger- und Goldschmiedgasse ein dreifrontiges mächtiges Zinshaus aufgeführt. 1911 wurde die Trattnerhof genannte Verbindung vom Graben zur Gasse geschaffen.
- Gölsdorfgasse, 1919 benannt nach dem Ingenieur und Lokomotiv-Konstrukteur Karl Gölsdorf (1861–1916); er war 1893–1916 Chefkonstrukteur der k.k. österreichischen Staatsbahnen (kkStB) und entwickelte 25 Grundtypen (in 47 Varianten) bemerkenswerter Dampflokomotiven. Bekannt wurde er auch durch seine Erfindung der seitenverschiebbaren Kuppelachsen, der so genannten Gölsdorf-Achse. Seine Baureihe 310 (1911) gilt als eine der bekanntesten und schönsten Lokomotiven dieser Epoche; das einzige erhaltene betriebsfähige Exemplar befindet sich heute im Eisenbahnmuseum Strasshof. Die Gasse entstand nach dem Abbruch der Stadtbefestigung vor dem Werdertor. Sie hieß davor 1862–1919 Augustengasse (nach Karoline Auguste, Ehefrau von Kaiser Franz II./I.; heute ist die Karolinengasse im 4. Bezirk, Wieden, nach ihr benannt).
- Gonzagagasse, 1861 benannt nach Hannibal Fürst Gonzaga (1602–1668) aus der italienischen Familie Gonzaga, Offizier in österreichischen Diensten. Er wurde 1640 Kommandant der Stadt Wien, 1644 zum Generalfeldzeugmeister ernannt und 1653 Oberst der Stadtguardia. Ab 1660 war er General der Artillerie, Feldmarschall und Geheimer Rat, ab 1666 war er Präsident des Hofkriegsrates. 1662–1664 ließ er die nach ihm benannte Gonzagabastei errichten (heute der Bereich Salzgries 2 bis Franz-Josefs-Kai 29, etwa Morzinplatz). Die Gasse entstand 1861 nach dem Abbruch der Gonzagabastei.
- Göttweihergasse, 1862 benannt nach dem Göttweiger Hof, einem Miethaus, das sich seit 1608 im Besitz des Stiftes Göttweig befindet. Im Haus befand sich die Wohnung des Abts; im Erdgeschoß waren Geschäftslokale untergebracht sowie das Gasthaus Göttweiger Stiftskeller, das bis 2006 bestand. 1828 wurde das Gebäude von Joseph Kornhäusel neu gebaut. Bereits 1237 wurde ein Göttweiger Hof erwähnt; dieser Vorgängerbau befand sich jedoch in der Weihburggasse 4. Die Gasse hieß bis 1862 Kochgasse.

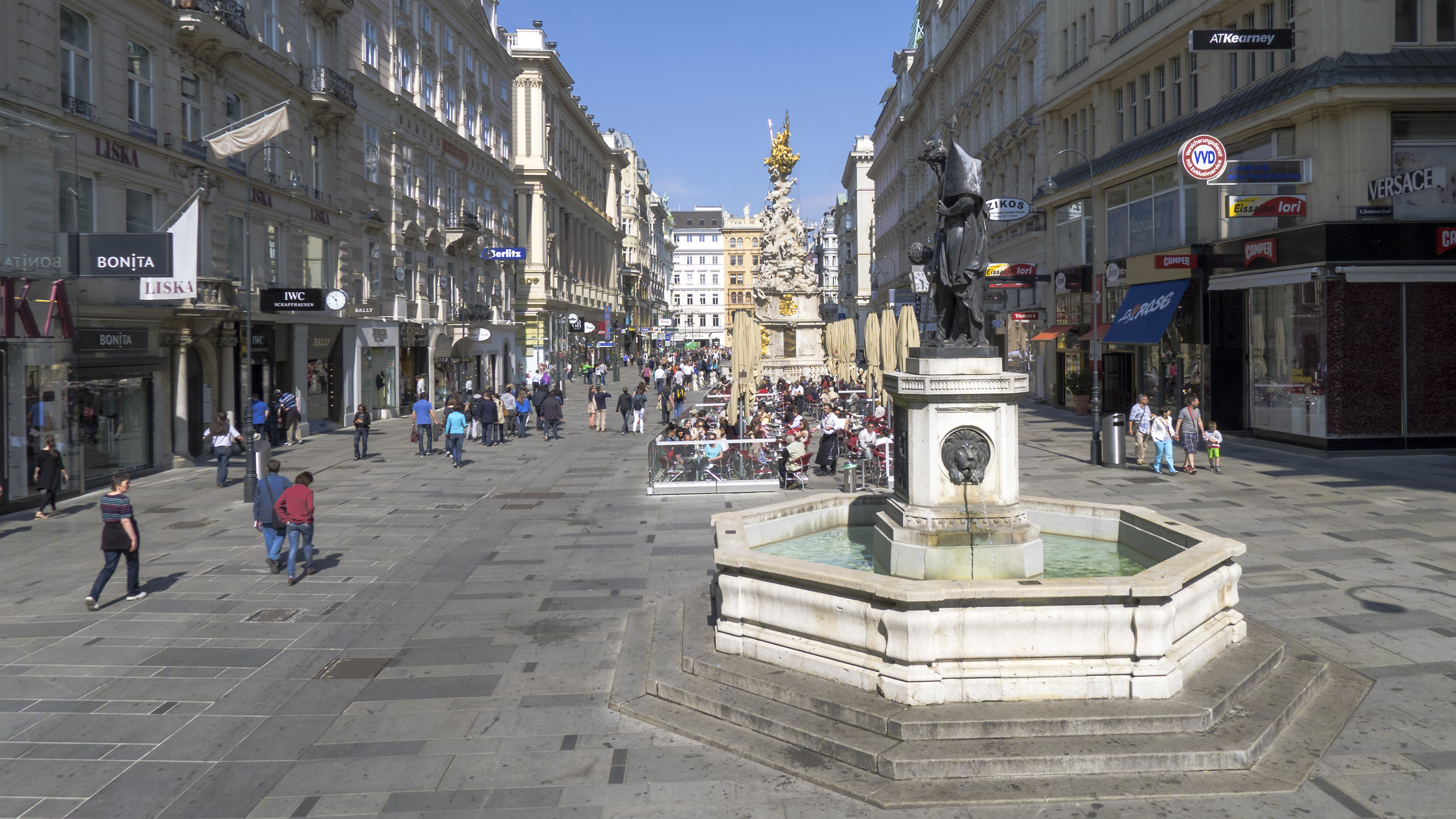
Der Graben mit Leopoldsbrunnen und Pestsäule

- Gottfried-von-Einem-Platz, 2017 benannt nach dem Komponisten Gottfried von Einem (1918–1996); er war 1948–1951 und 1954–1964 Mitglied des Direktoriums der Salzburger Festspiele und 1963–1972 Professor für Komposition an der Wiener Musikhochschule. Seine Musiksprache ist gemäßigt modern und weitgehend tonal. Der Schwerpunkt seines Schaffens liegt im Bereich der Musikdramatik und der Oper, sein Werkverzeichnis umfasst aber auch symphonische Werke, Konzerte, Kammermusik und Lieder. Viele seiner späteren Werke basieren auf Texten seiner zweiten Frau, der Schriftstellerin Lotte Ingrisch.
- Graben, 1294 erstmals als Verkehrsfläche und um 1300 als Marktplatz erwähnt. Der Graben geht schon auf das alte Römerlager Vindobona zurück, wo eine Mauer entlang des heutigen Straßenzugs und der heutigen Naglergasse die südwestliche Umwallung des Kastells bildete, vor der sich ein Graben befand. Auch vor der mittelalterlichen Burgmauer war dieser Graben noch vorhanden. Am Ende des 12. Jahrhunderts wurde der Graben im Zuge der babenbergischen Stadterweiterung zugeschüttet und planiert. Heute ist der Graben eine der bekanntesten Straßen Wiens. 1971 bzw. 1974 wurde hier die erste Fußgängerzone Wiens eingerichtet. Teile des Grabens trugen zeitweise verschiedene Bezeichnungen: Unter den Melbern, Mehlzeile, Milchgraben, Kaltenmarkt, Fleischgraben, Grüner Markt und Kräutermarkt. Der Graben war einst an beiden Enden kürzer als heute; dem Verkehr im Weg stehende Häuserblöcke wurden 1840 bis nach 1866 demoliert.

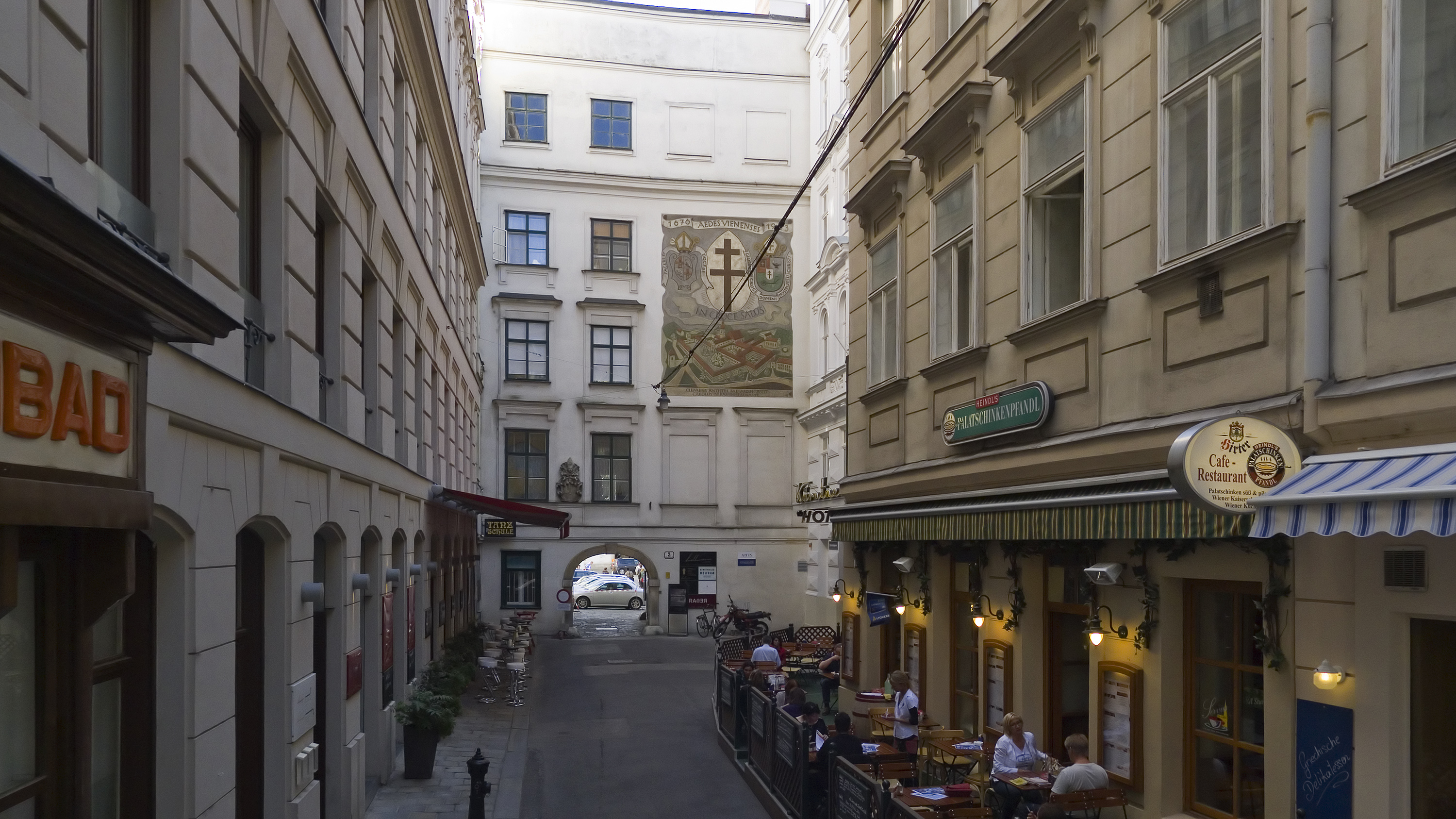
Die Grashofgasse in Richtung Heiligenkreuzerhof

- Grashofgasse, 1832 benannt nach dem Grashof, einem bereits 1337 erwähnten Gebäude, das an den Ziegelhof angrenzte und Teil des Heiligenkreuzerhofs war. Der Hof trug seinen Namen, weil dort Gras eingelagert und verkauft wurde. Das Gebäude wurde 1898 abgerissen. Die Gasse hieß früher auch Gassel vorm Heiligenkreuzerhof und Hinter dem alten Fleischmarkt.

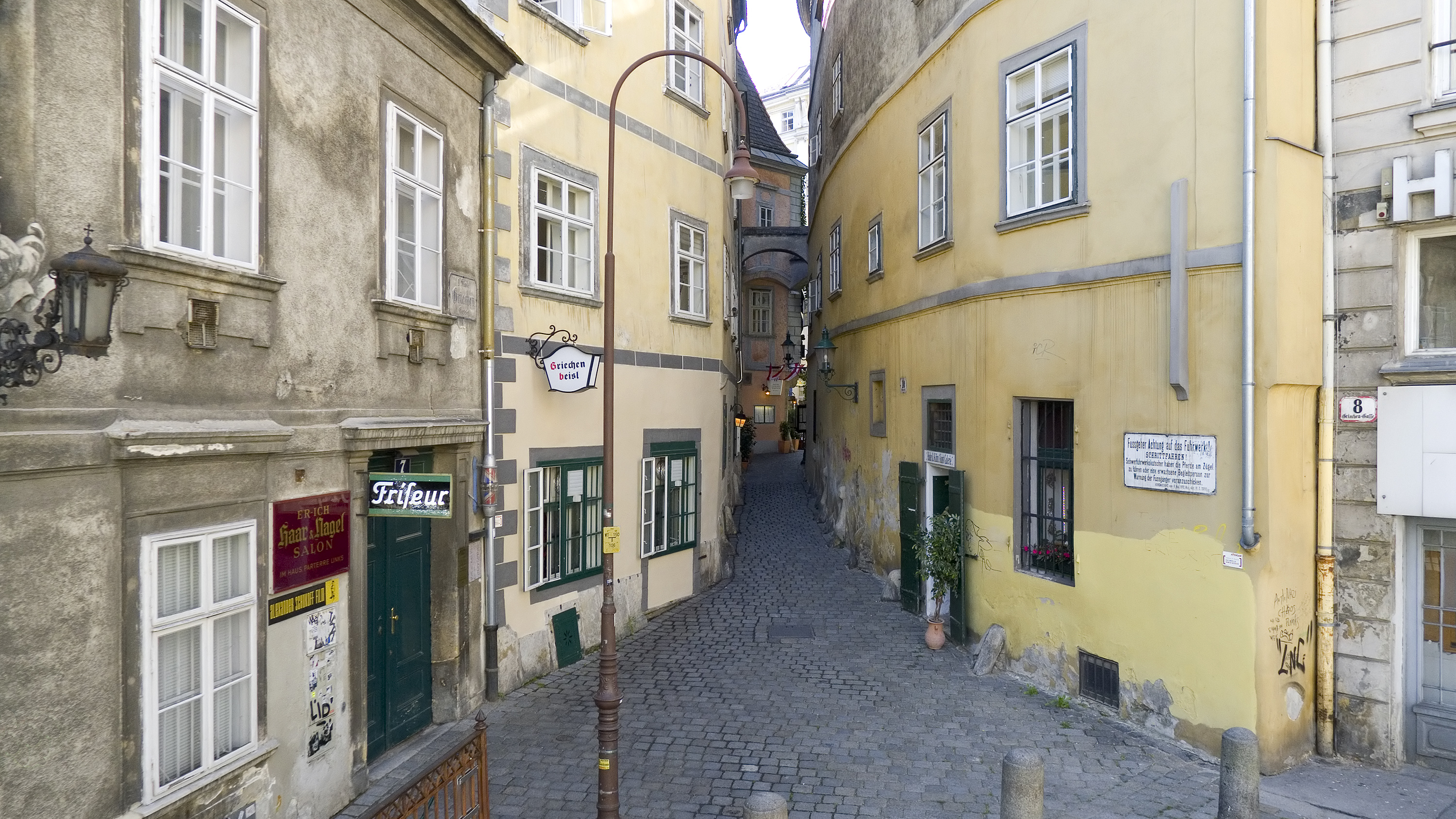
Griechengasse: das südliche Ende der hier von rechts verlaufenden Gasse, Richtung Fleischmarkt gesehen

- Griechengasse, 1862 benannt nach den hier im Griechenviertel ansässigen griechischen Kaufleuten. Vor allem die nach dem Frieden von Passarowitz (1718) abgeschlossenen Handelsverträge mit dem Osmanischen Reich ermöglichten Griechen den Weg in den Donauraum. 1815 lebten etwa 4.000 Griechen in Wien. Im Griechenviertel befinden sich die orthodoxe Georgskirche und die Griechenkirche zur Heiligen Dreifaltigkeit sowie das Traditionslokal Griechenbeisl, eine einst von Griechen besuchte Taverne. Prominente Griechen in Wien waren u. a. die Unternehmer Nikolaus Dumba (siehe die Dumbastraße) und Georg Simon von Sina (siehe die Sinagasse im 22. Bezirk, Donaustadt). Die Gasse hieß zuvor Krongasse (nach dem Hausschild „Zu der guldein Kron“). Für Teile der Gasse finden sich auch die früheren Bezeichnungen Hinter dem alten Fleischmarkt auf der Höhe, Hinter St. Laurenz bei den Hafnern, Als man unter die Hafner geht, Auf der Muster und Auf der Burger Musterung (nach der Musterung der Bürger des Stubenviertels für das militärische Aufgebot).

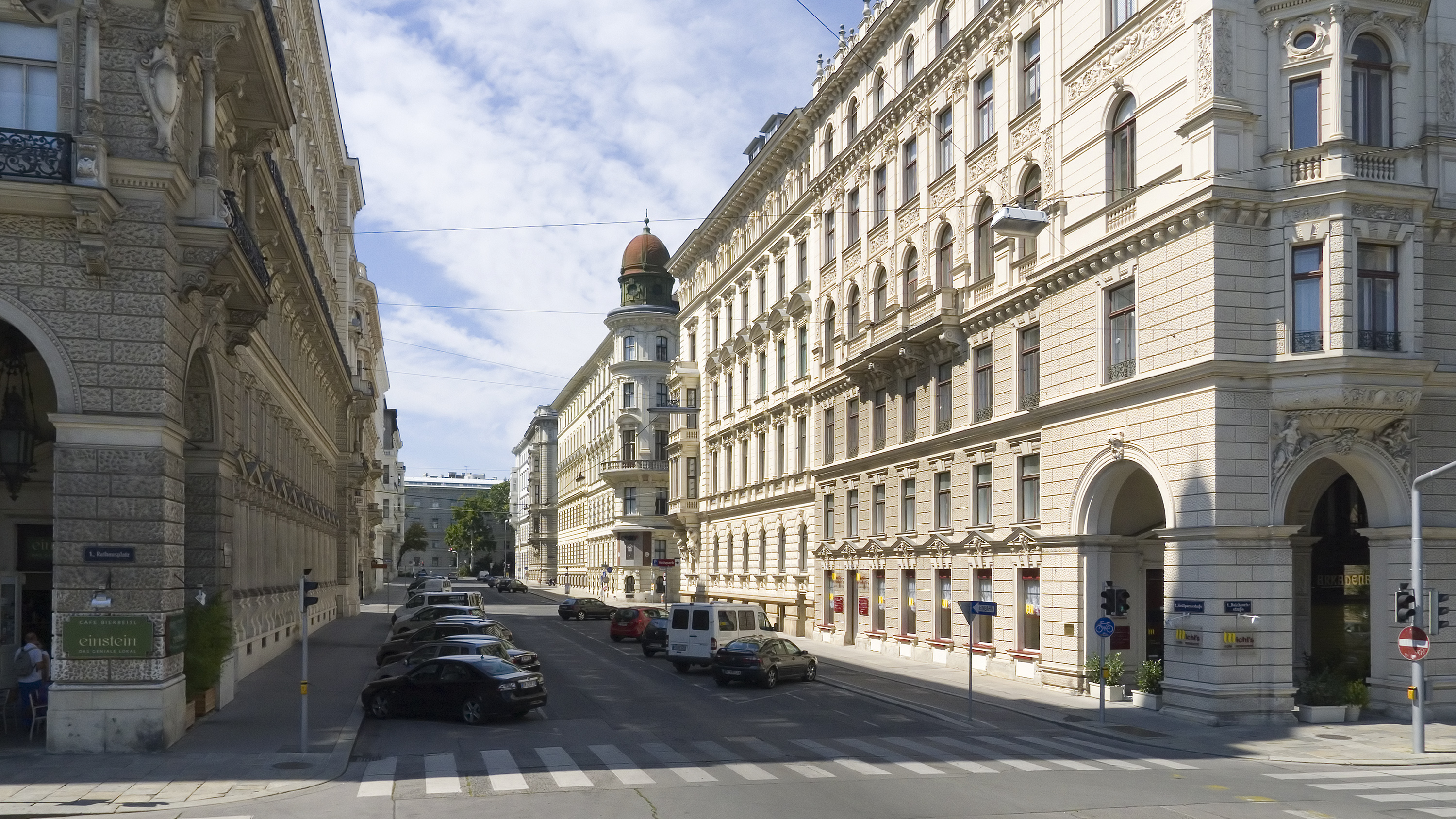
Die Grillparzerstraße beim Rathausplatz in Richtung Westen

- Grillparzerstraße, 1873 benannt nach dem Schriftsteller Franz Grillparzer (1791–1872); aufgrund der identitätsstiftenden Verwendung seiner Werke, vor allem nach 1945, wird er auch als österreichischer Nationaldichter bezeichnet. Seine Bühnenwerke gewinnen ihre dramatische Spannung aus der Ambivalenz zwischen äußerer, staatlicher Pflicht und seinem eigenen Anspruch. Populär wurde er u. a. durch die Dramen Die Ahnfrau (1817), König Ottokars Glück und Ende (1825) und Ein Bruderzwist in Habsburg (1848). Nach seinem Cousin und Nachlassverwalter Theobald von Rizy ist die Rizygasse im 12. Bezirk Meidling benannt. Die Straße entstand nach der Auflassung des Exerzier- und Paradeplatzes am Glacis; sie schließt an den Rathausplatz an und verläuft bis zur Landesgerichtsstraße.
- Grünangergasse, historische Bezeichnung nach einem Anger der Wiener Bürgerschaft, der bereits im 12. Jahrhundert hier erwähnt wurde. Der Begriff Anger (mhd. anger, ahd. angar) bezeichnete grasbewachsenes Land oder einen Platz in Gemeinbesitz, der von allen Bewohnern der Stadt oder des Dorfes genutzt werden konnte (Allmende). Die Gasse wurde als Auf dem Anger und Am grünen Anger erwähnt, seit 1786 als Grünangergasse.

## H

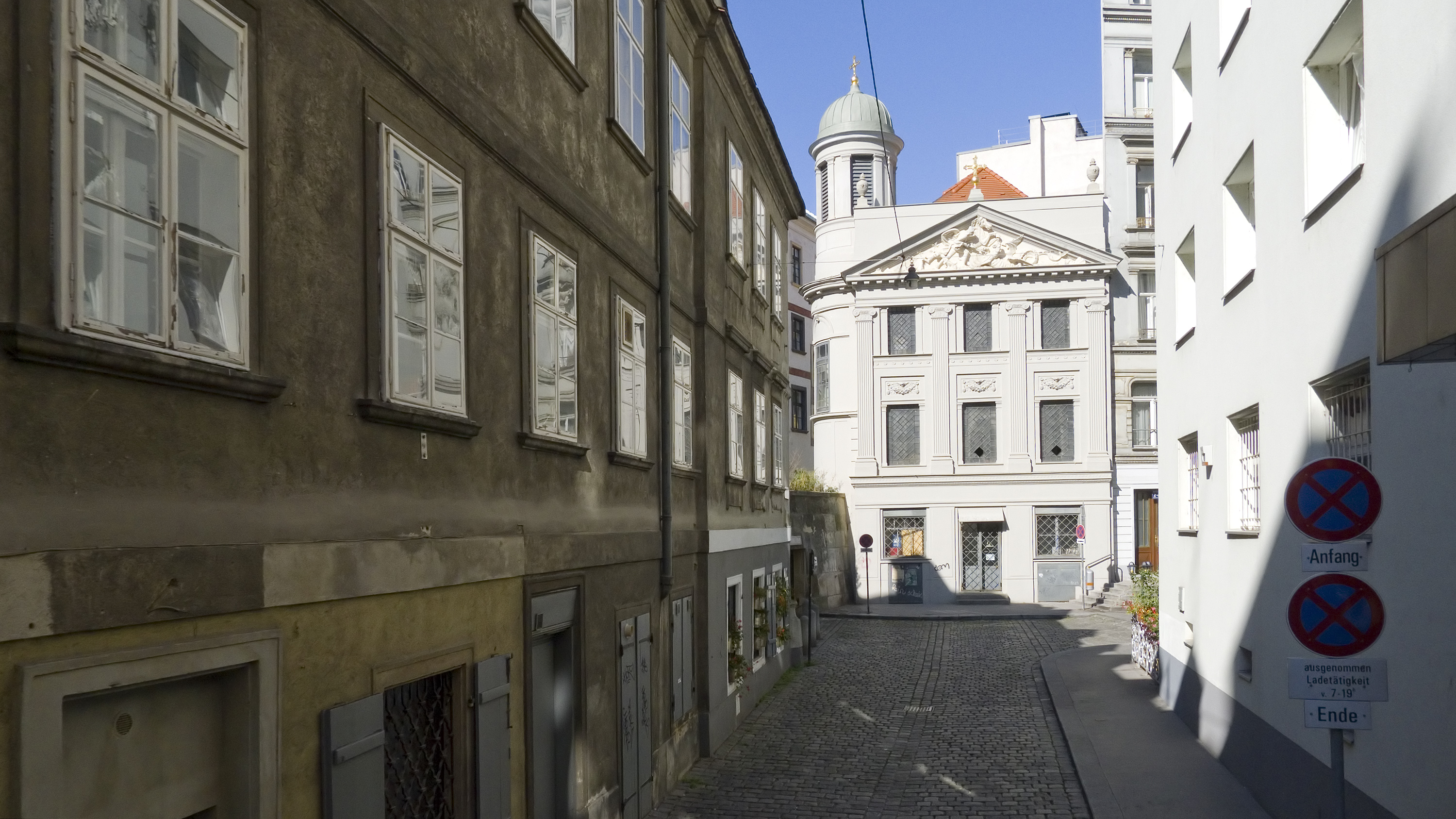
Der Hafnersteig mit der Georgskirche

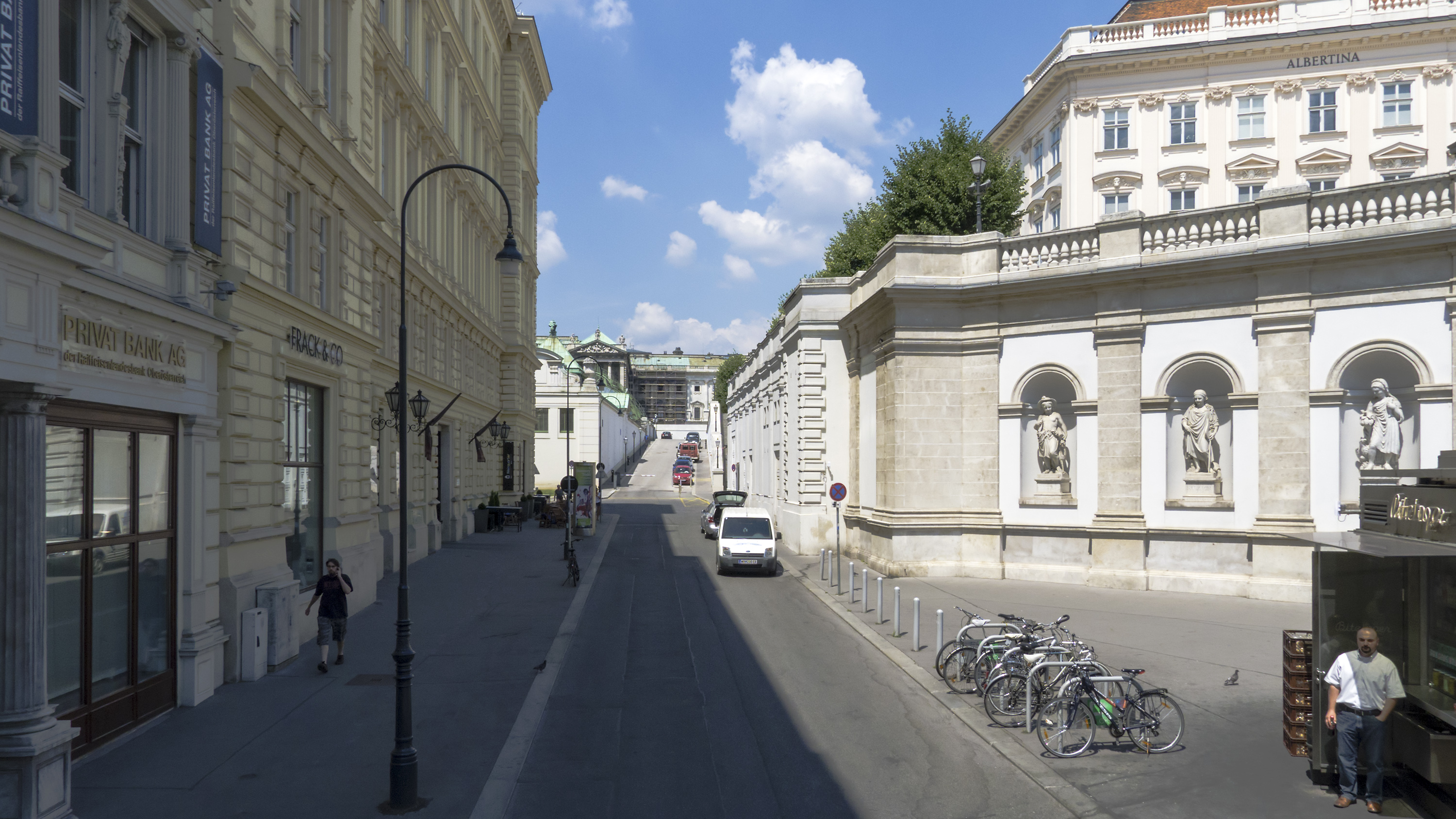
Die Hanuschgasse an der Augustinerbastei

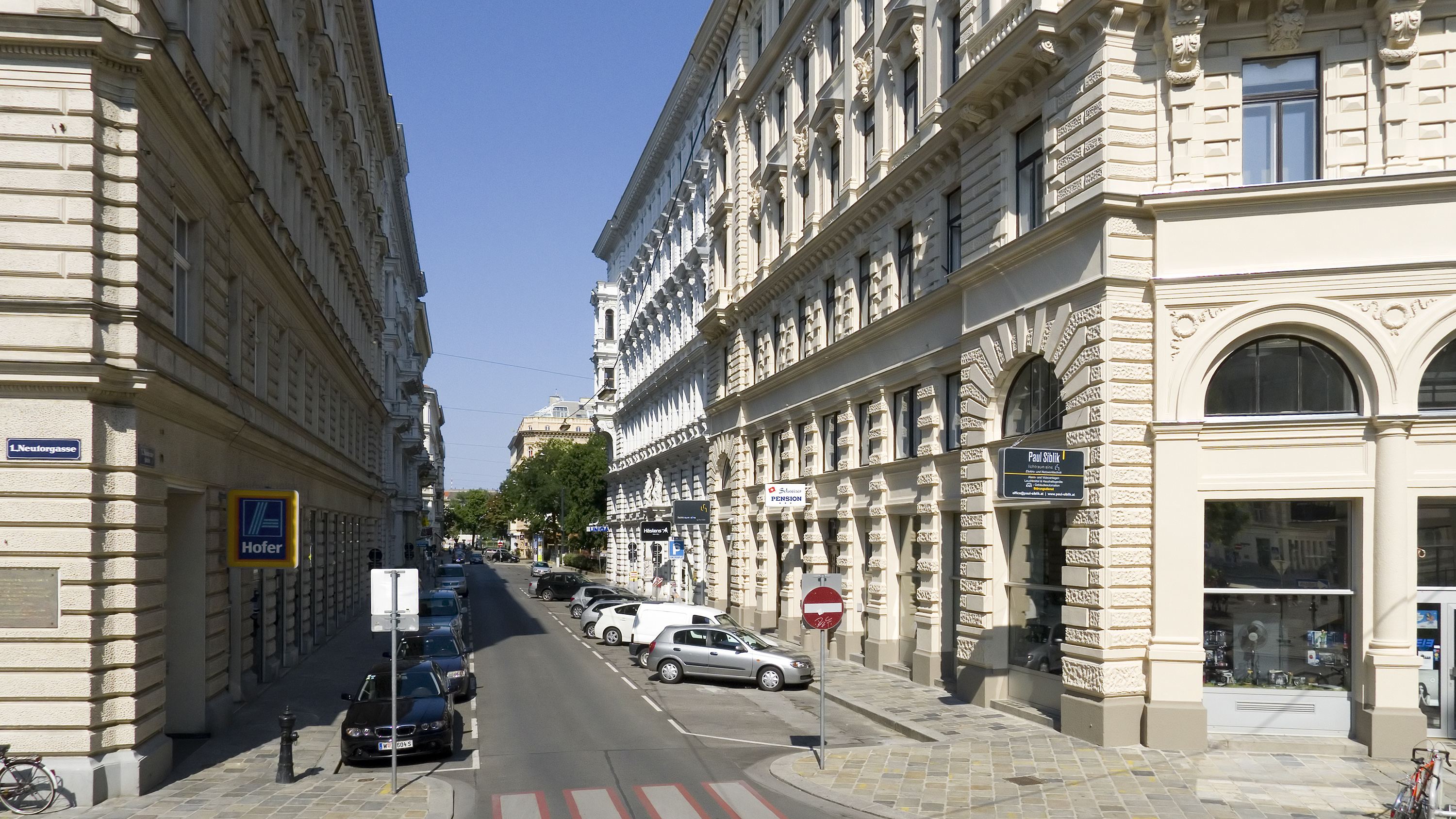
Die Heinrichsgasse, vom Salzgries zum Franz-Josefs-Kai gesehen; rechts hinten öffnet sich der Rudolfsplatz

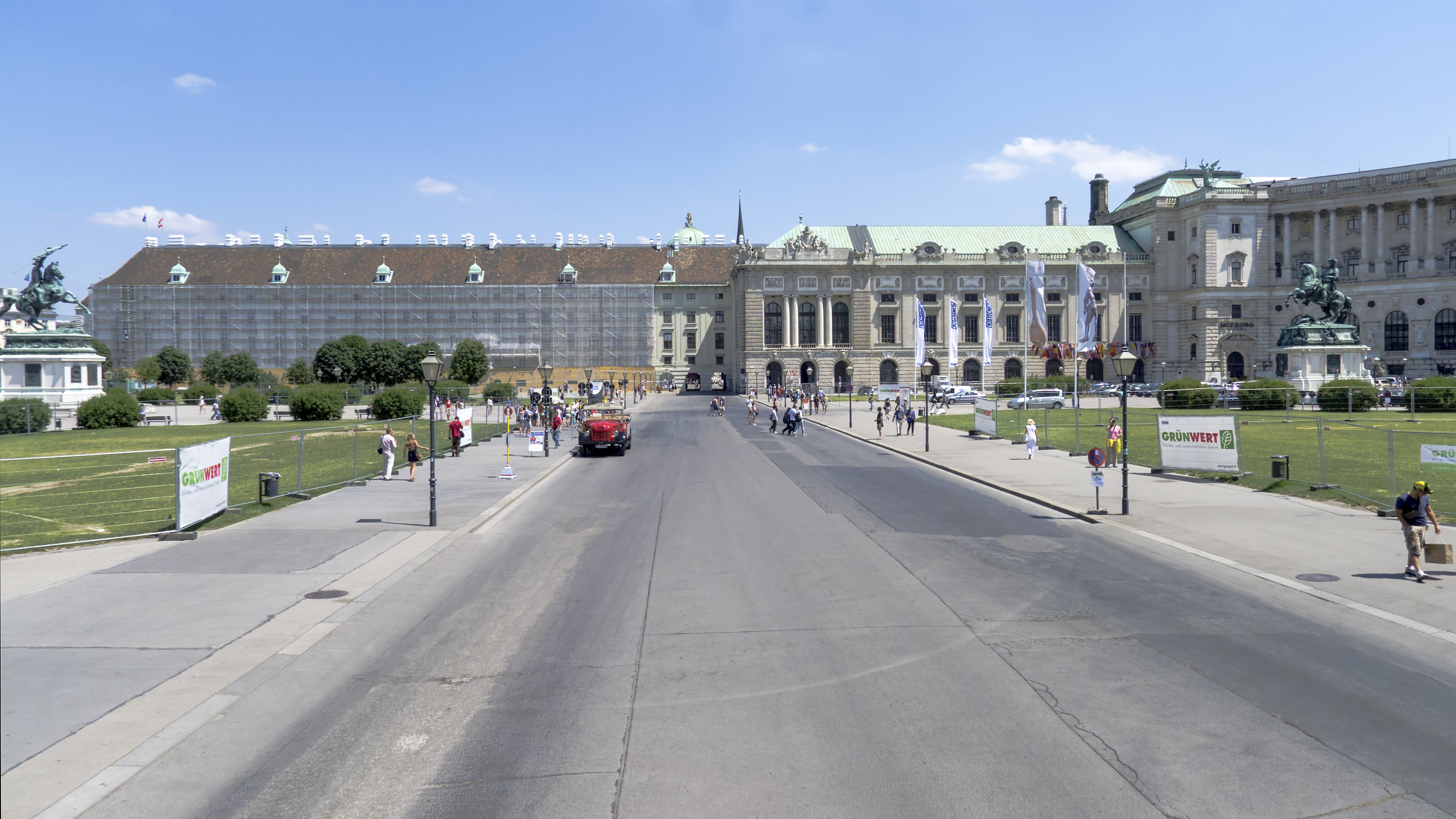
Der Heldenplatz in Richtung Hofburg

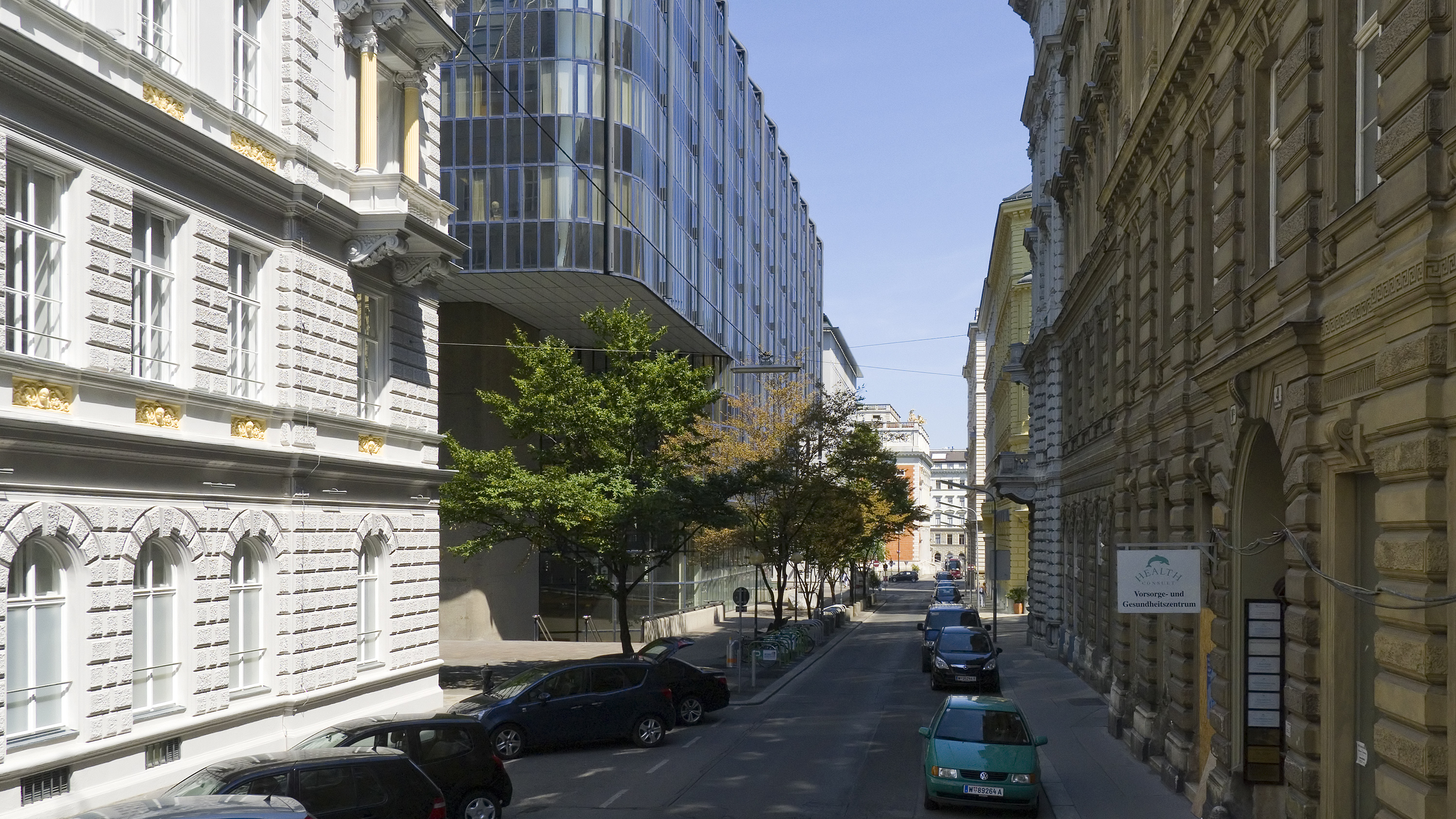
Die Helferstorferstraße, links das neue Juridicum, im Hintergrund die Börse

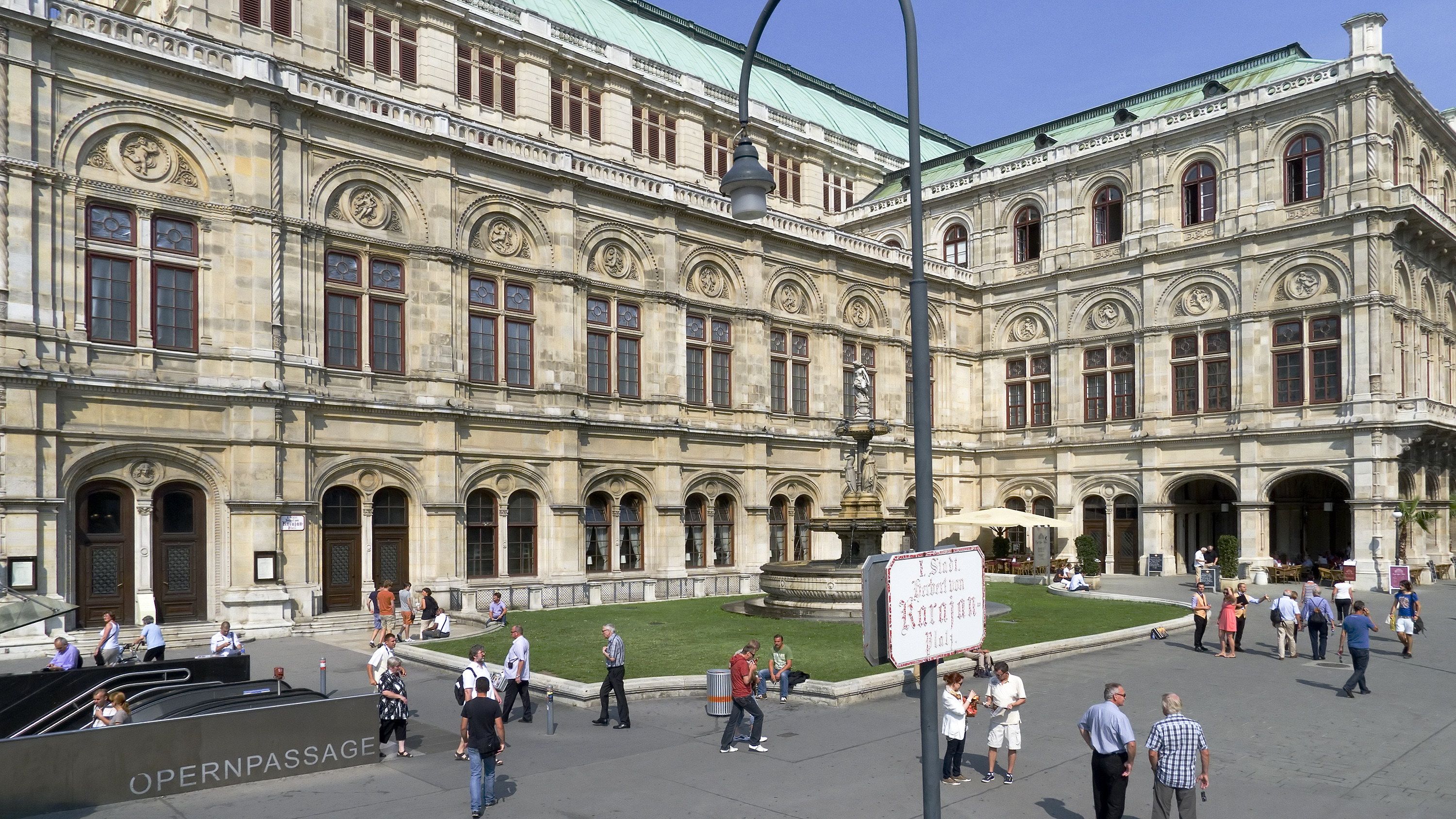
Herbert-von-Karajan-Platz am Ostflügel der Staatsoper

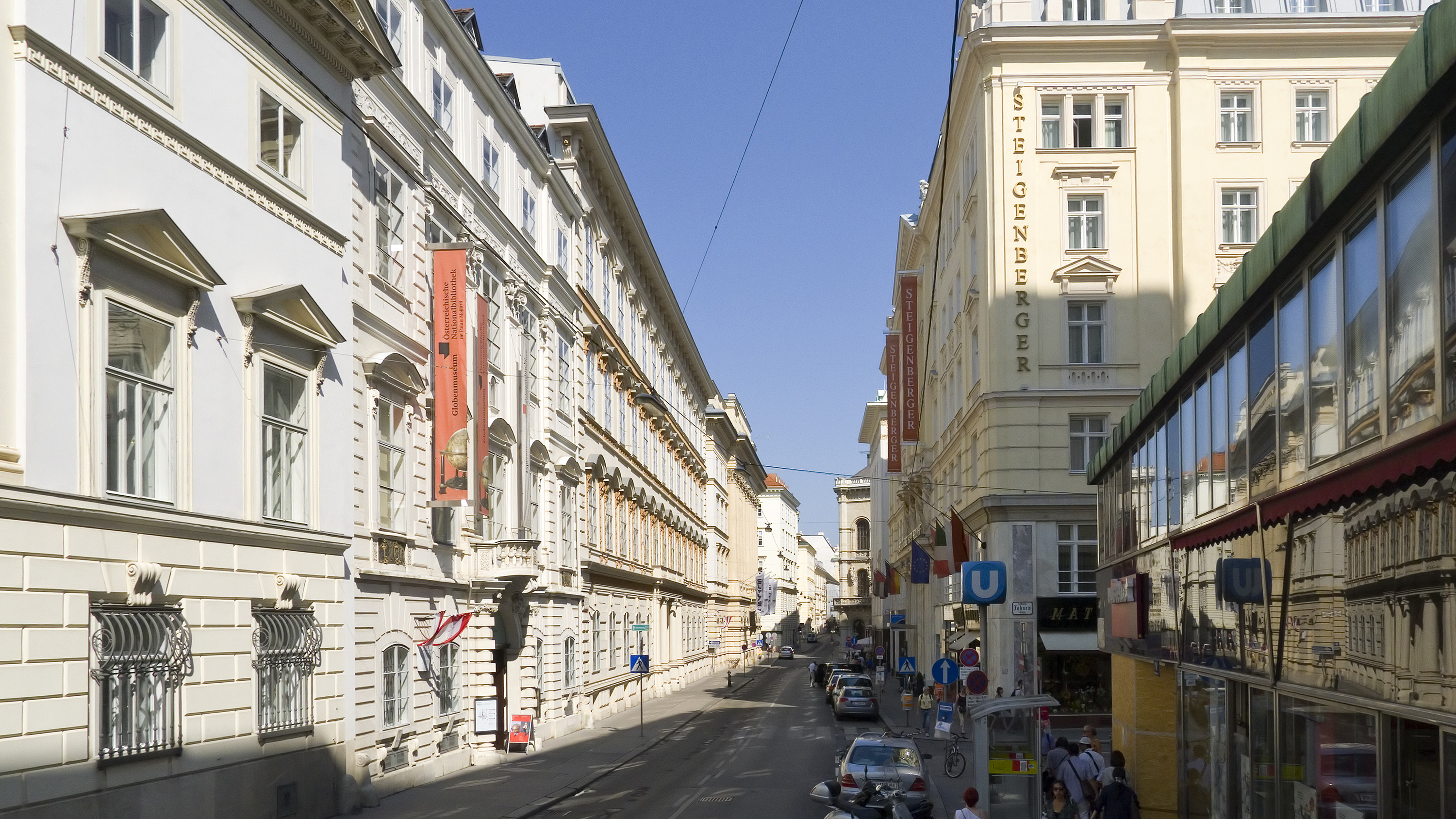
Die Herrengasse, nach Norden gesehen

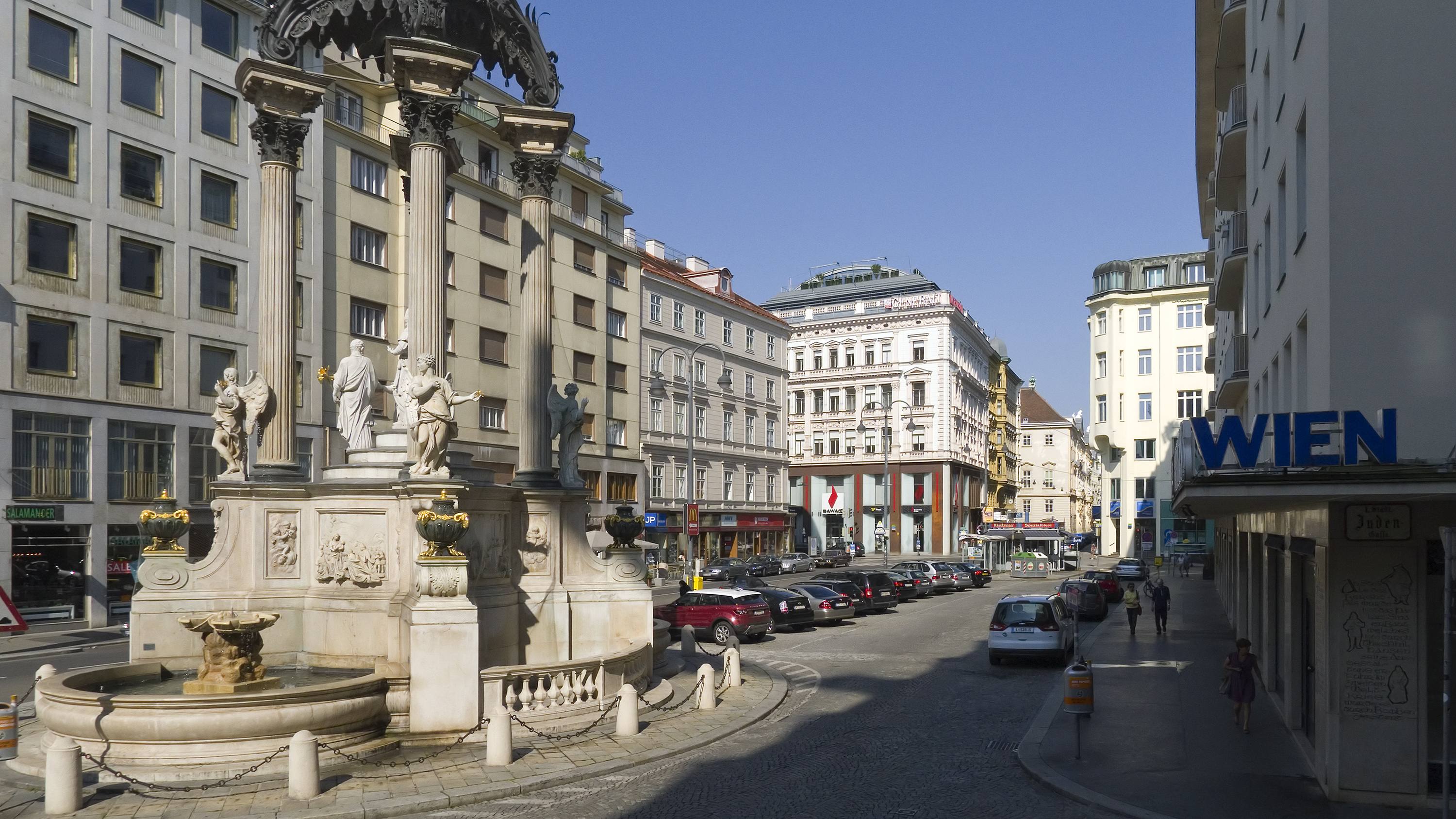
Der Hohe Markt mit dem Vermählungsbrunnen, hinten beginnt die Wipplingerstraße

- Haarhof, 1444 erstmals erwähnt als Handelsplatz der Flachshändler („Haar“ war eine Bezeichnung für Flachs). Flachs (eigentlich: Gemeiner Lein) ist eine alte Kulturpflanze, die zur Faser- und zur Ölgewinnung (Leinöl) angebaut wird. Aus der Flachsfaser wird das Gewebe Leinen hergestellt, auch Leinwand, Leintuch oder Linnen genannt. Im Mittelalter wurde Leinen (im Gegensatz zu Wolle) durch die schmutzabweisende Eigenschaft bevorzugt für körpernahe Verwendung eingesetzt. Da es schwer färbbar war, wurde es vorwiegend in blassen Tönen angeboten. Die Gasse wurde zeitweise auch als Kraftshof und Im Retzengraben bezeichnet.
- Habsburgergasse, 1862 benannt nach der Herrscherdynastie Habsburg, auf deren Wiener Residenz, die Hofburg, die Gasse vom Graben aus zuläuft. Die Habsburger waren eine europäische Dynastie, deren Name sich von ihrer Stammburg Habsburg im heutigen Kanton Aargau herleitet. Mitglieder der Familie stellten erstmals 1273 und beinahe ununterbrochen ab 1438 die deutschen Könige und römisch-deutschen Kaiser. Sie herrschten von 1276 bzw. 1282 bis 1918 speziell über Österreich unter der Enns mit Wien als Hauptstadt, weshalb der gesamte mitteleuropäische Herrschaftsbereich der Habsburger schließlich als Österreich bezeichnet wurde. Maria Theresia gründete durch ihre Verbindung mit Franz I. Stephan aus dem Hause Lothringen das Haus Habsburg-Lothringen. Der letzte römisch-deutsche Kaiser, Franz II., begründete 1804 das Kaisertum Österreich, das 1867 zur Doppelmonarchie Österreich-Ungarn umgewandelt wurde und 1918 unterging. Die Gasse hieß davor Obere Bräunerstraße.
- Hafnersteig, historische Bezeichnung nach den dort einstmals ansässigen Hafnern. Die Berufsbezeichnung Hafner bezeichnet in Süddeutschland, Österreich und der Schweiz das Gewerbe des Ofenbauers und bezieht sich auch auf Töpfer, die Ofenkacheln herstellen. Die Gasse hieß bis etwa 1547 Unter den Hafnern und um 1710 Hafnergässl; Teile der Gasse hießen auch Sauerkrautgässel und Hinter St. Laurenz (nach dem ehemaligen Kloster St. Laurenz beim Fleischmarkt). Spätestens seit 1786 ist die Bezeichnung Hafnersteig gebräuchlich. Siehe auch die Hafnergasse im 2. Bezirk, Leopoldstadt.
- Hansenstraße, 1894 benannt nach dem dänisch-österreichischen Architekten Theophil von Hansen (1813–1891). Hansen arbeitete vorerst in Athen, trat aber 1846 in das Atelier des Wiener Architekten Ludwig Förster ein. Mit ihm und anderen Architekten baute er bis 1856 im Auftrag des k.k. Kriegsministers am Arsenal, wo das Waffen- oder Heeresmuseum (heute Heeresgeschichtliches Museum) vor allem von Hansen entworfen wurde. Die Gesellschaft der Musikfreunde in Wien beauftragte ihn mit der Gestaltung des 1870 eröffneten Wiener Musikvereinsgebäudes. Bis 1877 baute er für die Börsekammer die Wiener Börse am Schottenring. Parallel dazu errichtete er, ebenfalls an der Ringstraße, im Auftrag der österreichischen Reichshälfte bis 1883 das Parlamentsgebäude, das im Stil eines attischen Tempels gestaltet ist. Dazu kamen weitere Bauten in der Ringstraßenzone und in anderen Ländern. Die Theophil-Hansen-Gasse im 23. Bezirk, Liesing, ist ebenfalls nach dem Architekten benannt. Die Straße hieß davor 1867–1894 Amaliengasse bzw. Amalienstraße (nach einer heute nicht mehr identifizierbaren Amalia oder Amalie). Hansen starb 1891 in seiner Wohnung im Haus Nr. 3.
- Hanuschgasse, 1924 benannt nach dem Sozialpolitiker Ferdinand Hanusch (1866–1923), Gewerkschafter und Politiker der SDAP. Er gehörte 1918–1920 den Regierungen Renner I, II und III sowie Mayr I an. Ihm zu verdanken sind ein zeitgemäßes Krankenkassenwesen und ein großer Ausbau der Sozialversicherung, Urlaubsanspruch für Arbeiter, der durch Kollektivvertrag garantierte Mindestlohn, die 48-Stunden-Arbeitswoche, das Verbot der Kinderarbeit unter zwölf Jahren, die Arbeitslosenversicherung, das Betriebsrätegesetz und die sechswöchige Karenzzeit für Frauen und die Errichtung der Kammern für Arbeiter und Angestellte. Das Hanusch-Krankenhaus ist ebenfalls nach ihm benannt. Die Gasse hieß davor 1865–1924 Hofgartengasse nach dem damals so genannten Burggarten.
- Hegelgasse, 1865 benannt nach dem deutschen Philosophen Georg Wilhelm Friedrich Hegel (1770–1831); einflussreichster Vertreter des Deutschen Idealismus. Er lehrte die Philosophie des absoluten Idealismus; seine Philosophie gilt als eine der komplexesten in der Philosophiegeschichte. Hegels gesamtes Werk wird von seinem dialektischen Denken gekennzeichnet. Zu seinen weiteren grundsätzlichen Methoden gehört die These von der Identität zwischen Denken und Wirklichkeit. Die Werke Hegels wurden zum Ausgangspunkt zahlreicher anderer Strömungen im gesamten Bereich der Kultur. Siehe auch Fichtegasse, Kantgasse, und Schellinggasse. Die Gasse entstand nach dem Abbruch der Stadtbefestigung im Bereich der Dachslochschanze (1862 / 1863). In der Gasse befinden sich einige bekannte Schulen.
- Heidenschuss (bis 1999 amtlich: Heidenschuß), historische Bezeichnung nach einem Hausschild auf Nr. 3 mit dem Text Da der Hayden scheuttz (= schießt), das für den Zeitraum 1365–1664 belegt ist. Am Haus befand sich die Figur eines Sarazenen (keines Türken) mit Pfeil und Bogen. Die Bedeutung und Herkunft des Wortes „Heidenschuss“ ist unbekannt. Die Umdeutung von „Heide“ auf „Türke“ ist späteren Datums; erst 1701 heißt es Am Haidenschuss oder Kiell allwo der Türck reitt. Im 19. Jahrhundert entstanden (unwahre) volkstümliche Legenden, und 1851 / 1852 wurde die Figur eines säbelschwingenden Türken am Haus angebracht. An dem Straßenstück, das den Platz Am Hof mit der Freyung verbindet, befand sich eine Zugbrücke über den Ottakringer Bach, der bis 1426 hier offen verlief. Die Gegend hieß 1274 Gäßchen beim Herzogshof und 1317 Am Eck da man geht zu den Schotten.
- Heinrichsgasse, 1862 (als Heinrichgasse) angeblich benannt nach Erzherzog Heinrich (1828–1891), seit 1863 Feldmarschallleutnant. Er kämpfte 1866 mit Auszeichnung in der Schlacht bei Custozza. Wegen Heinrichs morganatischer Ehe mit der Sängerin Leopoldine Hofmann, 1868, wurde ihm die Mitgliedschaft im Haus Österreich aberkannt, 1871 wurde er aber wieder in den Familienverband aufgenommen. Zum Zeitpunkt der Straßenbenennung war er 34 Jahre alt und hatte seine größten militärischen Erfolge noch vor sich. Möglicherweise bezieht sich die Benennung auf eine andere Person namens Heinrich. Die Gasse entstand 1861 nach dem Abbruch der Stadtbefestigung im Bereich zwischen Elendbastei und Gonzagabastei; 1871 wurde sie bis zum Concordiaplatz verlängert.
- Heldenplatz, 1878 benannt nach den beiden Reiterdenkmälern, gestaltet von Anton Dominik von Fernkorn (Standbilder) und Eduard van der Nüll (Architektur). Sie stellen auf der Platzseite zum Volksgarten Erzherzog Karl, Sieger der Schlacht bei Aspern, und auf der Platzseite zur Neuen Burg Prinz Eugen, Sieger u. a. in der Schlacht bei Zenta, dar. Der Heldenplatz zählt mit dem Äußeren Burgtor zum Ensemble der Hofburg. Der Bundespräsident amtiert im angrenzenden Leopoldinischen Trakt, der Bundeskanzler am mit dem Heldenplatz verbundenen Ballhausplatz. Der Platz wird seit den 1930er-Jahren häufig für Massenveranstaltungen genutzt; am bekanntesten ist der Auftritt Hitlers am 15. März 1938. Der Platz entstand nach der Sprengung von Teilen der Burgbastei durch französische Truppen (1809). Er hieß zunächst volkstümlich Promenadeplatz (als Promenade für Fußgänger) und offiziell Neuer Paradeplatz oder Äußerer Burgplatz.
- Helferstorferstraße, 1880 benannt nach dem Benediktinermönch Othmar Helferstorfer (1861–1880); er wirkte ab 1833 als Präfekt, Bibliothekar und Lehrer im Schottenstift. 1854 wurde er Subprior des Stiftes, 1856 Direktor des Schottengymnasiums und 1861 Abt des Schottenstiftes. Weiters war er ab 1867 Abgeordneter zum niederösterreichischen Landtag sowie ab 1868 Mitglied des Abgeordnetenhauses und ab 1875 des Herrenhauses des Reichsrats. Die Straße hieß davor Schottensteig (nach dem Schottenstift, an dessen Nordseite der Steig bis in die 1860er Jahre unmittelbar an der Stadtmauer verlief).
- Helmut-Zilk-Platz, 2009 benannt nach dem Journalisten, Politiker und Bürgermeister Helmut Zilk (1927–2008); er war ab 1979 Stadtrat für Kultur und Bürgerdienst (SPÖ) und ab 1983 Bundesminister für Unterricht und Kunst. Von 1984 bis 1994 war er Bürgermeister von Wien. In seine Amtszeit fielen u. a. der Bau der Neuen Donau, der Umbau der Gürtelstadtbahn zur U-Bahn-Linie U6, die Verbannung der Autos vom Rathausplatz, der Bau der zentrumsnäheren Abschnitte der U-Bahn-Linie U3, der Bau des Schulschiffs, das sommerliche Filmfestival auf dem Rathausplatz, der „Adventzauber“ ebendort und der „Silvesterpfad“ im Stadtzentrum, das Wiener Mozartjahr 1991 sowie die Volksbefragung über die für 1995 geplante gemeinsame Weltausstellung Wien / Budapest, die vom Volk abgelehnt wurde. Sein Vorgänger als Bürgermeister war Leopold Gratz (siehe den Leopold-Gratz-Platz), sein Nachfolger Michael Häupl. Der Platz nimmt etwa die Fläche des Philipphofs zwischen Augustinerstraße, Führichgasse und Tegetthoffstraße ein, dessen Bombenruine 1947 entfernt wurde; auf dieser Fläche wurde 1988 das auf Initiative von Zilk gestaltete Mahnmal gegen Krieg und Faschismus errichtet. Bis zur Benennung nach Zilk war die frei gewordene Fläche Teil des südlich anschließenden Albertinaplatzes.
- Herbert-von-Karajan-Platz, 1996 benannt nach dem Dirigenten Herbert von Karajan (1908–1989); er war ab 1935 Generalmusikdirektor in Aachen und 1939–1945 Dirigent der Staatskapelle Berlin. 1948 wurde er Direktor der Gesellschaft der Musikfreunde in Wien, ab 1955 war er Chefdirigent der Berliner Philharmoniker und 1957–1964 künstlerischer Leiter der Wiener Staatsoper. Von 1960 bis 1989 dirigierte er auch bei den Salzburger Festspielen. Karajan hat als Dirigent mehr Einspielungen auf Ton- und Bildträger vorgelegt als die meisten seiner Kollegen; er spielte etwa 700 Werke von rund 130 Komponisten ein, weltweit wurden an die 300 Millionen Tonträger mit seinem Namen verkauft. Der Platz ist die Fußgängerfläche entlang der Ostseite der Staatsoper; die daran anschließende Verkehrsfläche und die Häuser an dieser zählen zur Kärntner Straße. Im Historikerbericht Straßennamen Wiens seit 1860 als „Politische Erinnerungsorte“ aus dem Jahr 2013 ist die Verkehrsfläche Gruppe B (Diskussionsbedarf) zugeordnet.[1]
- Herrengasse, historische Bezeichnung nach dem damaligen Stand der „Herren“. Aufgrund der Nähe zur Hofburg, der Residenz der Habsburger, begann sich der Adel bevorzugt hier, also in unmittelbarer Nähe des kaiserlichen Palasts, anzusiedeln (siehe Palais Daun-Kinsky, Palais Harrach, Palais Liechtenstein, Palais Mollard). 1513 errichteten die niederösterreichischen Stände (Herren) hier ihr Landhaus, bis 1997 Sitz des niederösterreichischen Landtags (siehe auch Landhausgasse). 1861–1883 tagte hier das Herrenhaus des Reichsrats. „Herr“ bezeichnete im Mittelalter den Höhergestellten gegenüber dem Geringeren, den Befehlenden gegenüber dem Knecht; in der höfischen Periode wurde Herr Standesname für die Adeligen. Der Straßenverlauf geht auf die alte römische Limesstraße zurück und wurde erstmals 1216 als „Hochstraße“ erwähnt; seit 1547 heißt der Verkehrsweg Herrengasse.
- Herwig-Zens-Platz, 2021 benannt nach dem Maler und Kunstpädagogen Herwig Zens (1943–2019), von 1987 bis 2006 Professor an der Akademie der bildenden Künste Wien. Zens schuf über tausend Zeichnungen, Radierungen, Ölbilder und druckgraphische Werke, die er in über 100 Einzelausstellungen in Europa und den USA präsentierte. Im Jahr 2011 erhielt er das Österreichische Ehrenkreuz für Wissenschaft und Kunst I. Klasse.
- Heßgasse, 1870 benannt nach Feldmarschall Heinrich von Heß (1788–1870); er leitete 1839–1860 den Quartiermeisterstab und wurde 1844 Inhaber des Infanterieregiments 49. 1850 wurde er zum Chef des Generalstabs des gesamten Heeres ernannt. Er war bei den Feldzügen 1848–1849 in Italien, beim Aufmarsch gegen Preußen 1850, im Krimkrieg 1854–1855 und im Sardinischen Krieg 1859 in führender Position eingesetzt. Ab 1860 war er Hauptmann der Trabantenleibgarde und der Hofburgwache und ab 1861 Mitglied des Herrenhauses. Die Gasse entstand 1868 / 1869 nach der Demolierung der Stadtbefestigung.
- Himmelpfortgasse, historische Bezeichnung nach dem ehemaligen Frauenkloster St. Agnes in der Himmelpforte. Das Kloster hatte seinen Eingang in der (heutigen) Himmelpfortgasse 7, der Eingang zur Klosterkirche lag in der Rauhensteingasse 7. Der Klostergarten erstreckte sich entlang der Rauhensteingasse über die Ballgasse bis zur Blumenstockgasse. Das Kloster war um 1270 gegründet worden und wurde 1783 von Joseph II. aufgelöst. Die Gasse hieß 1272 Traibotenstraße (strata Treibotonis) bzw. Tragebotenstraße, 1373 hieß ein Teil der Gasse Auf dem hohen Steig. 1526 wird sie als Bei der Himmelpforte auf dem Steig erwähnt; seit 1795 heißt sie endgültig Himmelpfortgasse. Die Gasse verlief ursprünglich von der Kärntner Straße bis zur Seilerstätte; nach der Demolierung der Stadtbefestigung wurde sie 1863 bis zum Parkring verlängert.
- Hohenstaufengasse, 1870 benannt nach den Staufern, einem schwäbisches Adelsgeschlecht, das im 12. und 13. Jahrhundert mehrere schwäbische Herzöge und römisch-deutsche Könige und Kaiser hervorbrachte. Der Name Staufer leitet sich von der Burg Hohenstaufen auf dem am Nordrand der Schwäbischen Alb gelegenen Berg Hohenstaufen ab. Die bedeutendsten Herrscher aus dem Adelsgeschlecht der Staufer waren Friedrich I. (Barbarossa), Heinrich VI. und Friedrich II. Bis in die 1860er Jahre befand sich, wo heute die Hohenstaufengasse nahe der Renngasse verläuft, das 1584–1587 errichtete Kaiserliche Zeughaus.[7]
- Hoher Markt; der älteste Platz Wiens wurde 1208 erstmals urkundlich als Markt erwähnt und bereits 1233 als Hoher (im Sinne von: wichtiger) Markt bezeichnet. Er liegt über den Ruinen des ehemaligen römischen Legionslagers Vindobona (siehe Römermuseum). Im Mittelalter war der Hohe Markt Zentrum des bürgerlichen Wien und von zahlreichen Zunfthäusern umgeben. Gehandelt wurde hier vor allem mit Lebensmitteln und Textilien. Von 1325 bis 1839 befand sich hier das Wiener Kriminalgericht, bis 1850 das magistratische Zivilgericht; nahe der nordwestlichen Ecke des Platzes stand die Schranne, Sitz des Wiener Stadt- und Landgerichts, mit der hauseigenen Kapelle „Zur Todesangst Christi“. (Die Hinrichtungen wurden meist außerhalb der Stadtmauern vorgenommen.)

## I

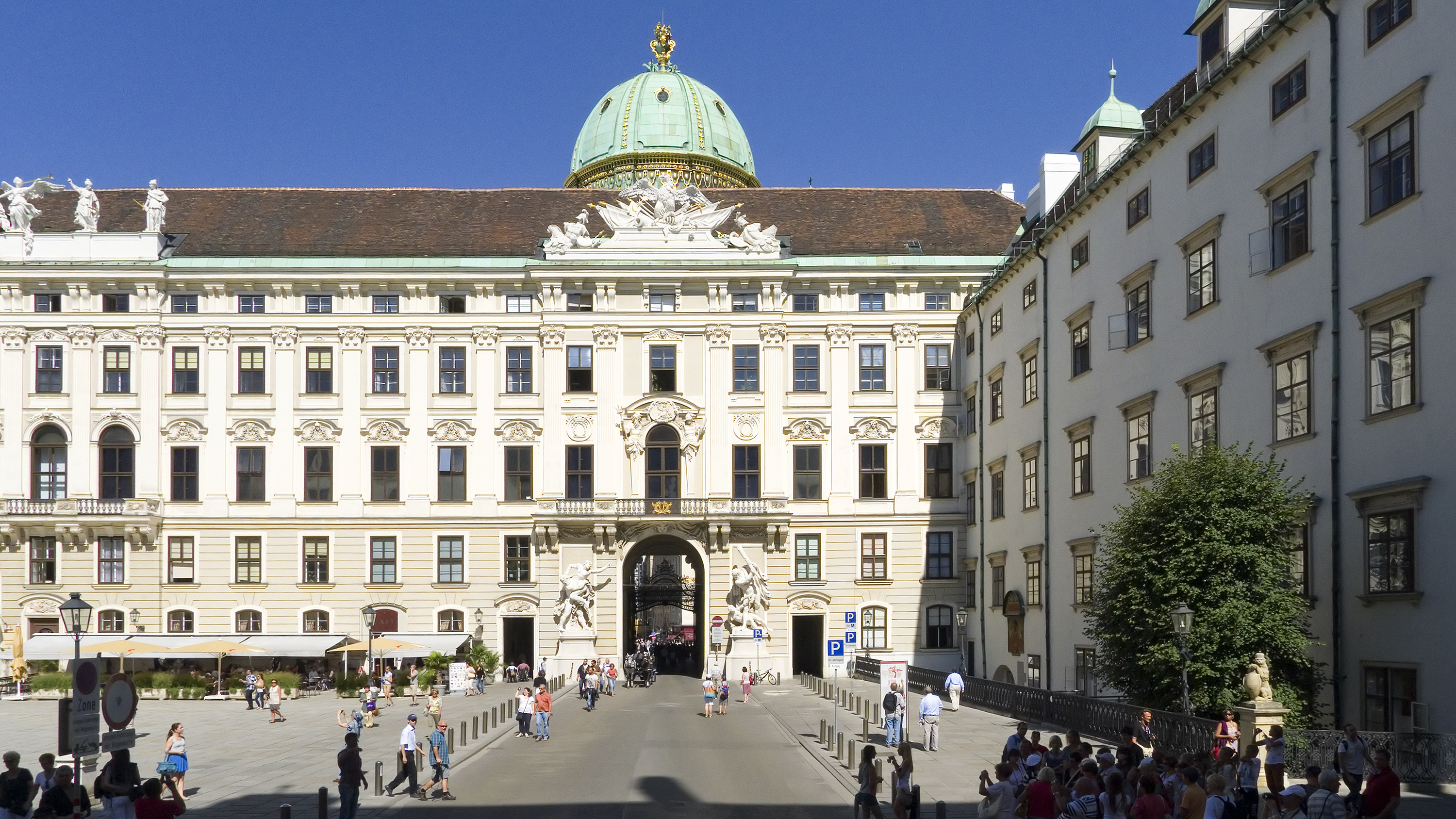
In der Burg: der Reichskanzleitrakt, dahinter die Kuppel von Michaelertrakt und -tor, rechts der Schweizertrakt

- In der Burg, 1919 benannt nach der Lage des Platzes in der Hofburg, der von den Bauteilen Schweizertrakt, Leopoldinischer Trakt, Amalienburg und Reichskanzleitrakt umschlossen wird. Durchfahrten führen zum Heldenplatz, zum Bundeskanzleramt und zum Michaelerplatz, ein Durchgang zum Josefsplatz. Der Platz hieß 1547–1819 Burgplatz, 1819–1846 Innerer Burgplatz (als Gegenstück zum Äußeren Burgplatz, dem heutigen Heldenplatz), 1846–1919 Franzensplatz (nach dem ersten Kaiser von Österreich, Franz I., dem 1846 hier ein Denkmal errichtet wurde) und heißt seit 1919 In der Burg. Vor der Fassade des Schweizertraktes befindet sich ein Rest des Grabens, der den Schweizertrakt (als ältesten Bauteil der Hofburg) umgeben hat, als er noch eine Burg (und in dieser Funktion namensgebend für den ganzen Komplex) war. Unter Kaiser Franz Joseph I. fand hier, meist vor vielen Zuschauern, täglich um 12 Uhr die zeremonielle Wachablöse der kaiserlichen Leibgarde in ihren Galauniformen statt.
- Irisgasse, 1862 benannt nach dem ehemaligen Geschäftsschild „Zur Irisblume“ in dieser Gasse. Das Geschäft wurde 1827 vom Kaufmann Alexander Toldt als Trauerwarenniederlage „Zur Irisblume“ gegründet und später in ein Seiden- und Modewarengeschäft umgewandelt. Iris ist eine übliche Bezeichnung für die Pflanzengattung der Schwertlilien und nach der griechischen Göttin Iris, der Personifikation des Regenbogens, benannt. Sie wurde im 15. Jahrhundert als Refelbühel erwähnt (nach dem Reflertor in der babenbergischen Stadtmauer) und zeitweise auch Adam-und-Eva-Gassel (nach einem Hausschild). Später hieß die Gasse Hundsfottgässel (keine Begründung verfügbar) und 1786–1862 Glockengasse (wahrscheinlich nach dem Hausschild des Leinwandhändlers Johann Georg von der Glocken). Die nur 17 Meter lange Gasse war bis 2014 die kürzeste in Wien; dann wurde dies die noch kürzere Tethysgasse im 2. Bezirk.

## J

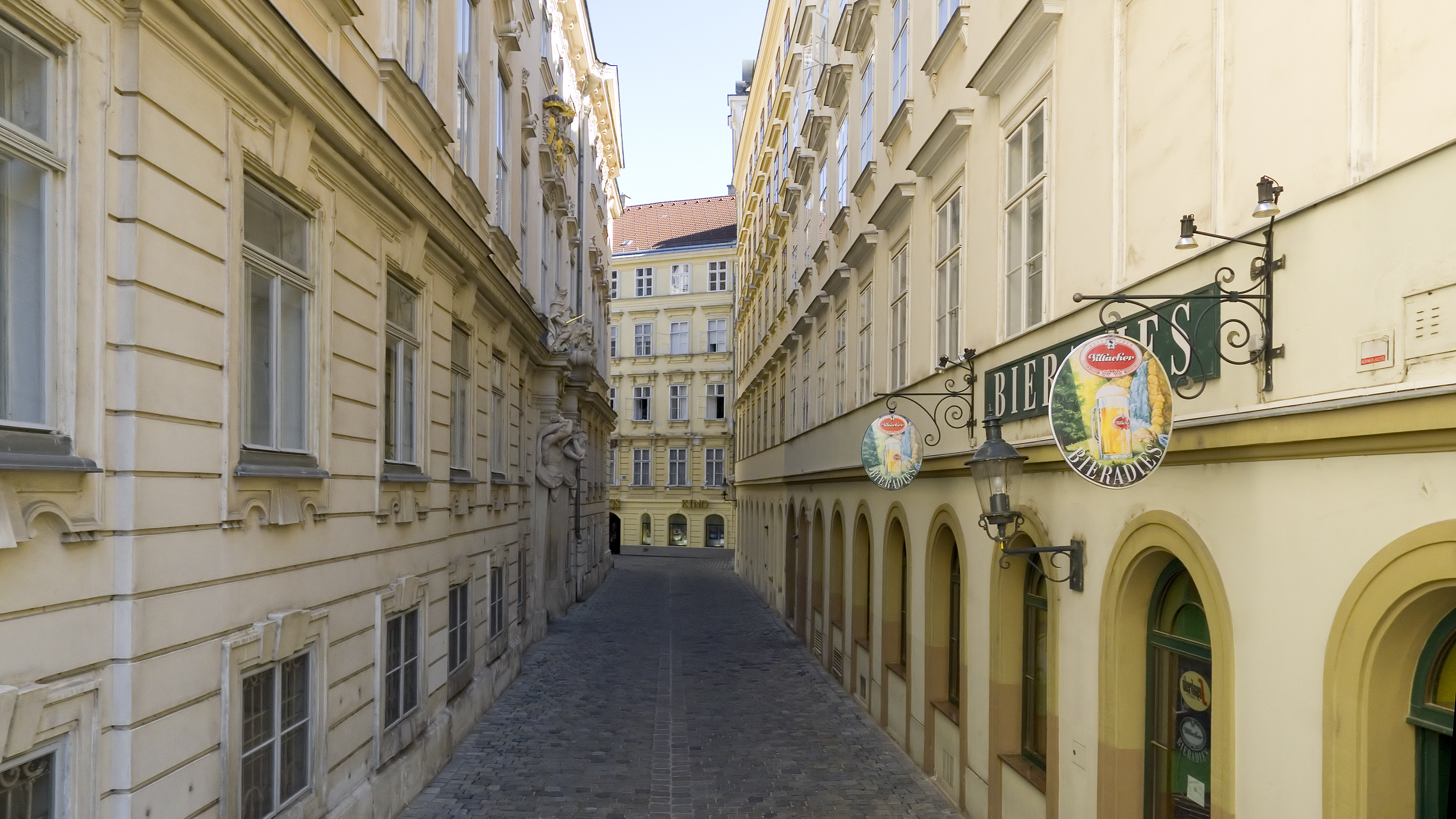
Die Jordangasse in Richtung Südosten

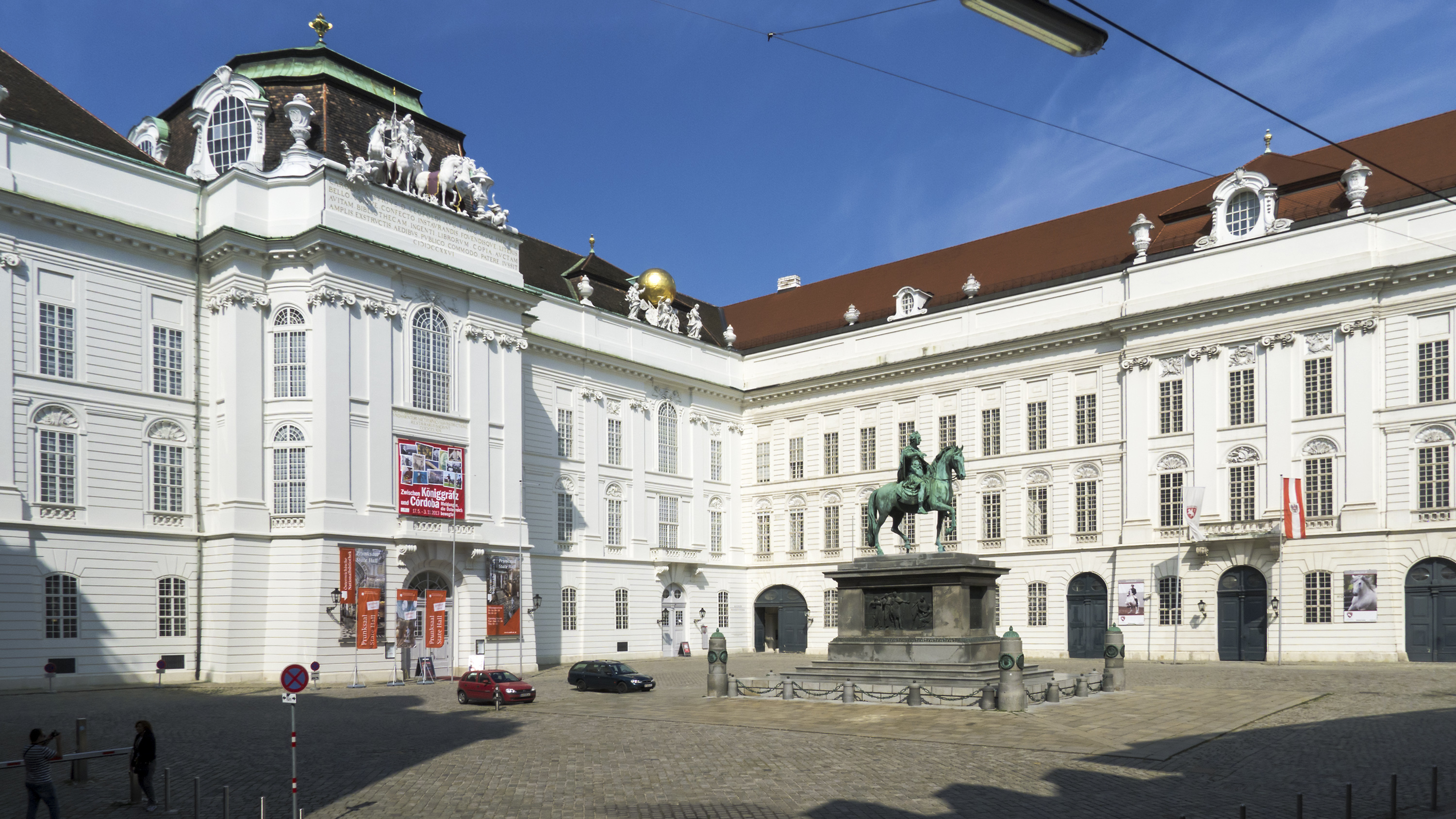
Josefsplatz mit der k.k. Hofbibliothek, heute Österreichische Nationalbibliothek

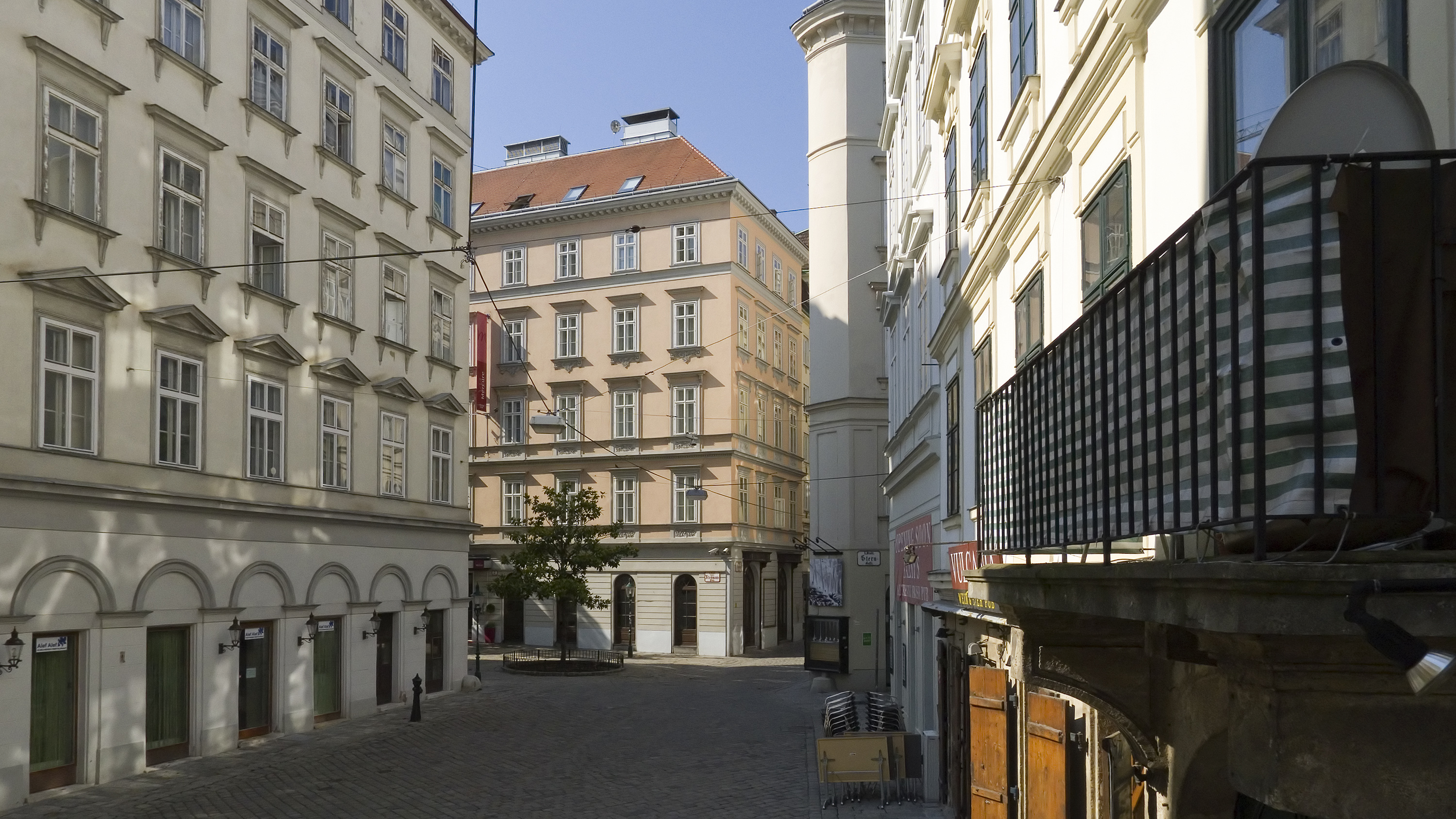
Judengasse, nach Süden gesehen; links öffnet sich der Desider-Friedmann-Platz

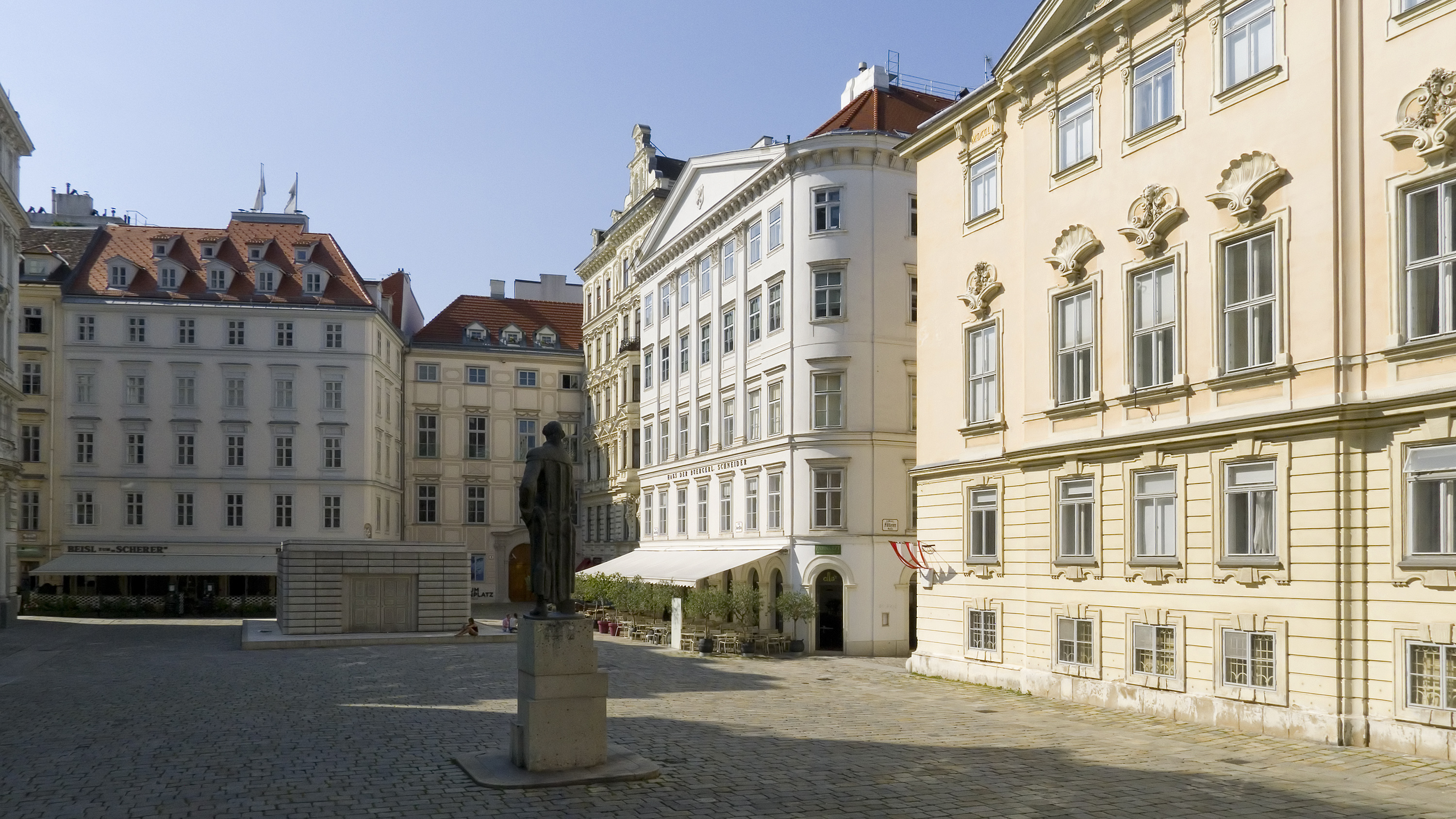
Der Judenplatz mit dem Holocaust-Mahnmal und der Lessing-Statue

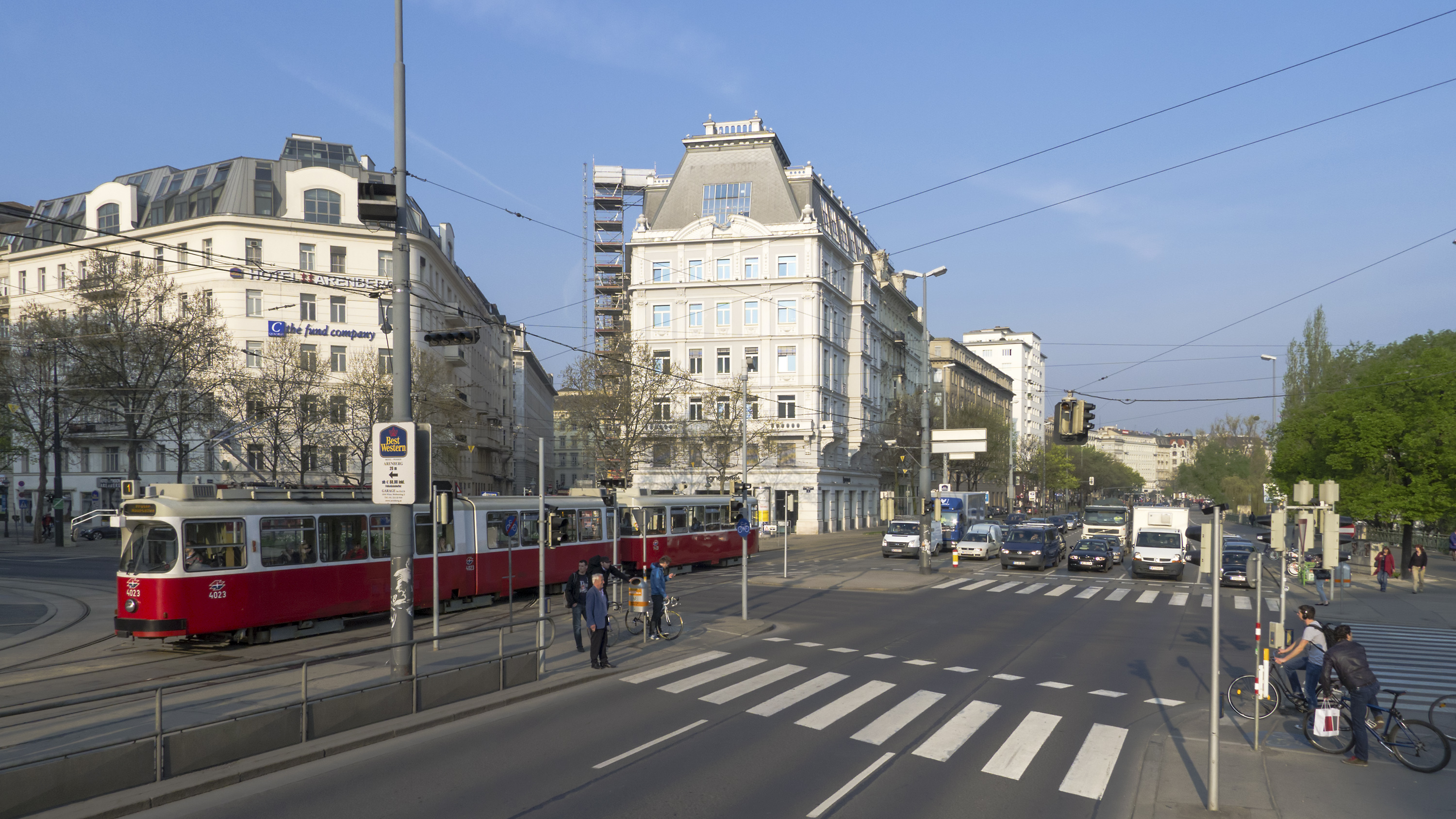
Der Julius-Raab-Platz am Ende des Franz-Josefs-Kais

- Jakobergasse, vor 1830 (Vasquez-Stadtplan) benannt nach dem Nonnenkloster St. Jakob auf der Hülben; der Beiname auf der Hülben geht auf einen ehemaligen kleinen Tümpel zurück, der sich dort befand und mit dem die Gegend noch lange Zeit bezeichnet wurde; siehe auch die Gasse An der Hülben, die bis 1909 Teil der Jakobergasse war. Das Kloster wurde erstmals 1236 erwähnt. Das Kirchengebäude mit dem anschließenden Kreuzgang lag an der Stelle der heutigen Stubenbastei 6–8, die weiteren Gebäude samt Klosterfriedhof erstreckten sich auf einem Areal, das den heutigen Straßen Riemergasse 7, Zedlitzgasse 2–4, Stubenbastei 6–12, An der Hülben 1–3 und Jakobergasse 1–5 und 6–8 entsprach. Das Kloster wurde 1783 von Joseph II. aufgelassen und später abgerissen. Die Gasse hieß um 1374 Hinter St. Jakob.
- Jasomirgottstraße, 1876 benannt nach dem Beinamen von Herzog Heinrich II. (1107–1177) aus dem Geschlecht der Babenberger, Markgraf von Österreich (1141–1156), Herzog von Bayern (1143–1156; es inkludierte damals noch Österreich) und erster Herzog von Österreich (1156–1177). Der Beiname Jasomirgott kam im 13. Jahrhundert in der Form Jochsamergott auf. Die genaue Bedeutung ist ungeklärt. Teilweise wird sie mit der mittelhochdeutschen joch sam mir got (helfe), ja, so mir Gott helfe, erklärt. Das entspricht der Schwurformel so wahr mir Gott helfe. Die Gasse entstand nach der Demolierung des 1327 erstmals erwähnten Margaretenhofs (1872 / 1873); in der verlängerten Längsachse des Stephansdoms angelegt, zielt sie auf das Riesentor des Doms.
- Jerusalemstiege, 1996 benannt nach Jerusalem, Hauptstadt des Staates Israel. Sie liegt in den Judäischen Bergen zwischen Mittelmeer und Totem Meer und hat 770.000 Einwohner. Ostjerusalem beherbergt bedeutende religiöse Stätten des Judentums, des Christentums und des Islams. Der politische Status der Stadt ist international umstritten und Teil des Nahost-Konflikts. Die kurze, aber steile Stiege führt vom Fleischmarkt zum Desider-Friedmann-Platz und zur Judengasse. Unmittelbar an der Stiege steht der Kornhäuselturm, von dem aus Adalbert Stifter 1842 eine totale Sonnenfinsternis beobachtete.
- Jesuitengasse, 1862 benannt nach dem Orden der Jesuiten. Die Ordensgemeinschaft Gesellschaft Jesu wurde 1534 von Ignatius von Loyola gegründet. In Wien entstand das erste Jesuitenkollegium 1551, 1563 wurde eine eigene österreichische Provinz errichtet. An der östlichen Seite der Gasse verläuft die Seitenfront der Jesuitenkirche, die auch als Universitätskirche (nach der Alten Universität) bekannt ist. An den Orden erinnern in Wien auch die Kirche Am Hof (1. Bezirk, Am Hof, 1554–1773 im Besitz der Jesuiten), das Akademische Gymnasium (1. Bezirk, Beethovenplatz, am früheren Standort 1553–1773 im Besitz der Jesuiten), die Jesuitenwiese (2. Bezirk, Prater), das Jesuiten-Exerzitienhaus Lainz (13. Bezirk, Lainzer Straße 138), das Jesuitenkollegium Kalksburg (23. Bezirk, Promenadeweg 3, 1856–1988 im Besitz der Jesuiten), der Jesuitensteig (23. Bezirk, Mauer) sowie zahlreiche ehemalige Schulen, Gebäude und Höfe. Der an die Jesuitengasse anschließende Platz hieß bis 1949 Jesuitenplatz (heute: Dr.-Ignaz-Seipel-Platz). Die Gasse hieß nach ihrer Eröffnung 1821 Kirchengasse (nach der Jesuitenkirche; vorher nicht öffentlicher Durchgang).
- Johannesgasse, um 1300 (im 3. Bezirk 1898) benannt nach einer dem hl. Johannes dem Täufer geweihten gotischen Kirche des Malteserordens (seit 1523: Malteserkirche), in der Kärntner Straße. Die Gasse verlief ursprünglich nur von der Kärntner Straße zur Seilerstätte; 1898 wurde sie bis zur Straße Am Heumarkt verlängert. Die Gasse wurde um 1300 als Johannesstraße, um 1368 als St. Johannesstraße und um 1574 als St. Johannesgasse erwähnt.
- Jordangasse, benannt nach dem ehemaligen Hausschild „Zum kleinen Jordan“ auf Nr. 7. Das Haus befand sich ab 1479 im Besitz des Goldschmieds Georg Jordan († 1517); er war 1494 und 1496–1505 Münzanwalt, 1499–1501 Ratsherr, 1504 Raitherr (Rechnungsherr) und 1506–1516 oberster Münzmeister der niederösterreichischen Lande. Jordan besaß ab 1491 auch das Haus „Zum großen Jordan“ am benachbarten Judenplatz 2. Die Gasse hieß im Mittelalter Unter den Juden bzw. Judengasse, 1786 ist die Bezeichnung Jordangasse erstmals nachweisbar. Seit dem 18. Jahrhundert befindet sich hier das Gebäude der Böhmischen Hofkanzlei.
- Josef-Meinrad-Platz, 1997 benannt nach dem Schauspieler Josef Meinrad (1913–1996); er gehörte von 1947 bis 1983 dem Ensemble des Burgtheaters an und verkörperte dabei 195 Bühnenrollen. Berühmt wurde er durch seine Darstellung von Nestroy- und Raimund-Charakteren. Fast alljährlich trat er auch bei den Salzburger und den Bregenzer Festspielen auf, darüber hinaus gab er zahlreiche Gastspiele an anderen Bühnen. Seinen wohl größten Bühnenerfolg feierte er als Don Quijote im Musical Der Mann von La Mancha. Der zuvor unbenannte Platz befindet sich zwischen dem südlichen Flügel des Burgtheaters, der Löwelstraße, dem Volksgarten und dem Universitätsring.
- Josefsplatz, um 1780 benannt nach Kaiser Josef II. (1741–1790); er war ab 1764 römisch-deutscher König und 1765–1790 als Nachfolger seines verstorbenen Vaters Kaiser des Heiligen Römischen Reiches, ab 1765 weiters Mitregent seiner Mutter Maria Theresia in der Habsburgermonarchie und ab 1780 als Alleinregent auch König von Böhmen, Kroatien und Ungarn. Er gilt als Exponent des aufgeklärten Absolutismus. Für ihn war das Herrschertum ein Amt, ein Dienst am Staat als übergeordnetem Ganzen. Josef II. versuchte, den Einfluss des Adels und des Klerus zurückzudrängen; „Alles für das Volk, aber nichts durch das Volk“ war sein Leitspruch. 1795–1807 wurde hier im Auftrag von Kaiser Franz II. bzw. Franz I. von Österreich von Franz Anton Zauner ein Denkmal gestaltet, auf dem Josef II., der Mark-Aurel-Statue auf dem Kapitol in Rom nachgebildet, als römischer Imperator zu Pferd zu sehen ist. Der Platz hieß vorher nach dem 1722 errichteten Gebäude für die kaiserliche Hofbibliothek Bibliotheksplatz. An ihm befinden sich neben dem Zugang zum Prunksaal der Österreichischen Nationalbibliothek der Haupteingang zur Augustinerkirche (der ehemaligen Hofpfarrkirche), der Zugang zu den Redoutensälen der Hofburg und die Palais Pallavicini und Pálffy.
- Judengasse, historische Bezeichnung nach den einstmals hier ansässigen jüdischen Händlern. Die Gasse wurde im 15. Jahrhundert als Am hohenmarkht am silberpuhel erwähnt. 1863 wurde der Kienmarkt von der Sterngasse bis zur Ruprechtskirche (Ruprechtsplatz) in die Gasse einbezogen. Bis 1421 wurden in der ehemaligen Wiener Judenstadt auch alle dortigen Gassen als Judengasse bezeichnet. Siehe auch Judenplatz.
- Judenplatz, historische Bezeichnung. Der Judenplatz bildete unter dem Namen „Schulhof“, der 1294 erstmals erwähnt wurde, den Mittelpunkt der einstigen Judenstadt. Um 1400 lebten hier 800 Einwohner: Händler, Kreditgeber, Gelehrte. Die Judenstadt erstreckte sich nach Nordosten bis zur Kirche Maria am Gestade, die Nordwestseite wurde vom Tiefen Graben, die Südostseite von den Tuchlauben begrenzt. Die Südwestseite bildete der Platz Am Hof. 1421 wurde die Judenstadt im Zuge der Wiener Gesera im Auftrag des Herzogs durch Terror, Raub und Mord geleert. Ab 1423 wurde der Platz als Neuer Platz in der Judengassen bezeichnet, ab 1437 als Judenplatz. Heute befinden sich auf dem Platz das Holocaust-Mahnmal und das Museum Judenplatz (mit unterirdischen Resten der 1421 zerstörten Synagoge) sowie das Gebäude der Böhmischen Hofkanzlei. Siehe auch Judengasse.
- Julius-Raab-Platz, 1976 benannt nach Bundeskanzler Julius Raab (1891–1964), Mitglied der Christlichsozialen Partei und 1927–1934 Abgeordneter zum Nationalrat. 1945 war er Mitbegründer der Bundeskammer der gewerblichen Wirtschaft, deren Präsidentschaft er 1947 übernahm. 1945 war er auch maßgeblich an der Gründung der ÖVP beteiligt. Von 1953 bis 1961 war er in den Regierungen Raab I, II, III und IV Bundeskanzler einer ÖVP-SPÖ-Koalition. Besonders in Erinnerung ist Raab vor allem als Chef der Bundesregierung, die 1955 den Staatsvertrag und damit den Abzug der Besatzungstruppen erreichte. Sein Vorgänger als Bundeskanzler war Leopold Figl (siehe die Leopold-Figl-Gasse), sein Nachfolger war Alfons Gorbach (keine Straßenbenennung). Der Platz, an dem Franz-Josefs-Kai, Stubenring und Uraniastraße zusammentreffen, hieß davor 1903–1976 Aspernplatz (nach der Schlacht bei Aspern 1805); die vom Platz ausgehende Donaukanalbrücke heißt nach wie vor Aspernbrücke. Direkt neben der Brücke steht die Urania, Kino und Sternwarte. Im Historikerbericht Straßennamen Wiens seit 1860 als „Politische Erinnerungsorte“ aus dem Jahr 2013 ist die Verkehrsfläche Gruppe B (Diskussionsbedarf) zugeordnet.[1]
- Jungferngasse, historische Bezeichnung (1862 amtlich registriert), der Benennungsgrund ist unbekannt. Spekulativ wird die Benennung gelegentlich auf ein ehemaliges Hausschild oder auf eine volkstümliche Sage zurückgeführt. Die Gasse, die den Graben mit dem Petersplatz verbindet, besitzt auf dem elektronischen Stadtplan der Stadtverwaltung je eine Hausnummer pro Straßenseite; die Gebäude haben hier aber keine Eingänge. Sie wurde 1414 als daz lückelin bzw. das Luckel erwähnt, 1701 erstmals als Jungferngasse.

## K

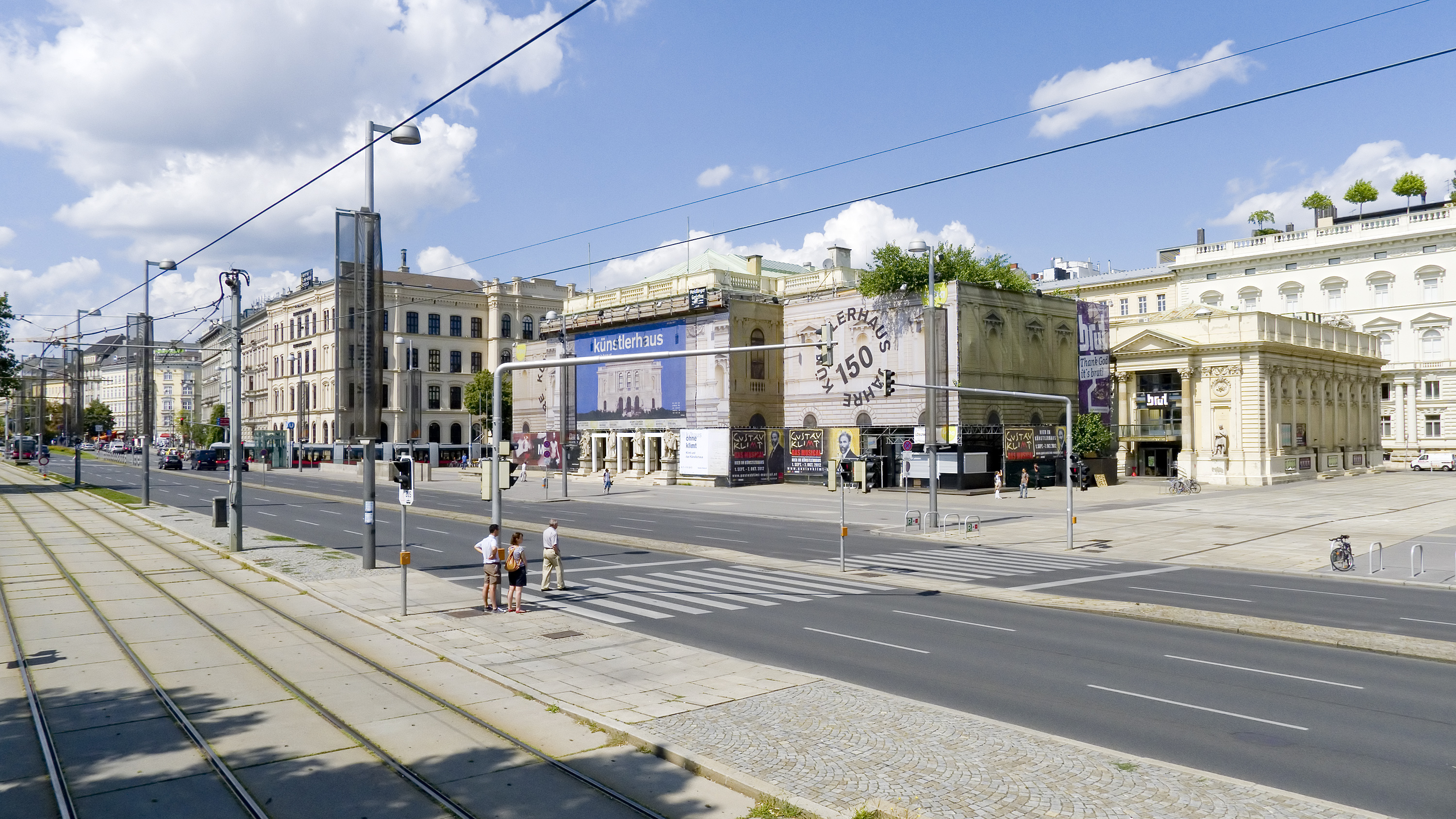
Der Karlsplatz; in der Mitte das Künstlerhaus mit Albertina modern, rechts der Musikvereinsplatz

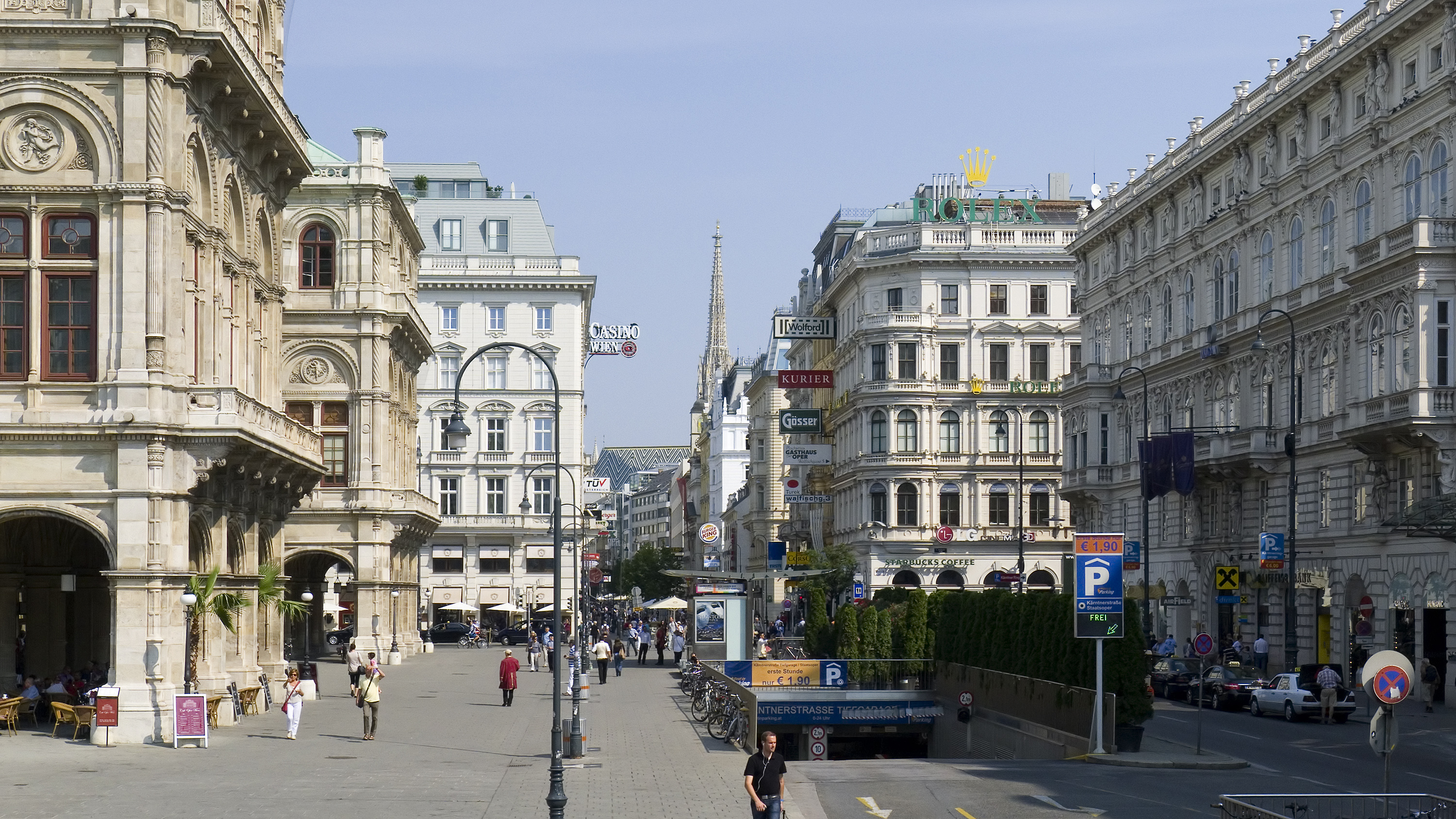
Kärntner Straße (rechts) und Herbert-von-Karajan-Platz bei der Staatsoper (links), im Hintergrund der Stephansdom

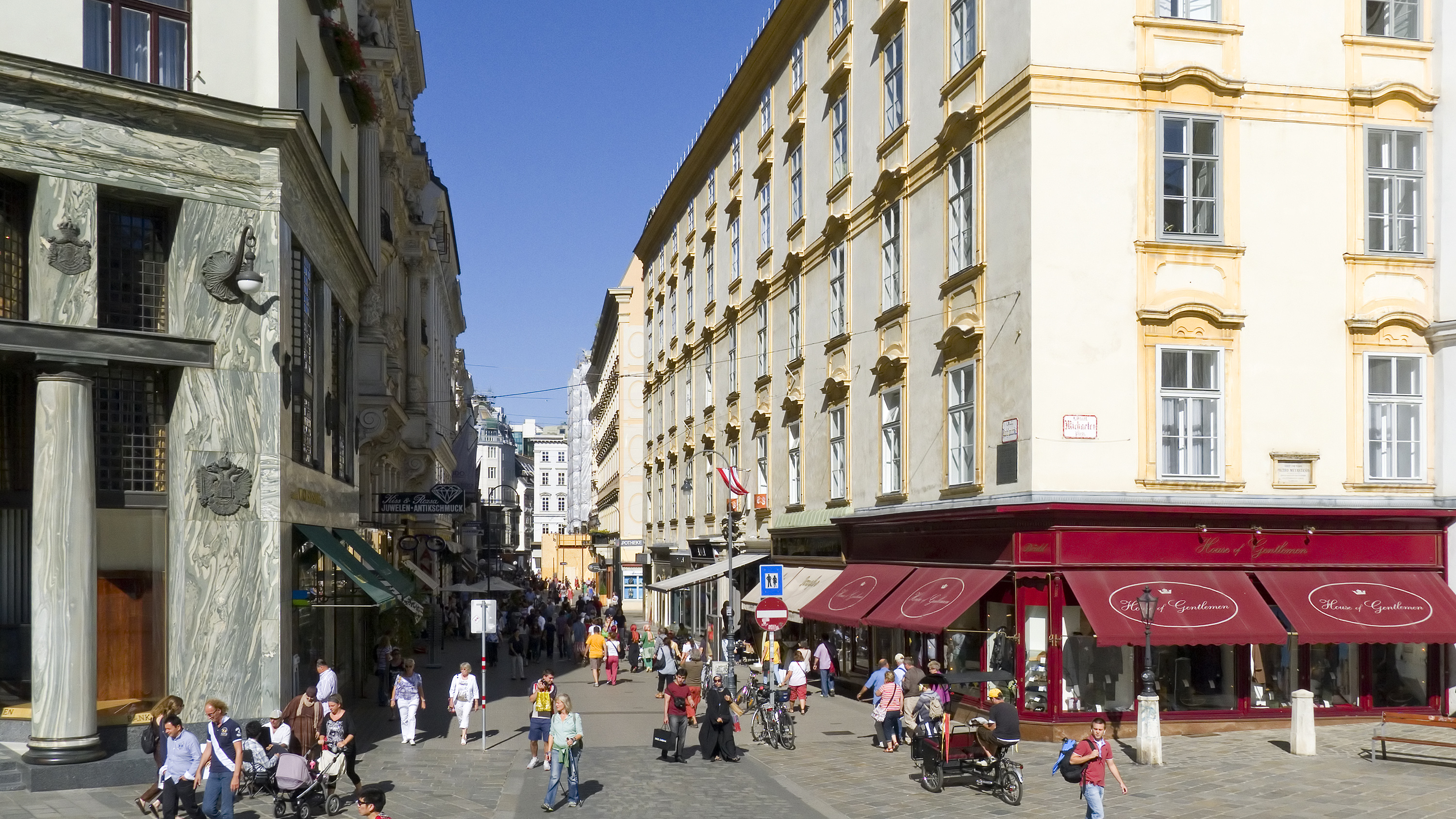
Der Kohlmarkt in Richtung Graben, ganz links das Looshaus

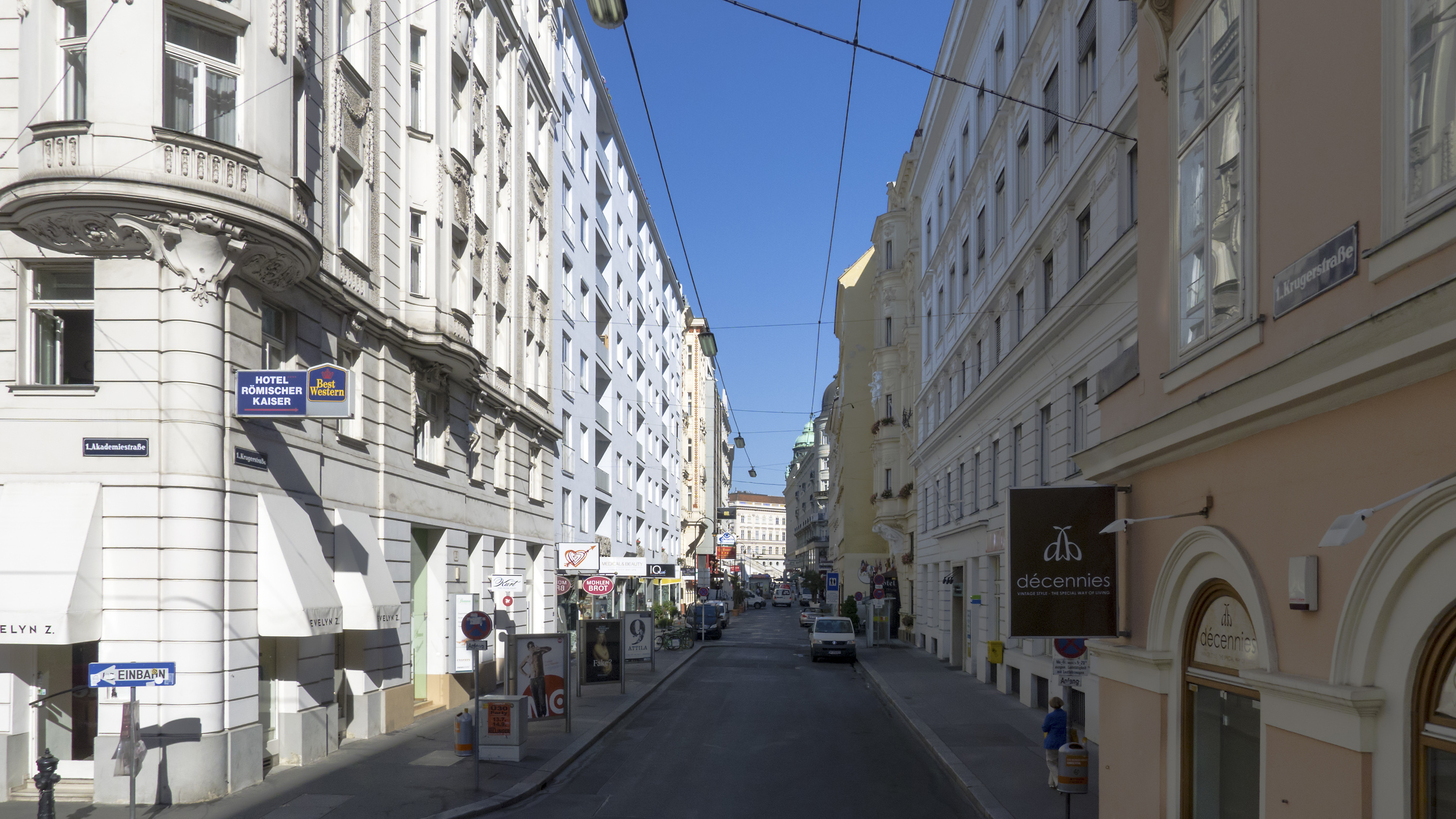
Die Krugerstraße Richtung Westen

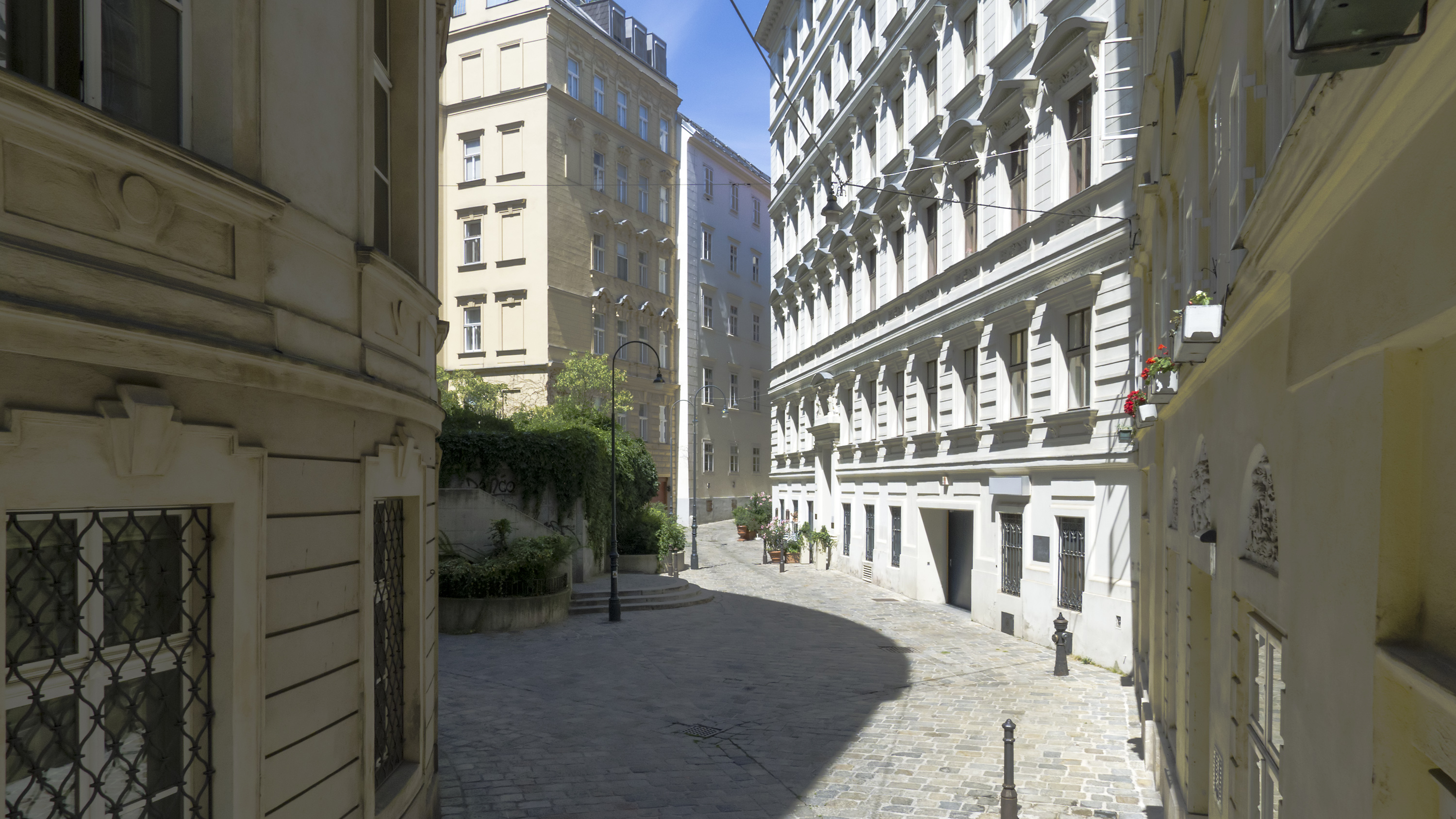
Der mittlere Teil der Kumpfgasse

- Kantgasse, 1865 benannt nach dem deutschen Philosophen Immanuel Kant (1724–1804); er zählt zu den bedeutendsten Vertretern der abendländischen Philosophie. Sein Werk Kritik der reinen Vernunft kennzeichnet einen Wendepunkt in der Philosophiegeschichte und den Beginn der modernen Philosophie. Nicht nur in der Erkenntnistheorie, sondern auch in der Ethik mit dem Grundlagenwerk Kritik der praktischen Vernunft und in der Ästhetik mit der Kritik der Urteilskraft sowie mit bedeutenden Schriften zur Religions-, Rechts- und Geschichtsphilosophie schuf Kant eine neue, umfassende Perspektive in der Philosophie. Siehe auch Fichtegasse, Hegelgasse, und Schellinggasse. Die Gasse entstand nach der Auflassung des Glacis; sie wird seit 1904 vom Beethovenplatz unterbrochen.
- Karlsplatz, 1899 benannt nach dem römischen Kaiser Karl VI. (1685–1740). In seine Regierungszeit fällt der Erlass der Pragmatischen Sanktion für die von ihm als Landesfürst beherrschten Länder; diese ermöglichte nicht nur die Thronfolge weiblicher Mitglieder des Hauses Habsburg, wenn kein männlicher Thronerbe vorhanden war, sondern war mit der Betonung der Unionsidee der Habsburger-Länder zentral für das Entstehen der Großmacht Österreich. Karl gelobte 1713 nach einem Pestjahr die Errichtung der Karlskirche für seinen Namenspatron Karl Borromäus; siehe Karlsgasse. Der Platz entstand durch die hier 1894–1900 durchgeführte Regulierung und Einwölbung des Wienflusses.
- Kärntner Durchgang, 1897 benannt nach der Kärntner Straße. An dieser Parzelle befand sich ursprünglich das Hasenhaus. Nach dessen Abbruch 1897 entstand der Kärntner Durchgang als Verbindung zwischen Kärntner Straße und Seilergasse.
- Kärntner Ring, 1861 benannt nach den in dieser Gegend gebräuchlichen topografischen Bezeichnungen, vor allem Kärntner Straße, Kärntnertor und Kärntnerviertel. Die Straße ist einer der neun Abschnitte der Wiener Ringstraße; im Uhrzeigersinn (und der Fahrtrichtung des Autoverkehrs) vor dem Kärntner Ring kommt der Schubertring, nach dem Kärntner Ring der Opernring. Die Straße hieß 1917–1919 Kaiserin Zita-Ring nach Zita von Bourbon-Parma, Ehefrau Karls I., des letzten österreichischen Kaisers. Auf Nr. 16 befindet sich das Hotel Imperial, in dem ausländische Staatsoberhäupter bei offiziellen Besuchen logieren.
- Kärntner Straße, historische Bezeichnung für diese Straße, die im Mittelalter als Fernstraße über die Steiermark und Kärnten bis nach Triest und Venedig führte. Nach dem Abriss der Stadtmauer wurde die Straße 1861 über den eingeebneten Stadtgraben hinweg bis zur Elisabethbrücke über den Wienfluss verlängert; seit deren Abbruch im Zuge der in diesem Abschnitt 1894–1900 durchgeführten Einwölbung des Flusses mündet die Kärntner Straße in den Karlsplatz. In den 1890er Jahren wurde die Straße von 9 Meter auf 17 Meter verbreitert. 1955 wurde an der Kreuzung Ring / Kärntner Straße die erste unterirdische Fußgängerpassage Wiens, die Opernpassage, eröffnet. 1974 wurde die Straße zwischen Stock-im-Eisen-Platz (Stephansplatz) und Oper durch die Architekten Wilhelm Holzbauer und Wolfgang Windbrechtinger zu einer Fußgängerzone umgestaltet. Unter dem außerhalb der Ringstraße gelegenen Teil der Straße erstreckt sich ein Zugang von der Opernpassage zur 1978 eröffneten U-Bahn-Station Karlsplatz. Die Straße wurde 1257 als strata Carinthianorum erstmals urkundlich erwähnt, um 1300 als Chernerstraz, später auch als Kernerstraße und 1776 erstmals als Kärnthnerstraße.
- Kleeblattgasse, 1863 benannt nach dem Kleeblatthaus in dieser Gasse. Benannt war das Haus nach dem Bürger Hanns Kleplat dem Älteren, der das Gebäude seit spätestens 1539 besaß. In einer Nische des Hauses befand sich ein in Stein gehauenes Kleeblatt. Dieses Hauszeichen war namensgebend für das im Haus eingerichtete Gasthaus „Zum steinernen Kleeblatt“. Ein angrenzendes Haus in dieser Gasse hieß „Zum grünen Kleeblatt“; es wurde später vom Schneidermeister Josef Gunkel erworben. Die Gasse hieß 1350 Bei den Pfeilschnitzern, 1351 Pfeilerstraße, 1356 Pfeilschnitzerstraße und 1383 bzw. 1527 Unter den Pfeilschnitzern. Ab dem 18. Jahrhundert hieß die Gasse Ofenlochgasse (nach dem Hausschild „Zum großen Ofenloch“).
- Kohlmarkt, historische Bezeichnung, die an den ehemaligen Verkaufsplatz der Holzkohlenhändler erinnert. Die auf das große Michaelertor der Hofburg zulaufende, als Fußgängerbereich gestaltete Straße ist wie der Graben, von dem er ausgeht, Teil des Weges vom Stephansdom zur kaiserlichen Residenz. Im Lauf der Zeit entwickelte sich der Kohlmarkt mit seinen k.u.k. Hoflieferanten zu einer der vornehmsten Straßen Wiens. 1989 wurde er für den Autoverkehr gesperrt. Er hieß 1255 und 1304 Witmarkt (wit bzw. wid = Holz), 1314 und 1352 erstmals Kohlenmarkt. Auf Nr. 14 besteht der ehemalige k.u.k. Hofzuckerbäcker Demel, eine der bekanntesten Konditoreien der Stadt.
- Köllnerhofgasse, historische Bezeichnung nach dem Kölner Hof, der erstmals 1394 urkundlich erwähnt wurde. Der Kölner Hof war ein großes Bürgerhaus, in dem die reichen Handelsherren aus der Gegend um Köln ihre Wohnungen und Lagerräume hatten. Das Gebäude wurde 1793 demoliert und durch einzelne, kleinere Häuser entlang der Köllnerhofgasse ersetzt. Das Doppel-L im Namen der Gasse entstammt einer alten Schreibweise der deutschen Stadt, die früher Cöllen bzw. Cölln geschrieben wurde.
- Körblergasse, 1862 benannt nach dem nahen Körbelmacherhaus in der Naglergasse 1. Die Korbflechter waren ein sehr altes Gewerbe, da schon in früher Zeit Gegenstände des täglichen Gebrauchs – darunter Körbe – aus Weidenruten geflochten wurden. Die Gasse wurde 1418 als Badstubengässlein bezeichnet (nach einer dort befindlichen Badstube); die heutige Neubadgasse wurde 1795 und 1848 gemeinsam mit der Körblergasse als Neubadgässel erwähnt. (Die beiden Sackgassen Körblergasse und Neubadgasse waren ursprünglich verbunden; die Gasse ist heute durch ein Haus unterbrochen.)
- Kramergasse, historische Bezeichnung, die sich auf Krämerläden bezieht, im Mittelalter auch Kramer oder Krem genannt. Krämerläden waren meist kleine, beengte Verkaufsgeschäfte mit vielfältigem Sortiment. Die Gasse bestand ab 1786 nur aus dem kurzen Stück zwischen der heutigen Ertlgasse und dem Lichtensteg; 1874–1875 wurde sie bis zur Brandstätte verlängert. Die Gasse hieß 1272 Lybstensteig und ab 1301 Lichtensteg (gemeinsam mit der heutigen Gasse dieses Namens); im 15. Jahrhundert findet man die Bezeichnung Am Lichtensteg, als man unter die Krem geht. 1514 erscheint erstmals der Name Kramergässel, ab 1786 endgültig in der Form Kramergasse.
- Krugerstraße, historische Bezeichnung, deren Ursprung unbekannt ist. Die Gasse wurde 1298 erstmals als Chrugstrazze urkundlich erwähnt, um 1300 als Chruegstraße, 1701 und 1766 merkwürdigerweise als Klugerstraße und seit 1776 endgültig als Krugerstraße.
- Kühfußgasse, 1827 benannt nach dem ehemaligen Schild des Bierhauses „Zum Kühfuß“. Der Name des Lokals leitet sich vielleicht vom Kuhfuß ab, einem Werkzeug zum Herausziehen von eingeschlagenen Metallnägeln. Der ursprünglich dreieckige Platz wurde schon im 13. Jahrhundert teilweise verbaut, sodass nur die kleine Kühfußgasse übrigblieb. Ab 1503 spricht man vom Gäßlein, als man auf den St. Petersfreithof geht; 1770 hieß die Gasse St. Peters Gässel.
- Kumpfgasse, historische Bezeichnung, deren Ursprung unklar ist. Wahrscheinlich bezieht sie sich den Kumpf, den Walktrog der Tuchmacher und Wollweber, die rund um die Wollzeile ihren Sitz hatten. Die Gasse hieß 1302 Champluken und 1314 Champflucken („Lucken“ war eine Bezeichnung für ein kleines Vorstadtgässchen); 1390 hieß sie Kumpfgässl und seit 1827 Kumpfgasse.
- Kupferschmiedgasse, benannt nach dem Gewerbe der Kupferschmiede, die damals hauptsächlich kupferne Gefäße für den Küchengebrauch anfertigten. Bis ins 18. Jahrhundert gab es in dieser Gegend eine Ansammlung von Huf- und Kupferschmieden. Das Haus Neuer Markt 13 wurde zeitweise Kupferschmiedhaus genannt. Die kurze Gasse von der Kärntner Straße zum Neuen Markt, hieß 1377 und 1398 Auf dem hohen Steg, 1426 und 1517 Als man auf den Neuen Markt geht. 1770 tauchte erstmals der Name Kupferschmied-Gässel auf, der in der Folge mit Schmidtgasse und Schmidgasse wechselte; um 1830 war bereits der heutige, 1862 amtlich registrierte Name in Gebrauch.
- Kurrentgasse, historische Bezeichnung nach den Kurrenten, die hier ihren Stützpunkt hatten. „Kurrent“ war die Berufsbezeichnung für Beamte, die das Einsammeln von Abgaben und Zehenten, auch „Gefälle“ genannt, überwachten. Die Gasse hieß 1422 und 1469 Gässlein bei den weißen Brüdern (nach den Mönchen der Karmeliten); ab 1424 und bis 1701 wird sie als Judengasse erwähnt (nach der ehemaligen Judenstadt). Ab 1701 wird sie als Currentengasse und spätestens um 1830 als Kurrentgasse bezeichnet.

## L

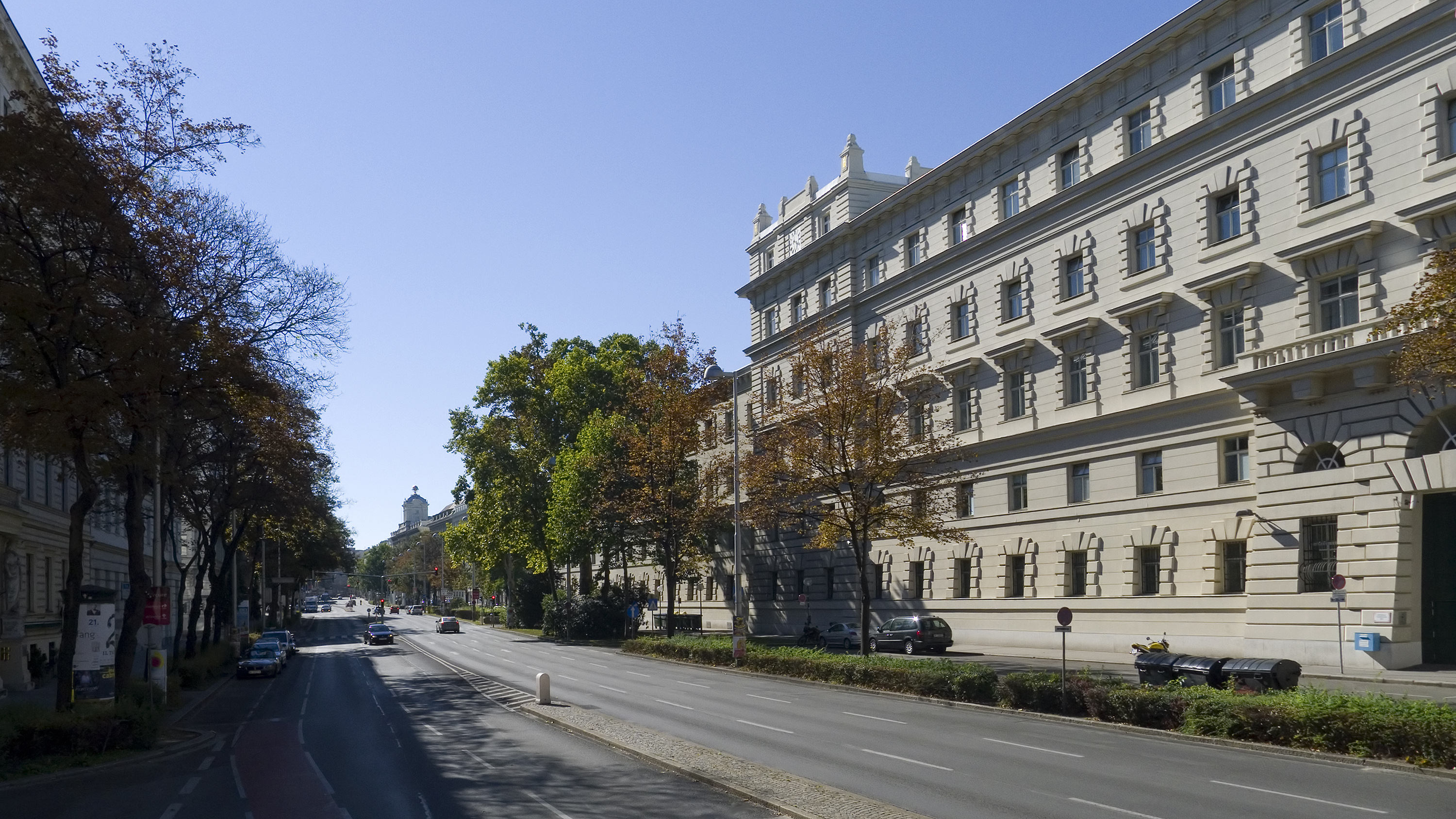
Die Landesgerichtsstraße, rechts, im 8. Bezirk, das namensgebende Landesgericht für Strafsachen

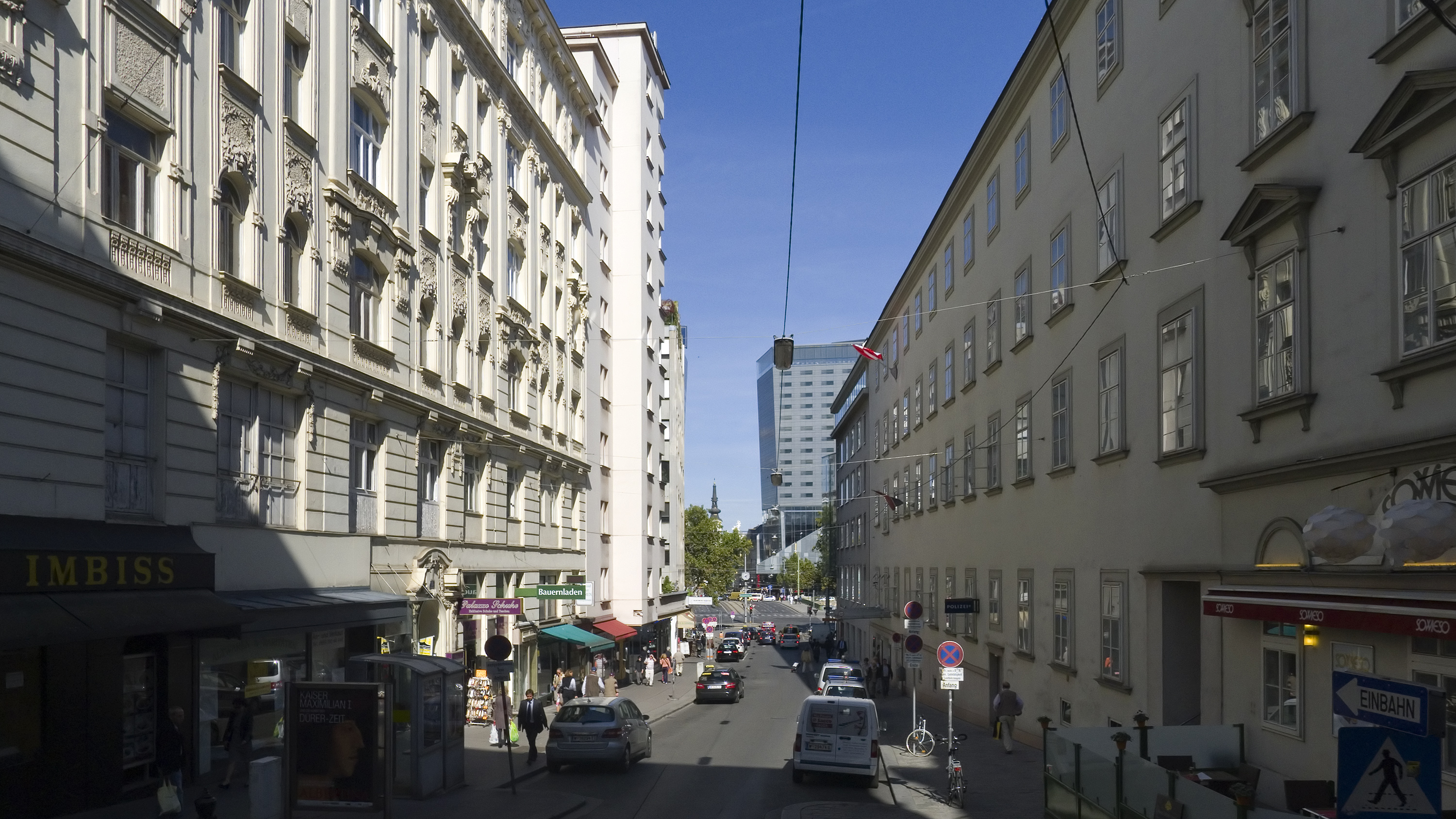
Der Laurenzerberg Richtung Norden, im Hintergrund die Schwedenbrücke und Bauten des 2. Bezirks

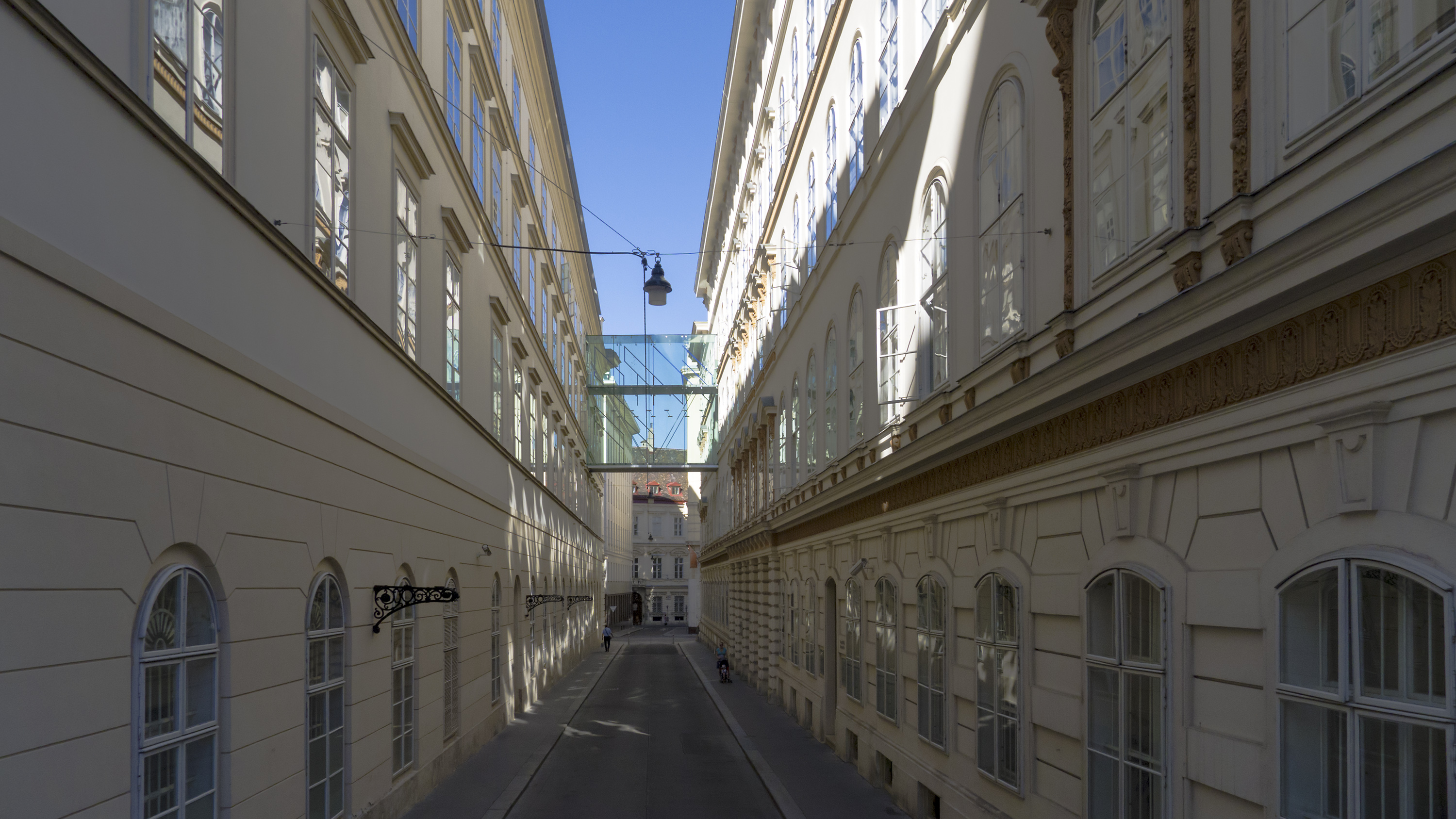
Die Leopold-Figl-Gasse vom Minoritenplatz aus gesehen

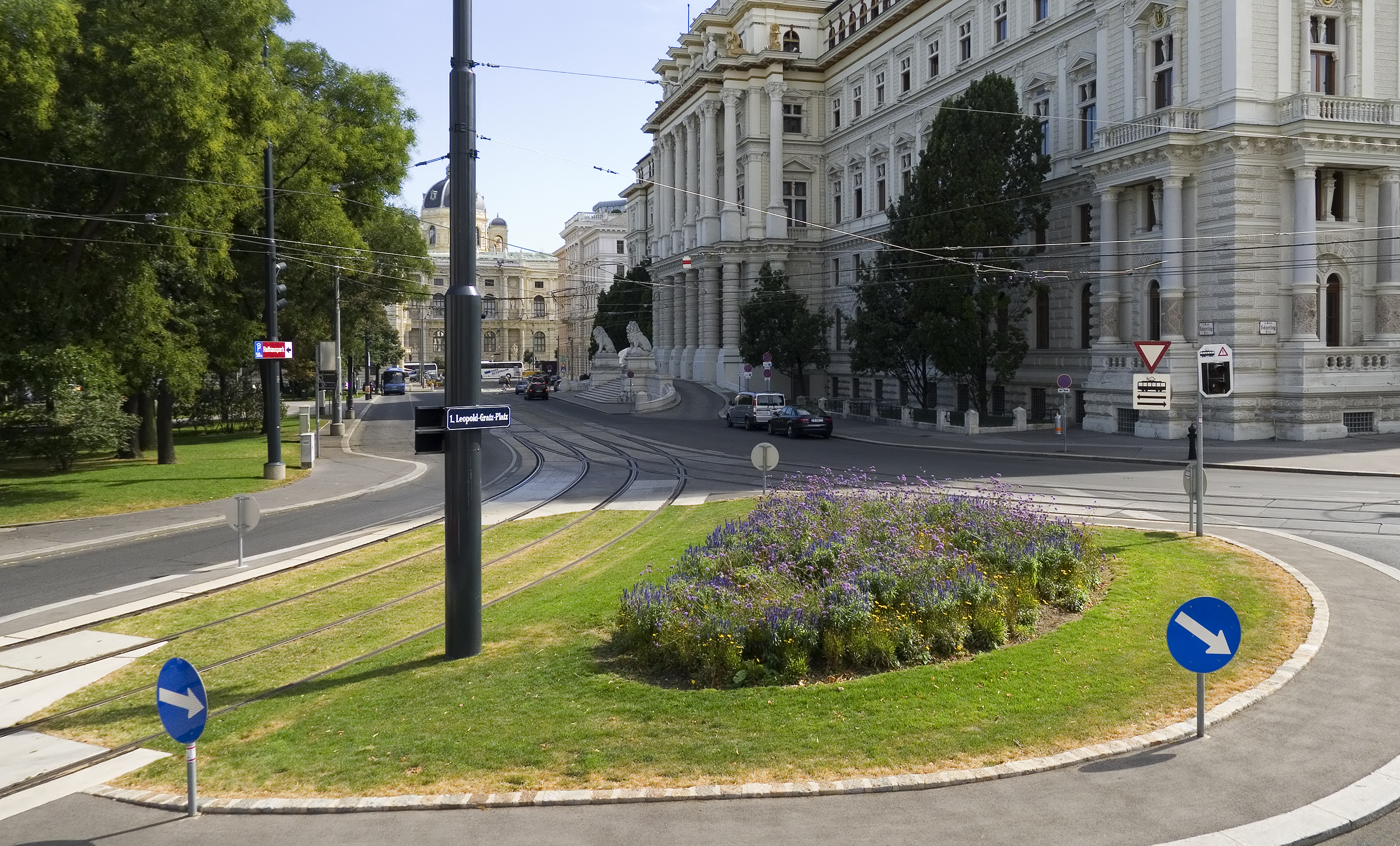
Der Leopold-Gratz-Platz beim Schmerlingplatz, im Hintergrund der Justizpalast

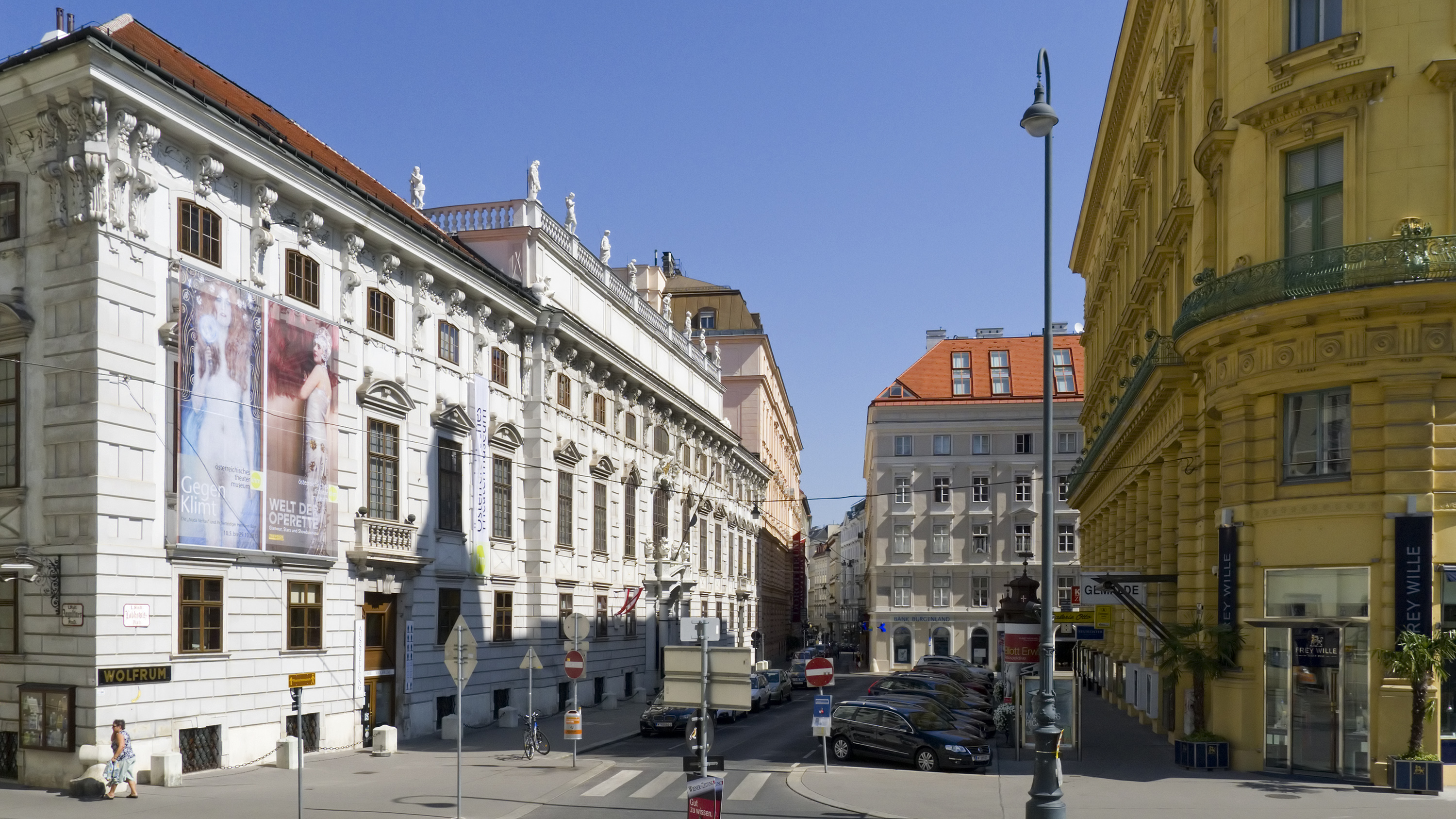
Der Lobkowitzplatz, dahinter die Spiegelgasse, links das Palais Lobkowitz

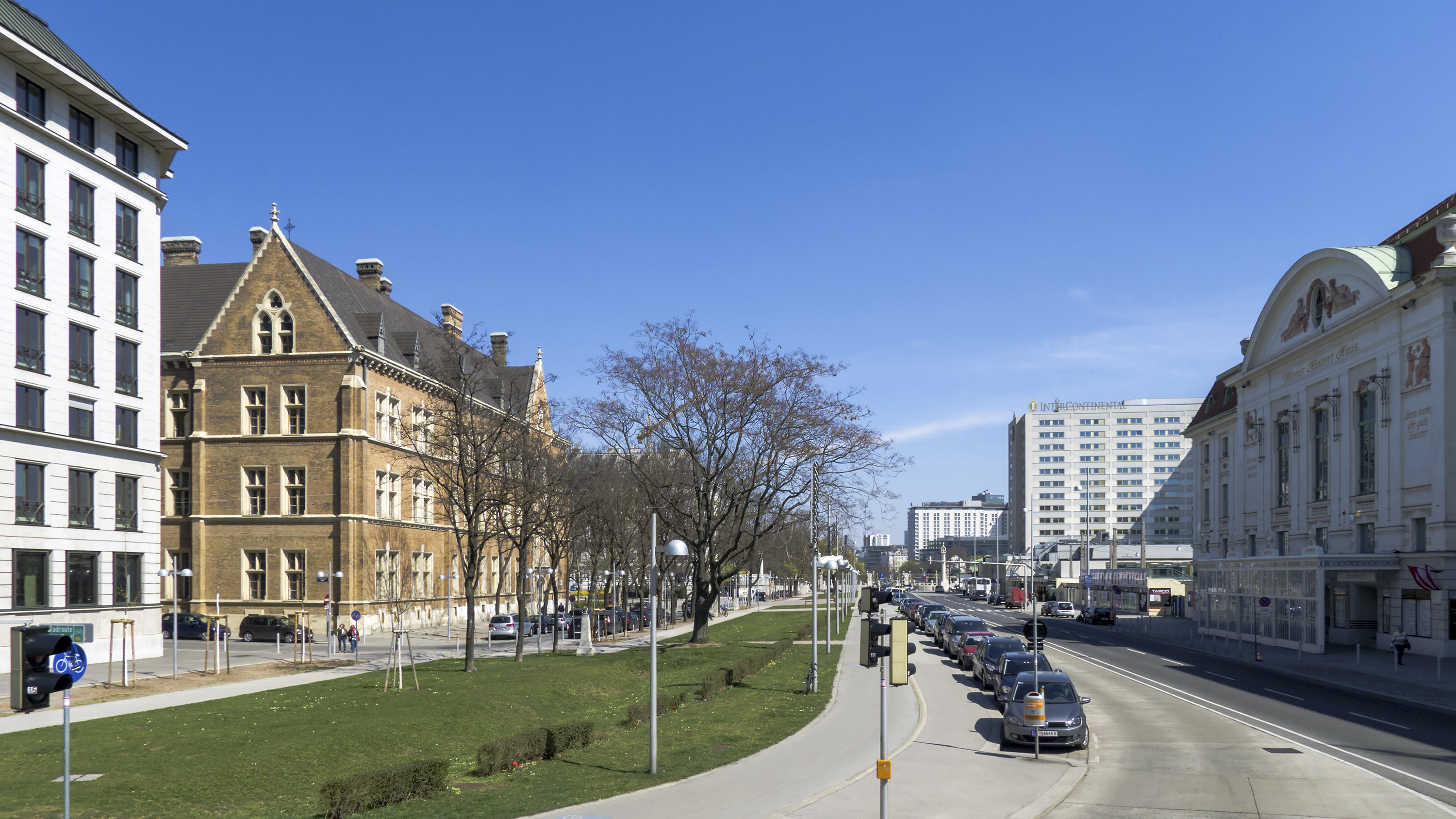
Die Lothringerstraße, rechts das Wiener Konzerthaus

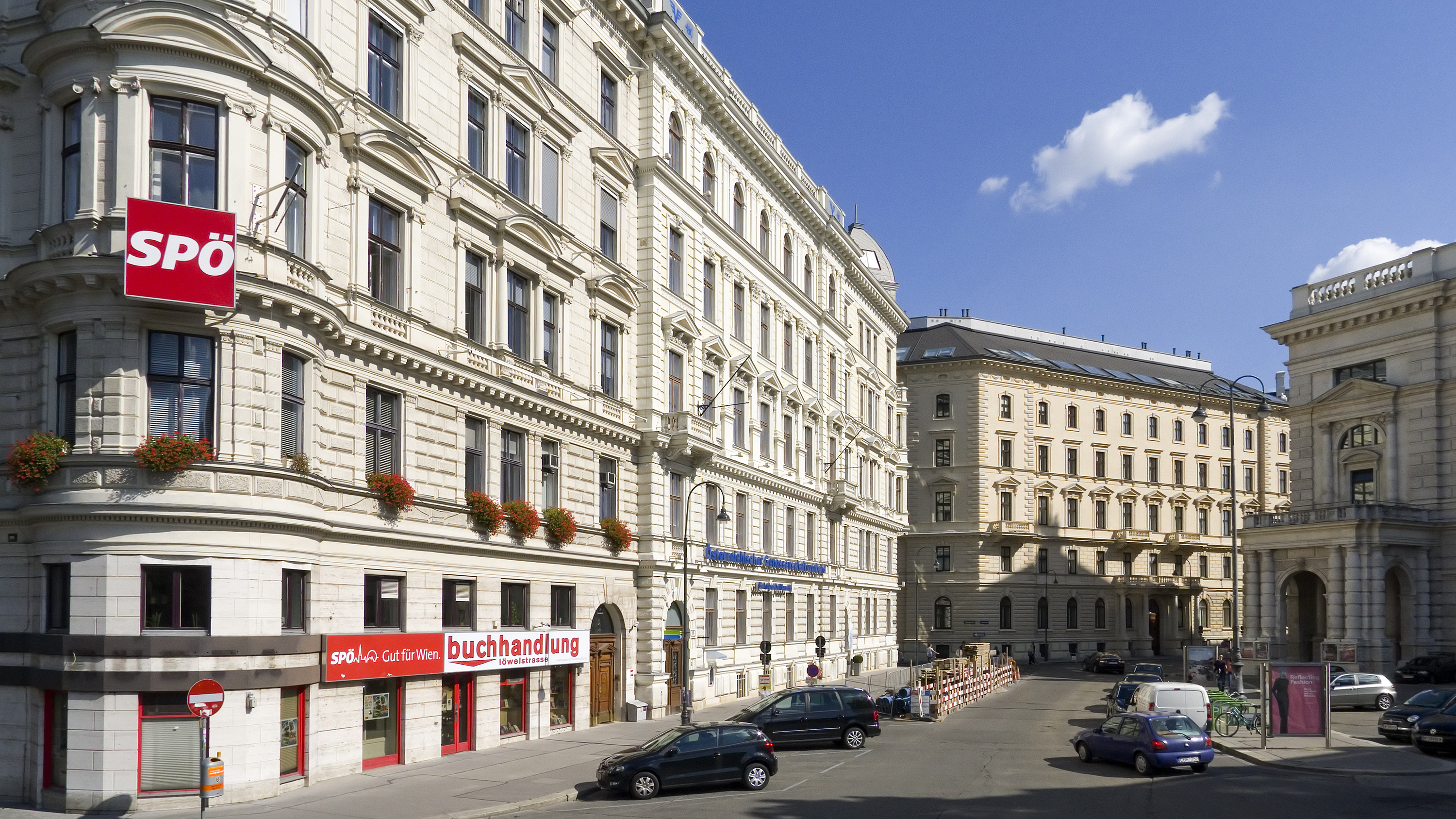
Löwelstraße, in der Mitte die Kreuzung zur Schenkenstraße, rechts ein Teil des Burgtheaters

- Landesgerichtsstraße, 1877 benannt nach dem Gebäude des Landesgerichts für Strafsachen, umgangssprachlich auch als „Landl“ bezeichnet. Ein Gefangenenhaus, die Justizanstalt Wien Josefstadt, das im Volksmund oft auch als „Graues Haus“ bezeichnet wird, ist angeschlossen. Das 223 Meter lange Gebäude, seit 1862 im 8. Bezirk, wurde 1832–1839 nach Plänen des Architekten Johann Fischer errichtet. Die Straße ist Teil der Zweierlinie und Bezirksgrenze 1 / 8. Mit sechs Fahrspuren ist die Landesgerichtsstraße eine sehr bedeutende Straße im Zentrum Wiens, die großes Verkehrsaufkommen aufweist. Die früher hier verkehrenden Straßenbahnlinien E2, G2 und H2 (daher der inoffizielle Begriff Zweierlinie) wurden 1966 in einen Tunnel verlegt, um den Autoverkehr nicht zu stören; der Tunnel endete nordseitig mit einer Rampe vor dem Gerichtsgebäude. Seit 1980 fährt in diesem adaptierten und verlängerten Tunnel nach Einstellung der Straßenbahnlinien die U-Bahn-Linie U2. Die Straße hieß 1826–1862 Am Glacis (nach dem Glacis), 1862–1872 Am Paradeplatz (nach dem damaligen Parade- und Exerzierplatz am Glacis), 1872–1877 Rathausstraße (nach dem nahen Rathaus) und seit 1877 Landesgerichtsstraße. Seit der Benennung des Friedrich-Schmidt-Platzes an der Rückseite des Rathauses, 1907, wird die Straße von diesem Platz unterbrochen.
- Landhausgasse, 1846 benannt nach dem historischen Niederösterreichischen Landhaus, das seit 2005 Palais Niederösterreich genannt wird. Bevor St. Pölten alle politischen Hauptstadtfunktionen Niederösterreichs übernahm, befanden sich hier bis 1997 der Landtag und die Landesregierung dieses Bundeslandes; vor 1861 war es der Sitz seiner Stände (siehe auch Herrengasse). Das Landhaus wurde ab 1513 errichtet und in der Folge oft erweitert und umgestaltet. Der letzte Umbau fand 1837–1839 statt; dabei wurde die neben dem Gebäude befindliche Gasse begradigt, zum Minoritenplatz durchgebrochen und kurz darauf Landhausgasse benannt.
- Landskrongasse, historische Bezeichnung nach dem ehemaligen Hausschild „Die Landskron“ auf Nr. 1–3, das ab 1376 urkundlich nachweisbar ist. Später bestanden hier die Häuser „Zur großen Landeskrone“ und „Zur Kleinen Landeskrone“, die beide 1835 in den Bellegardehof einbezogen wurden. Erstmals erwähnt wurde die Gasse 1326 als Hinter der Schlagstube (nach einer Werkstatt für das Schlagen von Münzen auf Nr. 8), um 1428 als In der Landskron, ab 1710 als Landskrongässel und 1766 Landskrongasse. Um 1780 wurde die Gasse zeitweise auch Wintergassel genannt. Um 1830 war sie mit dem heutigen Namen im Vasquez-Stadtplan eingetragen.
- Laurenzerberg, historische Bezeichnung (1857 amtlich registriert) nach dem ehemaligen Kloster St. Laurenz, das sich hier befand. Namensgebend war der heilige Laurentius von Rom († 258), römischer Diakon zur Zeit des Papstes Sixtus II. und christlicher Märtyrer. Die Kirche zum hl. Laurenz und das angeschlossene Nonnenkloster bestanden schon im 14. Jahrhundert; 1630–1660 wurde ein Neubau errichtet. Das Kloster besaß in der Folge drei Häuser in der Innenstadt und 25 Diensthäuser im übrigen Wien. 1783 wurde das Kloster aufgehoben und 1797 darin eine Farbenfabrik eingerichtet. In der Folge wurde die Anlage in Etappen demoliert, heute befindet sich hier die Hauptpost; siehe Postgasse. Die Gasse hieß vorher, z. B. um 1830, Laurenzergassel. Die Nachsilbe „-berg“ im heutigen Straßennamen bezieht sich auf das vom Donaukanal zum Fleischmarkt ansteigende Gelände.
- Ledererhof, historische Bezeichnung nach dem hier befindlichen Ledererhof. Das Ensemble bestand aus acht kleinen Häusern, in denen u. a. Lederhändler ihren Verkaufsplatz und Herberge hatten. Das Gewerbe der Lederer und Färber war an Wasser gebunden, das hier beim Tiefen Graben zur Verfügung stand. Das heutige Gebäude (Eingang Am Hof 11) wurde 1883 errichtet. Der Ledererhof wird seit 1341 unter diesem Namen erwähnt, später gelegentlich auch als Am Hof bei den Sohlenschneidern, Am Hof bei den Lederern und Im Ledererhof.
- Leopold-Figl-Gasse, 1985 benannt nach dem Politiker Leopold Figl (1902–1965). Er war 1945–1953 erster Bundeskanzler Österreichs nach dem Zweiten Weltkrieg und, nach der Provisorischen Staatsregierung unter Karl Renner, gleichzeitig der erste Bundeskanzler einer demokratisch legitimierten österreichischen Bundesregierung seit 1934. Als Außenminister war er danach an den Verhandlungen zum Österreichischen Staatsvertrag beteiligt, den er 1955 für Österreich unterzeichnete. Sein Vorgänger als Kanzler war Karl Renner (siehe den Dr.-Karl-Renner-Ring), sein Nachfolger Julius Raab (siehe den Julius-Raab-Platz). Der Leopold-Figl-Hof an Morzinplatz und Franz-Josefs-Kai ist ebenfalls nach ihm benannt. Die Gasse hieß vorher 1862–1985 Regierungsgasse, nach dem historischen Niederösterreichischen Landhaus, an dessen südlicher Seitenfront sie entlangführt; bis 1997 befand sich hier der Sitz der Landesregierung (siehe Landhausgasse).
- Leopold-Gratz-Platz, 2010 benannt nach dem Politiker Leopold Gratz (1929–2006); er war ab 1966 Abgeordneter zum Nationalrat (SPÖ), 1970–1971 Bundesminister für Unterricht und Kunst, 1973–1984 Wiener Bürgermeister, 1984–1986 Außenminister und 1986–1989 Nationalratspräsident. Überschattet war seine Amtszeit von Skandalen, vor allem dem Bauring-Skandal und dem AKH-Skandal, dem bisher größten Bauskandal in Österreich. Wegen seiner Freundschaftsdienste für den Verantwortlichen im Betrugs- und Mordfall Lucona musste Gratz 1989 alle politischen Ämter zurücklegen. Sein Vorgänger als Bürgermeister war Felix Slavik (siehe die Felix-Slavik-Straße im 21. Bezirk, Floridsdorf), sein Nachfolger war Helmut Zilk (siehe den Helmut-Zilk-Platz). Der Leopold-Gratz-Platz war zuvor eine Verkehrsinsel als Teil des Schmerlingplatzes; er hat keine Adressen.
- Lichtenfelsgasse, 1880 benannt nach dem Juristen und Politiker Thaddäus Peithner von Lichtenfels (1798–1877); er war ab 1841 als Jurist in Wien tätig und wurde 1850 Generalprokurator am Obersten Gerichtshof. 1852–1857 war er Sektionschef im Justizministerium, 1857 wurde er Mitglied des Reichsrats, 1861 Mitglied des Herrenhauses und Präsident des Staatsrats. Lichtenfels war als hervorragender Staatsrechtler ein politischer Vertreter eines zentralistischen österreichischen Staates. Von 1783 bis 1870 befand sich hier der Exerzier- und Paradeplatz, ehe im Zuge des Baus der Wiener Ringstraße ab 1870 das Rathausviertel rund um das neue Wiener Rathaus entstand. 1874 wurde die Straße als Bürgermeisterstraße angelegt und 1880 in Lichtenfelsgasse umbenannt.
- Lichtensteg, historische Bezeichnung, die bereits 1273 als clara semita (= lichter Steg, also eine helle Gasse) erwähnt wurde. Ursprünglich trug die heutige Kramergasse, die vom Lichtensteg zur Brandstätte führt, den Namen Lichtensteg. Seit dem 16. Jahrhundert hat die heutige Gasse diesen Namen und schien um 1830 in Vasquez' Stadtplan sowie 1859 in der ersten Ausgabe von Adolph Lehmanns Allgemeinem Adreß-Buch … für die k.k. Haupt- und Residenzstadt Wien und dessen Umgebung auf[8]. Zwischen 1914 und 1919 soll die Gasse nach Czeike amtlich registriert worden sein.
- Liebenberggasse, 1865 benannt nach dem Wiener Bürgermeister Johann Andreas von Liebenberg (1627–1683); er war ab 1653 Leiter der Städtischen Kanzlei, 1678–1680 Stadtrichter und ab 1680 bis zu seinem Tod 1683 Bürgermeister von Wien. Bei der zweiten Türkenbelagerung überwachte er die Vorbereitungen für die Verteidigung und die Schanzarbeiten und organisierte die Bürgerwehr. Er starb zwei Tage vor dem Sieg des Entsatzheeres über Kara Mustafa. 1890 wurde ihm zu Ehren das Liebenberg-Denkmal vor der Mölker Bastei enthüllt. Die Gasse entstand nach dem Abbruch der Kurtine der Stadtbefestigung zwischen Stubentor und Braunbastei.
- Liebiggasse, 1874 benannt nach dem deutschen Chemiker Justus von Liebig (1803–1873); er gilt als der bekannteste, berühmteste und erfolgreichste Chemiker seines Jahrhunderts und als Begründer der Organischen Chemie, der Agrikulturchemie und der Ernährungsphysiologie. Auf den Liebigschen Erkenntnissen und Methoden beruhte die chemische Forschung des späten 19. und des frühen 20. Jahrhunderts. Unter den ersten 60 Nobelpreisträgern der Chemie waren 42 der Geehrten Nachfolger seiner Schüler. Der allgemeinen Öffentlichkeit wurde er vor allem durch „Liebigs Fleischextrakt“ bekannt, aus dem der Suppenwürfel hervorging. Liebig lehrte 1841–1845 an der Universität Wien, hinter deren heutigem Hauptgebäude sich die Gasse befindet. 1935 wurde der Mondkrater Liebig nach ihm benannt. Die Gasse wurde am vormaligen Parade- und Exerzierplatz angelegt.
- Liliengasse, 1821 amtlich benannt nach dem ehemaligen Lilienfelder Hof an dieser Gasse. Das Stift Lilienfeld besaß schon seit dem 13. Jahrhundert Grund- und Immobilienbesitz in Wien. 1622 erwarb es einen großen Hof Ecke Liliengasse 3 / Weihburggasse 9 und ließ diesen neu bauen. Die Anlage wurde so prachtvoll ausgestaltet, dass das Stift in Schulden geriet. Der Lilienfelder Hof wurde nach einem Brand 1810 versteigert; später wurde er abgerissen und 1911 durch ein Miethaus ersetzt. Das Gässchen war ursprünglich namenlos, wurde gelegentlich Armesündergasse und um 1770 Diebs-Gässel genannt.
- Lobkowitzplatz, vor 1830 benannt nach dem Palais Lobkowitz, das sich hier befindet. Das Palais ist der erste bedeutende barocke Stadtpalast, der nach der Zweiten Türkenbelagerung gebaut wurde, als der Adel sein Geld nicht mehr nur für militärische Zwecke investieren musste. Es befand sich 1745–1980 im Besitz der Familie Lobkowitz (die sich als tschechische seit 1919 Lobkowicz schreibt); benannt ist es nach Ferdinand Philipp Fürst Lobkowitz (1724–1784), der das Palais kaufte. Der Platz hieß bis 1716 Schweinemarkt, da hier bis Ende des 17. Jahrhunderts der Wiener „Saumarkt“ abgehalten wurde. Gelegentlich finden sich auch die Bezeichnungen Roßmarkt und Angesetzte Schütt. Der Platz erstreckte sich früher auch über Teile der Augustinerstraße und des Albertinaplatzes und ging beim Palais Erzherzog Albrecht in den Spitalsplatz (nach dem anrainenden Bürgerspital) über; 1862 wurde er auf sein heutiges Ausmaß begrenzt.
- Lothringerstraße, vor 1864 (Erstnennung in Lehmann) benannt nach Kaiser Franz I. Stephan von Lothringen (1708–1765), der durch seine Heirat mit Maria Theresia 1736 das Haus Habsburg-Lothringen mitbegründete. Um den Anspruch auf die österreichischen, böhmischen und ungarischen Länder zu bekräftigen und die realen Machtverhältnisse abzubilden, wurde für die Familie der Doppelname gewählt, abweichend von der Usance, dass den Dynastienamen der männliche Teil einer dynastischen Ehe bestimmte. Franz I. Stephan ist nicht zu verwechseln mit Franz II./I., dem ersten Kaiser von Österreich. Die Straße entstand 1860 durch die Verbauung des Glacis und wurde inoffiziell lang als Teil der Lastenstraße (Verkehrsweg für Lastwagen, die auf der Ringstraße bis heute Fahrverbot haben) bezeichnet; heute ist der inoffizielle Begriff Zweierlinie gebräuchlich. Die Straße reichte ursprünglich von der Kärntner Straße bis zum Stadtpark; 1899 wurden die Gebäude Nr. 1–11 (alt) an den neuen Karlsplatz ausgegliedert. Auf Nr. 20 befindet sich das Wiener Konzerthaus.
- Löwelstraße, 1876 benannt nach Hans Christof von Löbl (1587–1638); als Obrist half er 1626 mit, den Oberösterreichischen Bauernkrieg blutig niederzuschlagen. Als Belohnung wurde er zum General-Feldwachtmeister und zum Vizepräsidenten des Hofkriegsrats ernannt. 1629–1638 war er Kommandant der Wiener Stadtguardia und machte sich um die Verbesserung der Stadtbefestigung verdient.[9] Er war daher namensgebend für die Löwelbastei, nach deren Abtragung die Löwelstraße 1876 entstand. Die Benennung der Straße bezieht auch seinen Vater Hans Löbl (1536–1594) ein, kaiserlicher Rat und Pfennigmeister Ferdinands I. Die Bezeichnung „Löwel“ für die Bastei und die Straße ist eine Verballhornung des Familiennamens Löbl. Die stadtseitige Häuserzeile entlang der Bastei wurde bereits ab 1786 Löwelstraße genannt; deren Verlauf entsprach aber nicht genau der heutigen Straße dieses Namens. Die Bezeichnung „Löwelstraße“ wird volkstümlich auch als Synonym für die SPÖ verwendet, da sich deren Parteizentrale seit 1945 hier befindet. Die Straße begrenzt bei Nr. 2 die linke Seitenfront des Bundeskanzleramts, gegenüber erstreckt sich der Volksgarten. Auf Nr. 10 befindet sich das Stadtpalais Liechtenstein mit dem Haupteingang Bankgasse 9, schräg gegenüber mit Nr. 1 die Hinterseite des Burgtheaters.
- Lugeck, historische Bezeichnung. Das Lugeck wurde im Jahr 1257 als Luogeckhe erwähnt, was auf einen „Auslug“ (also eine Stelle, von der aus man auslugen, also Ausschau halten konnte) von einem Eckturm deuten soll. Der Platz hieß 1338 Unter den Fleischbänken bei St. Stephan, 1360 Neue Fleischbänke, 1384 Niedere Fleischbänke, 1379 Auf der Lug am Eck unter den Fleischbänken, 1435 Am Luegegk bei den Fleischbänken und bereits ab 1504 Lugeck. Schon im Hochmittelalter war der Platz ein Zentrum des Wiener Handels und war auch Alarmplatz für die Bewohner des Stubenviertels. Die Fleischbänke verschwanden um 1700. Im Zuge des gründerzeitlichen Stadtumbaus wurde das Lugeck 1896 / 1897 erweitert. In den kleinen Platz bei der Rotenturmstraße münden drei historische Altstadtgassen.

## M

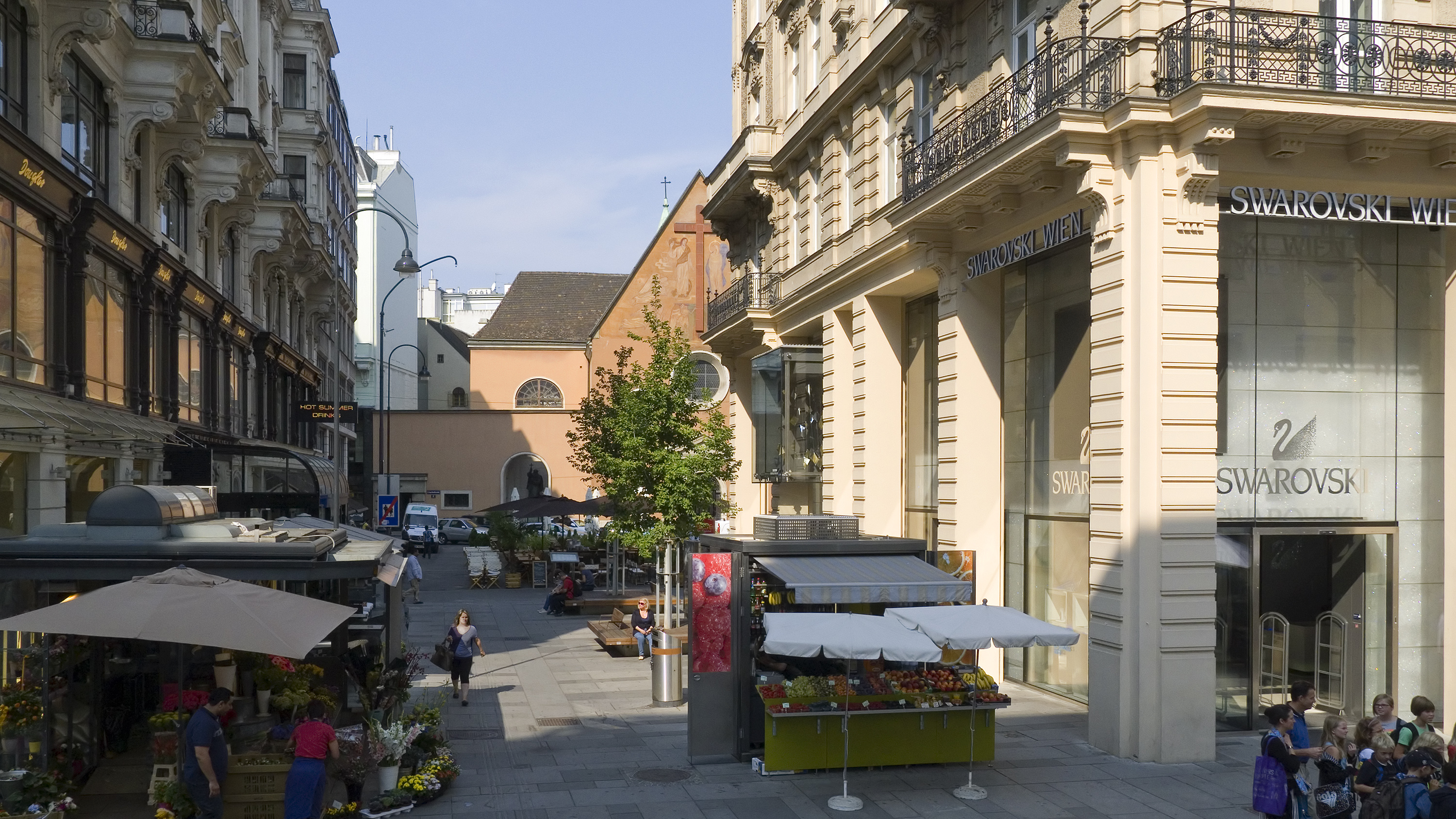
Die Marco-d’Aviano-Gasse, dahinter das Südende des Neuen Markts und die Kapuzinerkirche

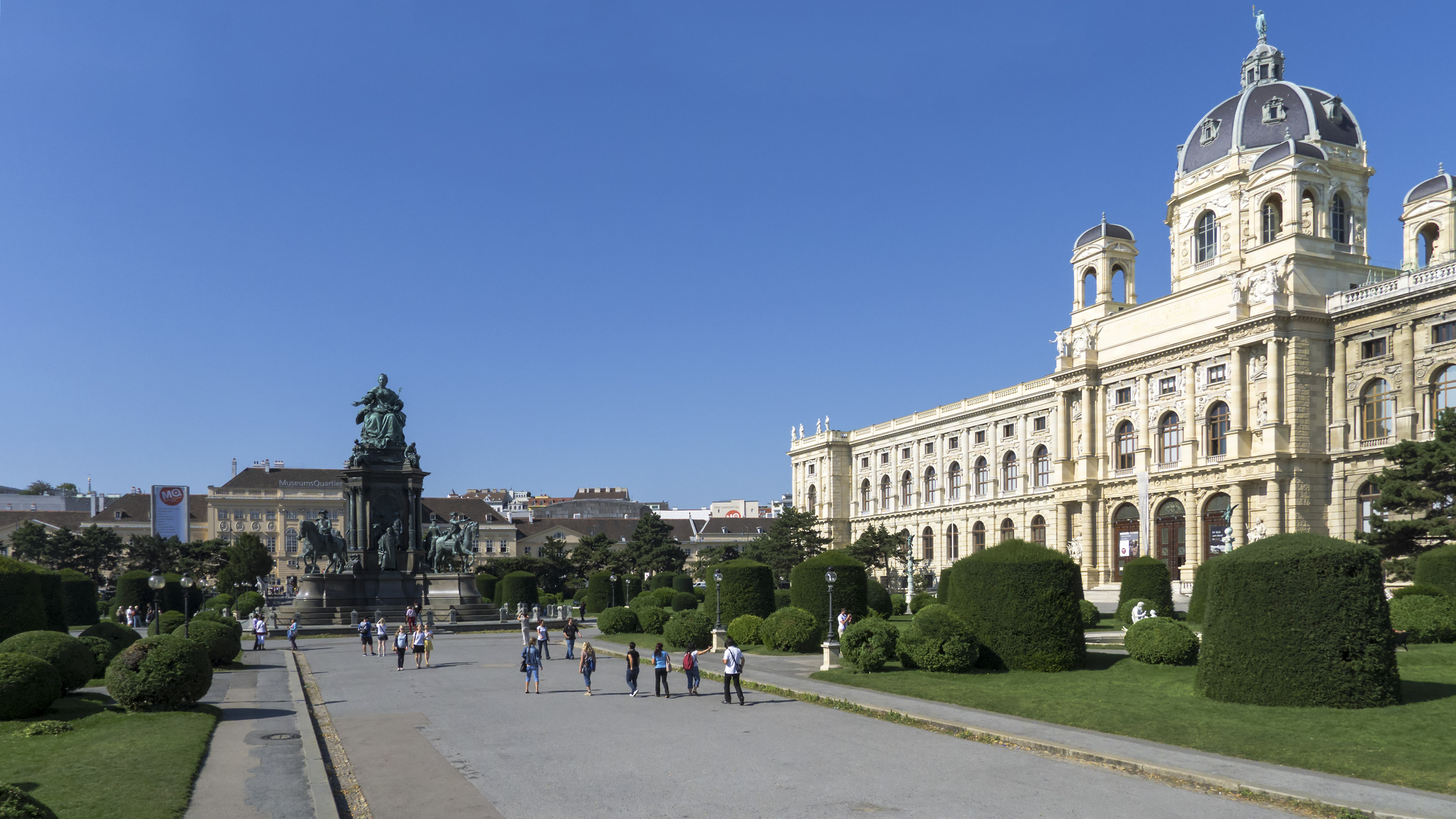
Der Maria-Theresien-Platz, rechts das Naturhistorische Museum

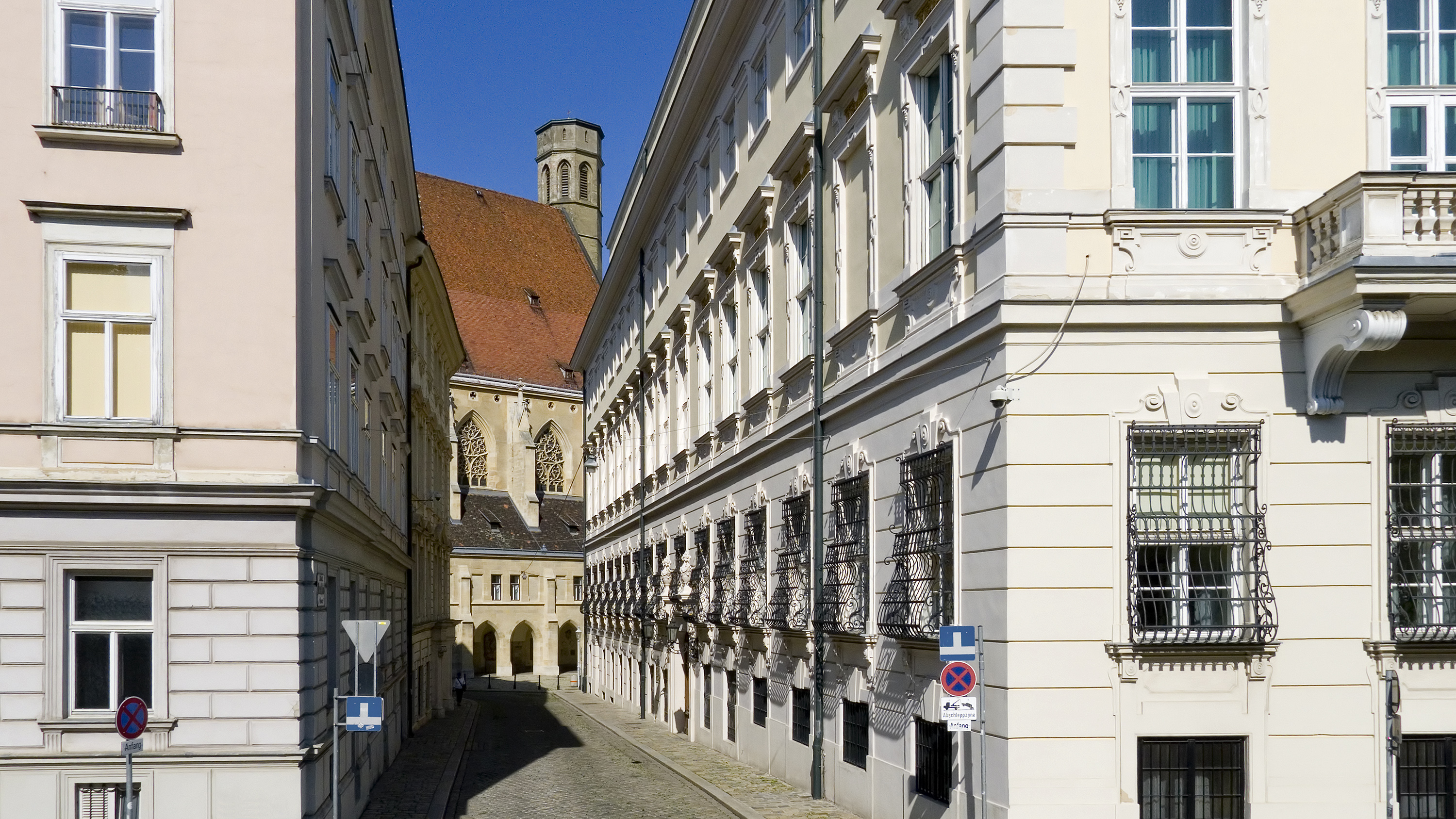
Metastasiogasse, im Hintergrund die Minoritenkirche; rechts die Hinterseite des Bundeskanzleramts

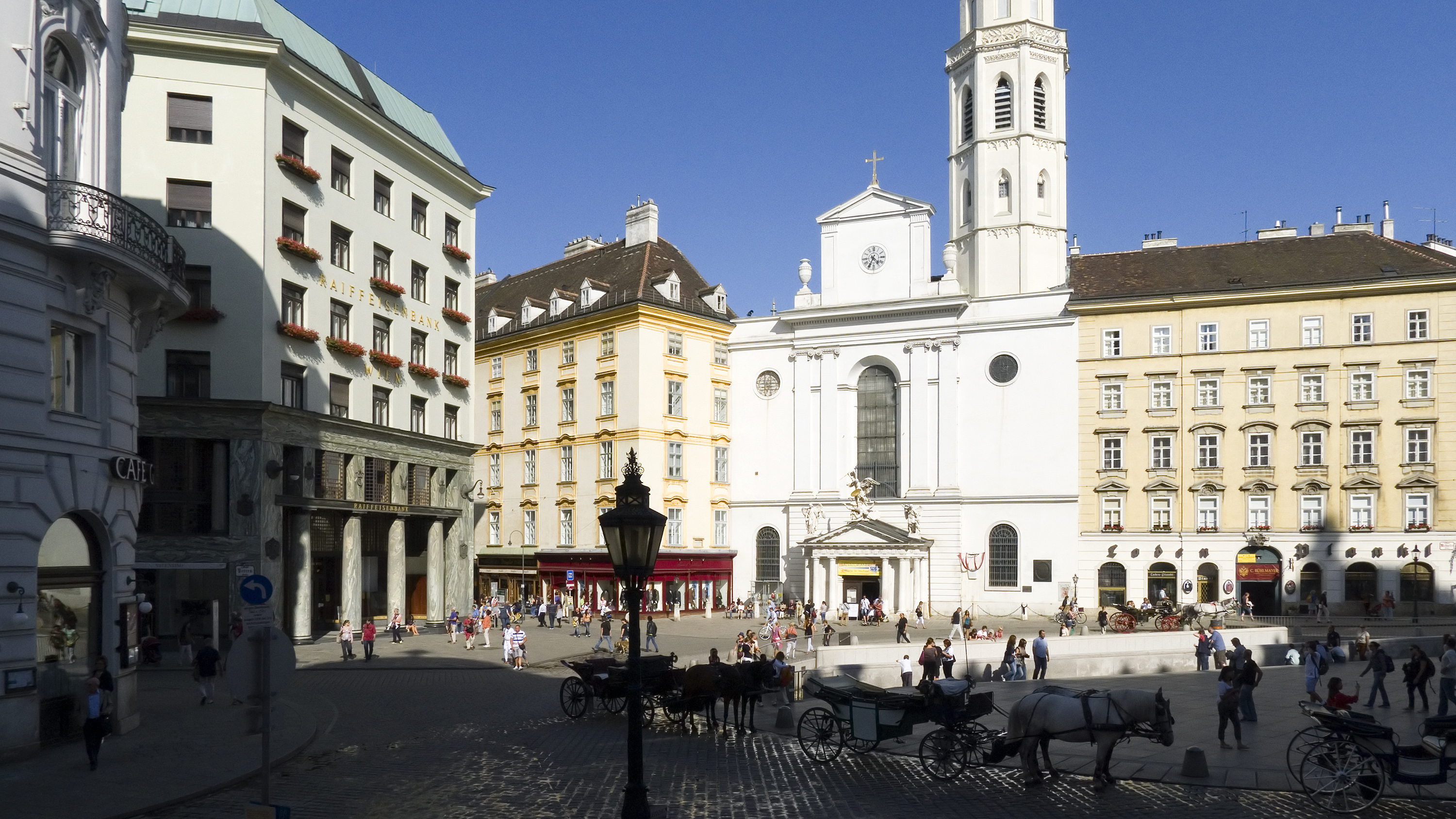
Der Michaelerplatz mit dem Looshaus (links) und der Michaelerkirche

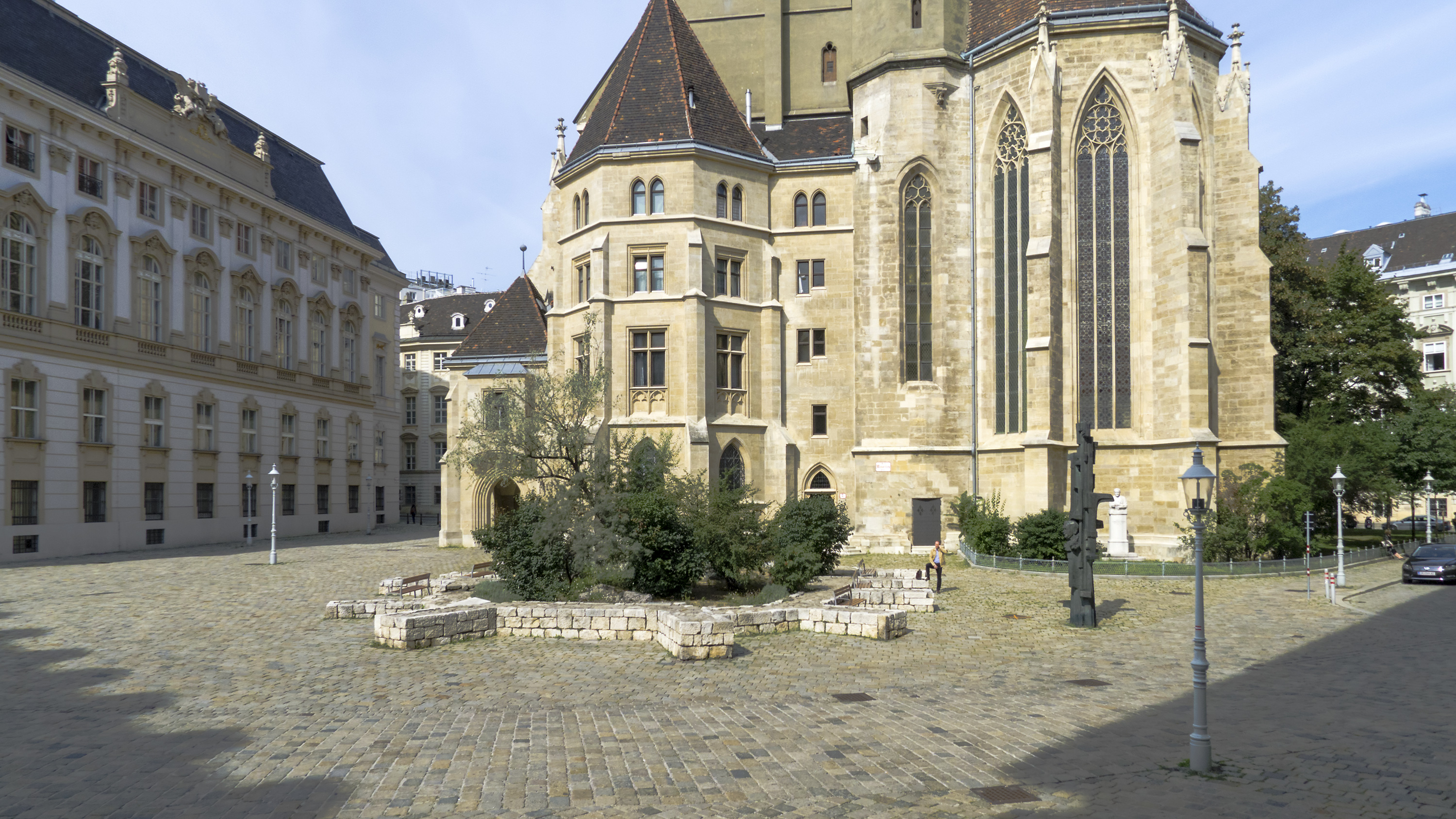
Der Minoritenplatz mit Minoritenkirche und Staatsarchiv (links)

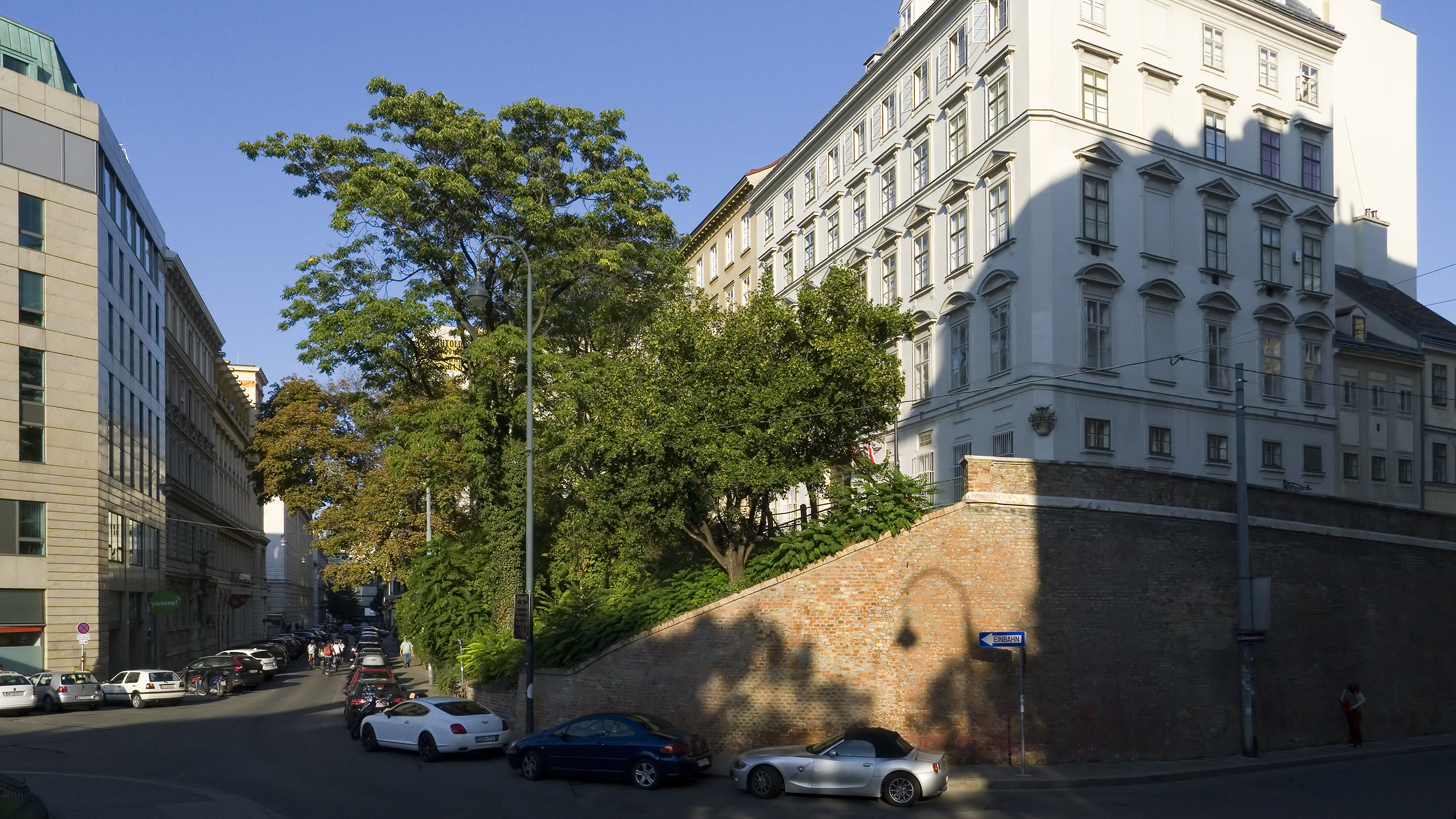
Die Straße Mölker Bastei, rechts ein Überrest der Stadtmauer, darüber das Pasqualati-Haus

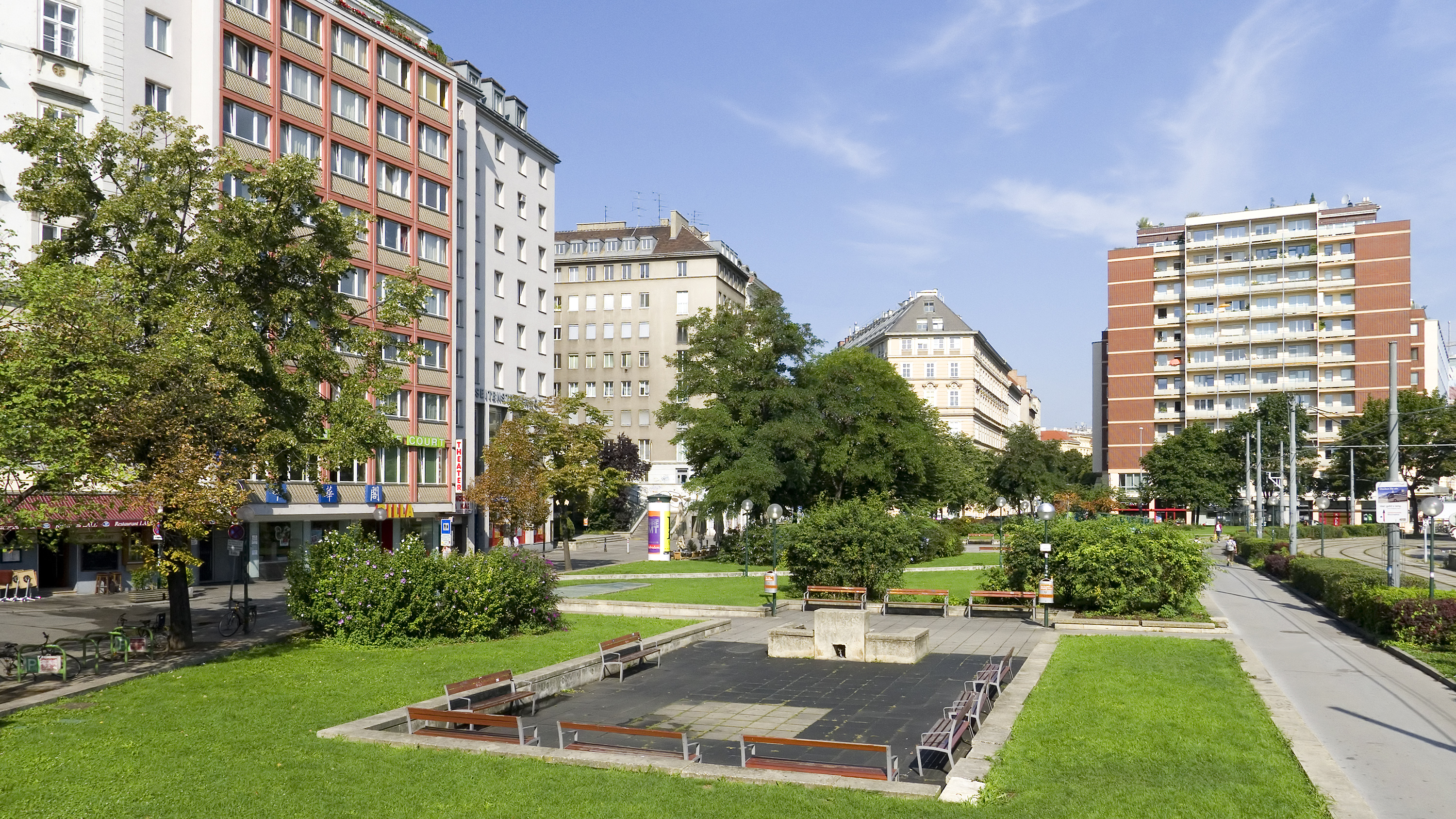
Der Morzinplatz, hinten die Abzweigungen von Salzgries und Gonzagagasse, rechts der Leopold-Figl-Hof

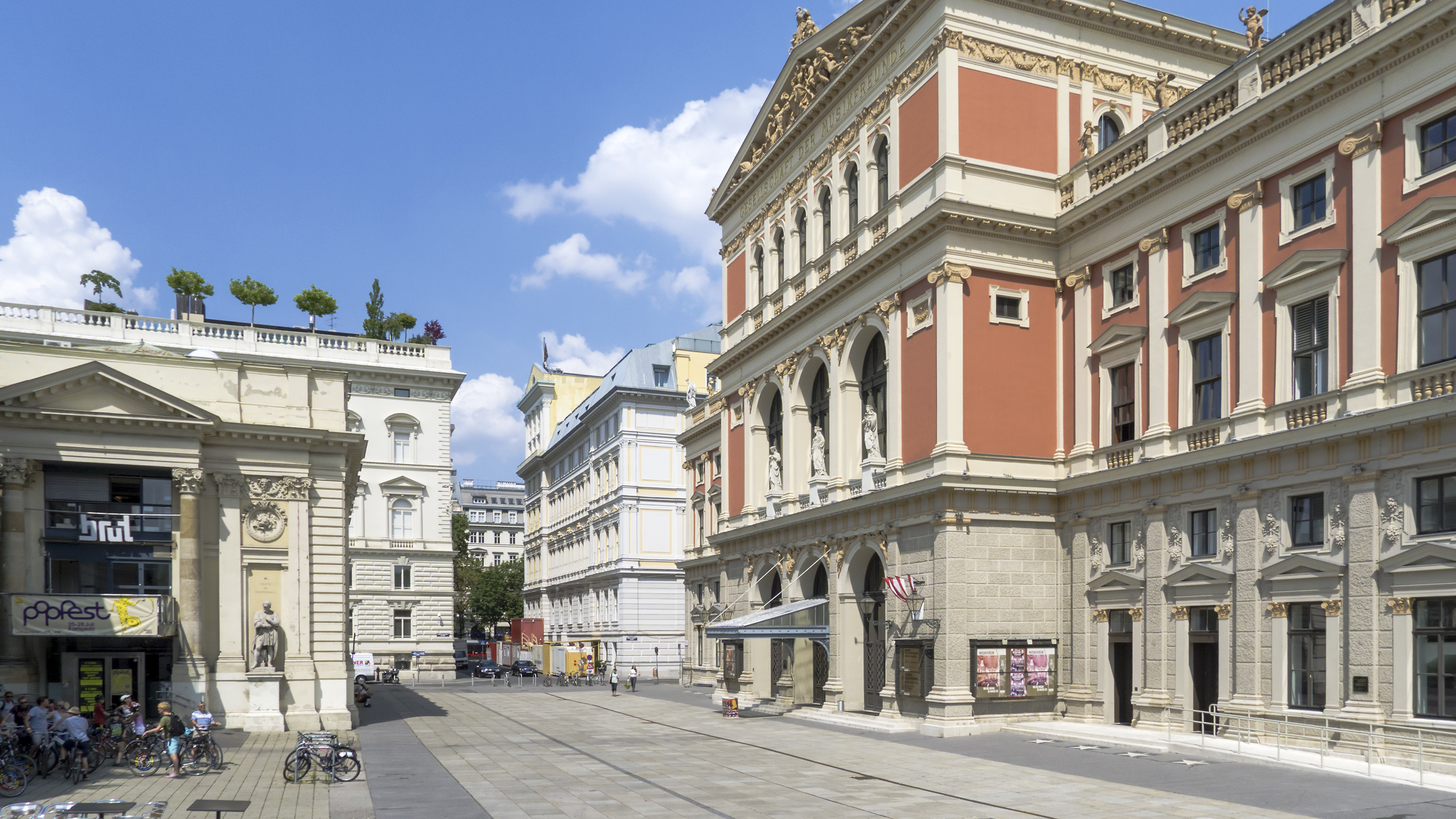
Der Musikvereinsplatz mit dem Wiener Musikverein, links das Künstlerhaus

- Mahlerstraße, 1919 benannt nach dem Komponisten Gustav Mahler (1860–1911); er war nicht nur einer der bedeutendsten Komponisten der Spätromantik, sondern auch einer der berühmtesten Dirigenten seiner Zeit und als Operndirektor ein bedeutender Reformer des Musiktheaters. Er komponierte zehn Sinfonien sowie zahlreiche Vokal- und Orchesterwerke. Von 1897 bis 1907 war Mahler Direktor der k.k. Hofoper, auf deren östliche Seitenfront die nach der Demolierung der Stadtbefestigung angelegte Straße zuläuft. Sie hieß 1861–1919 Maximilianstraße (nach dem Bruder des Kaisers, Erzherzog Ferdinand Maximilian, als Maximilian I. Kaiser von Mexiko), 1919–1938 Mahlerstraße, 1938–1946 Meistersingerstraße (nach der Wagner-Oper Die Meistersinger von Nürnberg) und seit 1946 wieder Mahlerstraße.
- Makartgasse, 1894 benannt nach dem Maler und Dekorationskünstler Hans Makart (1840–1884); er gilt als der repräsentative Maler der Ringstraßenepoche. Seine wichtigsten Vorbilder waren Tizian und Rubens, seine Arbeiten zeichnen sich durch starke Sinnlichkeit und üppiges Pathos aus – allen ist ein Zug ins Theatralische eigen. Man spricht in Zusammenhang mit ihm vom Makartstil bei der Wohnungseinrichtung des 19. Jahrhunderts, der durch großen Pomp, Plüsch, schwere Wandbehänge, Vertäfelungen und wuchtige Kronleuchter gekennzeichnet war. Die Gasse verläuft entlang der Ostseite der Akademie der bildenden Künste; sie hieß davor 1870–1894 Schillergasse (nach dem Dichter Friedrich Schiller; siehe Schillerplatz vor der Akademie).
- Marc-Aurel-Straße, 1886 benannt nach dem römischen Kaiser Mark Aurel (121–180). Mit seiner Regierungszeit endete eine Phase großer Prosperität für das Römische Reich, die durch weitgehende innere und äußere Stabilität gekennzeichnet war. An den Reichsgrenzen musste er an mehreren Fronten gegen eindringende Feinde vorgehen, insbesondere gegen die Parther und diverse Germanen-Stämme. Sein letztes Lebensjahrzehnt verbrachte Mark Aurel daher vorwiegend im Feldlager, darunter in Vindobona; die Straße befindet sich auf dem Areal des damaligen Legionslagers. Hier verfasste er die Selbstbetrachtungen, die ihn der Nachwelt als „Philosophenkaiser“ präsentieren und die mitunter zur Weltliteratur gezählt werden. Der obere Teil der Gasse zwischen Hohem Markt und Sterngasse hieß um 1360 Am Kienmarkt und 1786–1886 Krebsgasse (nach dem Hausschild „Zum roten Krebs“); der untere Teil zum Donaukanal hin hieß 1827–1886 Salzgasse.
- Marco-d’Aviano-Gasse, 1935 benannt nach dem italienischen Kapuziner-Pater und Prediger Marco d’Aviano (1631–1699); er war 1683 päpstlicher Legat während der Zweiten Türkenbelagerung Wiens. Er überzeugte Karl V. von Lothringen, dem polnischen König Jan Sobieski den Oberbefehl des Entsatzheeres zu überlassen und rasch gegen Wien vorzurücken; Marco d’Aviano wird deshalb auch als Retter Wiens bezeichnet. Die Gasse hieß davor Schwangasse (nach einem ehemaligen Gasthof „Zum weißen Schwan“); 1770–1840 wurde die Gasse auch Schwarzenberggasse genannt (nach dem ehemaligen Palais Schwarzenberg). Im Historikerbericht Straßennamen Wiens seit 1860 als „Politische Erinnerungsorte“ aus dem Jahr 2013 ist die Verkehrsfläche Gruppe C (demokratiepolitisch relevante biographische Lücken) zugeordnet.[1]
- Maria-Theresien-Platz, 1888 benannt anlässlich der Enthüllung des Maria-Theresien-Denkmals, das sich hier zwischen dem 1891 eröffneten Kunsthistorischen und dem 1889 eröffneten Naturhistorischen Museum befindet. Das Denkmal ist das wichtigste Herrscherdenkmal der Habsburgermonarchie in Wien. Carl von Hasenauer gestaltete die Architektur des Monuments, Caspar von Zumbusch arbeitete mit seinem Schüler Anton Brenek vom Modell 1874 an rund 13 Jahre an den Bronzeplastiken, die ein Gesamtgewicht von 44 Tonnen aufweisen. Siehe auch Maria-Theresien-Straße.
- Maria-Theresien-Straße, 1870 benannt nach Kaiserin Maria Theresia (1717–1780). Die regierende Erzherzogin von Österreich und Königin u. a. von Ungarn (mit Kroatien) und Böhmen (1740–1780) zählte zu den prägenden Monarchen der Ära des aufgeklärten Absolutismus. Sie erreichte 1745 Wahl und Krönung ihres Gatten Franz I. Stephan zum römisch-deutschen Kaiser (und wurde, obwohl nicht selbst gekrönt, fortan Kaiserin genannt). Der Maria-Theresien-Platz ist ebenfalls nach ihr benannt, ebenso das Maria-Theresien-Denkmal, die Maria-Theresien-Kaserne und zahlreiche Maria-Theresien-Schlösseln. Die Straße wurde, wie die sie umgebenden Häuserblöcke, nach der 1858 begonnenen Schleifung der Stadtmauer um die Altstadt parallel zum Schottenring auf dem Areal des bisherigen Glacis neu angelegt. Die Grenze zwischen 1. und 9. Bezirk verläuft an der südseitigen Häuserfront (gerade Hausnummern); Gehsteige und Fahrbahnen befinden sich im 9. Bezirk. Prominentester Anrainer an der nördlichen Straßenseite ist seit 1869 die Rossauer Kaserne.
- Marienstiege; historische Bezeichnung für die Gasse und Stiegenanlage, die vom Salzgries ansteigend zur Kirche Maria am Gestade führt, deren Name sich auf die heilige Maria bezieht. Die Anlage hieß früher An unserer Frauen Stiege; die heutige Bezeichnung ist seit 1827 nachweisbar. Die heutige Stiegenanlage wurde erbaut, nachdem 1822 / 1823 der Große oder Untere Passauer Hof (etwa Salzgries 21 und Passauer Platz 6) demoliert bzw. in Wohnhäuser umgebaut wurde. Die Gegend hieß früher auch An der Gstätten; siehe Am Gestade.
- Max-Weiler-Platz, 2003 benannt nach dem Maler Max Weiler (1910–2001), Professor an der Akademie der bildenden Künste (1964–1980). Er versuchte, das „innere Wesen“ von Natur und Landschaft in einer abstrahierenden Formensprache zu erfassen. Weiler schuf Tafelbilder, Aquarelle, Zeichnungen und Druckgraphiken sowie ab 1946 bedeutende Serien von (zunächst umstrittenen) Fresken, weiters Mosaike, Glasbilder und Keramikwandbilder im öffentlichen Raum. Der Platz war bis 2003 Teil der Akademiestraße; die anrainenden Bauten tragen auf dem elektronischen Stadtplan der Stadtverwaltung bis heute die Hausnummern 4, 5, 6 und 7 der Akademiestraße.
- Maysedergasse, 1876 benannt nach dem Violinvirtuosen und Komponisten Joseph Mayseder (1789–1863); er war ab 1810 Konzertmeister des Hofopernorchesters, ab 1816 Violinsolist an der Hofmusikkapelle und ab 1836 deren Leiter. 1835 wurde er zum kaiserlichen Kammervirtuosen ernannt. Mayseder war auch ein bedeutender Quartettspieler, wie auch Lehrer und Komponist für sein Instrument; als Lehrer gilt er als Begründer der sogenannten Wiener Geigerschule. Die westliche Seitengasse der Kärntner Straße entstand nach der Demolierung des Bürgerspitalzinshauses. Im Zuge der Umbauten verschwand die parallele Komödiengasse bzw. Cäciliengasse.
- Metastasiogasse, 1886 benannt nach dem italienischen Dichter und Librettisten Pietro Metastasio (eigentlich Pietro Antonio Domenico Bonaventura Trapassi, 1698–1782); er kam 1729 nach Wien und wurde Hofdichter (poeta Cesareo) am Wiener Kaiserhof Karls VI. als Nachfolger von Apostolo Zeno (siehe die Zenogasse im 12. Bezirk, Meidling). Er gab seinen italienischen Operntexten jene klassische Prägung, die sie bis zum Ende des 18. Jahrhunderts zum Ideal und zur Norm machten. Eine Vielzahl seiner Libretti wurde vertont, unter anderem von Antonio Caldara, Christoph Willibald Gluck und Wolfgang Amadeus Mozart. Die Gasse hieß vorher Kreuzgasse (nach dem Patrozinium der Minoritenkirche „Zum hl. Kreuz“ an ihrem nordöstlichen Ende).
- Michaelerplatz; historische Bezeichnung (1766 erstmals erwähnt) nach der Hofpfarrkirche St. Michael an diesem Platz. Geweiht ist die Kirche dem Erzengel Michael, einem Engel der hebräischen Überlieferung. Im christlichen Neuen Testament tritt Michael als Bezwinger Satans auf, den er in die Hölle hinabstürzt. Die im 13. Jahrhundert erbaute Michaelerkirche ist eine der ältesten Kirchen Wiens und einer der wenigen romanischen Bauten in Wien. Auf dem Michaelerplatz, heute architektonisch vom Michaelertrakt der Hofburg beherrscht, bis 1888 Standort des alten Burgtheaters, wurde 1838 die erste öffentliche Gasbeleuchtung Wiens installiert. Der Platz hieß während der Revolution von 1848 kurzzeitig Constitutionsplatz. 1927 wurde hier der erste Kreisverkehr Wiens eingerichtet. Seit 1991 sind in der Platzmitte Ausgrabungen einer römischen Lagervorstadt zu sehen.
- Milchgasse; historische Bezeichnung nach dem ehemaligen Milchmarkt bei der Peterskirche. Die Gasse wurde erstmals 1701 als Milchgässel erwähnt und war um 1830 mit ihrem heutigen Namen auf dem Vasquez-Stadtplan eingetragen; um 1846 soll sie als St. Peter Gassel erwähnt worden sein.
- Minoritenplatz, 1786 benannt nach dem Orden der Minoriten bzw. der Minoritenkirche auf diesem Platz. Die Minoriten oder „Minderbrüder“ (fratres minores) waren Franziskaner. Sie wurden 1224 von Herzog Leopold VI. nach Wien gerufen und gründeten das Wiener Minoritenkloster. Nach dem Stadtbrand von 1275 wurde von Ottokar Přemysl der Grundstein für die heutige Minoritenkirche gelegt. In der Kirche befindet sich das Grabmal des Librettisten Pietro Metastasio; siehe die vom Platz ausgehende Metastasiogasse. Die Gegend hieß um 1230 Bei den minderen Brüdern. Das Kloster wurde im 18. Jahrhundert auf staatliche Veranlassung in den heutigen 8. Bezirk transferiert, das alte Klostergebäude vom Staat eingezogen und für Büros genutzt. Der Platz entstand in seiner heutigen Form nach der Demolierung des einstigen Klosters (1892–1903).
- Mölker Bastei, 1870 benannt nach der gleichnamigen Mölker Bastei, einer ehemaligen Bastion der Stadtbefestigung, die sich auf Teilen des Areals des Hauptgebäudes der Universität Wien und des heutigen Rathausplatzes befand. Eine Bastion bzw. Bastei ist ein befestigter, vorspringender Teil einer Festung. Die Bastei wurde 1531 errichtet und hieß zunächst nach dem benachbarten Schottentor bzw. dem Schottenstift Schottenbastei (um 1830 wurde dieser Name für die Nachbarbastei nördlich des Schottentors verwendet). Nach der Verbesserung der Bastei 1600–1637 setzte sich die Bezeichnung Mölker Bastei durch. Der Name Mölk ist ein Dialektausdruck für die Stadt Melk und bezieht sich auf den Melker Hof, der hinter der Bastei lag und dem Stift Melk gehörte. Die Bastei wurde ab 1861 abgebrochen, und dann 1870/71 die Gasse Mölker Bastei angelegt. Die daneben noch vorhandenen Mauerreste und die über dem Straßenniveau der Umgebung liegenden Häuser Mölker Bastei 8, 10, 12 und 14 stammen nicht von der Bastei, sondern von der Kurtine zwischen Mölker Bastei und (neuer) Schottenbastei. Die Hausnummern 2, 4 und 6 verschwanden beim Abbruch von Bastei und Kurtine.
- Mölker Steig, 1871 benannt nach der nahen Mölker Bastei; siehe diese. Im Mittelalter verlief in nächster Nähe die Stadtmauer; ab dem 16. Jahrhundert erstreckte sich nahe dem Steig die Kurtine zwischen dem Schottentor und der Mölker Bastei. Als im 18. Jahrhundert der benachbarte Mölker Hof umgebaut wurde, entstand beim Schottentor eine Stiege zum höher gelegenen Teil des Areals. Sie hieß ursprünglich Mölker Stiege, ab 1862 kurzzeitig auch Schottenstiege. 1871 wurde die Kurtine abgebrochen, einige Häuser wurden demoliert, und der Durchgang über die erhöhte Fläche einschließlich der Stiege wurde nunmehr Mölker Steig genannt.
- Morzinplatz, 1888 benannt nach Vinzenz Graf Morzin (1803–1882),[10] Oberst und Hofkämmerer. Seine Familie war italienischen Ursprungs und änderte 1532 ihren Namen von de Mauro in Morzin. Als letzter seines Geschlechts vermachte Vinzenz Graf Morzin testamentarisch der Stadt Wien sein Vermögen in Höhe von einer Million Gulden für die Armen und Waisen, insbesondere für körperbehinderte Kinder.
- Museumsplatz, 1996 benannt nach dem MuseumsQuartier (MQ). Der Platz hieß ursprünglich Am Glacis und war dann Teil der Hofstallstraße (nach den 1725 hier angelegten kaiserlichen Hofstallungen). 1870 wurde er mit seiner nördlichen Fortsetzung nach den beiden großen Hofmuseen, dem Kunsthistorischen und dem Naturhistorischen Museum, die dort gebaut werden und kaiserliche Sammlungen aufnehmen sollten, Museumstraße benannt. Der Bau der Museen wurde im Zuge der Schleifung der Stadtmauer ab 1858 und des Baues der Ringstraße geplant und erfolgte nach Entwürfen von Gottfried Semper und Carl von Hasenauer ab 1871. 1888 wurde zwischen den beiden Bauten das Maria-Theresien-Denkmal enthüllt, 1889 das Naturhistorische und 1891 das Kunsthistorische Museum eröffnet. Als die Hofstallungen 1922 zum Messepalast umfunktioniert und entsprechend adaptiert wurden, erhielt der Platz 1927–1996 den Namen Messeplatz. Der Maria-Theresien-Platz schließt an der Grenze vom 7. zum 1. Bezirk, die am stadtzentrumsseitigen Gehsteig des heutigen Museumsplatzes verläuft, an diesen an. 1998–2001 erfolgte der Umbau des Messepalastes zum MQ, damals mit 60.000 m² das achtgrößte Kulturareal der Welt. Der Museumsplatz ist Teil der Zweierlinie; an seinen Enden befinden sich die U-Bahn-Stationen Museumsquartier (U2) und Volkstheater (U2, U3).
- Museumstraße, 1870 benannt nach den beiden großen Hofmuseen, dem Kunsthistorischen und dem Naturhistorischen Museum (siehe Museumsplatz). Seit 1927 wird damit nur mehr der Abschnitt der Zweierlinie zwischen Bellariastraße und Lerchenfelder Straße bezeichnet, wo sich keine Museen befinden. Ein früherer Teil der Straße hieß 1862–1919 Hofstallstraße. Am stadtzentrumsseitigen Gehsteig verläuft (entlang der Seitenfront des Justizpalasts) die Grenze zum 7. Bezirk.
- Musikvereinsplatz, 2012 benannt nach dem kurz Wiener Musikverein genannten Konzertgebäude der Gesellschaft der Musikfreunde in Wien. Die Gesellschaft wurde 1812 von Joseph Sonnleithner gegründet. 1867–1870 wurde unmittelbar neben dem Künstlerhaus durch Theophil von Hansen das Musikvereinsgebäude errichtet. Der Große Saal (oft auch als „goldener Saal“ bezeichnet) gilt als einer der besten Konzertsäle der Welt; hier findet u. a. das jährliche Neujahrskonzert der Wiener Philharmoniker statt. Die Benennung des Platzes erfolgte anlässlich des 200-jährigen Bestehens des Musikvereins.[11] Der Platz war zuvor namenlos und wurde meist nur Vorplatz genannt. Er umfasst dem elektronischen Stadtplan der Wiener Stadtverwaltung zufolge zwei Hausnummern: Nr. 1 bezeichnet den Haupteingang des Musikvereins, Nr. 2 den gegenüberliegenden Seiteneingang des Künstlerhauses.

## N

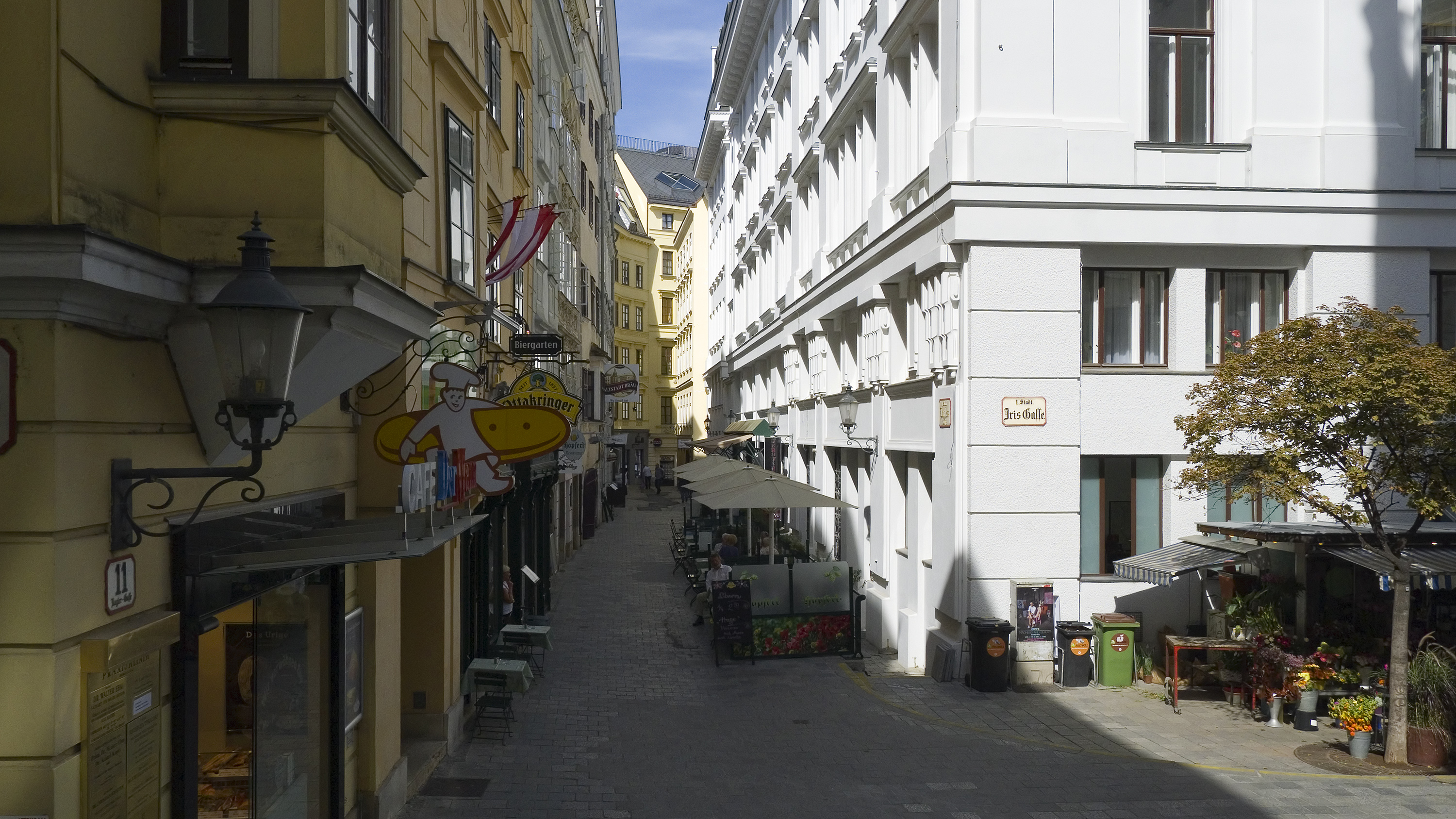
Die Naglergasse bei der Irisgasse, Richtung Nordwesten

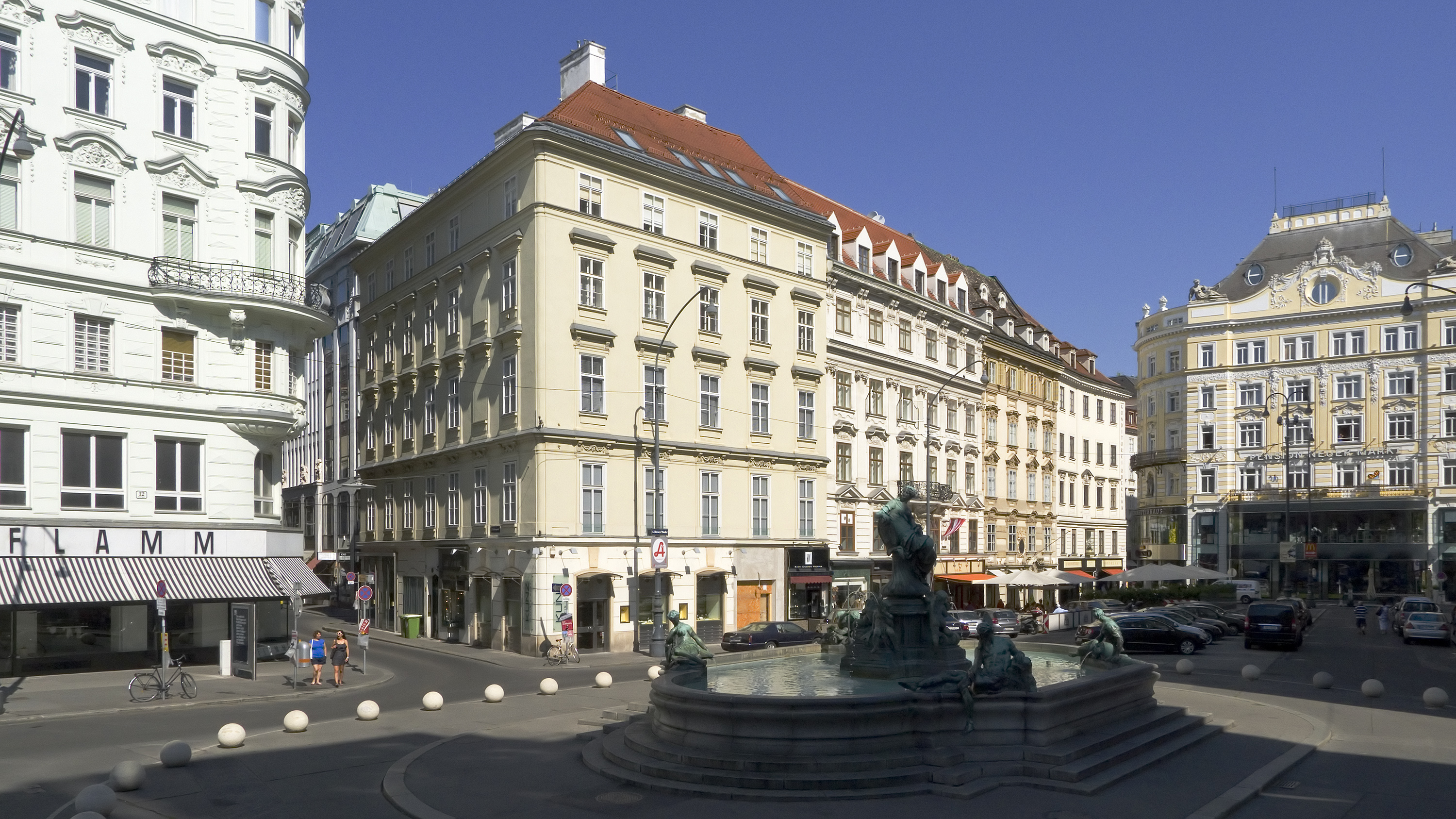
Der Neue Markt mit dem Donnerbrunnen; links zweigt die Plankengasse ab

- Naglergasse, historische Bezeichnung nach dem früheren Sitz und der Wohnstätte der Nadler bzw. Nagler. Nadler (auch: Drahtzieher) stellten aus Metallen wie zum Beispiel Eisen und Kupfer Drähte und Kabel her; siehe auch Drahtgasse. Die Gasse hieß ursprünglich im 14. Jahrhundert Hinter St. Pankraz (nach der ehemaligen Pankrazkapelle auf Nr. 24, die bis 1575 nachweisbar ist). Das Teilstück zwischen Kohlmarkt und Haarhof hieß ab 1432 Unter den Nadlern und ab 1547 Naglergasse als Verballhornung des Begriffs Nadler; seit 1642 ist die Bezeichnung für den gesamten Verlauf der Gasse gebräuchlich. Siehe auch die Nadlergasse im 9. Bezirk, Alsergrund.
- Neubadgasse, 1862 benannt nach der Badstube Neubad, die sich hier befand und bereits 1310 urkundlich erwähnt wurde. Das Neubad gehörte zu den meistbesuchten und vornehmsten Bädern Wiens und bestand bis ins 18. Jahrhundert. Die Gasse wurde 1418 als Badstubengässlein bezeichnet; 1795 wurde sie gemeinsam mit der Körblergasse als Neubadgässel erwähnt. Die beiden heutigen Sackgassen Körblergasse und Neubadgasse waren damals verbunden; auf dem Vasquez-Stadtplan um 1830 bestand diese Verbindung nicht mehr.
- Neuer Markt, historische Bezeichnung für einen der ältesten Plätze Wiens. Als im Mittelalter der Hohe Markt nicht mehr zur Versorgung der Wiener Bevölkerung ausreichte, wurde der Neue Markt geschaffen, der als nuiwe market oder novum forum im Jahr 1234 erstmals erwähnt wurde. Da hier bis zum 19. Jahrhundert auch mit Mehl und Getreide gehandelt wurde, trug der Platz den nicht offiziellen Zweitnamen Mehlmarkt, der sich bis ins 20. Jahrhundert hielt.
- Neutorgasse, 1870 benannt nach dem ehemaligen Neutor der Stadtbefestigung. Als Ersatz für das 1558 gesperrte Werdertor (siehe Werdertorgasse) entstand im gleichen Jahr etwa bei der heutigen Neutorgasse ein neues Stadttor. Es wurde zunächst Neues Wernertor genannt (verballhornt aus Werdertor), ab 1642 Neues Tor und ab 1683 Neutor und verband den Salzgries und den Tiefen Graben über das Glacis hinweg mit der Vorstadt Rossau. Westlich neben dem Tor befand sich direkt an der Innenseite der Stadtmauer, bis zur Schottenbastei reichend, das 1768 aufgelassene, um 1830 aber auf dem Stadtplan noch als solches aufscheinende (Untere) Arsenal. Östlich schloss beim heutigen Rudolfsplatz die Elendbastei, 1840 als Neutorbastei auf einem Stadtplan, an das Tor an. 1859 / 1860 wurde das Neutor abgebrochen und 1870 in unmittelbarer Nähe die Neutorgasse angelegt.
- Nibelungengasse, 1865 benannt nach der Nibelungensage. Diese Sage ist ein im deutschen und skandinavischen Mittelalter weitverbreiteter heldenepischer Stoff, der über Jahrhunderte in zahlreichen voneinander abweichenden Fassungen überliefert ist. Seine bekannteste schriftliche Fixierung ist das mittelhochdeutsche Nibelungenlied (um 1200, wahrscheinlich aus dem Raum Passau). Siehe auch das Nibelungenviertel im 15. Bezirk, Rudolfsheim-Fünfhaus. Das Areal um die Gasse war zuvor Teil des Glacis und wurde im Zuge der Errichtung der Wiener Ringstraße geplant und verbaut.
- Nikolaigasse, 1785 benannt nach dem ehemaligen Nikolaikloster. Das Kloster wurde 1274 gegründet und diente zunächst Zisterzienserinnen, ab 1385 den Zisterziensern, ab 1529 diversen Nonnen als Zufluchtsort, ab 1535 Bischof Johann Fabri als Privatbesitz, ab 1545 den Franziskanern, ab 1589 der Stadt Wien als Waisenhaus und ab 1625 den Klarissen. 1782 wurde das Kloster von Josef II. aufgehobenen und 1785 demoliert, wodurch die von der Grünangergasse als Sackgasse ausgehende Nikolaigasse entstand. Geweiht war das Kloster dem heiligen Nikolaus von Myra (Lebensdaten unbekannt); er wirkte der Legende nach in der ersten Hälfte des 4. Jahrhunderts als Bischof von Myra in der kleinasiatischen Region Lykien. Nikolaus wird am 6. Dezember gefeiert (in Österreich als Nikolo) und ist auch das Vorbild für den Weihnachtsmann.

## O

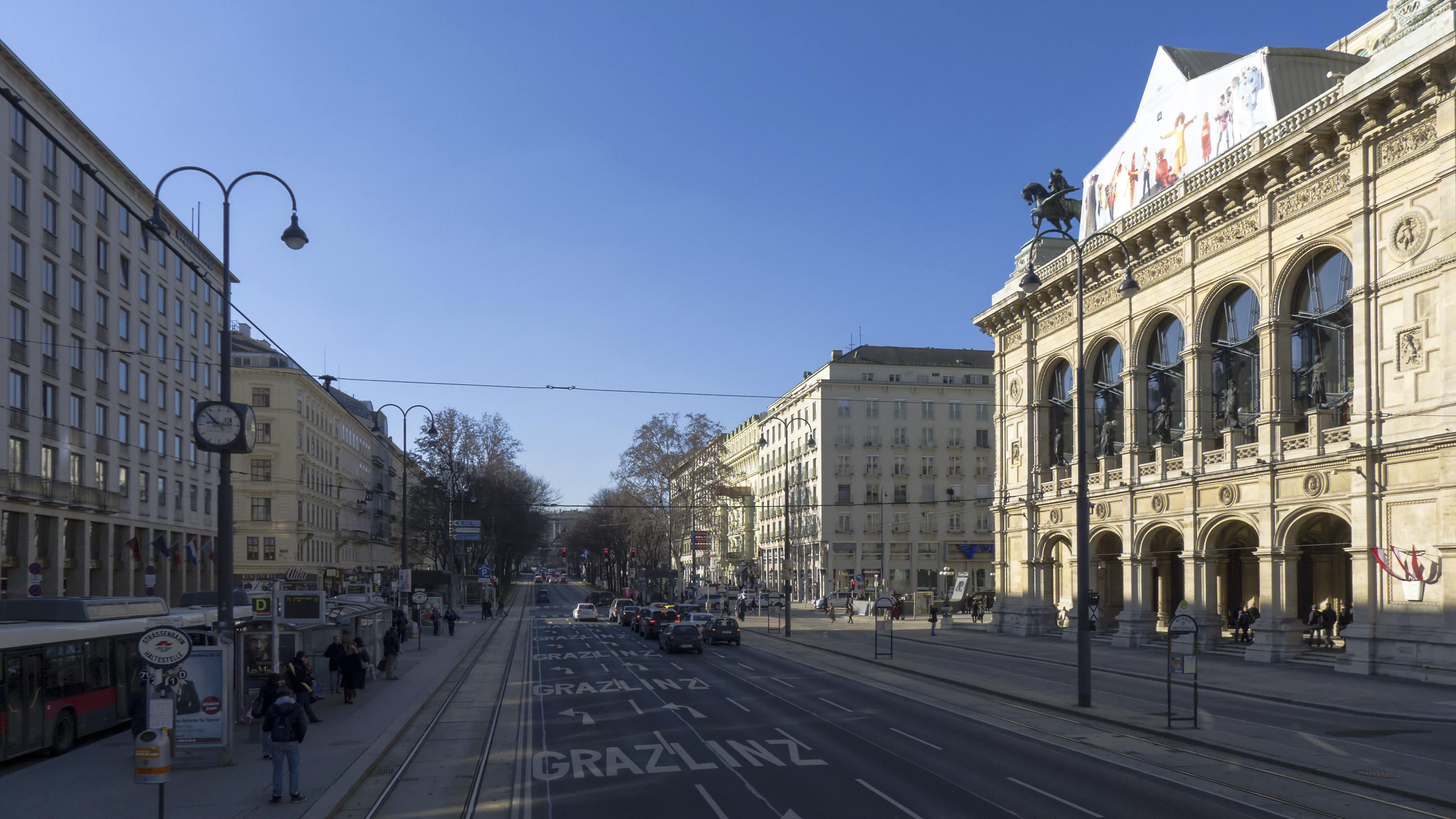
Der Opernring, rechts die Staatsoper

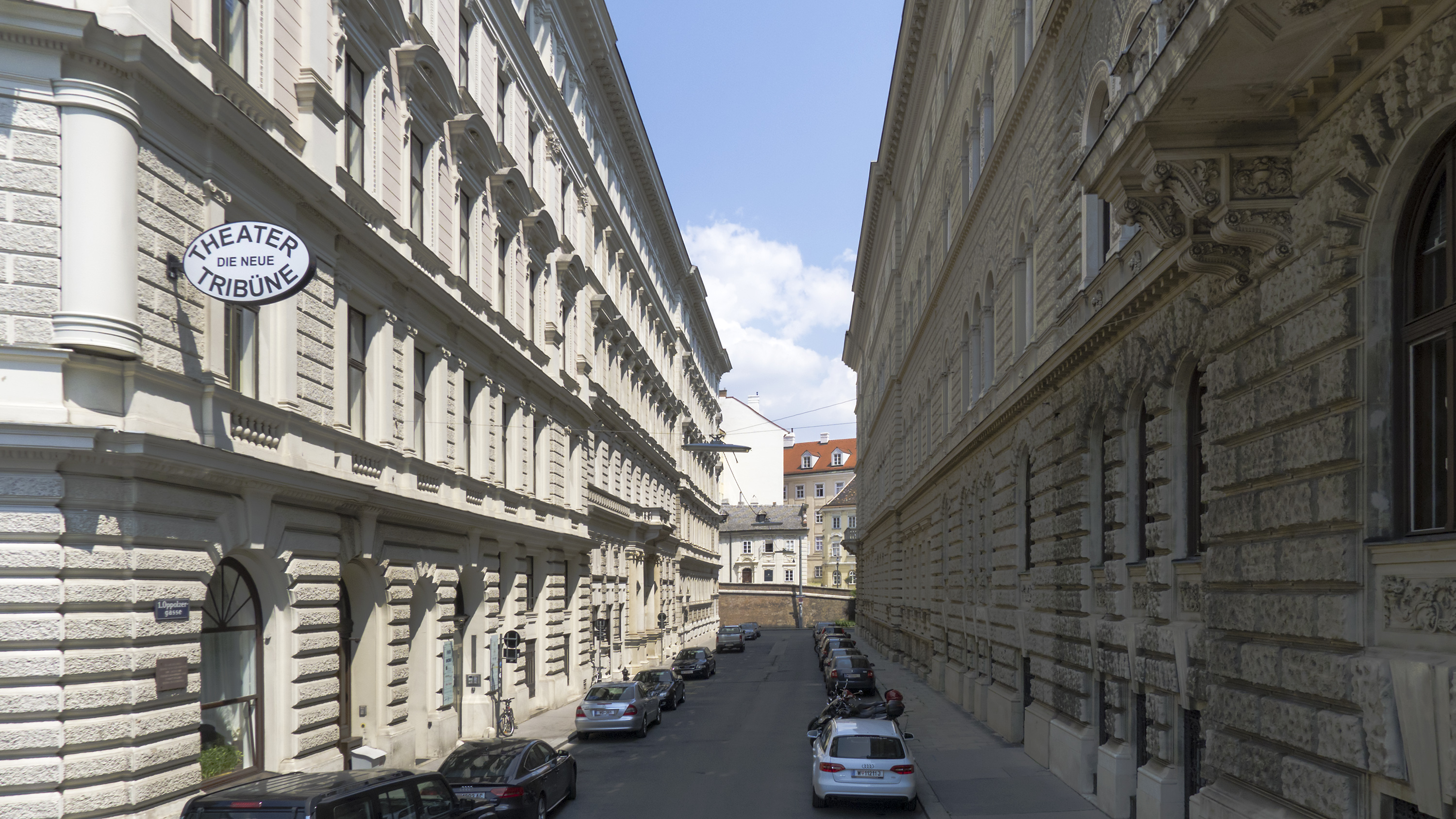
Die Oppolzergasse, im Hintergrund die Mölker Bastei

- Operngasse, im 1. Bezirk 1862, im 4. Bezirk (im Projektstadium) 1913 benannt nach der heutigen Wiener Staatsoper, als erstes Monumentalgebäude der Ringstraße 1861–1869 erbaut; die Gasse verläuft an der linken Seitenfront der Oper. Der Bau im Stil der Neorenaissance wurde von den Architekten August Sicard von Sicardsburg und Eduard van der Nüll geschaffen; siehe die Siccardsburggasse und die Van-der-Nüll-Gasse im 10. Bezirk, Favoriten. Die k.k. Hofoper wurde am 25. Mai 1869 mit einer Premiere von Don Juan von Mozart eröffnet. Das Opernhaus hat im Zuschauerraum 1.709 Sitzplätze und insgesamt 567 Stehplätze. Die Verlängerung der Gasse in den 4. Bezirk und die neuen Baulinien dafür wurden 1913 festgelegt; die Realisierung konnte erst in den 1930er Jahren nach dem Abriss des Freihauses erfolgen.
- Opernring, 1861 benannt anlässlich des Baubeginns des k.k. Hof-Operntheaters; siehe Operngasse. Die Straße ist einer der neun Abschnitte der Wiener Ringstraße; im Uhrzeigersinn (und der Fahrtrichtung des Autoverkehrs) vor dem Opernring kommt der Kärntner Ring, nach dem Opernring der Burgring. Die Straße hieß 1917–1919 Kaiser Karl-Ring (nach dem letzten österreichischen Kaiser, Karl I.).
- Oppolzergasse, 1874 benannt nach dem Mediziner Johann von Oppolzer (1808–1871) und seinem Sohn, dem Astronomen Theodor von Oppolzer (1841–1886). Johann von Oppolzer war ab 1850 Professor für Medizin an der Universität Wien und 1860/61 deren Rektor. Aufgrund seiner häufig verordneten Badekuren wurde er zu einem Förderer der österreichischen Badekurorte. Daneben setzte sich Oppolzer auch für die Elektrotherapie ein und wurde damit zu einem wichtigen Vertreter der Zweiten Wiener Medizinischen Schule. Theodor von Oppolzer war ab 1875 Professor für Astronomie an der Universität Wien. Bekannt wurde er durch seinen Canon der Finsternisse (1885), in dem er etwa 8.000 Sonnenfinsternisse und über 5.000 Mondfinsternisse zwischen 1208 v. Chr. und 2163 n. Chr. berechnete. Der Asteroid (1492) Oppolzer ist nach ihm benannt, ebenso der Mondkrater Oppolzer. Die Gasse entstand 1862 nach der Demolierung der Wiener Stadtmauern. Zuvor bestand in dieser Gegend eine Gasse, die um 1770 Hühnerloch hieß und dann Kleppergasse (nach den damaligen Pferdeställen in der Teinfaltstraße 8; „Klepper“ bezeichnete umgangssprachlich ein unterernährtes oder altersschwaches Hauspferd).
- Oskar-Kokoschka-Platz, 1980 benannt nach dem Maler, Grafiker und Schriftsteller Oskar Kokoschka (1886–1980); er wurde durch seine in ausdrucksstarken Farben gehaltenen Porträts, Städteansichten und Landschaftsbilder zu einem herausragenden Vertreter des Expressionismus. Sein großer Zyklus von Städtebildern und Landschaften, die immer starke Aufsicht mit weiter Fernsicht verbinden („Weltlandschaften“), kann als einzigartig in der Kunst des 20. Jahrhunderts angesehen werden. Der Asteroid (21076) Kokoschka ist ebenfalls nach ihm benannt. Der östlich an den Stubenring anschließende Platz, eigentlich eine etwas breitere Straße, entstand im Zusammenhang mit dem 1900 fertiggestellten Bau der Kleinen Marxerbrücke über den Wienfluss zur Marxergasse im 3. Bezirk und der Demolierung der dem Platz jenseits des Stubenrings westlich gegenüber gelegenen Franz-Joseph-Kaserne 1900 / 1901. 1902–1945 bestand hier Straßenbahnverkehr vom Ring in die Marxergasse. Der Platz wurde 1914, im Jahr nach der Eröffnung des nördlich anschließenden Kriegsministeriumgebäudes, nach Oberst Karl von Kopal (siehe die Kopalgasse im 11. Bezirk, Simmering) Kopalplatz benannt. Südlich grenzt die Universität für angewandte Kunst Wien, 1877 als Kunstgewerbeschule eröffnet, an den Platz, der nur diese beiden Gebäude umfasst.

## P

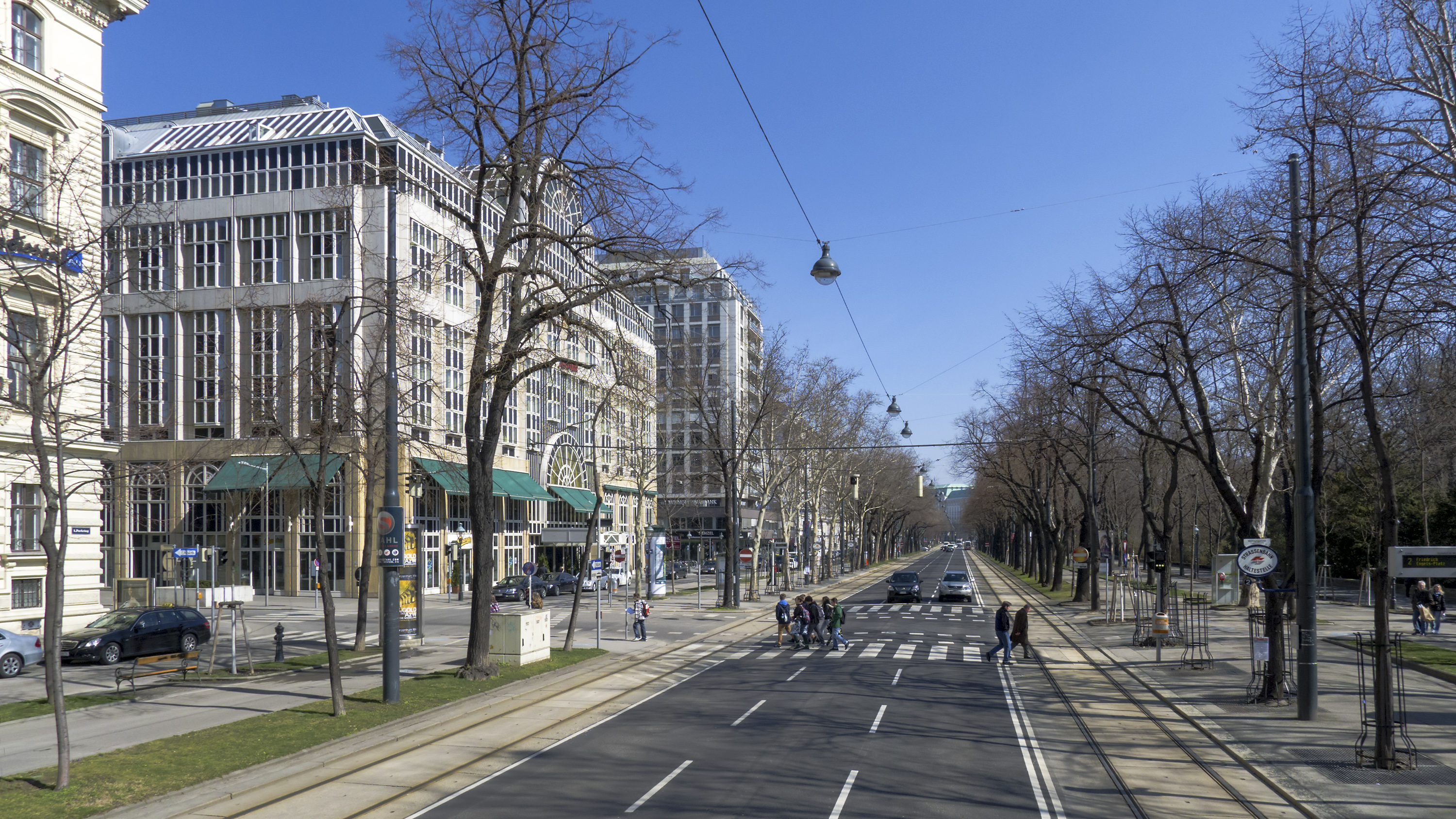
Der Parkring bei der Weihburggasse, rechts der Stadtpark

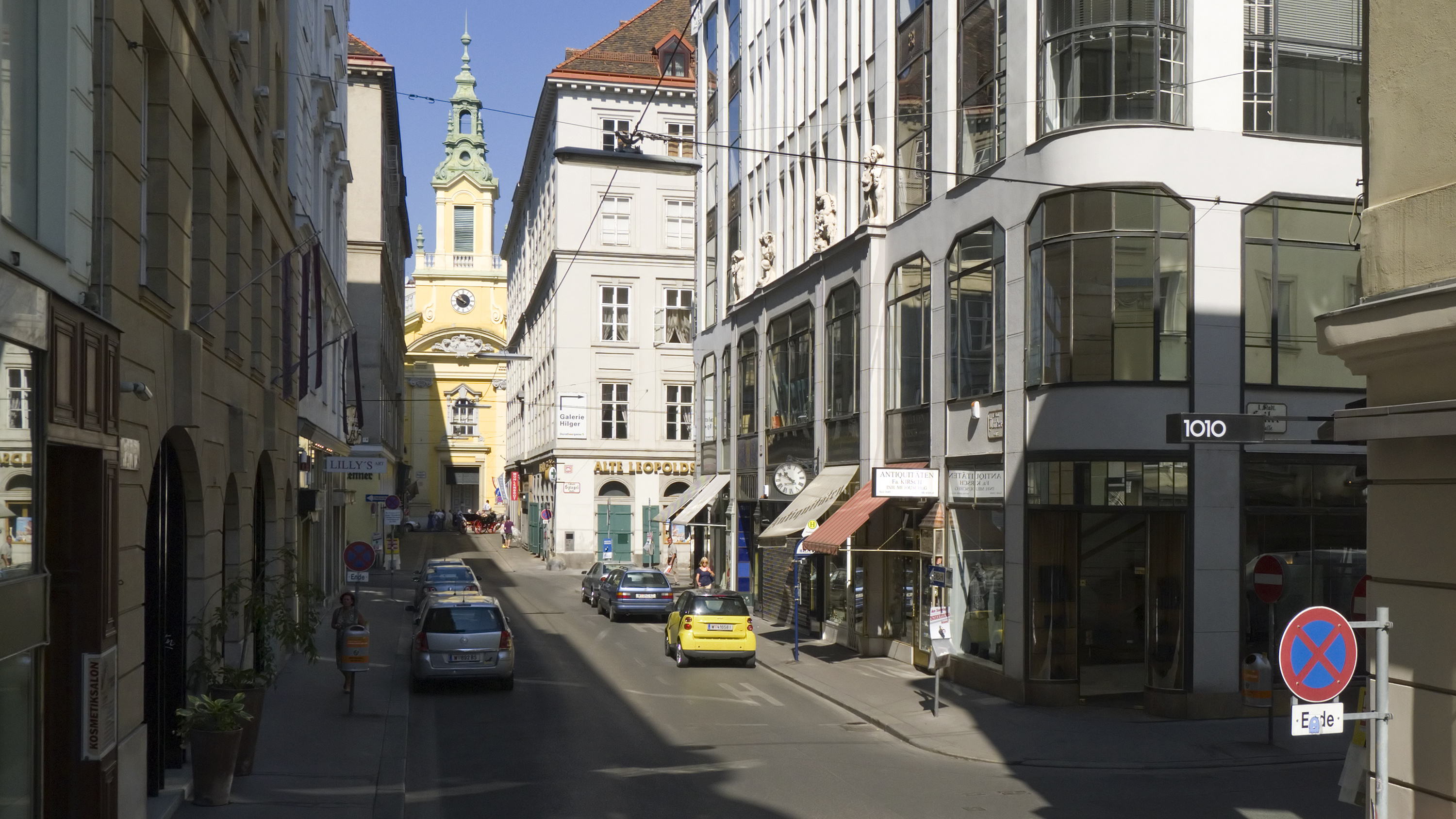
Die Plankengasse bei der Kreuzung Seilergasse, hinten die Reformierte Stadtkirche

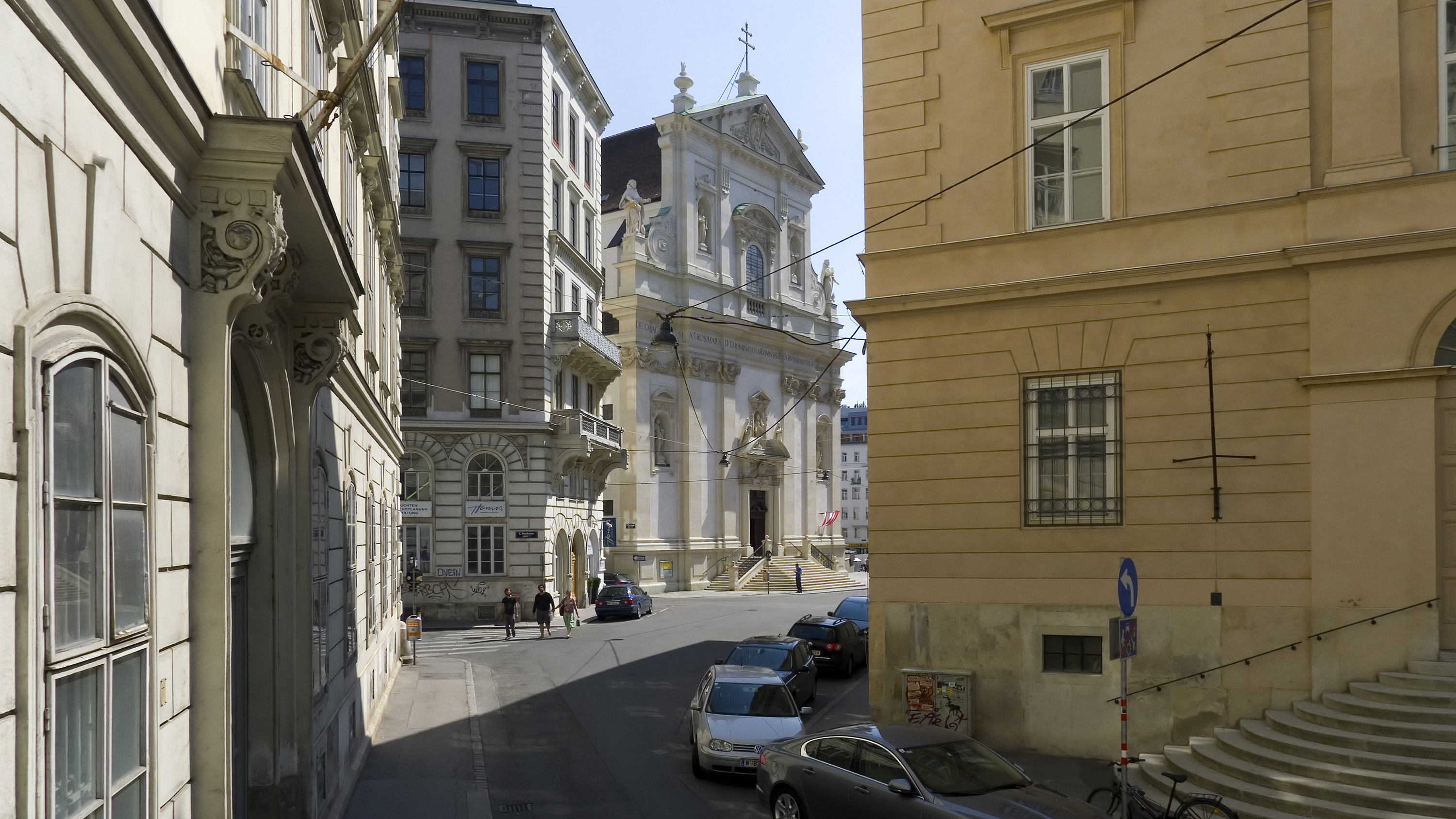
Die Postgasse Richtung Süden mit der Dominikanerkirche

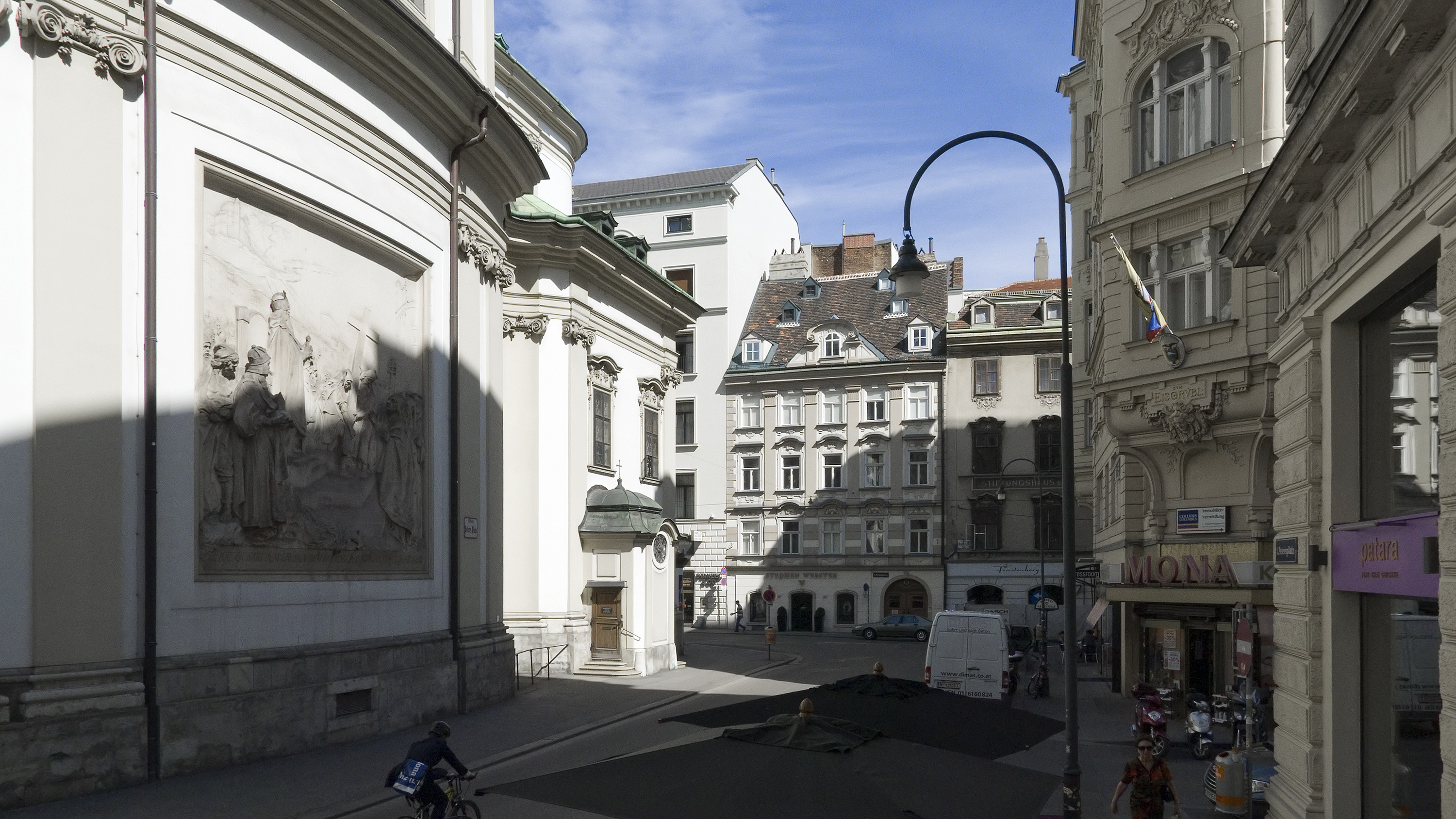
Der östliche Teil des Petersplatzes, links die Peterskirche

- Parisergasse, historische Bezeichnung nach dem ehemaligen Hausschild „Zum Parys“ auf Nr. 4. Der Name bezog sich auf das Urteil des Paris, eine Episode der griechischen Mythologie und eine der berühmtesten mythologischen urteilsähnlichen Entscheidungen. Die Gasse wurde 1766 als Pariesergässel erwähnt und 1786 erstmals als Parisergasse.
- Parkring, 1861 benannt nach dem Stadtpark, der ab diesem Jahr hier entstand. Geplant wurde der Park im Stil englischer Gärten vom Landschaftsmaler Joseph Sellény (siehe die Sellenygasse im 2. Bezirk, Leopoldstadt), die Planungen überarbeitet und durchgeführt hat der Stadtgärtner Rudolph Siebeck (siehe die Siebeckstraße im 22. Bezirk, Donaustadt). 1903–1907 wurde im Parkbereich nach der Regulierung eine von Friedrich Ohmann und Josef Hackhofer geplante Wienflussverbauung mit dem Flussportal, Pavillons und Uferstiegen errichtet. Die Straße ist einer der neun Abschnitte der 1865 eröffneten Wiener Ringstraße; im Uhrzeigersinn (und der Fahrtrichtung des Autoverkehrs) vor dem Parkring kommt der Stubenring, nach dem Parkring der Schubertring. Die Straße hieß 1910–1919 Kaiser-Wilhelm-Ring (nach dem letzten deutschen Kaiser, Wilhelm II., der Wien 1910 besucht hatte).
- Passauer Platz, 1902 benannt nach dem Passauer Hof an diesem Platz. Das bayerische Bistum Passau war im Mittelalter mit 42.000 km² das größte Bistum des Heiligen Römischen Reichs. Das Bistum besaß unter anderem von 1337 bis 1805 die Kirche Maria am Gestade, die auf diesem Platz steht. Beginnend 1469, wurde der Raum um Wien vom Bistum Passau abgetrennt und als eigenständige Erzdiözese Wien eingerichtet. 1784 wurden die neuen Diözesen Linz und St. Pölten von Passau abgetrennt, das seither keine Zuständigkeit mehr für Österreich besitzt. Der Platz war ursprünglich Teil der heute anschließenden Salvatorgasse; 1786 hieß der Platz Passauer Gasse, um 1830 schien er als Passauerhof-Gasse auf einem Stadtplan auf, war aber 1862–1902 wieder in die Salvatorgasse einbezogen.
- Pestalozzigasse, 1865 benannt nach dem Schweizer Pädagogen Johann Heinrich Pestalozzi (1746–1827); er gilt als Vorläufer der Anschauungspädagogik und der daraus entstandenen Reformpädagogik. Sein pädagogisches Ziel war die ganzheitliche Volksbildung, zur Stärkung der Menschen für das selbstständige und kooperative Wirken in einem demokratischen Gemeinwesen. Die Eltern sollten befähigt werden, mit dieser Bildung im Elternhaus zu beginnen und ihren Kindern entsprechende Vorbilder zu sein. Nach Pestalozzi ist auch der Pestalozzi-Hof im 19. Bezirk, Döbling, benannt. Die Gasse wurde bei der Planung der Ringstraßenzone neu angelegt.
- Petersplatz, historische Bezeichnung nach der Peterskirche auf diesem Platz. Sie ist dem Apostel Simon Petrus geweiht, nach dem Neuen Testament einer der ersten Juden, die Jesus von Nazaret in seine Nachfolge berief. Die ursprüngliche Wiener Peterskirche wurde 1137 erstmals urkundlich erwähnt. Nach einem Brand 1661 wurde 1701–1722 von Gabriele Montani und Johann Lucas von Hildebrandt die heutige Kirche am gleichen Standort erbaut; sie war der erste Kuppelbau des barocken Wien. Der Platz wurde 1701 als St. Petersfreithof erwähnt, 1776 als St. Peters Kirchhof und 1795 als Am Peter; der heutige Name war schon um 1830 gebräuchlich.
- Petrarcagasse, 1886 benannt nach dem italienischen Dichter und Geschichtsschreiber Francesco Petrarca (1304–1374); er gilt als Mitbegründer des Humanismus und zusammen mit Dante Alighieri und Boccaccio als einer der wichtigsten Vertreter der frühen italienischen Literatur. Die von Rudolf IV. veranlasste Urkunde Privilegium Maius (1358/59), durch die den österreichischen Stammlanden der Habsburger umfangreiche Rechte zugestanden werden sollten, wurde von Petrarca als Fälschung entlarvt. Die Gasse hieß im 18. Jahrhundert Auf dem Freithof am schwarzen Tor, 1862–1881 Minoritengasse (nach einem mittelalterlichen Friedhofstor der Minoriten) und 1881–1886 Ferstelgasse (nach dem Architekten Heinrich von Ferstel, der u. a. das nahe Palais Ferstel erbaut hatte).
- Philharmonikerstraße, 1942 benannt anlässlich des 100-jährigen Bestandes der Wiener Philharmoniker, die 1842 von Otto Nicolai gegründet wurden. Die Musiker waren Mitglieder des Orchesters der k.k. Hofoper, wo sich zum ersten Mal Berufsmusiker zu einem Konzertorchester von Bestand zusammenschlossen. Die Philharmoniker zählen heute zu den führenden Orchestern der Welt; der breiten Öffentlichkeit sind sie vor allem durch das Neujahrskonzert der Wiener Philharmoniker bekannt. Die hinter der Staatsoper verlaufende Straße war davor 1860–1942 ein Teil der Augustinergasse bzw. Augustinerstraße.
- Plankengasse, benannt (Datum unbekannt) nach dem Bankier und kaiserlichen Hofagenten Karl Abraham Wetzlar von Plankenstern (1715–1799), der die Parzellierung und Verbauung des Areals („Kapuzinergründe“) durchgeführt hatte. Die Gasse wurde 1795 eröffnet und reichte vom Neuen Markt bis zur Spiegelgasse; sie wurde zunächst Kapuzinergasse genannt (nach dem nahen Kapuzinerkloster). 1821 wurde sie als Blankengasse erwähnt, 1827 erstmals als Plankengasse. Der Straßenzug wurde 1802 bis zur Dorotheergasse verlängert; der neue Abschnitt hieß jedoch zunächst Neuburgergasse (nach dem Stift Klosterneuburg, das hier den Klosterneuburger Hof errichtete). 1862 wurde die Gasse dann in voller Länge als Plankengasse benannt.
- Postgasse, 1862 benannt nach dem Hauptpostgebäude auf Nr. 10. Das ursprüngliche Gebäude wurde 1767–1773 als Hauptmautgebäude errichtet. Als das Mautamt 1844 in das Hauptzollamt (3., Hintere Zollamtsstraße 4) übersiedelte, richtete man das Haus in der Postgasse als Hauptpostgebäude ein. 1851 wurde ein neuer Baukomplex errichtet, der auch angrenzende Häuser einbezog, darunter das ehemalige Kloster St. Laurenz (siehe Laurenzerberg). Teile der Gasse hießen früher Dominikanerplatz (nach der Dominikanerkirche), Predigerplatz bzw. Bei den Predigern (siehe Predigergasse) und Bockgasse (nach einem ehemaligen Hausschild „Zum blauen Bock“).
- Predigergasse, 1854 benannt nach dem Predigerorden der Dominikaner, an dessen Dominikanerkirche die Gasse liegt. Der Orden wurde 1226 von Herzog Leopold VI. nach Wien berufen. Der Dominikanerorden stellte seit dem Beginn der Inquisition zu Beginn des 13. Jahrhunderts im päpstlichen Auftrag Inquisitoren zur Aufspürung und Verfolgung von Häretikern. Er erbaute hier ein Kloster sowie eine 1237 geweihte Kapelle. Ab 1283 wurde eine neue Kirche gebaut, die im Zuge der Ersten Türkenbelagerung 1529 größtenteils zerstört wurde. 1631 wurde der Grundstein für die heutige, barocke Kirche gelegt. Die Gasse entstand 1845 an Stelle des ehemaligen Friedhofs („Predigerfreithof“).

## R

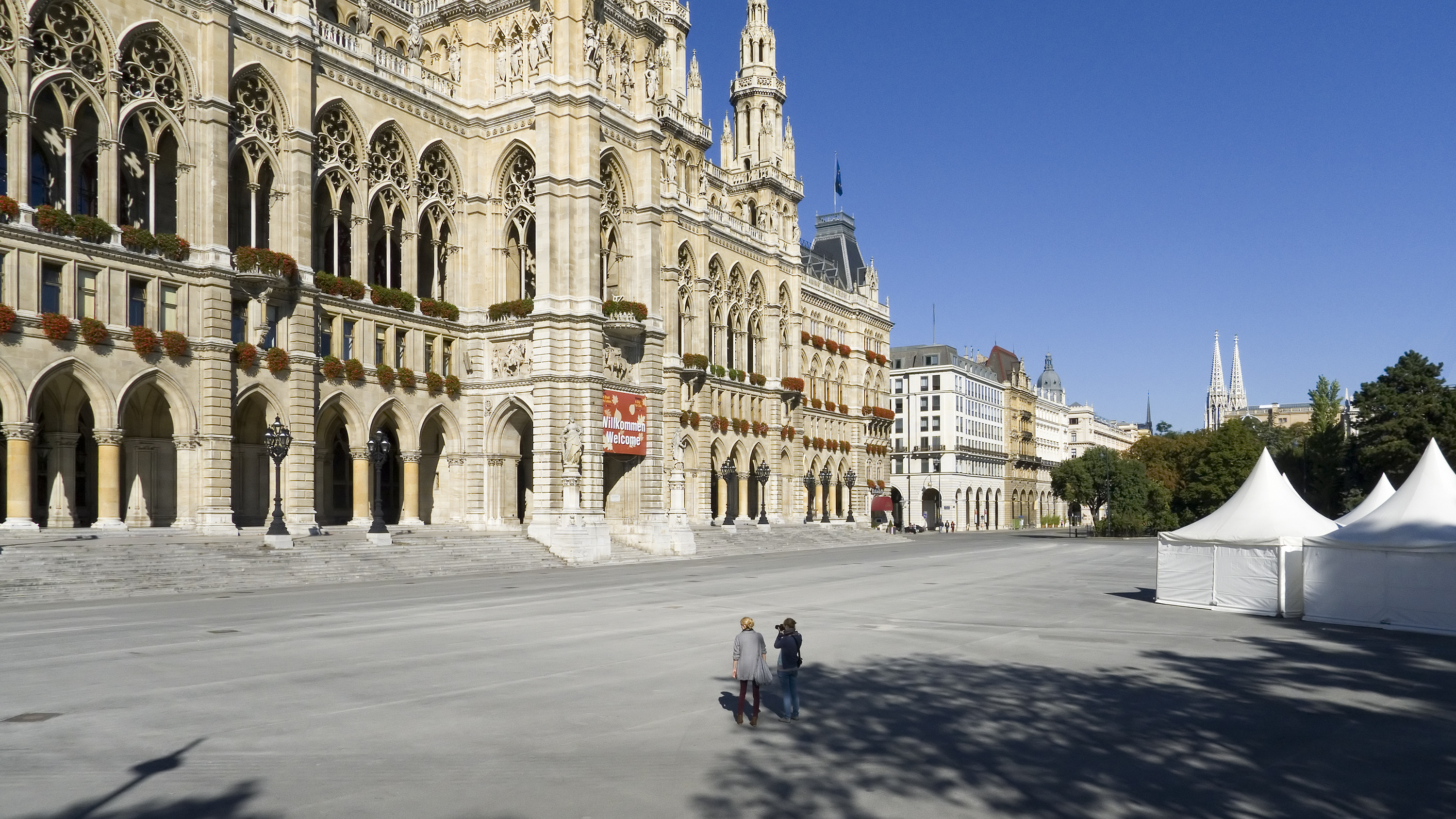
Der Teil des Rathausplatzes unmittelbar vor dem Wiener Rathaus

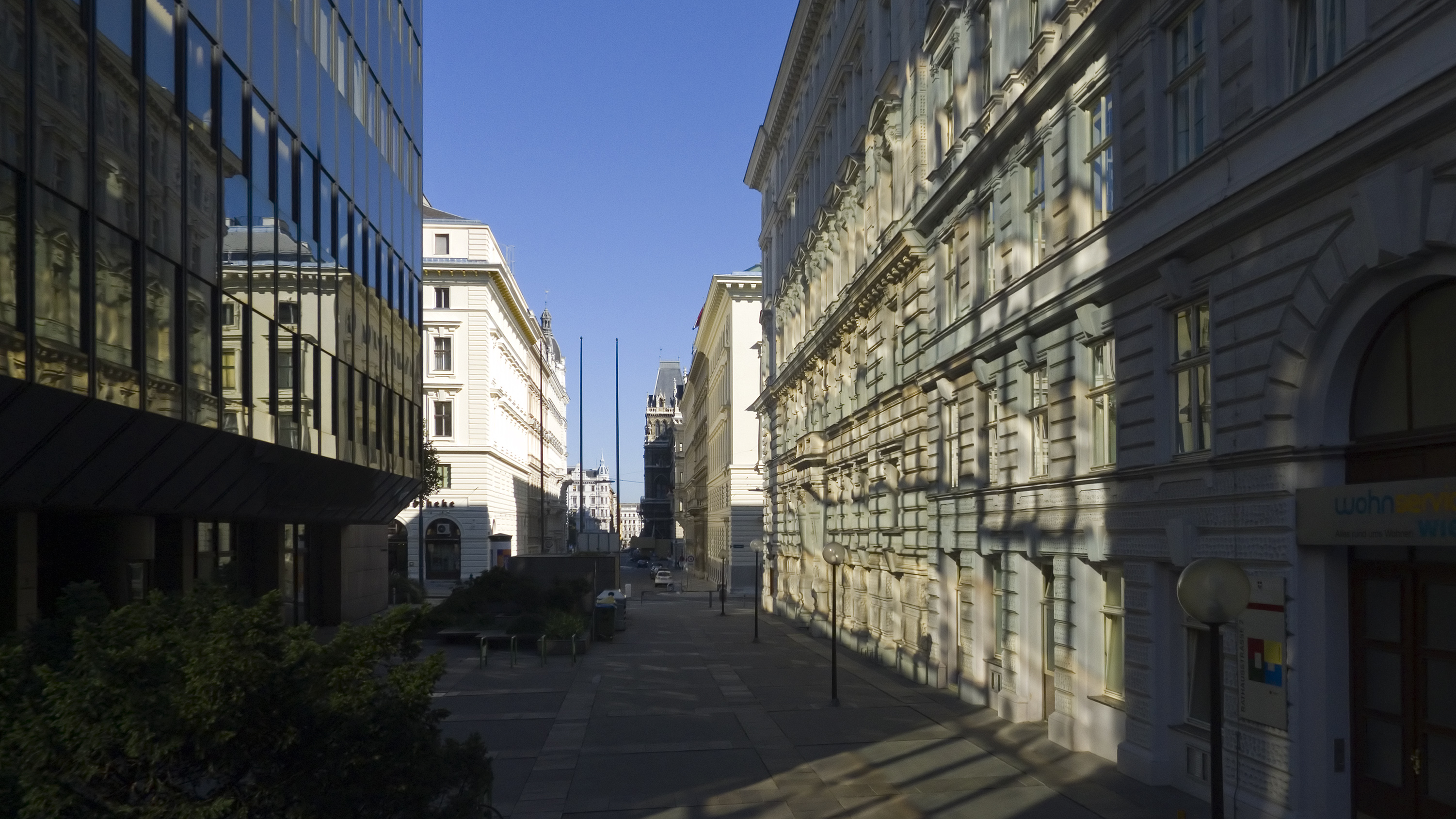
Die Rathausstraße bei der Doblhoffgasse, im Hintergrund das Rathaus

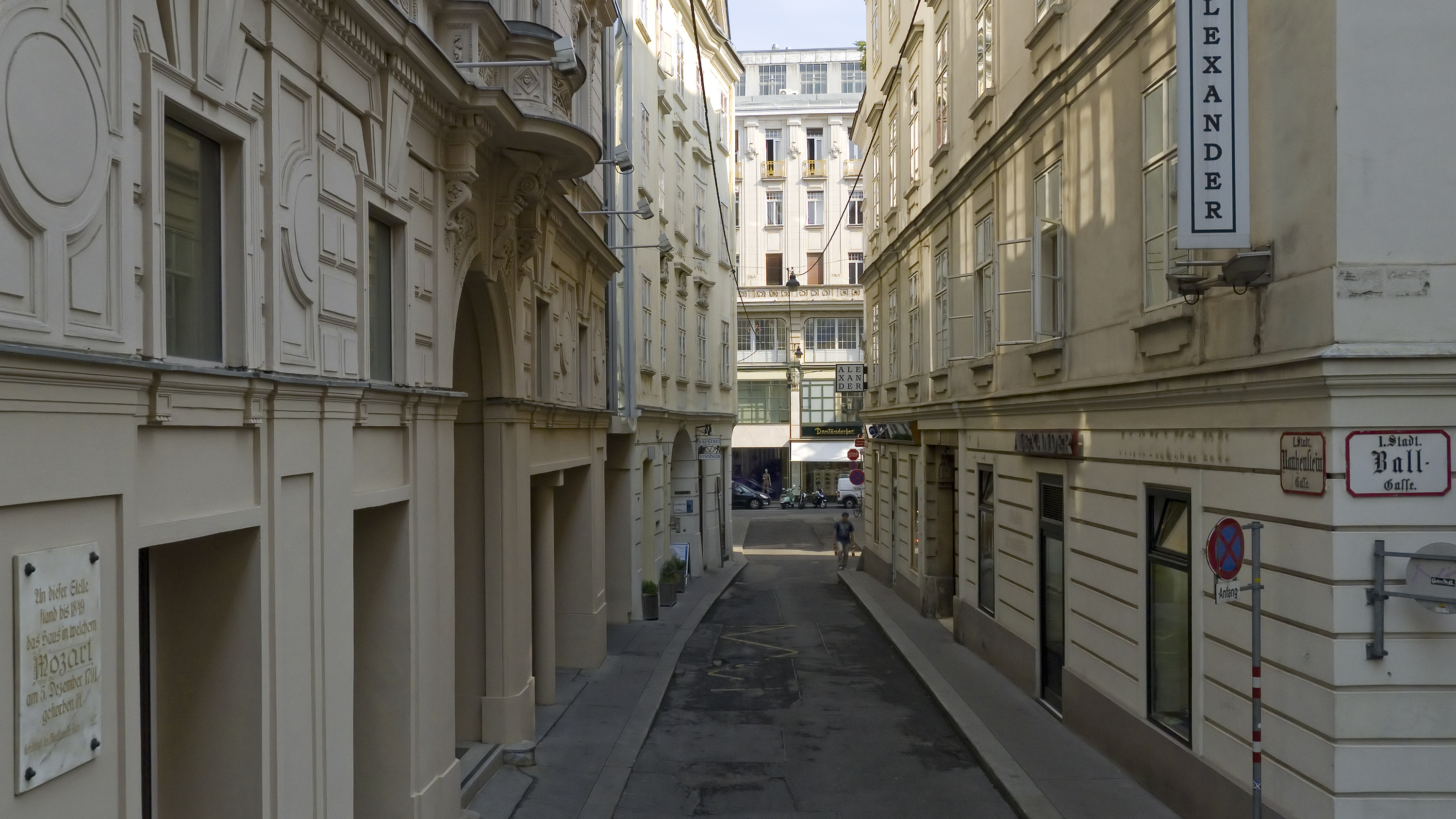
Rauhensteingasse Richtung Weihburggasse, links die Mozart-Gedenktafel

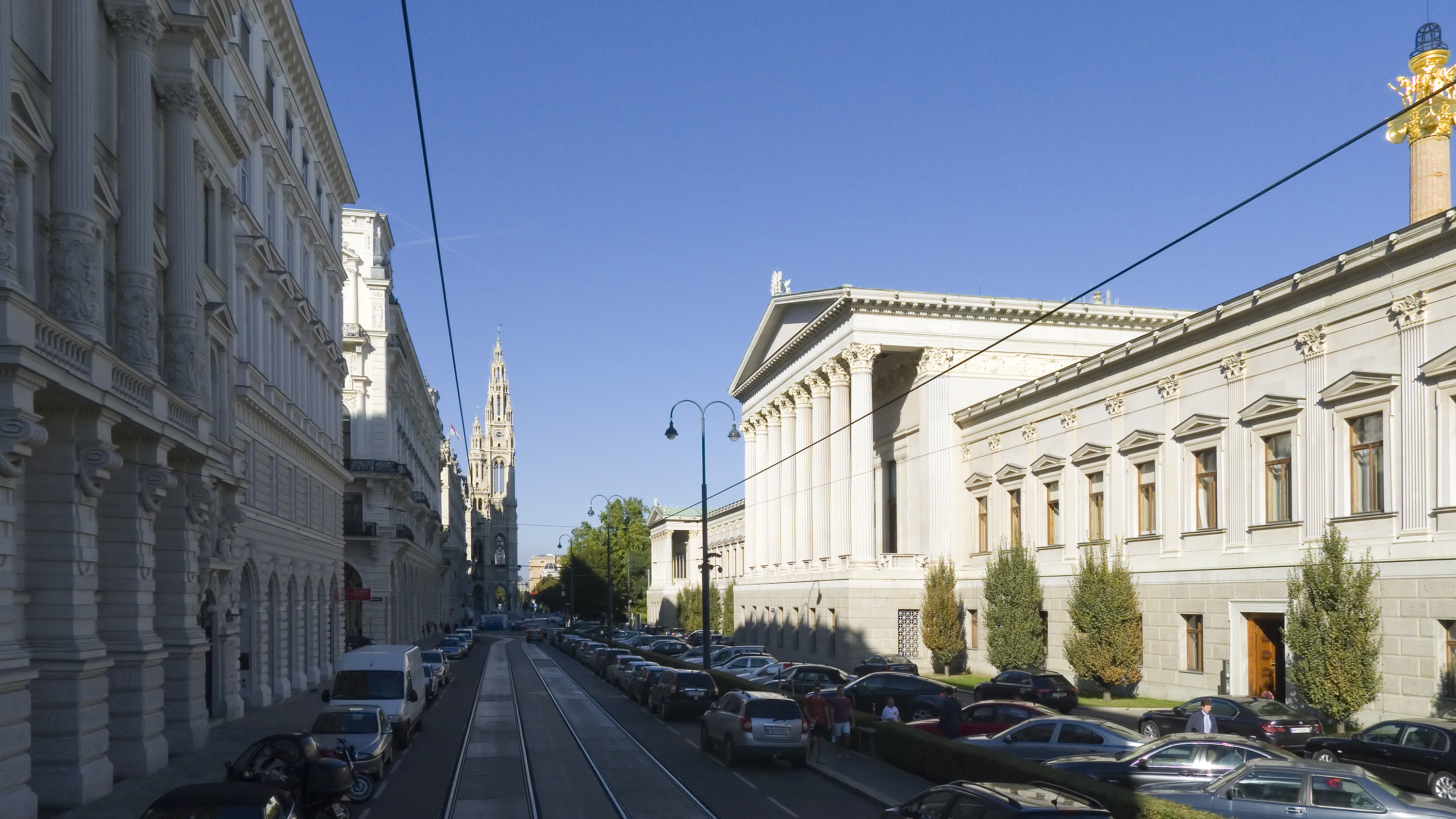
Die Reichsratsstraße, rechts die Rückseite des Parlaments, im Hintergrund Rathausplatz und Rathaus

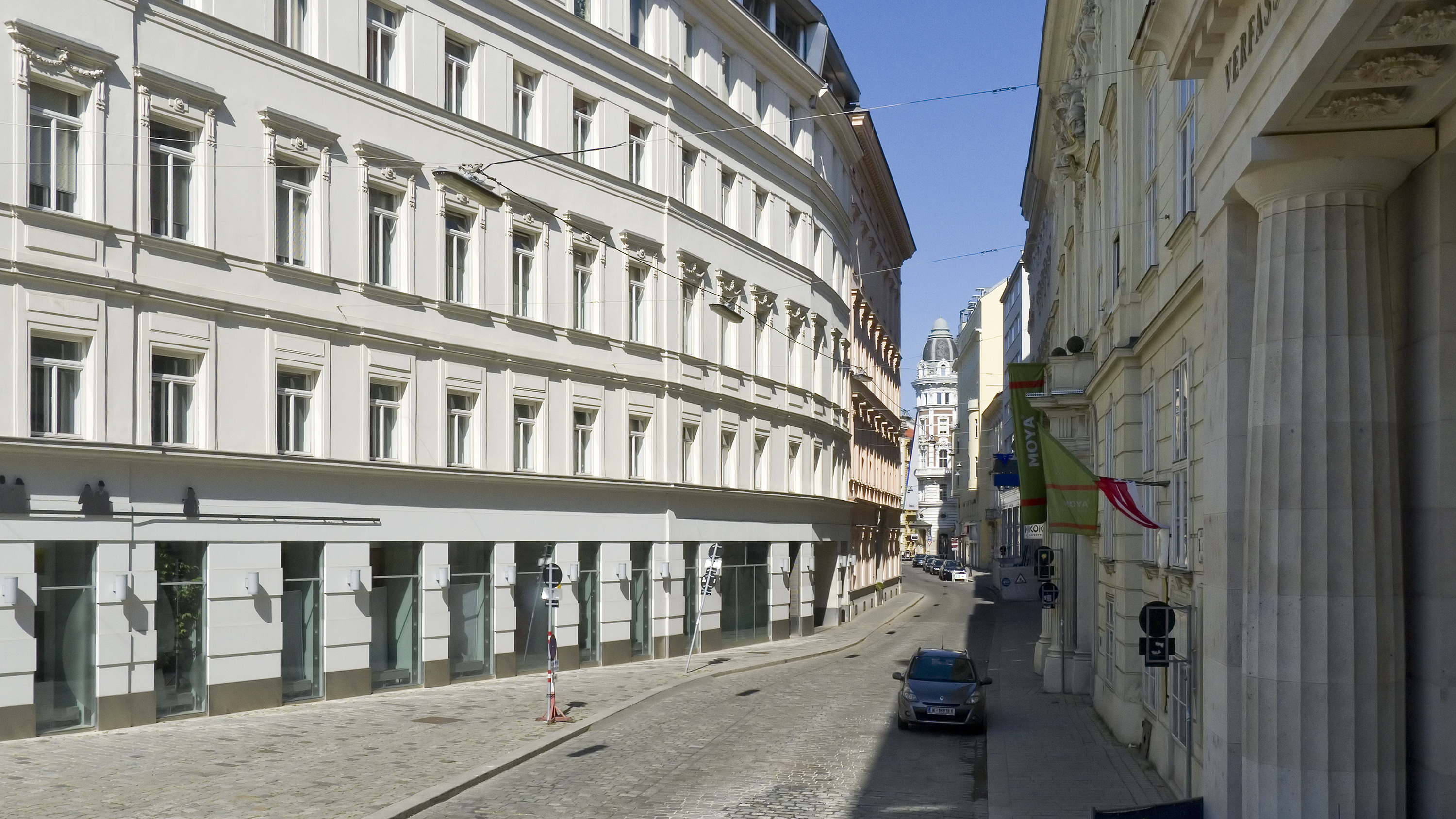
Die Renngasse, von der Freyung her gesehen, im Hintergrund die Wipplingerstraße

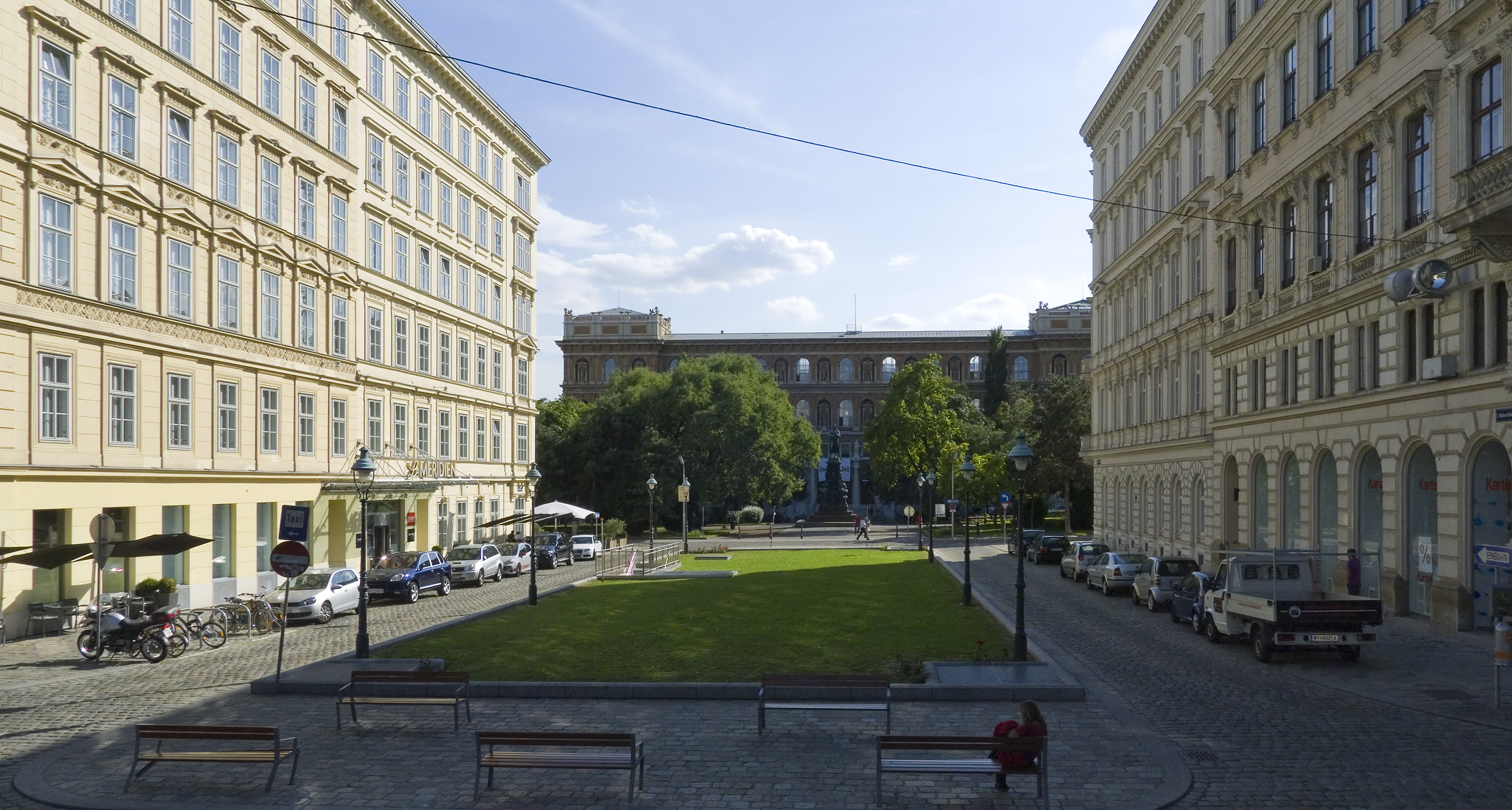
Der Robert-Stolz-Platz, dahinter der Schillerplatz mit der Akademie der bildenden Künste

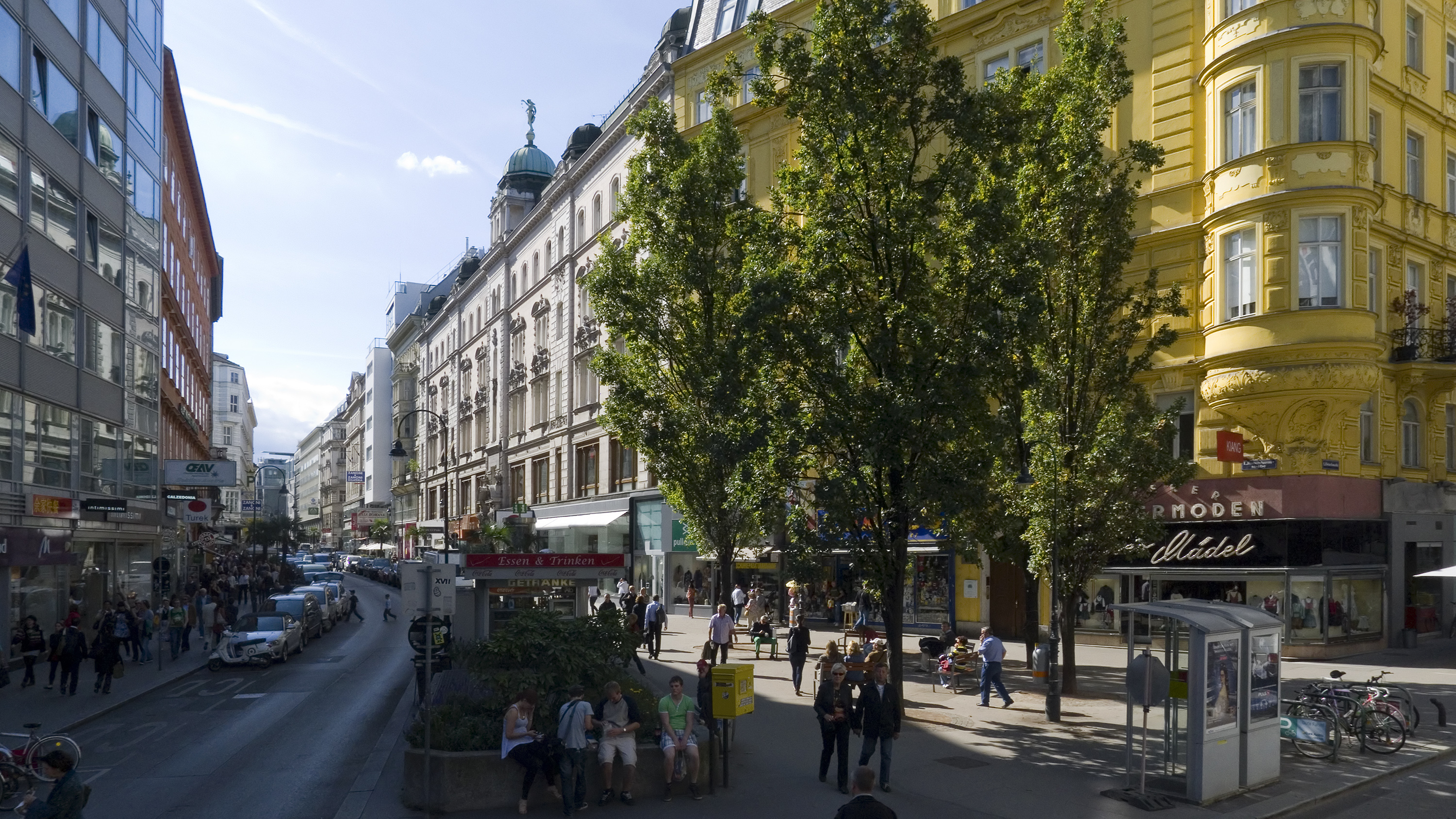
Die Rotenturmstraße in Richtung zum Stephansplatz bei der Kreuzung mit dem Fleischmarkt

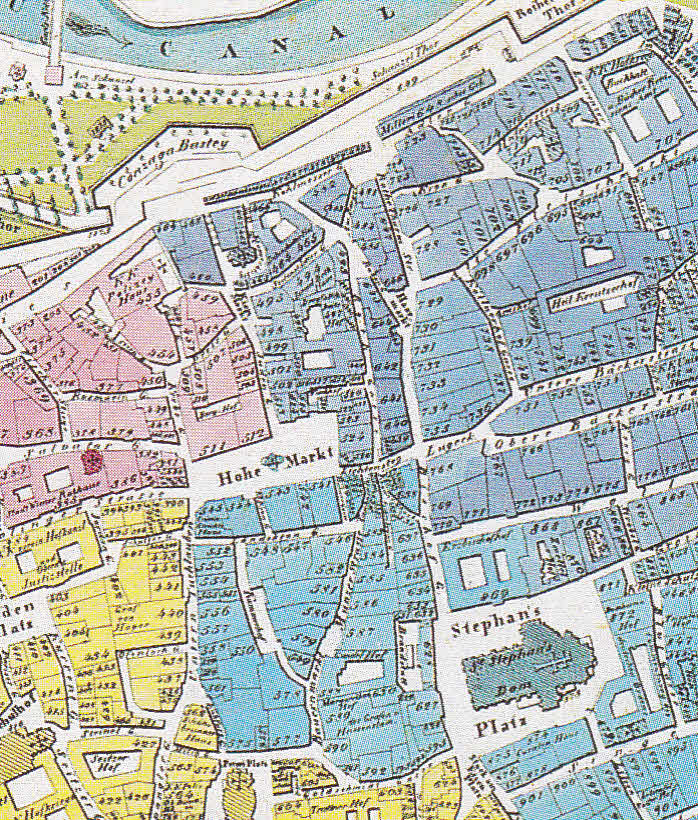
Der Straßenzug der heutigen Rotenturmstraße vom Stephansplatz zur Stadtmauer am Donaukanal, um 1830

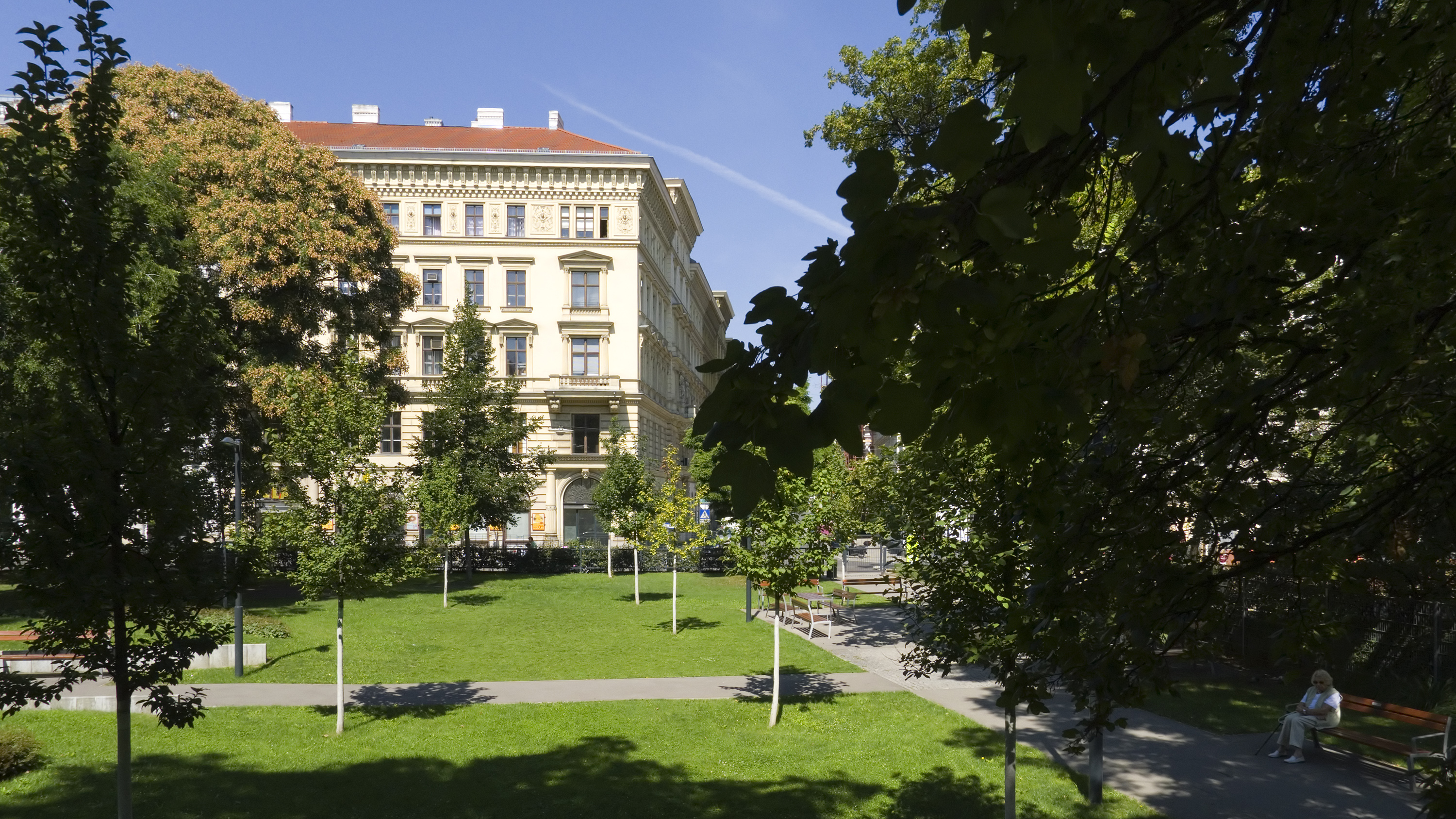
Rudolfsplatz mit Rudolfspark, im Hintergrund die Gonzagagasse

- Rabensteig, 1862 benannt nach dem ehemaligen Gasthaus „Zu den drei Raben“; 1980 entstand aus dem Gasthaus in Verballhornung des Namens das Lokal Krah-Krah, das zu einem populären Bestandteil des Bermudadreiecks wurde. Der leicht gekrümmte Verlauf der Gasse folgt der Umwallung des ehemaligen Römerlagers Vindobona. Die Gasse hieß im Mittelalter Auf der Möring (nach einer damals üblichen Bezeichnung für ein kleines Gerinne); später wurde sie Rabengasse, Drei Rabengasse und Rabenplatz genannt.
- Rathausplatz, 1870 benannt als Bauplatz für das 1872–1883 errichtete Rathaus. Nach der Auflassung des Glacis und des hier befindlichen Exerzier- und Paradeplatzes wurde der Rathausplatz als größter ausgesparter neuer Platz in der Ringstraßenzone vorgesehen. Den nördlichen und südlichen Platzteil gestaltete Stadtgärtner Rudolph Siebeck 1872/1873 als Rathauspark, der zentrale Platzteil, die Achse Rathaus–Burgtheater, wurde freigehalten. 1873 wurde der Grundstein zum Bau des Rathauses gelegt, 1874 begannen die Bauarbeiten nach Plänen von Friedrich von Schmidt (siehe den Friedrich-Schmidt-Platz). Das Gebäude wurde bis etwa 1970 Neues Rathaus genannt, zur Unterscheidung vom Alten Rathaus in der Wipplingerstraße 8. Der Platz hieß 1870–1907 Rathausplatz, 1907–1926 Dr.-Karl-Lueger-Platz (nach Bürgermeister Karl Lueger; dieser Platzname wurde dann zum Aufstellungsort des Luegerdenkmals transferiert), 1926–1938 wieder Rathausplatz, 1938–1945 Adolf-Hitler-Platz und seit 1945 wieder Rathausplatz.
- Rathausstraße, 1873 benannt nach dem Rathaus, an dessen Rückseite sie verläuft; siehe auch Rathausplatz. Während der Planungsphase trug zunächst die heutige Landesgerichtsstraße 1872–1876 den Namen Rathausstraße. Nachdem man 1873 mit dem Bau des Rathauses begonnen hatte, nannte man die parallel zur Landesgerichtsstraße verlaufende und unmittelbar die Rückseite des Rathauses tangierende Straße Rathausstraße. Seit 1907 wird sie durch den Friedrich-Schmidt-Platz unterbrochen, der zwischen Rathaus und Landesgerichtsstraße liegt.
- Rauhensteingasse, historische Bezeichnung nach dem Ritter Otto Turso von Rauhenstein (Lebensdaten unbekannt), der hier 1208 ein Haus besaß, das später mit dem Hausnamen „Zum Rauchenstein“ erwähnt wird. Das Gebäude wurde 1422 urkundlich als Hauptgefängnis genannt; es wurde 1608 umgebaut und war bis 1784 ein Amts- und Gerichtshaus. Die Gasse hieß 1369–1529 Bei der Himmelpforte, 1547 Himmelpfortgasse (nicht zu verwechseln mit der heutigen Gasse dieses Namens) und 1664 Gäßlein beim Himmelpfortkloster (nach diesem ehemaligen Kloster). 1776 findet sich die Bezeichnung Auf dem Steig. Die heutige Bezeichnung Rauhensteingasse wurde erstmals 1786 erwähnt. Während seines letzten Lebensjahres wohnte Wolfgang Amadeus Mozart im Kleinen Kayserhaus, das sich bis zur Mitte des 19. Jahrhunderts in der Rauhensteingasse 8 auf der Rückseite des heutigen Kaufhaus Steffl (Kärntner Straße 19) befand. Eine Gedenktafel erinnert daran, dass Mozart dort am 5. Dezember 1791 starb.[12]
- Rechte Wienzeile, 1905 benannt nach der Lage am rechten Ufer des Wienflusses. In der späten Gründerzeit bestand das Projekt, den Fluss vom Schloss Schönbrunn, Sommerresidenz des Kaisers, bis zur Altstadt einzuwölben und die Wienzeile zum Prachtboulevard zwischen Altstadt und Schloss umzugestalten. Dieser Plan blieb unvollendet. Die an der Grenze zwischen 12. und 13. Bezirk beginnende, an der Nordgrenze der Bezirke 12, 5 und 4 gelegene und stadtzentrumsseitig im 1. Bezirk in den Karlsplatz mündende Straße ist abschnittsweise, im 5. Bezirk mit der Redergasse als Zufahrt und der die Wienzeile unterbrechenden Hamburgerstraße, Teil der heutigen Haupteinfahrt in das zentrale Stadtgebiet aus Richtung Linz, St. Pölten und Westautobahn A1. Siehe auch Linke Wienzeile. Die Straße hieß davor Flussgasse, An der Wien und Wienstraße. Zum 1. Bezirk zählen nur Gehsteig und Fahrbahn vor den Häusern Nr. 1 und 1A an der Einmündung der südwärts führenden Richtungsfahrbahn der Zweierlinie in den Karlsplatz bei der Operngasse.
- Reichsratsstraße, 1873 benannt nach dem Reichsratsgebäude, dem heutigen Parlament. Der Reichsrat war von 1861 an das Parlament des Kaisertums Österreich und 1867–1918 das Parlament der cisleithanischen Reichshälfte der nunmehrigen Doppelmonarchie Österreich-Ungarn. Sitz des Reichsrats war seit 1883 das Parlamentsgebäude, das bedeutendste Werk des Architekten Theophil von Hansen, das dieser 1871–1883 in gräzisierenden Formen des Historismus errichtete. Es liegt am Dr.-Karl-Renner-Ring 3, während sich seine Hinterseite an der Reichsratsstraße befindet. Ursprünglich durchgehend konzipiert, wird die Reichsratsstraße seit 1907 vom Rathausplatz unterbrochen und dadurch in zwei relativ weit voneinander entfernte Teilstücke getrennt.
- Reischachstraße, 1906 benannt nach dem schwäbischen Pfalzgrafen Eck von Reischach (auch Hektor von Reischach, Lebensdaten unbekannt). Er kam anlässlich der Ersten Türkenbelagerung 1529 der Stadt mit 3.000 deutschen Landsknechten zu Hilfe und kämpfte als Befehlshaber unter Niklas Graf Salm gegen die Türken. Vor allem seine kühnen Ausfälle aus der belagerten Stadt wurden von den Zeitgenossen gerühmt.[13] Nachdem die türkischen Truppen beim Kärntner Turm eine Bresche in die Stadtmauer geschlagen hatten, konnte Reischach die Angreifer zurückdrängen. Das Gebiet gehörte vor der Errichtung der Straße zum Vorfeld der bis 1902 demolierten Franz-Joseph-Kaserne.
- Reitschulgasse, 1862 benannt nach der Winterreitschule in der Hofburg. Das Gebäude gegenüber der Stallburg wurde 1729–1735 nach ursprünglichen Ideen des Johann Bernhard Fischer von Erlach von seinem Sohn Joseph Emanuel Fischer von Erlach erbaut. Der Reitsaal dient auch heute noch dem Training der Lipizzanerhengste und den Vorführungen der Spanischen Hofreitschule. Von 1812 bis 1830 fanden hier auch die Monumental-Konzerte der Gesellschaft der Musikfreunde in Wien statt.[14] 1848 tagte in der Winterreitschule der Reichstag. 1547–1848 gehörte die Gasse zur Augustinerstraße. Ein Teil der Gasse hieß früher Bei St. Michael bzw. Bei der Burg gegenüber St. Michael (nach der Michaelerkirche). Siehe auch Stallburggasse.
- Renngasse, historische Bezeichnung. Hier befand sich ein Pferdemarkt, bei dem man die Pferde probeweise laufen („rennen“) ließ. Die Gasse wurde um 1305 als Roßmarkt erwähnt. Der Eingang Renngasse 2 eines ehemaligen Bankgebäudes wurde 2012 anlässlich der Übersiedlung des Verfassungsgerichtshofes dorthin mit der Adresse Freyung 8 versehen.
- Riemergasse, historische Bezeichnung nach der Verkaufsstätte der Riemer und Filzer. Riemer ist ein ehemaliger Beruf des lederverarbeitenden Gewerbes. Die Riemer fertigten aus Leder Gürtel und Gurte, Wassereimer zur Brandbekämpfung, Geschirre für die Zugtiere und – wie der Name sagt – Riemen jedweder Art, etwa für Schuhe, Trommeln und Dreschflegel. Die Gasse wurde urkundlich bereits im 13. Jahrhundert erwähnt, zunächst unter der Bezeichnung Vilzerstraz bzw. Vilczerstrass,[15] im 15. Jahrhundert Filzerstraße; offensichtlich wurde im Umfeld der Färber, Wollweber und Wollhändler, die ihren Sitz in der Wollzeile hatten, in dieser Gasse Filz hergestellt. 1482 taucht erstmals die Bezeichnung Unter den Riemern auf. Da bei Aushubarbeiten in der Gegend Römermünzen gefunden wurden, wurde der Name Riemergasse zeitweise irrtümlich als Römergasse bzw. Römerstraße interpretiert und so auf Karten eingetragen.
- Robert-Stolz-Platz, 1978 benannt nach dem Komponisten und Dirigenten Robert Stolz (1880–1975); er war zunächst 1905–1917 musikalischer Leiter am Theater an der Wien. Nach Engagements in Berlin lebte er ab 1926 wieder in Wien. 1938 emigrierte er, nicht aus „rassischen“ Gründen, sondern aus Abneigung gegen den Nationalsozialismus, 1946 kehrte er nach Wien zurück und setzte seine Tätigkeit als Komponist und Dirigent fort. Stolz schrieb 51 Operetten und Musicals, eine Oper, die Musik zu 98 Tonfilmen, Orchesterstücke, Walzer, Märsche sowie rund 1.200 Lieder, von denen etliche sehr populär wurden. Der Platz war zuvor Teil der seit 1978 nur mehr stadtzentrumsseitig vom Opernring verlaufenden Goethegasse.
- Rockhgasse, 1870 benannt nach dem Kaufmann und Bürgermeister Hans Rockh (ca. 1350–1408); er war im Zeitraum 1396–1408 mehrmals Ratsmitglied, außerdem 1405–1408 Judenrichter und 1398–1399 Wiener Bürgermeister. Er wurde auf Veranlassung von Herzog Leopold IV. im Zuge einer Intrige gemeinsam mit dem Bürgermeister Konrad Vorlauf und dem Baumeister Konrad Ramperstorffer auf dem Schweinemarkt (heute der Lobkowitzplatz) hingerichtet; siehe die Vorlaufstraße im 1. Bezirk und die Ramperstorffergasse im 5. Bezirk, Margareten. Die Gasse entstand nach dem Abbruch des Zeughauses in der Renngasse.
- Rosenbursenstraße, 1902 benannt nach einer der sieben Bursen der Alten Universität. Die Bursen waren Unterkünfte für Studenten, die meist durch Stipendien und Stiftungen finanziert wurden. Sie wirtschafteten aus einer gemeinsamen Kasse, daher leitet sich der Name vom Lateinischen Bursa („Tasche, Beutel, Börse“) ab. Die „Burse zur roten Rose“ beherbergte im 15. Jahrhundert zwölf Studenten. In Wien gab es die Lammburse (Hintere Bäckerstraße), Rosenburse (Postgasse 8–12 bzw. Barbaregasse 1), Silesenburse (Postgasse 12), Heidenburse (Bäckerstraße 20), Löwenburse (Wolfengasse 3), Würfelburse (Wollzeile 22) und die Bruckburse (Schönlaterngasse 10). Das Areal der Straße gehörte im 19. Jahrhundert zum Vorfeld Franz-Joseph-Kaserne; die Straße entstand nach deren Abbruch (1900–1902).
- Rosengasse, historische Bezeichnung, deren Ursprung unbekannt ist; sie könnte sich auf die Blume Rose beziehen oder auf ein Hausschild, in dem der Name „Rose“ vorgekommen sein könnte. Die Gasse wurde urkundlich bereits 1371 erwähnt, zunächst als Rosengezzlein bzw. Rosengässel und seit 1827 als Rosengasse. Um 1500 hieß sie zeitweise Bürstenbindergäßchen (nach dem ehemaligen Beruf des Bürstenbinders).
- Rotenturmstraße, historische Bezeichnung nach dem Roten Turm, einem Teil der mittelalterlichen Stadtbefestigung Wiens. Der Rote Turm ist erstmals 1288 belegt; er wurde 1511 unter Kaiser Maximilian I. neu gebaut und wurde zu einem Wahrzeichen, bis er 1776 aus verkehrstechnischen Gründen abgebrochen wurde. Die einzelnen Bereiche der Straße hatten früher unterschiedliche Namen. Das Teilstück zwischen Stephansplatz und Lugeck hieß zu verschiedenen Zeiten Am Lichtensteg, Bischofshof, Erzbischofhof und Bischofsgasse (nach dem Erzbischöflichen Palais). Der Teil zwischen Lugeck und Fleischmarkt hieß bis 1848 Haarmarkt bzw. Am Haarmarkt (von Haar = Flachs). Der Teil vom Fleischmarkt zum Franz-Josefs-Kai war ab 1270 als Steig beim Rotenturm bzw. Am Steig, 1288 als ruffa turris (lat. rufa = „rothaarig“, turris = „hoher Bau, Turm“) und 1710 als auff dem Steig bekannt. Spätestens seit 1830 ist für diesen Teil schon die Rothenthurm Straße verzeichnet. Die platzartige Erweiterung vor den Häusern Nr. 21 und 23 war Teil der Gasse Rabensteig (siehe diese). 1862 wurde die Rotenturmstraße in ihrer ganzen Länge so benannt. 1945–1954 wurden die Hausnummern 26 (Ecke Adlergasse) und 31 (Ecke Kohlmessergasse) und die beiden Seitengassen aufgelassen, da zwei in der Schlacht um Wien zerstörte Häuserblöcke am Donaukanal nicht wieder errichtet wurden (siehe Franz-Josefs-Kai und Schwedenplatz).
- Rotgasse, historische Bezeichnung; die Gasse wurde erstmals 1378 urkundlich als Radgässlein erwähnt. Sie hatte ihren Namen vermutlich nach einer Badstube, bei der ein Radbrunnen als Schöpfwerk diente. Später wurde der Name zu Rotgasse bzw. Rothgasse verballhornt. Teile der Gasse wurden früher auch als Kochgassel bzw. Unter den Messerern erwähnt.
- Rudolfsplatz, 1862 benannt nach Kronprinz Rudolf (1858–1889), dem einzigen Sohn von Kaiser Franz Joseph I. und Kaiserin Elisabeth; er war Kronprinz von Österreich-Ungarn. Rudolf unternahm zahlreiche Reisen, über die er mehrfach Berichte verfasste. Daneben regte er eine Enzyklopädie Österreich-Ungarns an, das 24-bändige so genannte Kronprinzenwerk, und schrieb daran selbst mit. 1889 tötete er im Schloss Mayerling die 17-jährige Baronesse Mary von Vetsera und dann sich selbst. Sein Leben wurde in zahlreichen Filmen und einem Musical verarbeitet. Der Platz entstand nach dem Abbruch der Stadtbefestigung im Bereich von Elendbastei und Wasserschanze.
- Ruprechtsplatz, 1862 benannt nach der Ruprechtskirche, der ältesten in ihrer Grundsubstanz noch bestehenden Kirche der Stadt Wien. Die romanische Kirche wurde im 11. oder 12. Jahrhundert erbaut und im Jahr 1200 erstmals urkundlich erwähnt. Geweiht ist sie dem heiligen Rupert von Salzburg (um 650–718), der Legende nach erster Bischof in Salzburg, erster Abt des Stiftes St. Peter und Schutzpatron des Landes Salzburg. Der Platz hieß früher ab 1369 Kienmarkt bzw. Am Kienmarkt (nach Kien, dem Harz der Kiefer, das vor allem als Kienspan zur Beleuchtung genutzt wurde).
- Ruprechtsstiege, 1862 benannt nach der Ruprechtskirche; siehe Ruprechtsplatz. Die Stiegenanlage überwindet die Steilstufe vom Morzinplatz an Franz-Josefs-Kai und Donaukanal zum Ruprechtsplatz. Sie wurde 1827 erbaut, blieb zunächst namenlos und wurde dann 1862 amtlich benannt. Nach den Zerstörungen des Zweiten Weltkriegs wurde sie in den 1950er Jahren neu errichtet.

## S

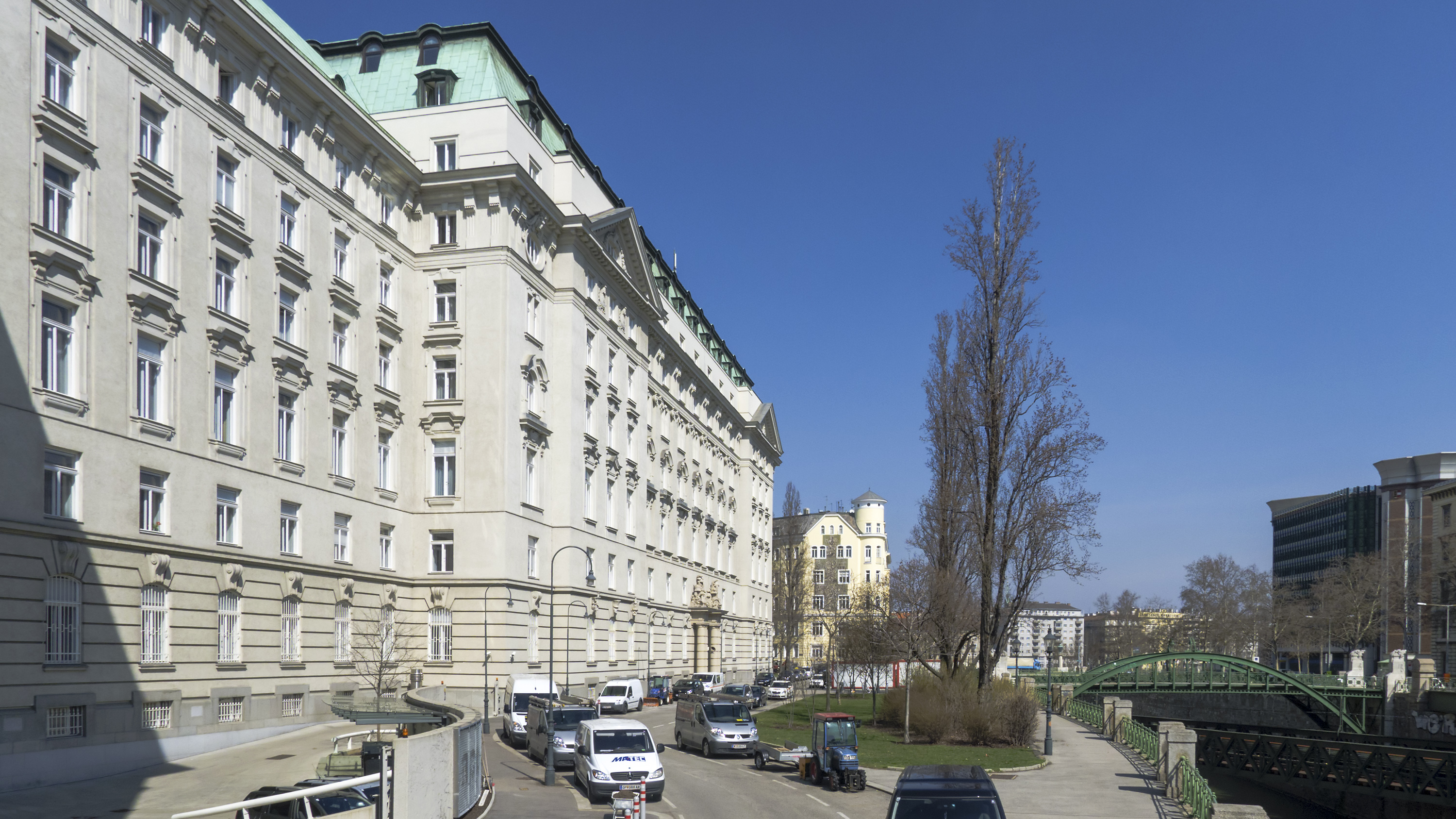
Die Schallautzerstraße, rechts der Zollamtssteg über den Wienfluss

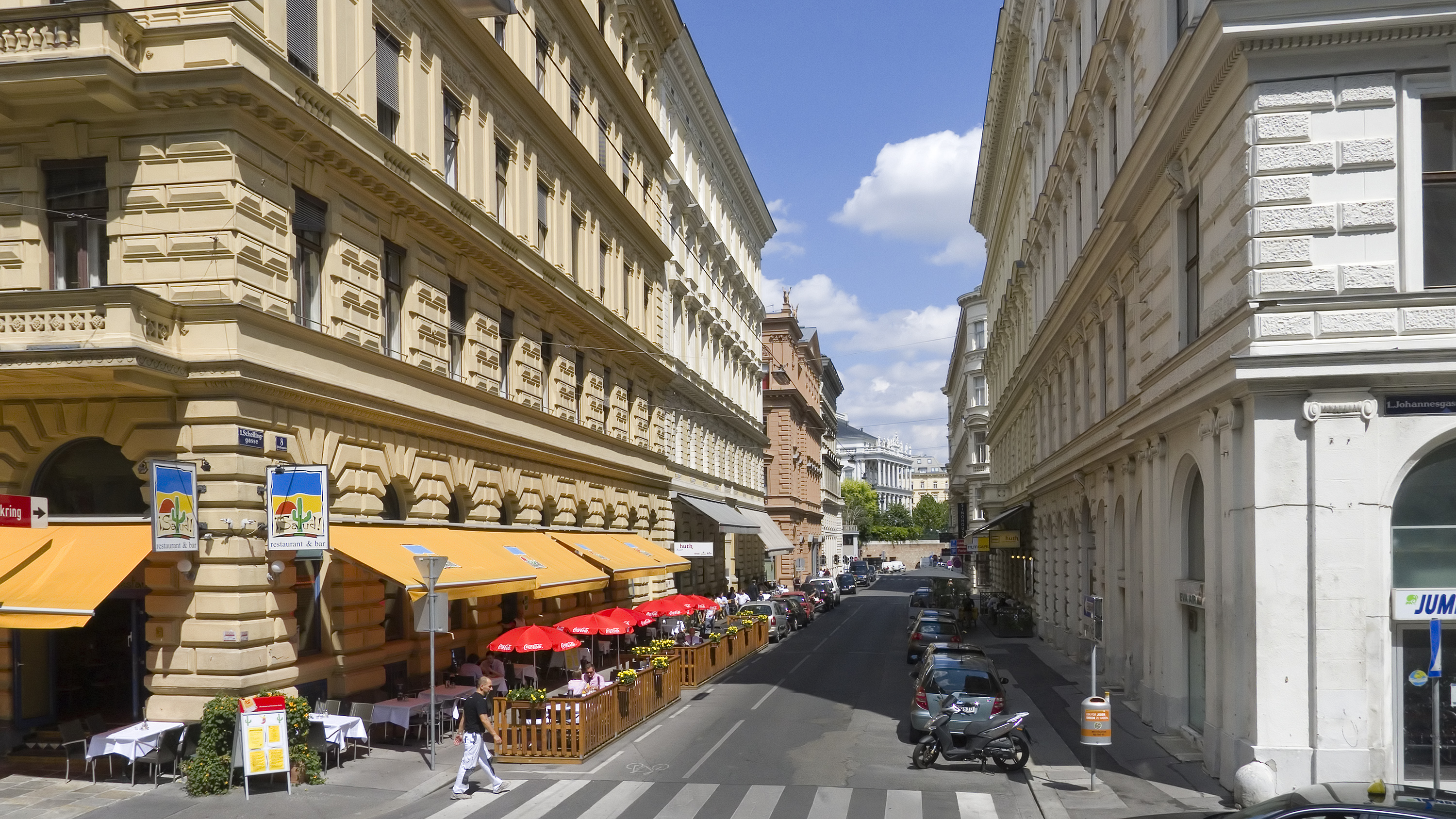
Die Schellinggasse bei der Kreuzung Johannesgasse, im Hintergrund das Palais Coburg

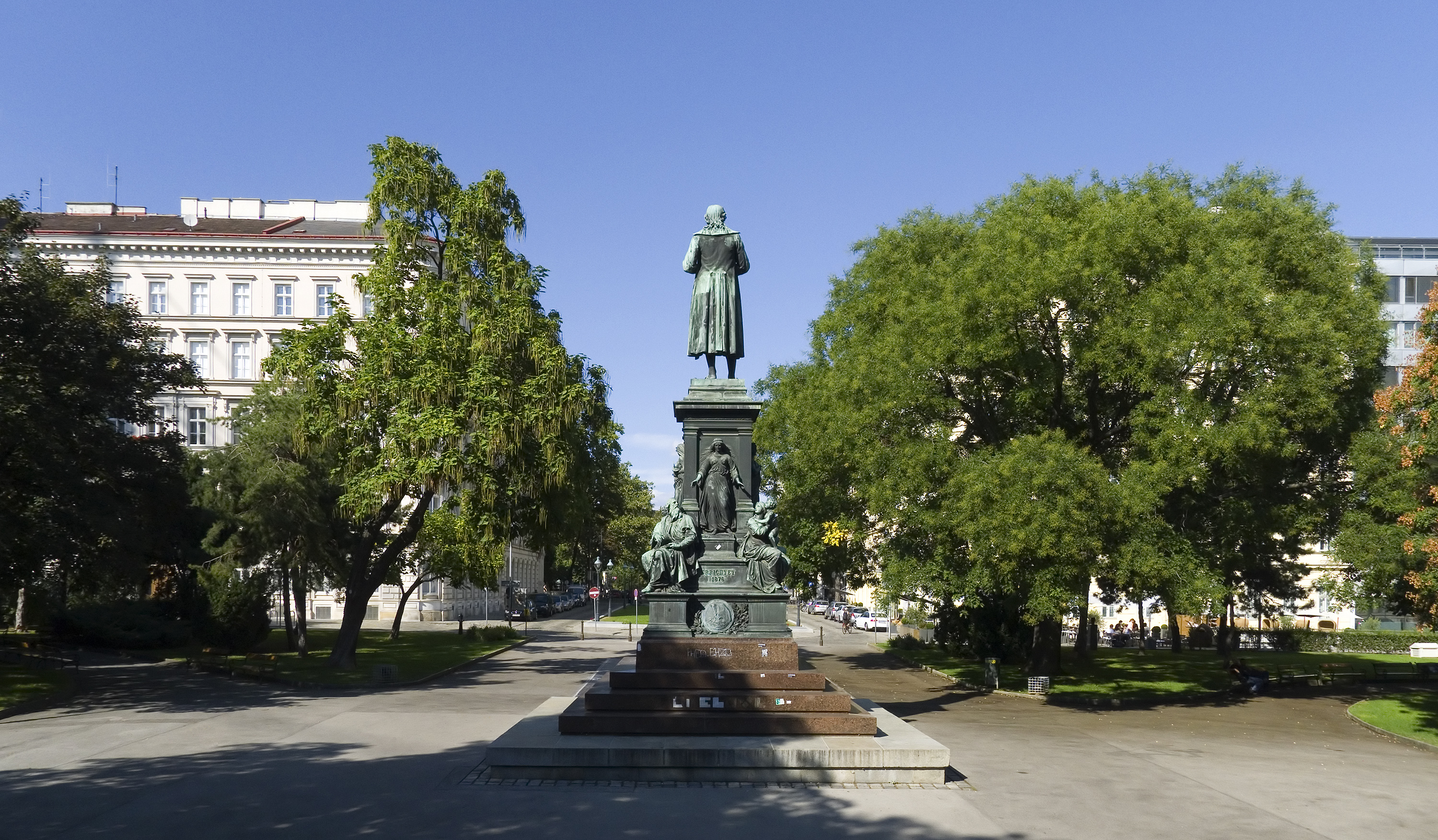
Der Schillerplatz mit Schillerpark und Schillerdenkmal

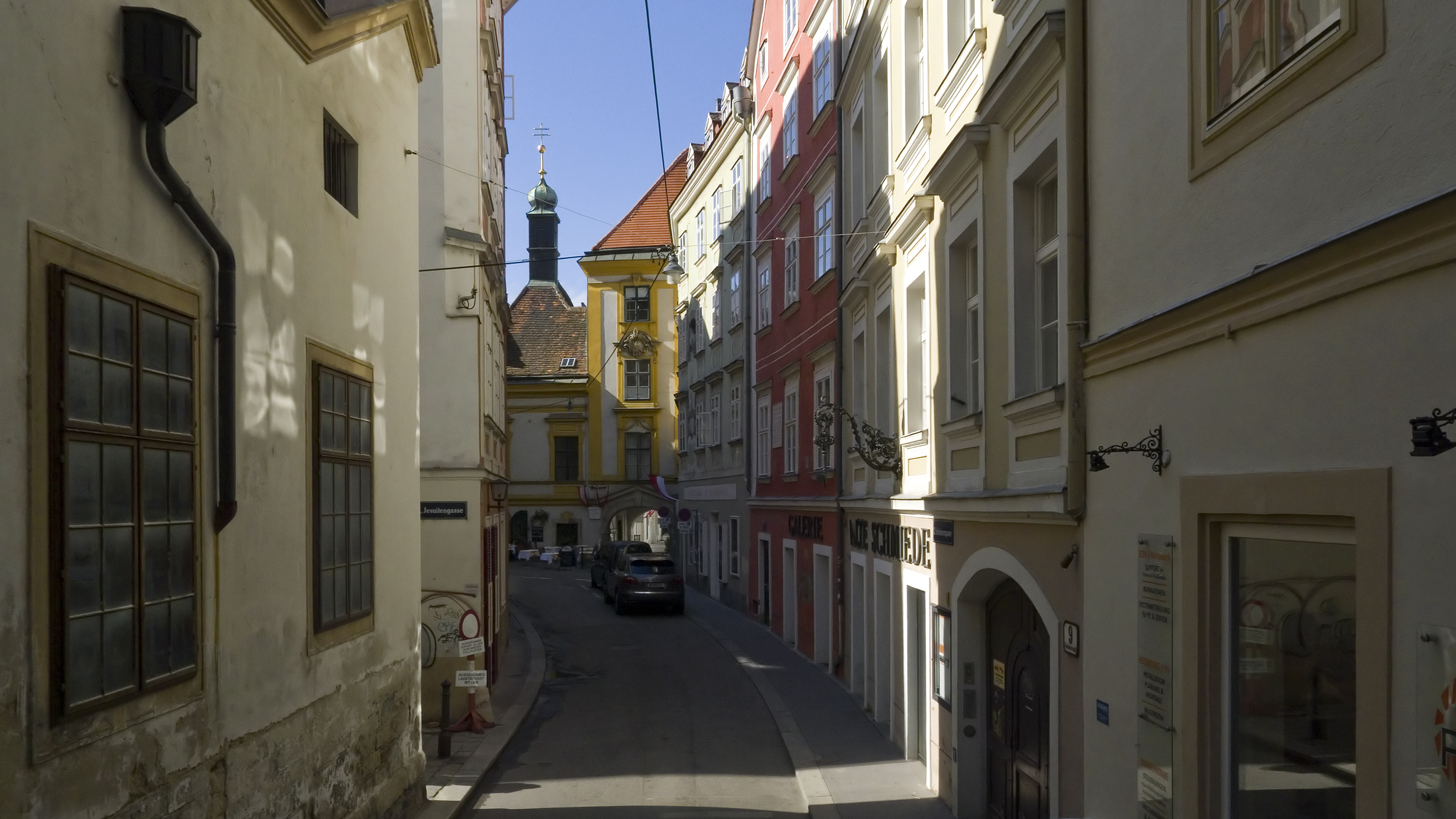
Die Schönlaterngasse und der Durchgang zum Heiligenkreuzerhof neben der Bernardikapelle

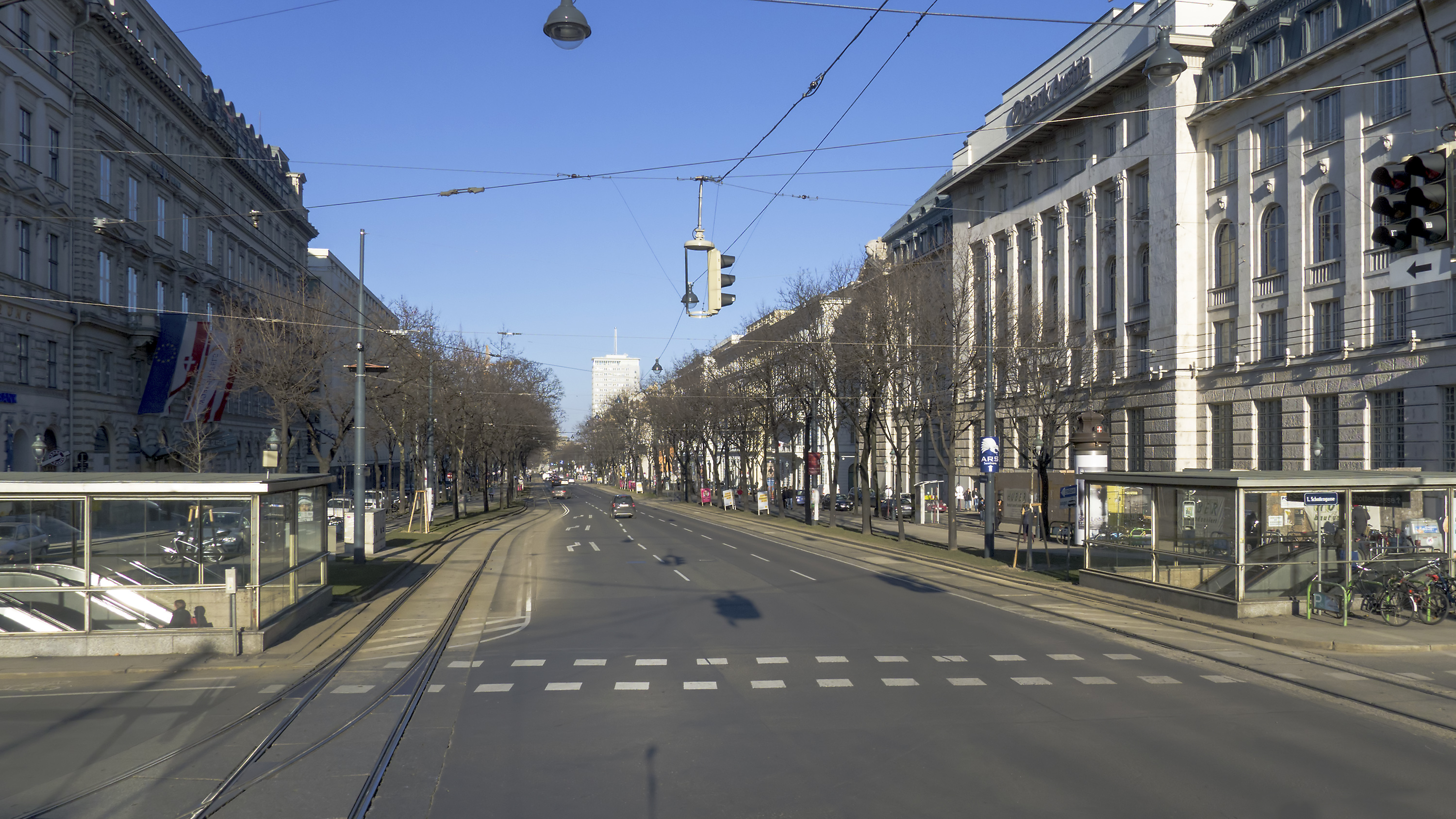
Der Schottenring bei der Schottengasse, im Hintergrund der Ringturm

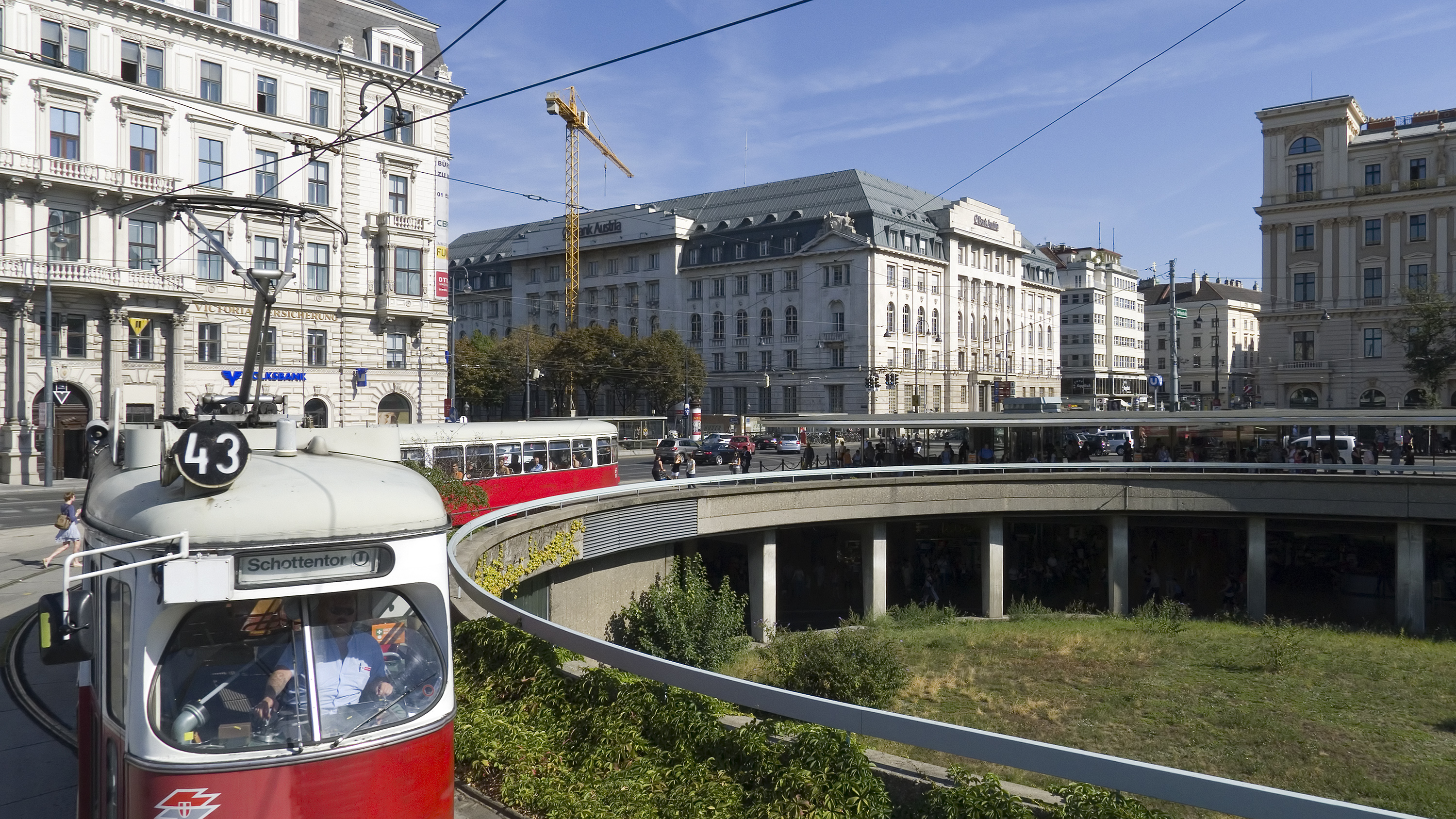
Das Schottentor an der Kreuzung Ringstraße und Schottengasse (Bildmitte), vorne das „Jonas-Reindl“

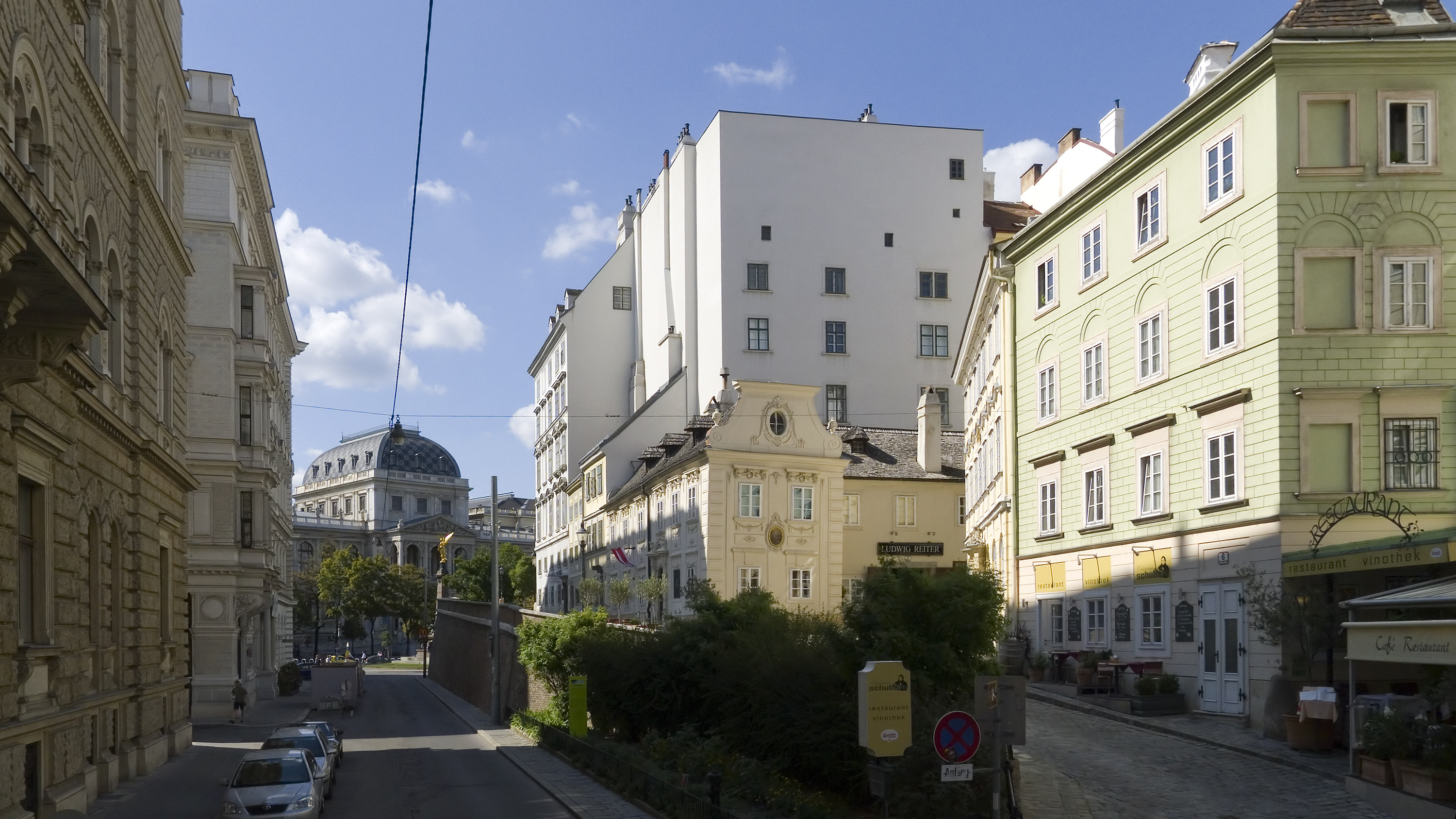
Schreyvogelgasse, im Hintergrund die Universität; auf der Rampe rechts zweigt der Mölker Steig ab

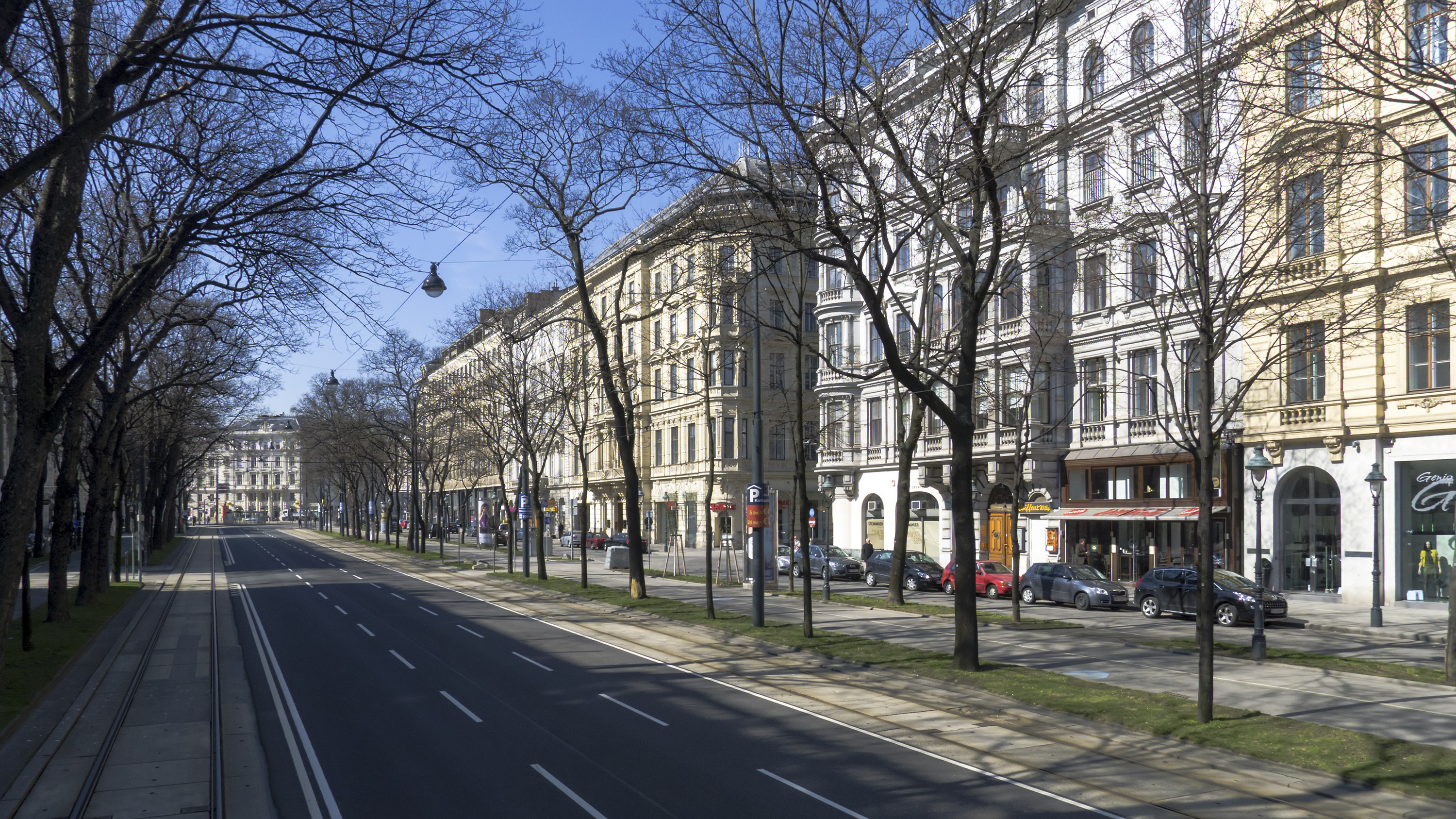
Der Schubertring in Richtung Schwarzenbergplatz

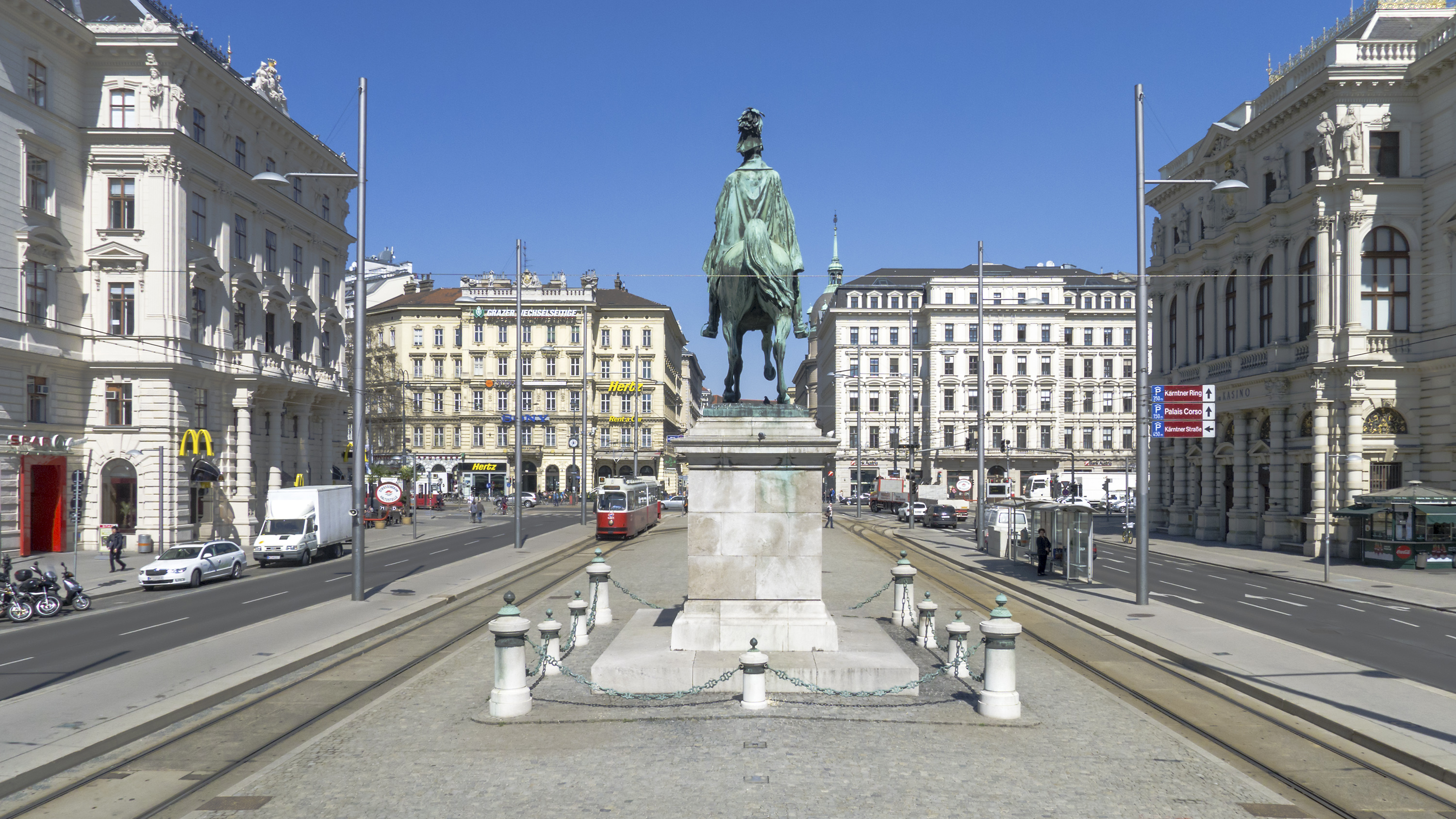
Der nördliche Teil des Schwarzenbergplatzes

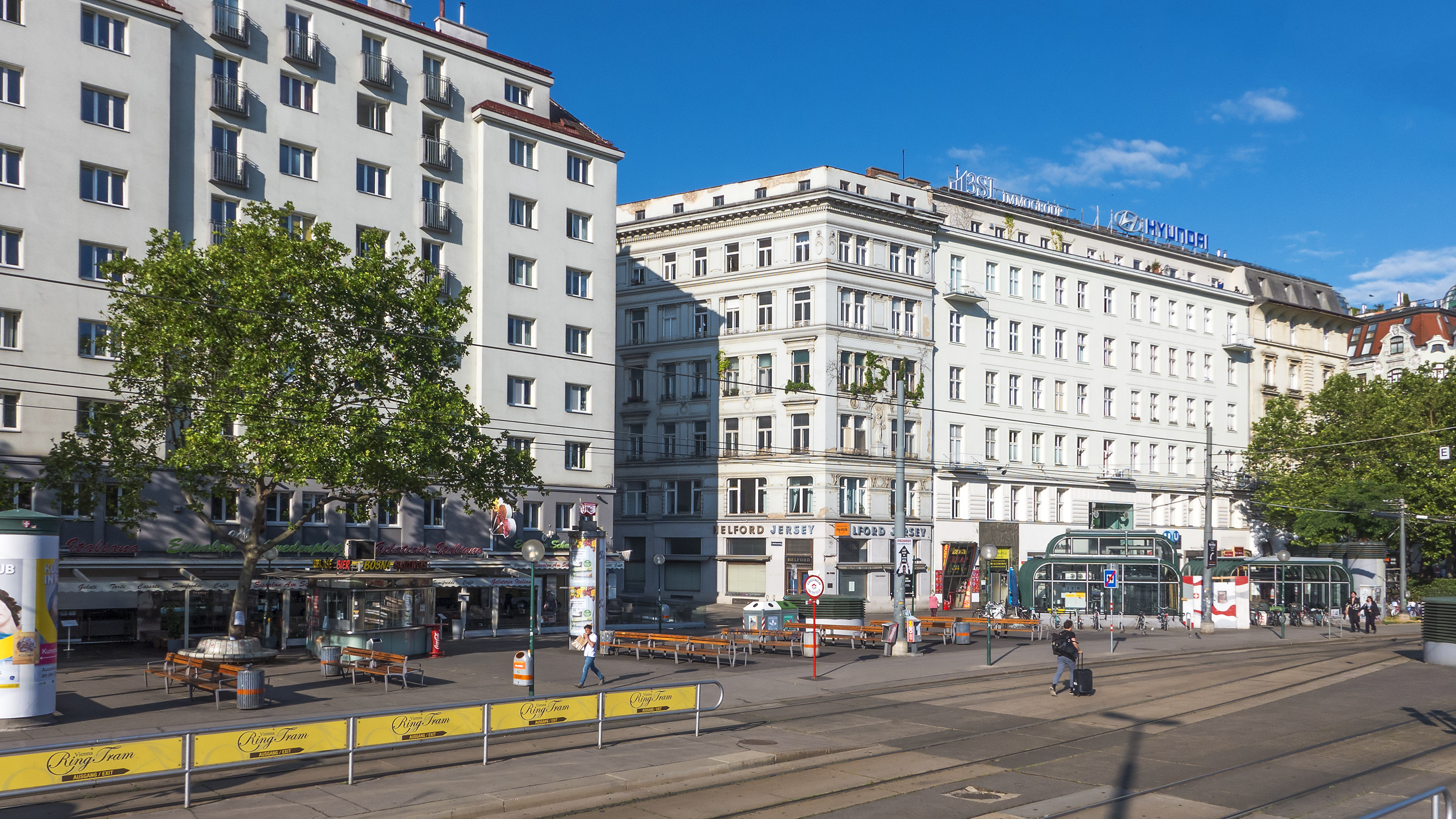
Der Schwedenplatz mit der gleichnamigen U-Bahn-Station; links zweigt der Hafnersteig ab

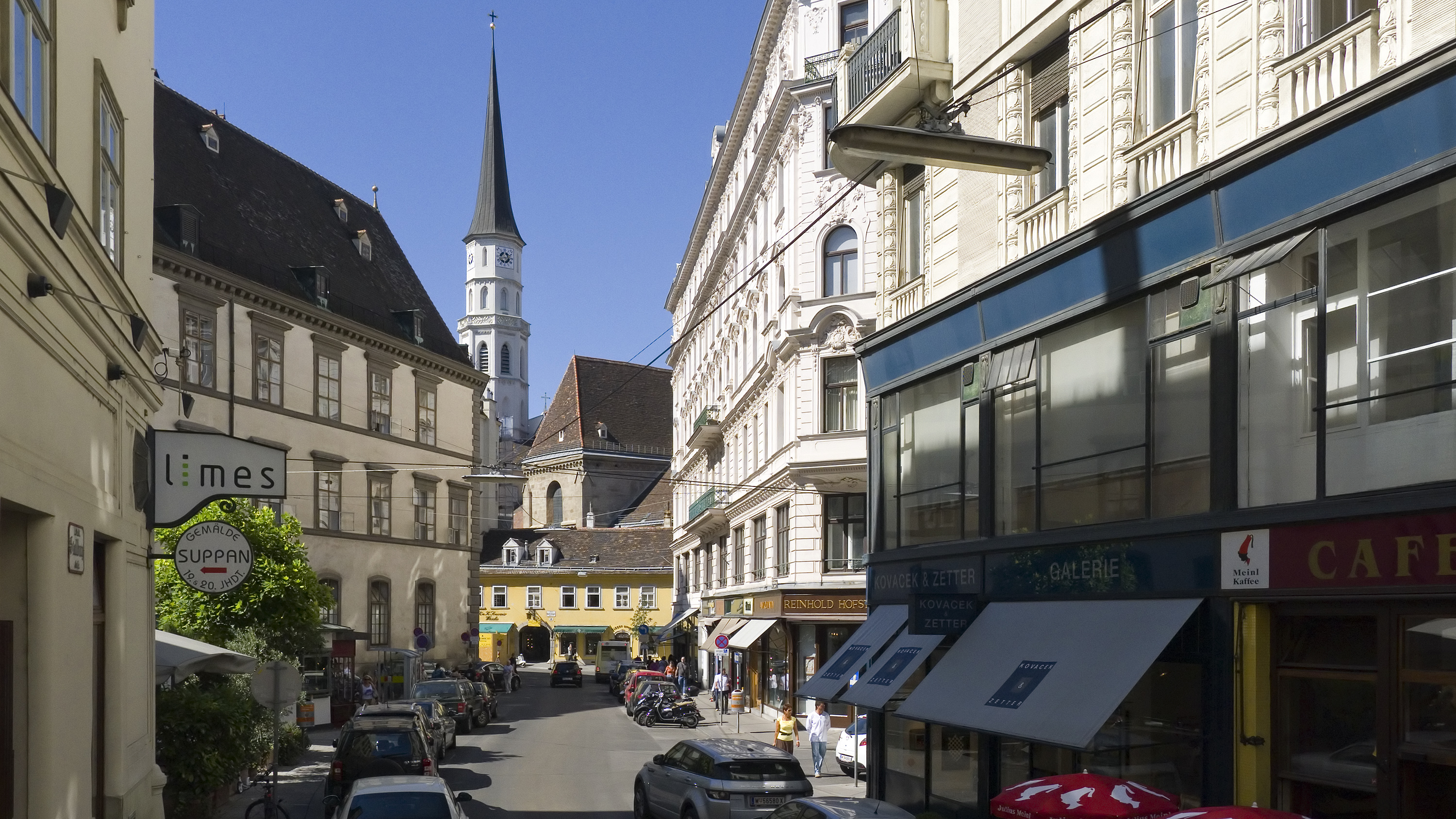
Die Stallburggasse, hinten die Habsburgergasse und die Michaelerkirche

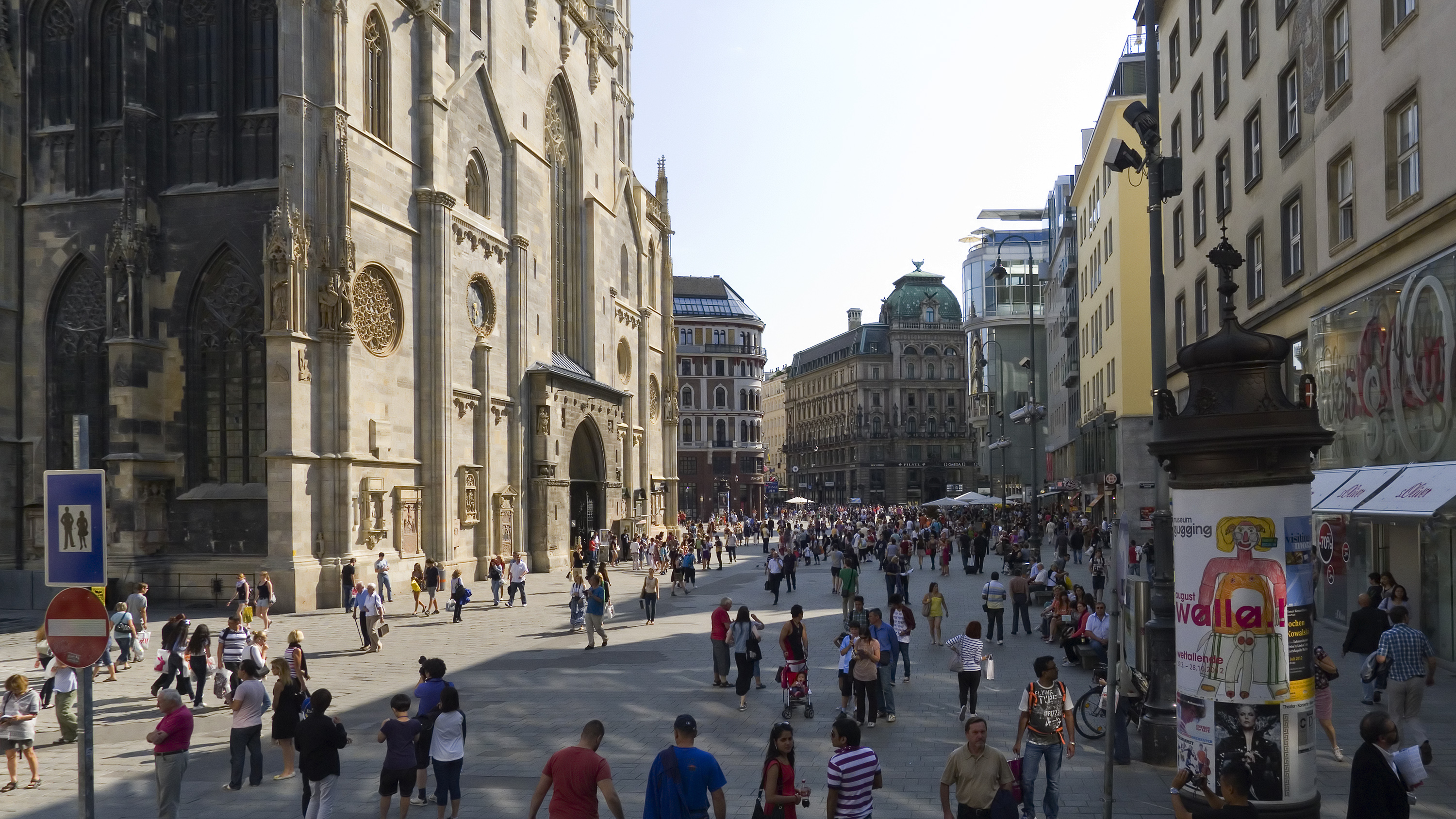
Der Stephansplatz mit dem Stephansdom, links; im Hintergrund der Stock-im-Eisen-Platz

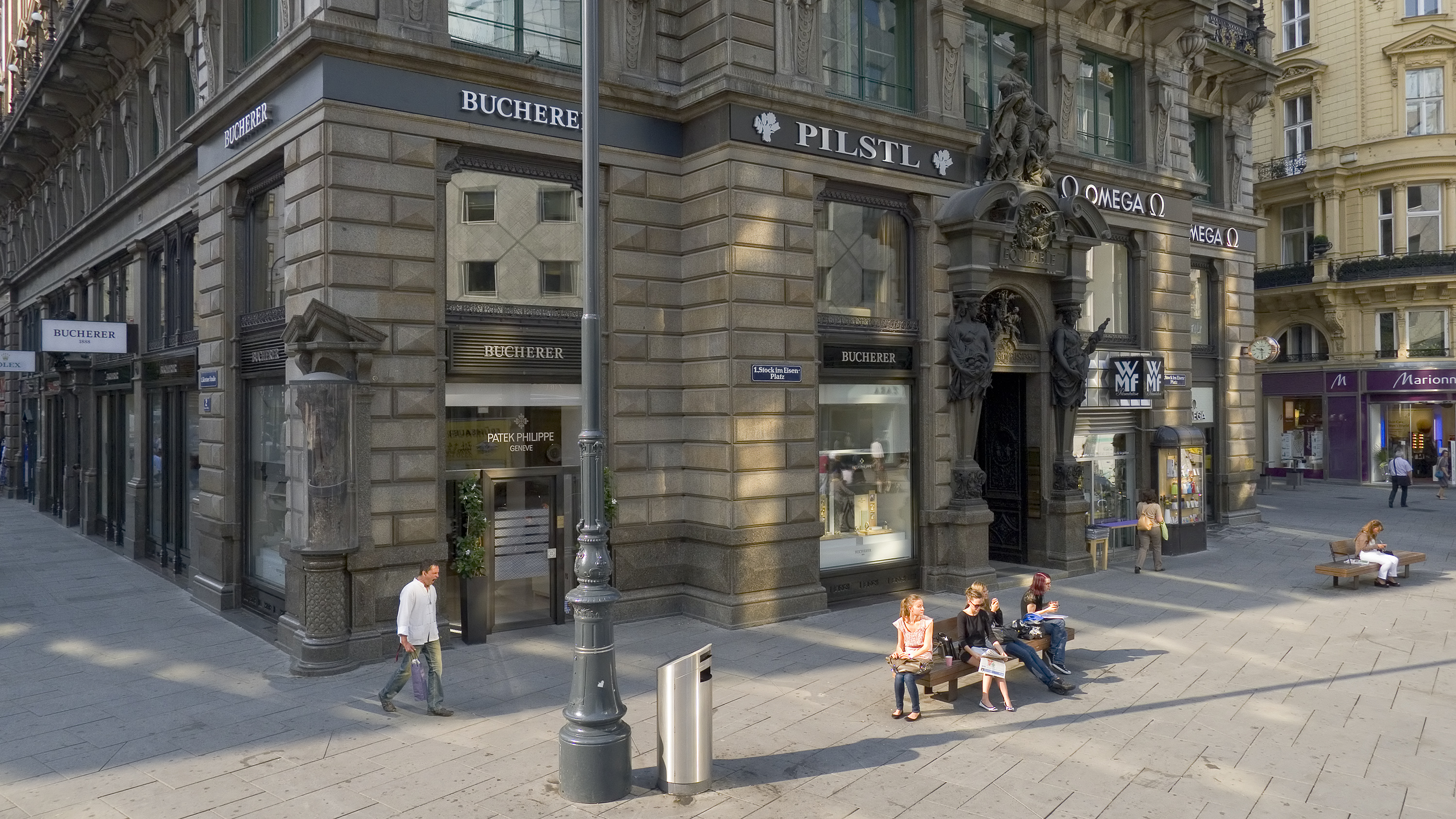
Der Stock-im-Eisen-Platz vor dem Palais Equitable, links die Kärntner Straße

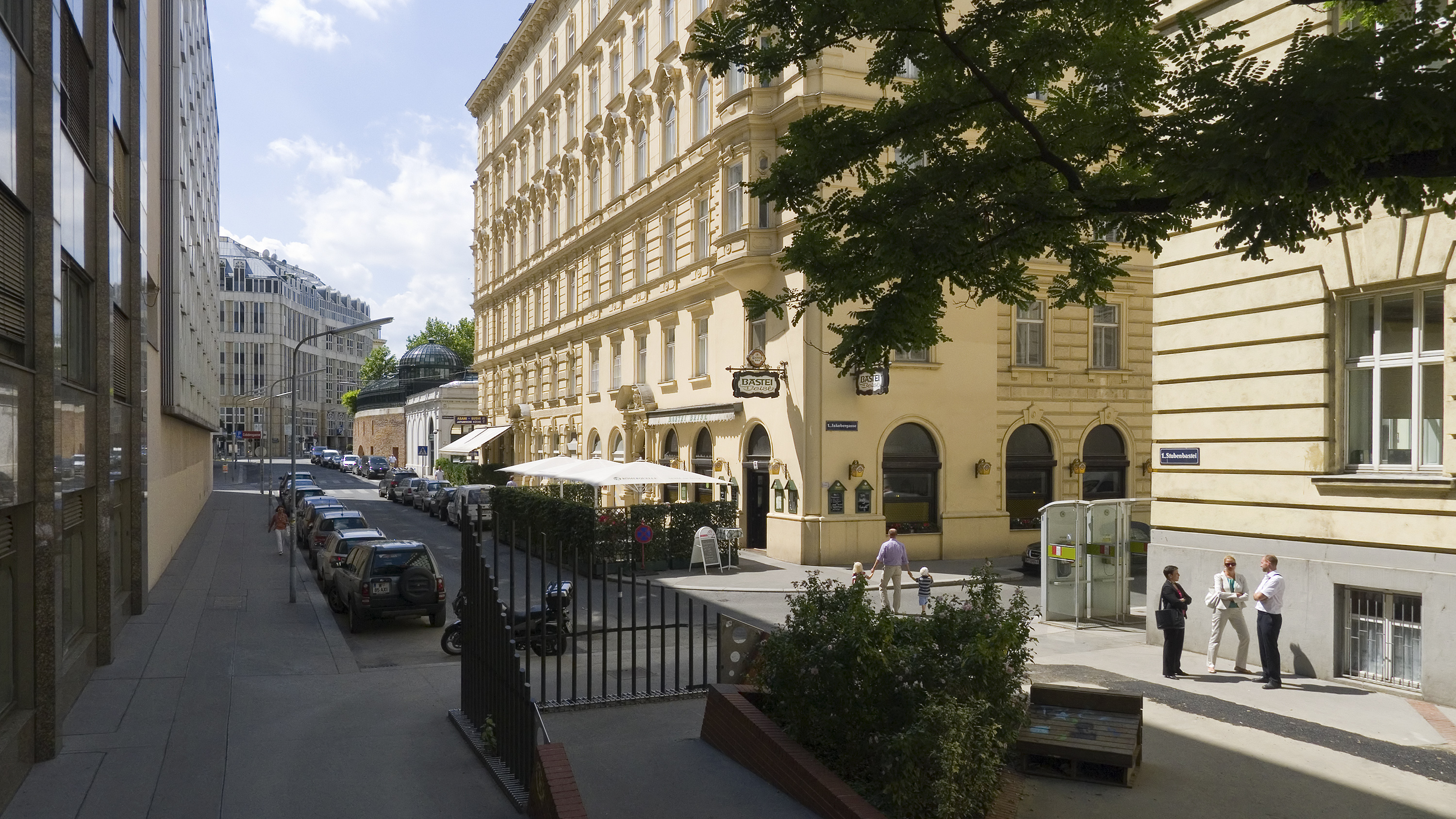
Die Stubenbastei, nach Süden gesehen: rechts mündet die Jakobergasse ein, an der nächsten Kreuzung beginnt die Coburgbastei

- Salomon-Sulzer-Platz, 2024 benannt nach dem Komponisten und Kantor Salomon Sulzer (1804–1890); ursprünglich aus Hohenems stammend wurde er 1825 an den Wiener Stadttempel berufen, wo er von 1826 bis 1881 als Oberkantor tätig war. Zu Beginn seiner Zeit in Wien studierte er Komposition bei Ignaz von Seyfried, von 1844 bis 1847 war er Professor für Gesang am Konservatorium. Sulzer reformierte den modernen Synagogengesang, indem er Elemente der Wiener Klassik und der Kirchenmusik in seine Kompositionen einfließen ließ.
- Salvatorgasse, in ganzer heutiger Länge 1862 benannt (ein Teilstück schon im 18. Jh.) nach der Kirche St. Salvator in dieser Gasse. Die Kirche wurde im 14. Jahrhundert erbaut und war die Hauskapelle des Rathauses, seit 1883 des Alten Rathauses. 1871 wurde sie der altkatholischen Kirche übergeben und ist seither Bischofskirche der Altkatholischen Kirche Österreichs. Der Kircheneingang in der Salvatorgasse ist eines der wenigen in Wien heute noch bestehenden architektonischen Denkmäler aus der Zeit der Renaissance. Geweiht ist die Kirche Jesus Christus, der auch als Salvator Mundi (lateinisch „Heiler, Retter der Welt“) bezeichnet wird. Erstmals erwähnt wurde die Gasse 1271 als Bei unserer Frau auf der Stetten (nach der Kirche Maria am Gestade). Das Teilstück zwischen Marc-Aurel-Straße und der Gasse Stoß im Himmel hieß 1701 Gässel gegen St. Salvator, 1710 St. Salvatorgässel und seit 1786 Salvatorgasse. Das Teilstück vom Stoß im Himmel zum Platz Am Gestade hieß 1786–1902 Passauer Gasse bzw. Passauerhof-Gasse (siehe Passauer Platz).
- Salzgasse, historische Bezeichnung nach dem einstigen Sitz und Marktplatz der Salzhändler. Die Gasse führte zum kaiserlichen Salzamt am Ruprechtsplatz, das 1504 unter Maximilian I. eingerichtet wurde. Das aus dem Salzkammergut stammende Salz wurde von den Salzfertigern in großen Blöcken auf der Donau nach Wien transportiert, dem Salzamt abgeliefert und dann von den Salzern bzw. Salzversilberern an die Endkunden verkauft. Nach der Freigabe des Salzhandels 1824 wurde das Salzamt aufgelöst. Die Gasse verlief ursprünglich bis zur Marc-Aurel-Straße; nach der Neuverbauung des Areals 1886 wurde sie auf eine kurze Sackgasse reduziert. Siehe auch Salzgries und Salztorgasse, sowie die Salzergasse im 9. Bezirk, Alsergrund.
- Salzgries, historische Bezeichnung für den Landungs- und Handelsplatz der Salzhändler am Donaukanal, der schon 1322 urkundlich erwähnt wurde; siehe auch Salzgasse. „Gries“ ist eine alte Bezeichnung für ein Ufer an einer Flussbiegung, bei dem sich durch die Strömung Kies und Sand abgelagert hat. Zwischen dem Salzgries als Gasse und dem Donaukanalufer befand sich bis Anfang der 1860er Jahre die Stadtmauer.
- Salztorgasse, 1861 benannt nach dem Salztor, einem der Tore der Stadtbefestigung. Es befand sich in der Nähe des Fischmarkts (heute: Morzinplatz 3) und wurde erstmals 1276 urkundlich erwähnt. 1646 wurde die ursprünglich mittelalterliche Anlage neu gebaut, mit einem „Fahrtor“ für Fuhrwerke und einem „Gehtor“ für Fußgänger, und erhielt den Namen Fischertor. 1859 wurden dieser Teil der Stadtmauer und das Fischertor demoliert. Die Gasse führt im Nordosten zur Salztorbrücke.
- Schallautzerstraße, 1906 benannt nach dem Baumeister und Bürgermeister Hermes Schallautzer (1503–1561); er arbeitete ab 1529 am Bau des Schlosses Kaiserebersdorf sowie an der Erstellung des Stadtplanes von Augustin Hirschvogel mit. 1547 wurde ihm von Ferdinand I. die Bauleitung für die Befestigung Wiens übertragen. In dieser Eigenschaft veranlasste er den Bau des (alten) Arsenals, der Kärntner Bastei (1548) und schließlich der Löwelbastei. Schallautzer war 1538–1539 Bürgermeister von Wien und 1540–1543 Stadtrichter. Sein Vorgänger als Bürgermeister war Wolfgang Treu (siehe die Wolfganggasse im 12. Bezirk, Meidling und die Treustraße im 20. Bezirk, Brigittenau); sein Nachfolger war Paul Pernfuß (keine Straßenbenennung). Das Areal gehörte zuvor zum Vorfeld der bis 1902 demolierten Franz-Joseph-Kaserne.
- Schauflergasse, historische Bezeichnung, deren Herkunft und Bedeutung unbekannt ist. Die Gasse, an die die Hofburg grenzt, wurde 1547 erstmals erwähnt und findet sich unter anderem in den Schreibweisen Schauflochgasse, Schaufellucken und Schauffelgassen. Die heutige Bezeichnung ist seit 1766 gebräuchlich. Die Einmündung der Gasse in den Ballhausplatz war bis um 1900 ein Umweg um dann abgerissene Nebengebäude der Hofburg.
- Schellinggasse, 1869 benannt nach dem deutschen Philosophen Friedrich Wilhelm Joseph Schelling (1775–1854); er war gemeinsam mit Hegel und Fichte Hauptvertreter des deutschen Idealismus. Sein Lebenswerk ist teilweise schwer einzuordnen; eines seiner Hauptwerke war das System des transzendentalen Idealismus (1800). Siehe auch Fichtegasse, Hegelgasse und Kantgasse. Hier verlief die Stadtmauer, und zwar die Kurtine zwischen Braunbastei und Wasserkunstbastei; diese wurde 1862/63 demoliert, danach bei der Planung der Ringstraßenzone die Gasse angelegt.
- Schenkenstraße, 1862 benannt nach dem Haus des Heinrich Schenk von Haßbach (Lebensdaten unbekannt), er war 1244–1256 Landrichter in Niederösterreich.[16] Sein Haus in Wien wurde 1301 erstmals erwähnt. Die Gasse hieß ab 1452 Hintere Schenkenstraße. Der Name wurde 1862 zu Schenkenstraße vereinfacht; die parallel verlaufende Vordere Schenkenstraße wurde gleichzeitig in Bankgasse umbenannt.
- Schillerplatz, 1870 benannt nach dem deutschen Dichter Friedrich Schiller (1759–1805); er gilt als einer der bedeutendsten deutschsprachigen Dramatiker. Viele seiner Theaterstücke gehören zum Standardrepertoire der deutschsprachigen Theater. Auch als Lyriker war er erfolgreich: Seine Gedankenlyrik wurde exemplarisch, seine Balladen zählen zu den beliebtesten deutschen Gedichten. Schiller gehört mit Goethe, Wieland und Herder zum „Viergestirn“ der Weimarer Klassik; siehe die Goethegasse im 1. sowie die Wielandgasse im 10. Bezirk, Favoriten, und den Herderplatz im 11. Bezirk, Simmering. Der Platz wurde 1870 in Hinblick auf das projektierte Schillerdenkmal angelegt, das dann 1875/76 errichtet wurde; 1877/78 wurde auf dem Platz der Schillerpark angelegt.
- Schmerlingplatz, 1893 benannt nach dem Politiker und Juristen Anton von Schmerling (1805–1893); er war ein scharfer Gegner des repressiven Metternichschen Systems und beteiligte sich an der Revolution von 1848. In diesem Jahr war er, von der Frankfurter Nationalversammlung gewählt, kurzzeitig Reichsminister für Inneres, Ministerpräsident und Minister des Äußeren. 1849–1851 war Schmerling im Kaisertum Österreich unter Franz Joseph I. Justizminister, danach 1851–1858 Senatspräsident am Obersten Gerichtshof. Von 1861 bis 1865 war er als k.k. Staatsminister der einflussreichste Politiker dieser Jahre. Ab 1867 war er, vom Kaiser berufen, Mitglied des Herrenhauses des Reichsrats, 1868–1871 dessen Vizepräsident und ab 1871 dessen Präsident. Der Schmerlingplatz befindet sich neben dem Reichsrats-, dem heutigen Parlamentsgebäude. Der Platz war ursprünglich Teil des Glacis und hieß nach seinem Bau 1873–1893 Reichsratsplatz. Der auf dem Platz befindliche Park wurde 1995 Grete-Rehor-Park benannt. Die Kreuzung der Fahrbahnen bei der einmündenden Reichsratsstraße heißt seit 2010 Leopold-Gratz-Platz.
- Schönlaterngasse, historische Bezeichnung nach dem ehemaligen Hausschild „Zur schönen Laterne“ auf Nr. 6, wo am Haus eine Laterne angebracht ist. Das Original der Laterne befindet sich im Wien Museum, in der Gasse selbst hängt eine Kopie. Da die Straße am Heiligenkreuzerhof (Nr. 5) vorbeiführt, hieß sie im Mittelalter Straße der Herren von Heiligenkreuz, später auch Gäßlein als man zum Heiligenkreuzerhof geht und Heiligenkreuzergässl. Ab dem 17. Jahrhundert war der Name Zur schönen Latern gebräuchlich, seit 1780 lautet der Name Schönlaterngasse.
- Schottenbastei, 1862 benannt nach der ehemaligen Schottenbastei, einer Bastion der Stadtbefestigung, die sich auf Teilen des Areals des Hauptgebäudes der Universität Wien und des heutigen Rathausplatzes befand. Eine Bastion bzw. Bastei ist ein befestigter, vorspringender Teil einer Festung. Benannt war die Bastei nach dem benachbarten Schottentor bzw. dem Schottenstift (siehe Schottengasse). Nach der Verbesserung der Bastei 1600–1637 setzte sich die Bezeichnung Mölker Bastei durch (siehe diese). Die Bastei wurde ab 1861 abgebrochen und danach in der Nähe die Straße Schottenbastei angelegt.
- Schottengasse, historische Bezeichnung nach dem Benediktinerkloster Schottenstift. Es wurde 1155 gegründet, als Herzog Heinrich II. Jasomirgott iro-schottische Mönche nach Wien berief; die Klosterkirche der Abtei ist die Schottenkirche. In Wien sind zahlreiche Verkehrsflächen nach dem Schottenstift bzw. einzelnen Benediktinern benannt. Die Schottengasse hatte ursprünglich nur die Hälfte ihrer heutigen Länge und erstreckte sich von der Freyung bis zur heutigen Helferstorferstraße, wo die Stadtmauer mit dem Schottentor anschloss. 1339 ist der Name Beim Schottentor für die Gasse nachgewiesen, 1385 Innerhalb Schottentor, 1563 Zu den Schotten, 1664 Gegen dem Schottentor, 1776 In den Schotten und 1786 Straße nach dem Schottentor, bis sich die heutige Namensform seit 1795 schließlich durchsetzte. Als das Schottentor 1862 abgerissen wurde, verlängerte man die Schottengasse in gerader Richtung über die neu errichtete Ringstraße (heute Universitätsring bzw. Schottenring) bis zur Maria-Theresien-Straße, der Bezirksgrenze.
- Schottenring, seit 1865 in Lehmanns Wiener Adressverzeichnis, nach dem Schottenstift und dem abgetragenen Schottentor; siehe auch Schottenbastei und Schottengasse. Die Straße ist einer der neun Abschnitte der Wiener Ringstraße; im Uhrzeigersinn (und der Fahrtrichtung des Autoverkehrs) vor dem Schottenring kommt der Universitätsring, nach dem Schottenring mündet die Ringstraße beim Ringturm in den Franz-Josefs-Kai am Donaukanal. Die Straße, an der sich die Wiener Polizeidirektion und die ehemalige Börse Wien befinden, ist namensgebend für die U-Bahn-Station Schottenring am Franz-Josefs-Kai.
- Schottentor, historische Bezeichnung nach dem gleichnamigen ehemaligen Tor der Stadtbefestigung; siehe Schottenbastei und Schottengasse. Das Tor war im Mittelalter ein einfaches Tor in einem der Türme der Befestigung. 1656 wurde eine eigene Toranlage errichtet, diese dann 1840 neu gebaut und 1860 abgerissen. Schottentor ist kein Straßenname, sondern bezeichnet die Kreuzung des Universitätsrings bzw. Schottenrings (mit der Einmündung der Universitätsstraße) mit der Schottengasse und die Umgebung. Seit 1961 offizielle Bezeichnung für die zweigeschoßige Straßenbahnschleife, die volkstümlich „Jonas-Reindl“ genannt wird. Die Wiener Linien verwenden Schottentor als Haltestellenname für neun Straßenbahn- und zwei Autobuslinien sowie für die U-Bahn-Station Schottentor. Somit ist das Schottentor einer der größten Knoten des öffentlichen Verkehrsnetzes in Wien.
- Schreyvogelgasse, 1885 benannt nach dem Schriftsteller und Burgtheaterdirektor Joseph Schreyvogel (1768–1832); er war 1802–1804 als Nachfolger von August von Kotzebue Sekretär am Burgtheater. Mit seiner Vorliebe für die Klassik übte er großen Einfluss u. a. auf Franz Grillparzer, Eduard von Bauernfeld und Joseph Christian von Zedlitz aus. Von 1814 bis 1832 war er Direktor des Burgtheaters. Im Mittelalter querte die Wiener Stadtmauer den Verlauf der heutigen Schreyvogelgasse. Die Häuser bis zur heutigen Hausnummer 8 wurden um 1400 Innerhalb des Schottentores genannt. 1544 / 1545 wurde die Mauer abgebrochen und eine Auffahrt zur neuerrichteten Mölker Bastei geschaffen; demgemäß ist 1776 die Bezeichnung Gässel zur Bastei dokumentiert. Nach der Demolierung der Stadtbefestigung entstand die Gasse in der heutigen Form; sie hieß 1862–1885 Kleppersteig (nach den damaligen Pferdeställen in der Teinfaltstraße 8; „Klepper“ bezeichnete umgangssprachlich ein unterernährtes oder altersschwaches Hauspferd).
- Schubertring, 1928 benannt nach dem Komponisten Franz Schubert (1797–1828); er hat trotz seines kurzen Lebens in allen Gattungen seiner Zeit Außerordentliches geschaffen und wird in der heutigen Musikwissenschaft neben Beethoven als der Begründer der romantischen Musik im deutschsprachigen Raum angesehen. Anders als die Komponisten der Wiener Klassik, in deren Tradition er wirkte, räumte er auch den kleineren lyrischen Formen (Lieder, Klavierstücke) breiten Raum in seinem Schaffen ein. Nach dem Komponisten sind auch die Schubertgasse im 9. Bezirk, Alsergrund, die Franz-Schubert-Straße im 14. Bezirk, Penzing, und der Franz-Schubert-Weg im 18. Bezirk, Währing, benannt. Die Straße hieß davor 1862–1928 Kolowratring nach dem (ab 1869 abgerissenen) Palais Kolowrat des Staatsmannes Graf Franz Anton von Kolowrat-Liebsteinsky in der heutigen Schwarzenbergstraße.[17] Die Straße ist einer der neun Abschnitte der Wiener Ringstraße; im Uhrzeigersinn (und der Fahrtrichtung des Autoverkehrs) vor dem Schubertring kommt der Parkring, nach dem Schubertring kommt der Kärntner Ring.
- Schulerstraße, historische Bezeichnung, vermutlich nach der Bürgerschule zu St. Stephan. Die Zuordnung zur Bürgerschule ist wahrscheinlich, aber nicht erwiesen. Die Straße könnte z. B. auch nach einer mittelalterlichen Bürgerfamilie namens Schuler benannt sein. Die Pfarrschule wurde wahrscheinlich in der Mitte des 12. Jahrhunderts gegründet und 1237 erstmals erwähnt. Herzog Albrecht I. überließ 1296 den Bürgern der Stadt Wien die Aufsicht über die Schule. Der Rektor der Stephansschule erhielt die Oberaufsicht über alle Schulen Wiens. Die Schule befand sich für einige Zeit, wo heute das Churhaus steht; siehe Churhausgasse. Die Straße wurde bereits 1300 als Schuelstraße erwähnt, andere Schreibweisen waren strata scole, Schullerstraße, Schuolstrazze und Große Schulenstraße.
- Schulhof, historische Bezeichnung, die sich auf eine Schule in der ehemaligen Judenstadt bezieht (siehe Judenplatz). Nach der Vertreibung der Juden 1421 wurde das Areal dem Karmeliterkloster überlassen und 1517 Freithof der weißen Brüder genannt, daneben aber auch Schulhof. Als das Kloster 1554 den Jesuiten übergeben wurde, kam der Name Jesuiterplätzl (1701) bzw. Oberes Jesuiterplätzl (1766) auf (im Gegensatz zum Unteren Jesuterplätzl, dem heutigen Dr.-Ignaz-Seipel-Platz). Um 1830 war der kleine Platz mit dem heutigen Namen auf dem Vasquez-Stadtplan verzeichnet.
- Schultergasse, historische Bezeichnung. Die Gasse hieß ursprünglich ab 1325 Schilterstraße bzw. ab 1351 Schiltergäßlen, nach dem ehemaligen Sitz der „Schilter“ (Schildermaler). Der Name wurde zu Schultergasse verballhornt und ist in dieser Form seit 1786 gebräuchlich.
- Schwarzenbergplatz, 1880 benannt nach Feldmarschall Karl Philipp zu Schwarzenberg (1771–1820); er stand seit 1788 in österreichischen Militärdiensten und wurde nach der Teilnahme am Türkenkrieg 1789 und am Ersten Koalitionskrieg 1796 zum Generalmajor befördert. 1813 war er der Oberbefehlshaber der verbündeten Streitkräfte gegen Napoleon in der Völkerschlacht bei Leipzig und zog als Feldmarschall 1814 siegreich in Paris ein; 1815 wurde er Präsident des Hofkriegsrats. Die Schwarzenbergkaserne in Wals-Siezenheim (Salzburg) ist ebenfalls nach ihm benannt. Der Platz war bereits 1873 in „Kiessling’s Wiener Baedeker“ als solcher eingetragen,[18] nicht aber in Lehmanns Adressbuch, wo er bis 1880 als Teil der Schwarzenbergstraße geführt wurde. Er reichte ursprünglich vom Ring bis zur Schwarzenbergbrücke über den Wienfluss bei der Lothringerstraße und wurde im Zuge des Baus der Einwölbung statt der Brücke 1904 in den 3. und 4. Bezirk erweitert; der dortige Platzteil hieß 1946–1956 Stalinplatz.
- Schwarzenbergstraße, 1870 nach benannt nach Feldmarschall Karl Philipp zu Schwarzenberg; siehe Schwarzenbergplatz. Die Straße entstand, nachdem 1862/63 die Wasserkunstbastei und 1869 das Palais Kolowrat-Liebsteinsky demoliert worden war.
- Schwedenplatz, 1919 benannt zum Dank für die schwedische Hilfe nach dem Ersten Weltkrieg. Das schwedische Rote Kreuz und die Organisation Rädda Barnen (Rettet die Kinder) unterstützten in der Nachkriegszeit die hungernde Bevölkerung Wiens. Unter anderem wurden aus mit Suppenkanistern beladenen Lastwagen täglich 12.000 Liter Suppe an mehr als 30.000 Kinder ausgeteilt;[19] siehe auch den Rädda-Barnen-Platz im 10. Bezirk, Favoriten. Das Areal entstand nach dem Abbruch der Stadtbefestigung und wurde zunächst dem Franz-Josefs-Kai zugerechnet. 1897 wurde der Platz nach dem Vorgänger des regierenden Monarchen, nach dem seit 1819 die hier befindliche Donaukanalbrücke benannt war, Kaiser-Ferdinands-Platz benannt. Der Platz ist namensgebend für die Schwedenbrücke (bis 1919: Ferdinandsbrücke) und für die U-Bahn-Station Schwedenplatz (ursprünglich Stadtbahnstation Ferdinandsbrücke). Der Platz wuchs mit dem anschließenden Teil des Kais und dem Morzinplatz zu einer größeren Fläche zusammen, als zwei zwischen den beiden Plätzen liegende große, im Kampf um Wien 1945 zerstörte Häuserblöcke nicht wieder aufgebaut wurden.
- Schwertgasse, historische Bezeichnung nach dem ehemaligen Hausschild „Zu den sieben Schwertern“ auf Nr. 3, das bereits 1591 erwähnt wurde. Das heutige, um 1722 erbaute Haus ist eines der spätesten barocken Wohnhäuser in Wien und steht unter Denkmalschutz (Listeneintrag).
- Seilergasse, historische Bezeichnung nach dem einstigen Sitz der Seiler, jener Handwerker, die Seile aller Art anfertigten. Die Gasse wurde – bei etwas anderem Verlauf als heute – erstmals urkundlich 1363 als Reifstraße erwähnt („reif“ ist mittelhochdeutsch für „Seil“); ab 1547 findet sich die Bezeichnung Unter den Seilern bzw. Sailergässel. 1887 wurde die Seilergasse begradigt und erhielt ihre heutige Form. Siehe auch Seilerstätte.
- Seilerstätte, historische Bezeichnung nach den Seilern, die ab dem 16. Jahrhundert hier Arbeitsstätten hatten. Die Seiler stellten Seile und Tauwerk her, vor allem für die Schifffahrt auf der Donau, aber auch für Kriegsschiffe auf der Drau und der Save. Die Gasse hieß früher Auf der Seil und Seilerspinnstatt. Siehe auch Seilergasse.
- Seitenstettengasse, 1827 benannt nach dem Großen Seitenstettenhof auf Nr. 5. Das Zinshaus wurde 1825–1827 nach Entwürfen von Joseph Kornhäusel erbaut und gehört dem Stift Seitenstetten der Benediktiner. Der anrainende Kleine Seitenstettenhof am Franz-Josefs-Kai wurde 1945 durch Bomben zerstört. Die Gasse hieß früher Am Kienmarkt; zeitweise galt sie als Teil des Ruprechtsplatzes, und von 1684 bis 1821 wird sie als Katzensteig erwähnt (als Katze bezeichnete man einen Aufbau auf einer Bastion der Stadtmauer).
- Seitzergasse, historische Bezeichnung nach dem Seitzerhof, der ab 1325 der Kartause Mauerbach, einem ehemaligen Kloster der Kartäuser, gehörte. Das Gebäude wurde 1838–1848 grundlegend umgebaut, dann Anfang des 20. Jahrhunderts abgerissen und durch den Tuchlaubenhof ersetzt. Den Namen Seitzerhof wählten die Kartäuser als Erinnerung daran, dass sie 1165 ihr erstes Kloster in Seiz (heute Slowenien) gegründet hatten. Die Gasse wurde ab ca. 1300 als Unter den Kurwanern erwähnt, später auch als Kurwanerstraße bzw. Kurbaunerstraße (nach dem Gewerbe der „Kurbauner“, das Armbrust-Spanner herstellte). 1547 ist auch der Name Unter den Hollerstauden nachweisbar (vermutlich nach einem Hausschild). Seit der Abtrennung der Kurrentgasse im Jahr 1786 besteht die Seitzergasse in ihrer heutigen Form.
- Singerstraße, historische Bezeichnung; wahrscheinlich entstand der Name durch Verballhornung des mittelalterlichen Familiennamens Sünchinger (der sich möglicherweise auf den Ort Sünching in Bayern bezieht). Die Straße wurde erstmals 1267 als Sulcherstraße erwähnt, danach als Sulchingerstraße, Sunchingerstraße, Sunhingerstraße, Suningerstraße und in weiteren Schreibweisen. Zeitweise war auch der Name Deutschherrenstraße gebräuchlich (nach dem Deutschordenshaus in dieser Straße). Das Teilstück zwischen Riemergasse und Seilerstätte, um 1830 noch mit anderer Baulinie als die Singerstraße, hieß bis 1862 Filzgasse (nach dem Gewerbe der Filzer; siehe Riemergasse).
- Sonnenfelsgasse, 1862 benannt nach dem Schriftsteller, Verwaltungsreformer und Professor Joseph von Sonnenfels (1733–1817); er war Berater von Kaiserin Maria Theresia und Vertreter der Aufklärung unter Kaiser Josef II. Er engagierte sich ab 1776 für die Abschaffung der Folter, arbeitete an der Josephinischen Justizreform mit und regte eine Reform des Theaters an. Sonnenfels war ab 1763 Professor an der Universität Wien, ab 1779 Hofrat der Hofkanzlei, ab 1810 Theaterzensor und ab 1811 Präsident der Akademie der bildenden Künste. Sein Denkmal steht auf dem Rathausplatz. Die Gasse hieß ursprünglich Untere Bäckerstraße, 1848 kurzzeitig Märzstraße (nach der Märzrevolution 1848) und 1938–1945 Johann-Sebastian-Bach-Gasse (nach dem deutschen Komponisten Johann Sebastian Bach).
- Spiegelgasse, historische Bezeichnung nach dem einstigen Sitz und der Verkaufsstätte der „Spiegler“, also Spiegelhersteller. Im 14. Jahrhundert entstanden erstmals Spiegel, indem man Glaskugeln blies und, noch während sie glühten, Metalllegierungen in sie einbrachte. Nach dem Erkalten zerteilte man diese Kugeln in Abschnitte und erhielt so konvexe Spiegelflächen. Zum Ende des Mittelalters wurde die Technik der Glasspiegel weiterentwickelt, man stellte so genannte Quecksilber-Spiegel her. Die Gasse wurde erstmals 1347 als Laderstraße erwähnt (nach den „Ladern“ = Transportarbeitern), später zeitweise auch als Hinter St. Dorothea (nach dem nahen Dorotheerkloster). Seit 1701 ist die Bezeichnung Spiegelgasse üblich.
- Stadiongasse, 1874 benannt nach dem Diplomaten und Staatsmann Johann Philipp von Stadion (1763–1824); er war zunächst Diplomat in Stockholm, London, Berlin und St. Petersburg. 1805 wurde er von Kaiser Franz I. zum österreichischen Außenminister ernannt und befasste sich daneben auch mit den Reformen des Schulwesens und der Verwaltung sowie mit der Wirtschaftsförderung. Ab 1815 amtierte Graf Stadion als Finanzminister. Im Zuge seiner Neuordnung des Steuerwesens gründete er 1816 die Oesterreichische Nationalbank. Die Gasse war zuvor Teil des Glacis; sie verbindet Ringstraße und Rathausplatz mit der Josefstädter Straße, der Hauptstraße des 8. Bezirks.

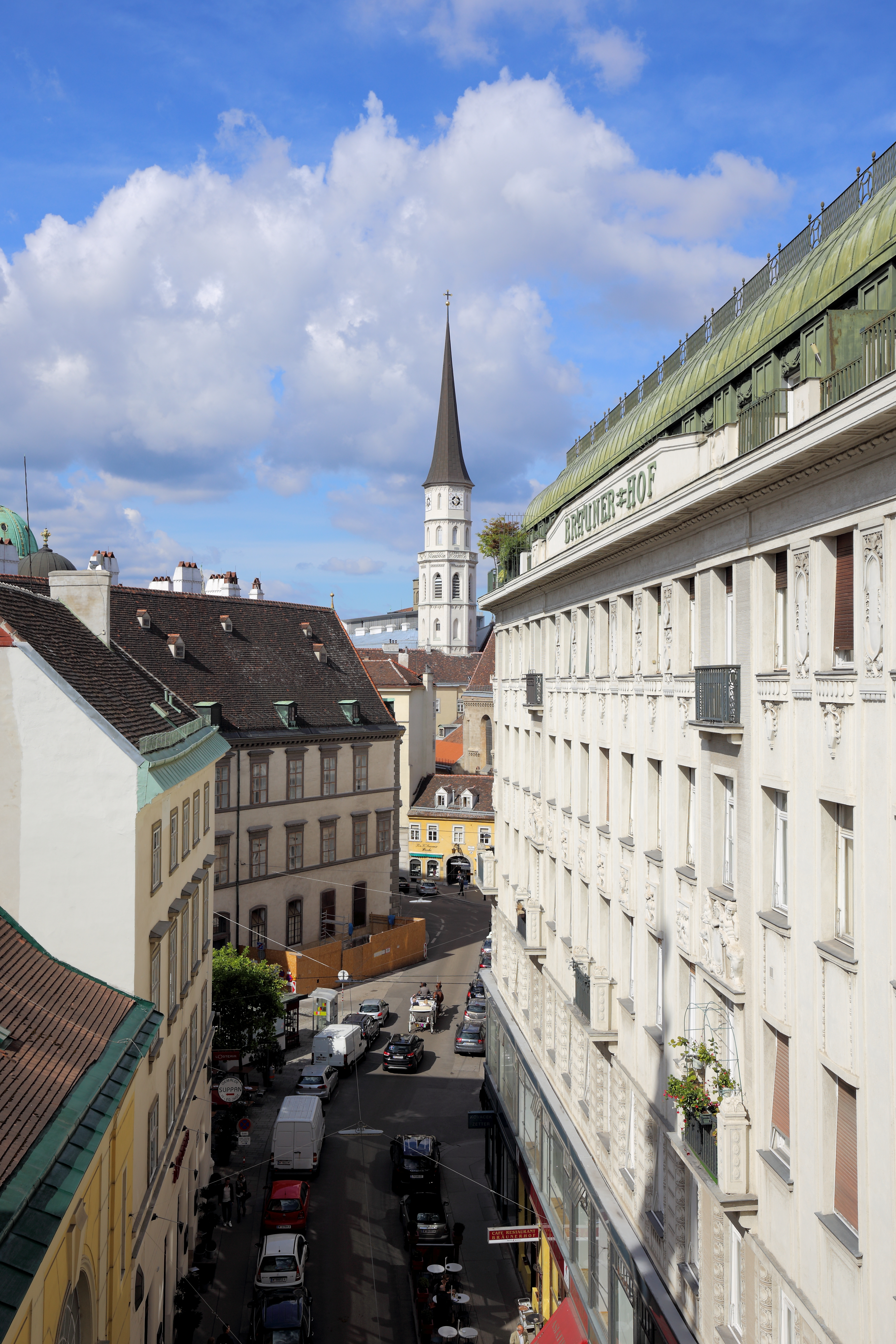
Die Stallburggasse in Richtung Habsburgergasse gesehen

- Stallburggasse, historische Bezeichnung nach der Stallburg, einem Teil der Hofburg. Erzherzog Maximilian, der spätere Kaiser Maximilian II., ließ das Gebäude Mitte des 16. Jahrhunderts als Residenz errichten. Der Name Stallburg kommt von den Leibpferden des Kaiserhauses, die im Erdgeschoß untergebracht waren. Seit der Herrschaft von Kaiser Karl VI. werden die Pferde der Spanischen Hofreitschule hier untergebracht. Die Gasse wurde 1333 als Kleines Gäßlein bei St. Michael erwähnt; seit 1782 ist der heutige Name nachweisbar. Siehe auch Reitschulgasse.
- Steindlgasse, historische Bezeichnung nach Johann Steindl (Lebensdaten unbekannt), Mitglied des Äußeren Rates. Für seine Verdienste bei der Zweiten Türkenbelagerung 1683 erhielt er das Haus in der (heutigen) Steindlgasse 4, das ab dann „Zum Steindl“ genannt wurde (nachweisbar ab 1701). Die Gasse wurde 1368 als Oberhalb der Pfeilschnitzer erwähnt; um 1700 galt sie als Teil der Seitzergasse bzw. der Kurrentgasse. Ihre heutige Ausdehnung hat die Gasse seit 1796.
- Stephansplatz, historische Bezeichnung nach dem Stephansdom, dem Wahrzeichen Wiens. Die ursprüngliche romanische Kirche wurde 1147 geweiht, ab 1304 entstand der heutige gotische Bau. Namensgebend ist der heilige Stephanus (ca. 1 n. Chr.–ca. 36/40); er gilt der Legende nach als erster christlicher Märtyrer. Um 1500 waren Dom und Domplatz bereits als Zentrum der habsburgischen Residenz- und Festungsstadt etabliert. 1699 wurde der Heiltumsstuhl abgerissen, 1781 die abgebrannte Maria-Magdalena-Kapelle und zu Ende des 18. Jahrhunderts die einstöckige Häuserzeile vor dem Riesentor, sodass der heutige Platz entstand. Er wurde erstmals 1385 als auf sand Stephannsplacz erwähnt und 1792 offiziell Stephansplatz benannt.
- Sterngasse, historische Bezeichnung nach dem ehemaligen Hausschild „Zum weißen Stern“ in der (heutigen) Vorlaufstraße 3. Zwischen der Judengasse, damals in diesem Abschnitt (noch um 1830) der Kienmarkt, und der wesentlich tiefer gelegenen Marc-Aurel-Straße (der Höhenunterschied wird heute mit der Theodor-Herzl-Stiege, siehe dort, bewältigt) wurde die Gasse ab 1300 zum Kienmarkt gerechnet; 1796–1862 war die Bezeichnung Preßgasse für diesen Abschnitt in Verwendung, während der Abschnitt von der Marc-Aurel-Straße zum Salzgries als Sterngasse bezeichnet wurde. 1862 wurde die Preßgasse in die damalige Sterngasse einbezogen, die nun von der Judengasse zum Salzgries reichte. 1886 wurde der nördliche Teil (die ursprüngliche Sterngasse) in Vorlaufstraße umbenannt und stattdessen westlich der Marc-Aurel-Straße die Rosmaringasse einbezogen; seither verläuft die Gasse von der Judengasse nach Westen bis zur Fischerstiege.
- Steyrerhof, historische Bezeichnung nach dem Bürger Ulrich Steyr (Lebensdaten unbekannt), dem der Hof im 15. Jahrhundert gehörte. Ab dem 16. Jahrhundert befand sich hier das Gasthaus „Zum Steyerhoff“. Der Steyrerhof kam 1872 in den Besitz der Papierfabrik und Verlagsgesellschaft Steyrermühl AG, die hier bis 1945 Redaktion und Druckerei des „Neuen Wiener Tagblatts“ betrieb. Der Steyrerhof ist eine nur 20 Meter kurze, nicht befahrbare Sackgasse mit drei Hausnummern, die zwischen den Häusern Rotenturmstraße 20 und 22 abzweigt.
- Stock-im-Eisen-Platz, historische Bezeichnung nach dem dort befindlichen „Stock im Eisen“, dem Teil einer Fichte, die im Mittelalter über und über mit Nägeln beschlagen wurde. Deren erste urkundliche Erwähnung geht auf das Jahr 1533 zurück. Die Fichte begann etwa um 1400 zu wachsen und wurde ca. 1440 gefällt. Die Benagelung begann, als der Baum noch lebte (also vor 1440); der Grund für die Benagelung ist nicht bekannt. Um den Stock im Eisen ranken sich viele (unwahre) Mythen und Sagen, die vornehmlich aus dem 17. und 18. Jahrhundert stammen. Der Platz hieß im Mittelalter Roßmarkt (nach dem dortigen Markt für Pferde). Nach der Verlegung des Pferdemarkts zur Renngasse hieß er ab ca. 1303 Alter Roßmarkt. Er ist Ausgangspunkt der von hier nach Süden führenden Kärntner Straße. Die Bezeichnung des Platzes, der durch eine Häuserzeile vom Graben getrennt war, als Stock-im-Eisen-Platz ist seit dem 17. Jahrhundert nachweisbar. Nach der Demolierung dieser Häuser bis 1893 verschmolz der Platz optisch mit dem Stephansplatz, behielt aber seine separate Gebäudenummerierung mit dem Neorenaissance-Haus Ecke Stephansplatz auf Nr. 1, dem Haus Ecke Singerstraße auf Nr. 2, dem Palais Equitable zwischen Kärntner Straße und Seilergasse auf Nr. 3 und dem gegenüberliegenden Haas-Haus auf Nr. 4. Weitere Nummern bestehen nicht. Unter dem Platz liegt die U-Bahn-Station Stephansplatz.
- Stoß im Himmel, historische Bezeichnung nach dem Bürger Hans Stoßanhimmel († 1529), der im Jahr 1522 hier auf Nr. 3 ein Haus kaufte. 1560 scheint das Gebäude im „Hofquartierbuch“ als Stossanhimels Haus auf. Der Familienname leitet sich vermutlich von einem Spitznamen ab, der sich wohl auf die ungewöhnliche Körpergröße des Namensträgers bezog. Der Name wurde über Stoßamhiml und Stoßinhiml zu seiner heutigen Form verballhornt, die seit 1796 nachweisbar ist. Rund um die Straßenbezeichnung wurden ab 1856 mehrere Sagen erfunden. An der südöstlichen Gassenseite grenzt auf volle Länge der Gasse die Seitenfront des Alten Rathauses, bis 1883 Sitz der Wiener Stadtverwaltung, an.
- Strauchgasse, historische Bezeichnung, deren Bedeutung nicht erwiesen ist. Durch die heutige Strauchgasse floss der Ottakringer Bach über den Tiefen Graben zur Donau (heute: Donaukanal). Ab der Mitte des 16. Jahrhunderts gab es in dieser Gegend schattige Gärten; es ist denkbar, dass sich der Straßenname auf die Sträucher in diesem Bereich bezieht. Die Gasse wurde ab 1320 als Strauchgazze bzw. Strauchgässel erwähnt, 1701 auch als Strohgässel. Die heutige Schreibweise ist seit 1776 gebräuchlich.
- Strobelgasse, historische Bezeichnung nach einem bereits 1339 erwähnten Haus, das 1360 einem Gundolf dem Stroblein gehörte. 1484 wird hier ein Hausschild „Zum Strobelkopf“ erwähnt. Im 19. Jahrhundert bestand in diesem Haus die beliebte Gastwirtschaft „Zum Strobelkopf“; das Gebäude samt Wirtshaus wurde 1871 / 1872 demoliert. Die Gasse wurde 1431 als Gäßchen in der Wollzeile am Eck erwähnt, 1701 als Strobel-Gäßl, und seit 1795 in der heutigen Schreibweise.
- Stubenbastei, 1862 benannt nach einem Teil der ehemaligen Wiener Stadtmauern. Eine Bastion namens Stubenbastei hat es nie gegeben, allerdings wurde jener Teil der Stadtmauer, der vom Stubentor bis zur Braunbastei reichte, gelegentlich so genannt. Die Herkunft des Namensteils „Stuben …“ ist nicht bekannt. 1862 wurde dieser Teil der Stadtbefestigung abgebrochen und die Straße namens Stubenbastei angelegt. Ihre südliche Fortsetzung wurde nach einer ebenfalls nie existierenden Bastion Coburgbastei benannt, die nördliche Fortsetzung nach der demolierten Dominikanerbastei. Die Reste der Stadtmauer beim Stubentor wurden 1985–1987 beim Bau der U-Bahn-Linie U3 freigelegt und sind heute in die U-Bahn-Station Stubentor integriert.
- Stubenring, 1867 benannt nach der sogenannten Stubenbastei (siehe diese) bzw. dem Stubentor. Das Stubentor war mit seinem Torturm Teil der ältesten, 1195–1250 erbauten Stadtmauer. Es wurde 1555–1566 im Stil der Renaissance zum 25 Meter langen Kastentor mit Glockentürmchen umgebaut, erhielt 1831 eine klassizistische Fassade, und wurde 1858–1864 abgerissen. Erst nach der Demolierung der Franz-Joseph-Kaserne 1900 / 1901 konnte der nördliche Teil des Stubenrings in seiner heutigen Form angelegt und damit die Wiener Ringstraße vollendet werden. Die Straße ist einer der neun Abschnitte der Wiener Ringstraße, die im Anschluss an den Franz-Josefs-Kai bei Julius-Raab-Platz und Aspernbrücke mit dem Stubenring beginnt; im Uhrzeigersinn (und der Fahrtrichtung des Autoverkehrs) nach dem Stubenring kommt der Parkring.

## T

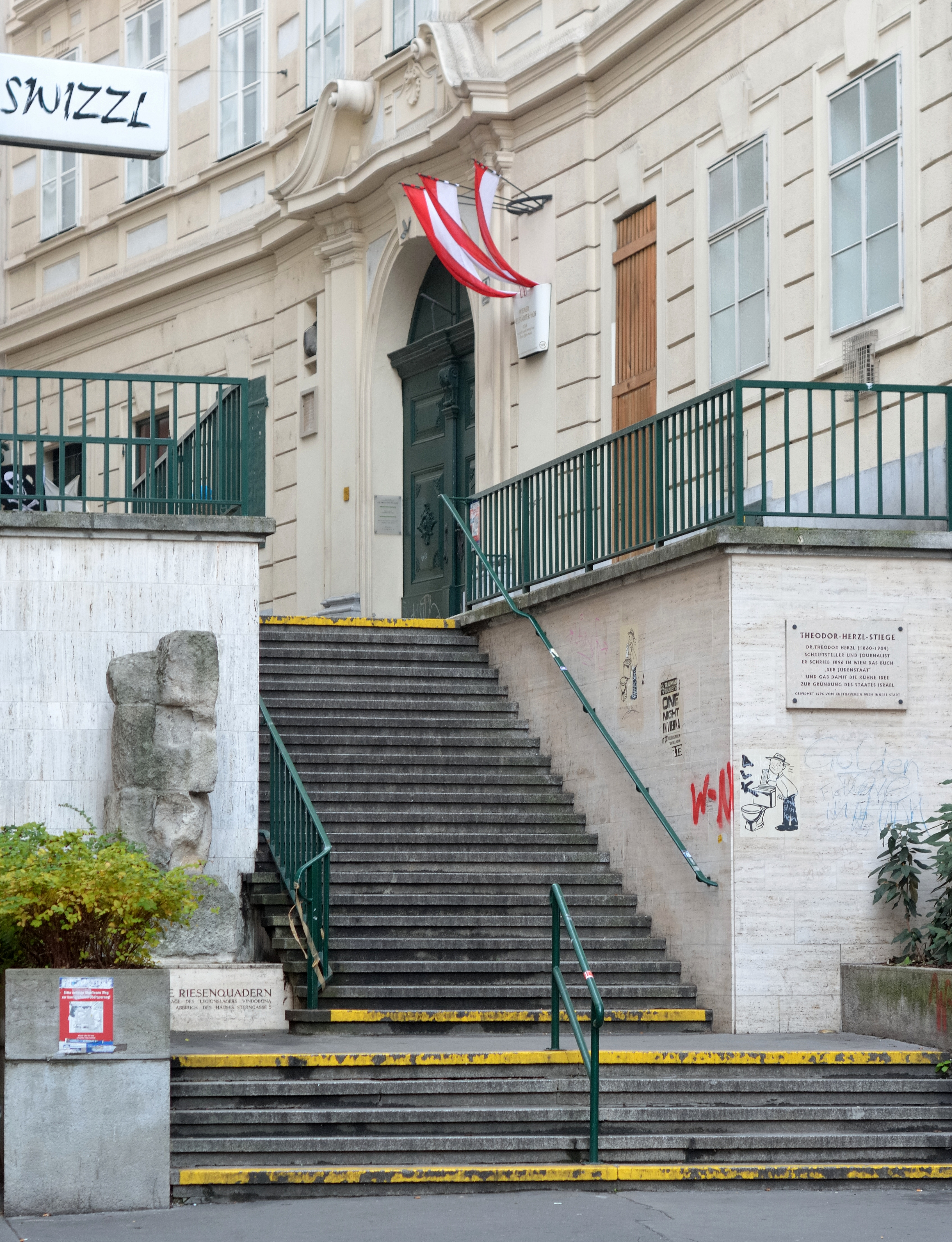
Die Theodor-Herzl-Stiege im Zuge der Sterngasse

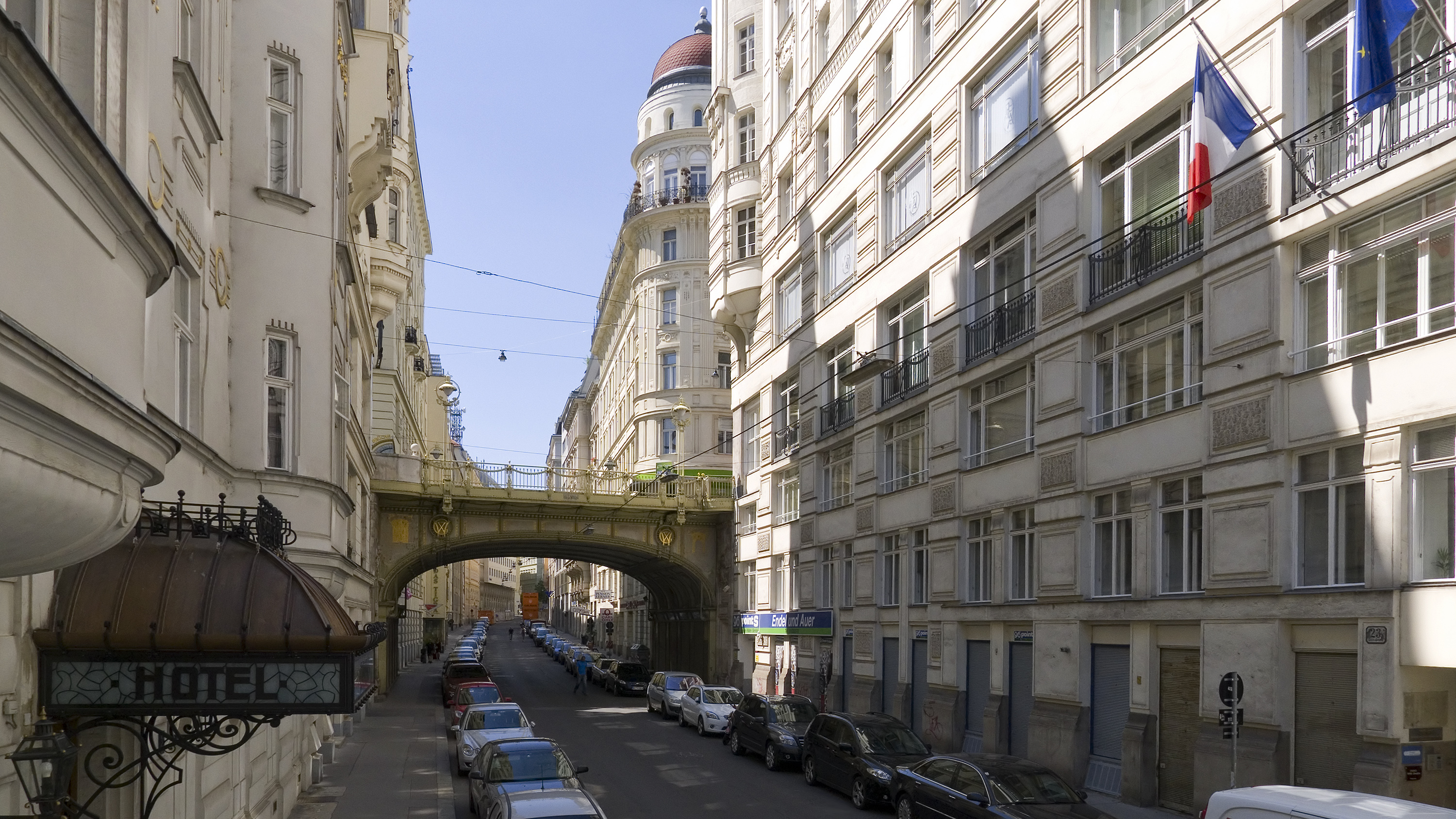
Der Tiefe Graben bei der Hohen Brücke, links das Hotel Orient

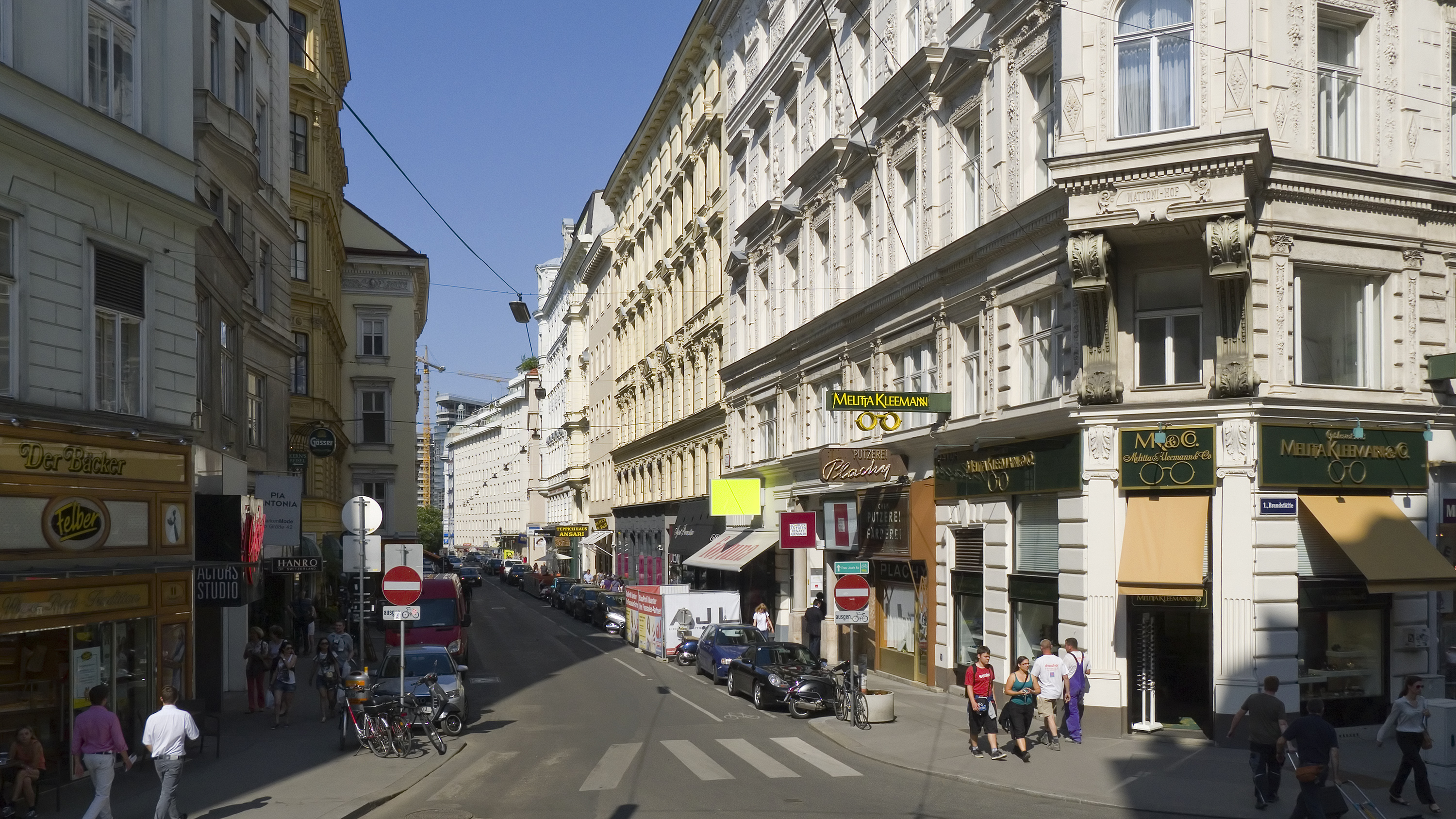
Die Tuchlauben bei der Brandstätte, Richtung Nordosten

- Tegetthoffstraße, 1877 benannt nach Admiral Wilhelm von Tegetthoff (1827–1871); er war 1864 Kommandant beim Seegefecht bei Helgoland, das von Österreich als Sieg betrachtet wurde; siehe die Helgolandgasse im 20. Bezirk, Brigittenau. Sein Sieg in der Seeschlacht von Lissa 1866 gegen die überlegene italienische Flotte machte ihn zu einem Seehelden. Für seine kühne Rammtaktik erhielt er das Kommandeurkreuz des Militär-Maria-Theresien-Ordens und wurde zum Vizeadmiral befördert. Siehe auch die Lissagasse im 3. Bezirk, Landstraße. An Wilhelm von Tegetthoff erinnert das Tegetthoff-Denkmal von Carl Kundmann, das seit 1896 auf dem Praterstern steht. Ein Unterhaltungsschiff der DDSG Blue Danube fährt unter dem Namen MS Admiral Tegetthoff. Die Marinekaserne Tegetthoff in der Kuchelauer Hafenstraße in Döbling war bis zu ihrer Schließung 2012 ebenfalls nach dem Admiral benannt. Die Straße entstand nach dem Abbruch des Bürgerspitalzinshauses.
- Teinfaltstraße, historische Bezeichnung, deren Herkunft und Bedeutung unbekannt ist. In der Straße befand sich im 14. Jahrhundert auf Nr. 8 das Haus des Domvogts von Regensburg; die Straße hieß 1302 Tuemvoitstraße (vielleicht eine Verballhornung von Domvogt). In der Folge wurde die Straße 1404 Tunfoltstraße genannt und 1418 Taynvaltstraße. 1766 taucht die Bezeichnung Steinfeldstraße auf (nach der Gegend am Schottentor, die im Mittelalter Am Steinfeld hieß). Seit 1776 ist der heutige Straßenname gebräuchlich.
- Theodor-Herzl-Platz, 2004 benannt nach dem Schriftsteller, Publizisten und Journalisten Theodor Herzl (1860–1904); er war 1897–1904 erster Präsident der Zionistischen Weltorganisation und in der Folge der Begründer des modernen politischen Zionismus. Er gilt deshalb als der zentrale Vordenker und zugleich als aktiver Wegbereiter eines modernen Judenstaats, der später in Form des Staates Israel Realität wurde. 1896 veröffentlichte er das Buch Der Judenstaat. Der Platz ist der nordöstliche Teil der Gartenbaupromenade; siehe diese.
- Theodor-Herzl-Stiege, 1996 benannt nach dem Schriftsteller, Publizisten und Journalisten Theodor Herzl (1860–1904); siehe Theodor-Herzl-Platz. Die Stiege ist der Mittelteil der Sterngasse im Abschnitt von der Judengasse zur tiefer gelegenen Marc-Aurel-Straße.
- Tiefer Graben, historische Bezeichnung, die 1186 erstmals urkundlich erwähnt wurde. Schon zur Römischen Kaiserzeit verlief beim Legionslager Vindobona im Nordwesten der Lagerbefestigung der Ottakringer Bach. Die Gegend hat im ehemaligen Bereich der Bachmündung in die Donau (heute: Donaukanal) eine sehr steile Topografie. 1426 wurde der Ottakringer Bach umgeleitet; das ehemalige Bachbett wurde jedoch nie aufgeschüttet und auf das Straßenniveau seiner Umgebung gebracht, weshalb es sich auch heute noch als Furche durch die umliegende Gegend gräbt. Die Straße hieß ursprünglich nur Graben, ab 1326 auch Buchfellergraben („Buchfeller“ hießen die Hersteller von Pergament). Der Name Tiefer Graben findet sich erstmals 1349. Das unterste Stück bei der heutigen Börsegasse und beim Concordiaplatz hieß 1314 Im Ledereck und 1326–1701 Unter der Hohen Brücke (nach der Hohen Brücke, die seit dem 13. Jahrhundert den Tiefen Graben überquert).
- Trattnerhof, 1912 benannt nach dem Zinshaus Trattnerhof, das sich an dieser Stelle befand; dieses wiederum benannt nach dem Buchdrucker, Buchhändler und Verleger Thomas von Trattner (1717–1798). Er war ab 1752 „Hofbuchdrucker“ mit dem kaiserlichen Privileg, alle in Österreich benötigten Schul- und Lehrbücher herzustellen. In den nächsten Jahren konnte Trattner seine Firma zu einem „Konzern“ ausbauen, da er Papiermühlen, Bleigießereien und Buchbindereien als Filialen in der ganzen Habsburgermonarchie aufkaufte oder selbst gründete. 1773 kaufte er den Freisinger Hof (siehe Freisingergasse) und ließ an seiner Stelle ein für damalige Verhältnisse riesiges Zinshaus bauen, das 1776 vollendet wurde. Der Trattnerhof wurde 1911 durch zwei Neubauten ersetzt, zwischen denen die Gasse Trattnerhof angelegt wurde.
- Tuchlauben, historische Bezeichnung nach den Tuchhändlern und Tuchschneidern in dieser Gasse. Die Tuchmacher waren spezialisierte Weber, die feine gewalkte und geraute Wollgewebe herstellten und die zu den wohlhabendsten Gewerbetreibenden der Stadt gehörten. „Lauben“ bezeichnen die bogenförmigen Arkaden der Häuser, in denen die Tuchmacher ihre Ware verkauften. Ein Teil der Gasse wurde bereits 1293 als Unter den Lauben erwähnt. Verschiedene Teilstücke hatten zahlreiche unterschiedliche Namen: Spänglergasse, Unter den Spenglern, Unter den Buchvelern, Unter den Sporern, Unter den Messerern, Unter den Sattlern, Beim Peilertor und Unter den Tuchlauben. 1862 wurde für den gesamten Straßenzug der Name Tuchlauben amtlich festgelegt. Die heute zur Ortsangabe übliche Formulierung lautet "auf den Tuchlauben".[20]
- Tuchlaubenhof, kurze Sackgasse, die von den Tuchlauben abzweigt (siehe diese) und 1912 nach dem in diesem Jahr fertiggestellten Tuchlaubenhof benannt wurde. Der Tuchlaubenhof wurde an Stelle des Seitzerhofs errichtet; siehe Seitzergasse.

## U

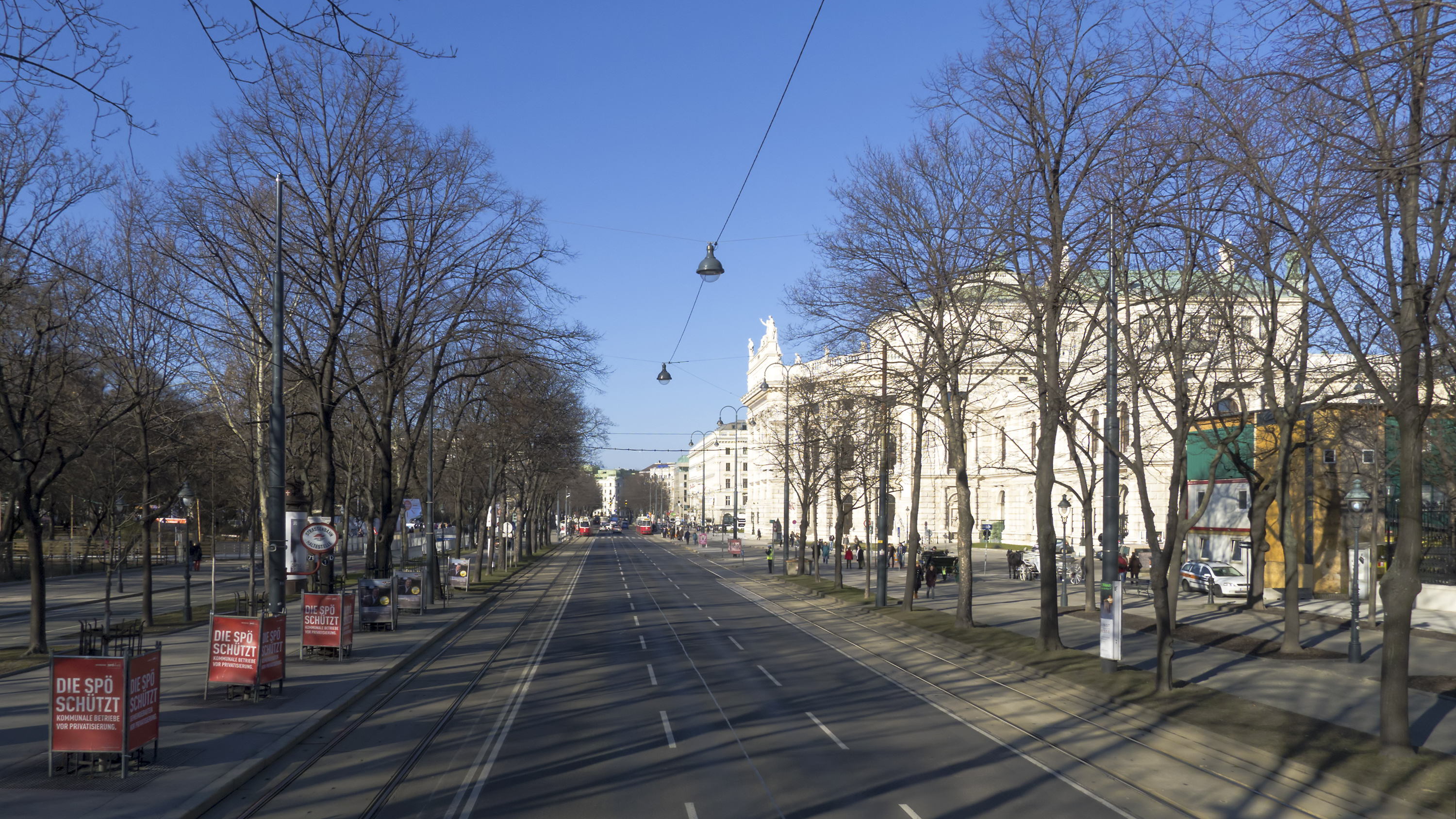
Der Universitätsring, links der Rathauspark, rechts das Burgtheater

- Universitätsring, 2012 benannt nach der Universität Wien, deren Hauptgebäude sich an diesem Abschnitt der Wiener Ringstraße befindet. Die Universität Wien ist mit rund 91.000 Studierenden die meistbelegte Universität im deutschen Sprachraum. Das von Simon von Sina gestiftete Gebäude wurde 1877–1884 von Heinrich von Ferstel erbaut; es war ab 1983 auf der 1000-Schilling-Banknote abgebildet. Die hier vom Ring abzweigende Universitätsstraße ist ebenfalls nach der Alma Mater Vindobonensis benannt. Die in den 1860er Jahren neu angelegte Ringstraße hieß in diesem Abschnitt 1870–1919 Franzensring (nach dem ersten Kaiser von Österreich, Franz I.), dann 1919–1934 Ring des 12. November (nach dem Tag der Ausrufung der Republik) und 1934–2012 Dr.-Karl-Lueger-Ring (nach Bürgermeister Karl Lueger).
- Universitätsstraße, 1873 benannt nach der Universität Wien, an deren rechter Schmalseite beim Schottentor sie beginnt; siehe Universitätsring. Die Universitätsstraße wurde als nördlicher Abschluss des einheitlich geplanten und gebauten Rathausviertels zwischen Ringstraße und Zweierlinie projektiert. Sie wurde ein nur kurzer, aber wichtiger und stark befahrener Straßenzug im Zentrum Wiens. Auf Nr. 7 befindet sich das Neue Institutsgebäude der Universität.
- Uraniastraße, 1913 benannt nach der Wiener Urania. Die Volksbildungseinrichtung, die eine Sternwarte beinhaltet, wurde 1897 gegründet; das Urania-Gebäude wurde 1909/10 von Max Fabiani erbaut. Ihren Namen bekam die Institution nach der Muse Urania, die in der griechischen Mythologie als Schutzgöttin der Sternkunde galt. Im Umfeld der Straße wurden nach dem 1900 / 1901 erfolgten Abriss der Franz-Joseph-Kaserne die Baulinien, speziell für den Stubenring, neu festgelegt; die Zufahrt von Franz-Josefs-Kai und Ring zur Radetzkybrücke hatte noch keinen speziellen Namen. 1906 wurde sie nach dem Initiator der österreichischen Postsparkasse Georg-Coch-Straße benannt; 1913 wurde Coch durch Benennung des Platzes vor dem nahe gelegenen neuen Hauptgebäude der Postsparkasse geehrt.

## V

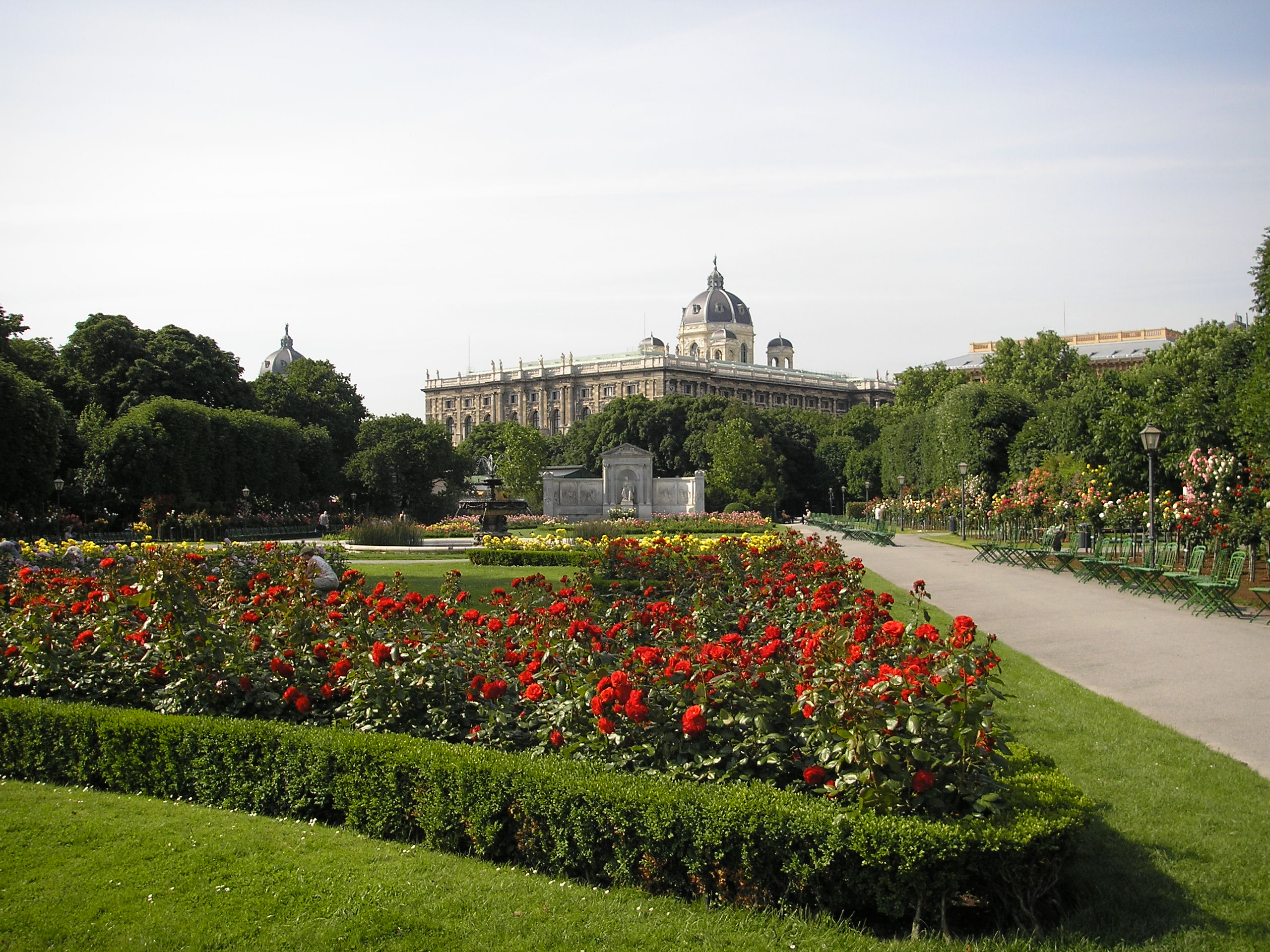
Volksgarten, im Hintergrund die Seitenfront des Naturhistorischen Museums am Burgring

- Volksgartenstraße, 1869 benannt nach der Parkanlage Volksgarten. 1821–1823 wurde innerhalb der Stadtmauern ein Park angelegt; da er der Öffentlichkeit zugänglich war, wurde ab 1825 die Bezeichnung Volksgarten gebräuchlich. In der Mitte der Anlage wurde 1819–1823 nach Entwürfen von Peter von Nobile der Theseustempel errichtet (siehe die Nobilegasse im 14. und 15. Bezirk). Nach der Demolierung der Stadtbefestigung wurde der Park 1862–1864 erweitert, und 1883–1884 durch Friedrich Ohmann abermals vergrößert (siehe die Ohmanngasse im 19. Bezirk, Döbling). Die Volksgartenstraße wurde am Areal des ehemaligen Glacis angelegt und liegt nicht unmittelbar am Volksgarten
- Vorlaufstraße, 1886 benannt nach dem Bürgermeister Konrad Vorlauf (1335–1408); er war ab 1396 Mitglied des Inneren Rates und 1403–1404 sowie 1406–1408 Wiener Bürgermeister. Im Zuge einer Intrige bei Hof wurde er 1408 gemeinsam mit dem Bürgermeister Hans Rockh und dem Baumeister Konrad Ramperstorffer hingerichtet; siehe die Rockhgasse, sowie die Ramperstorffergasse im 5. Bezirk, Margareten. Vorlauf war ab der zweiten Hälfte des 19. Jahrhunderts als Vorbild des liberalen Bürgertums sehr populär und wurde letztlich mit einer Straßenbenennung geehrt. Die Gasse war 1796–1886 – bei etwas anderem Verlauf als heute – ein Teil der Sterngasse; siehe diese.

## W

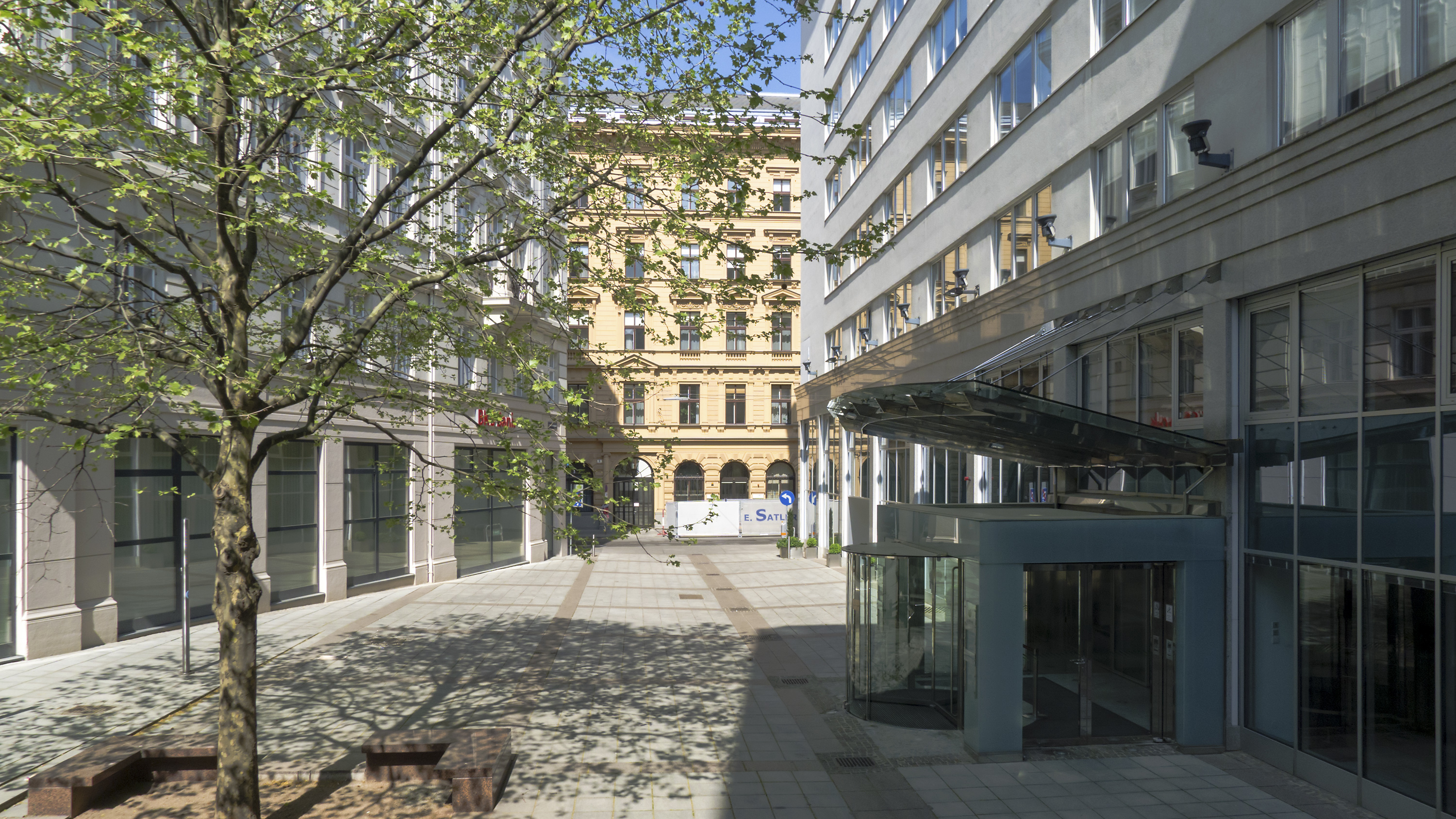
Die kurze Wächtergasse in Richtung Renngasse

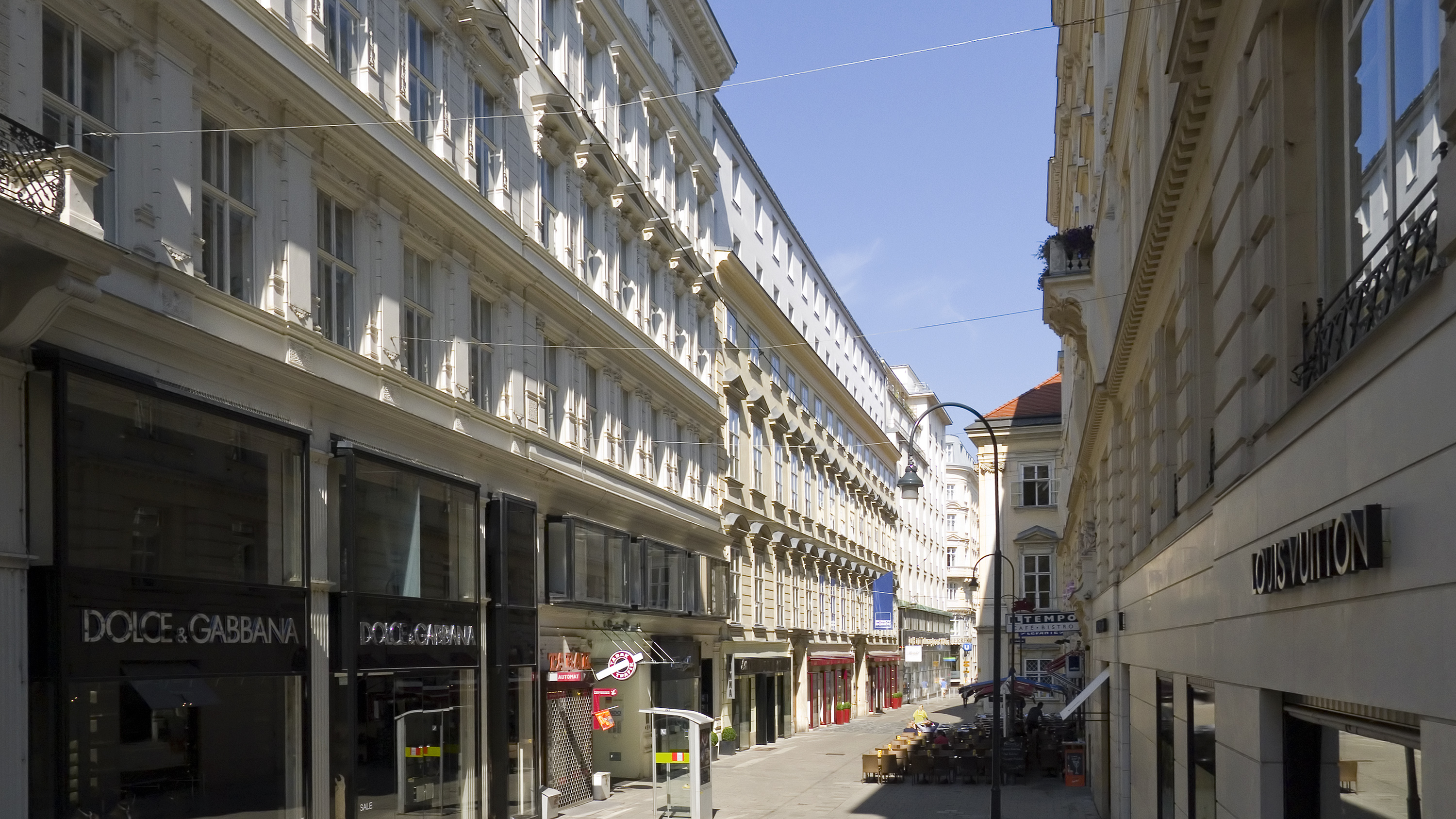
Die Wallnerstraße ab der Kreuzung mit dem Kohlmarkt

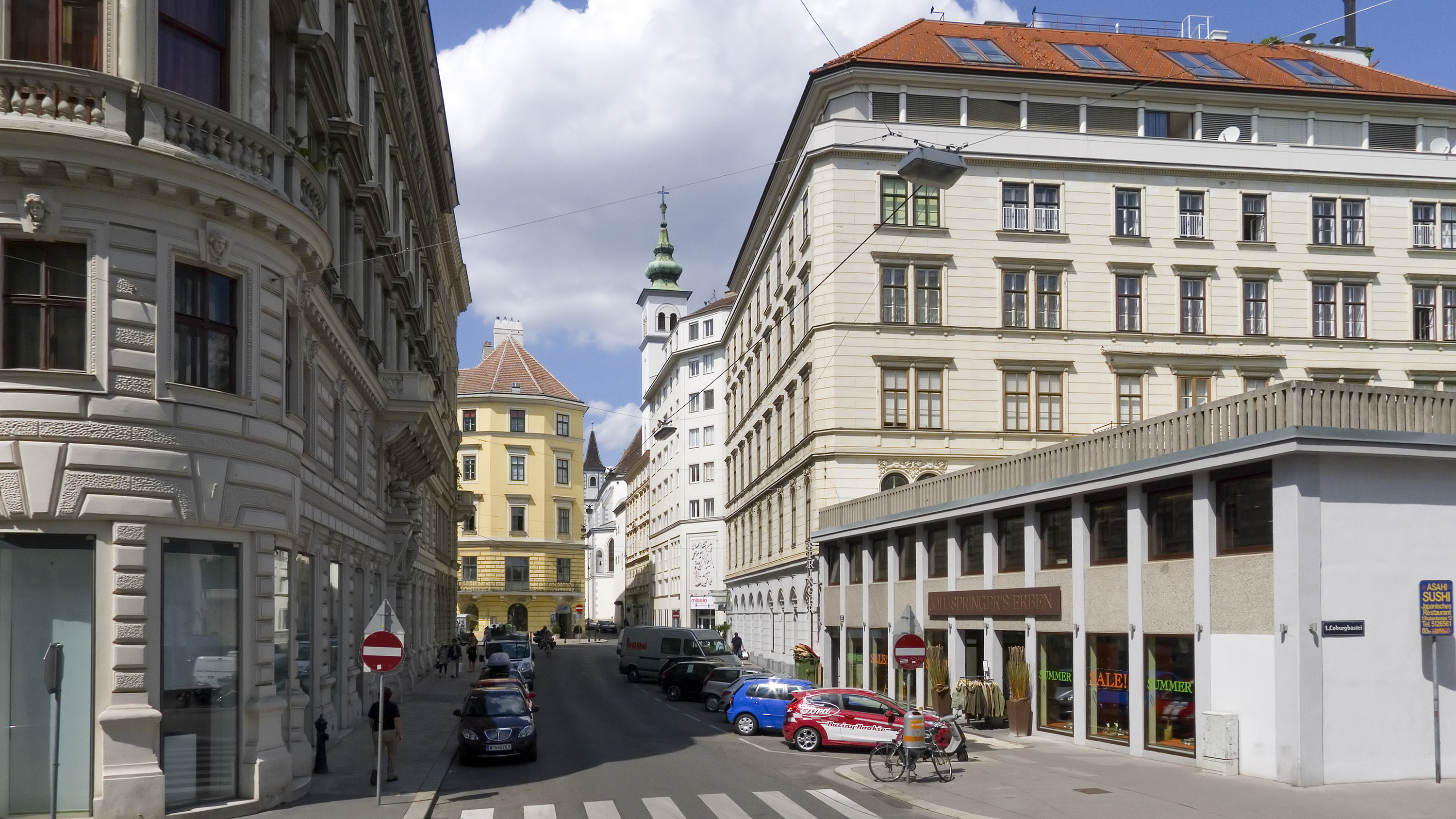
Die Weihburggasse bei der Coburgbastei, im Hintergrund der Turm der Franziskanerkirche

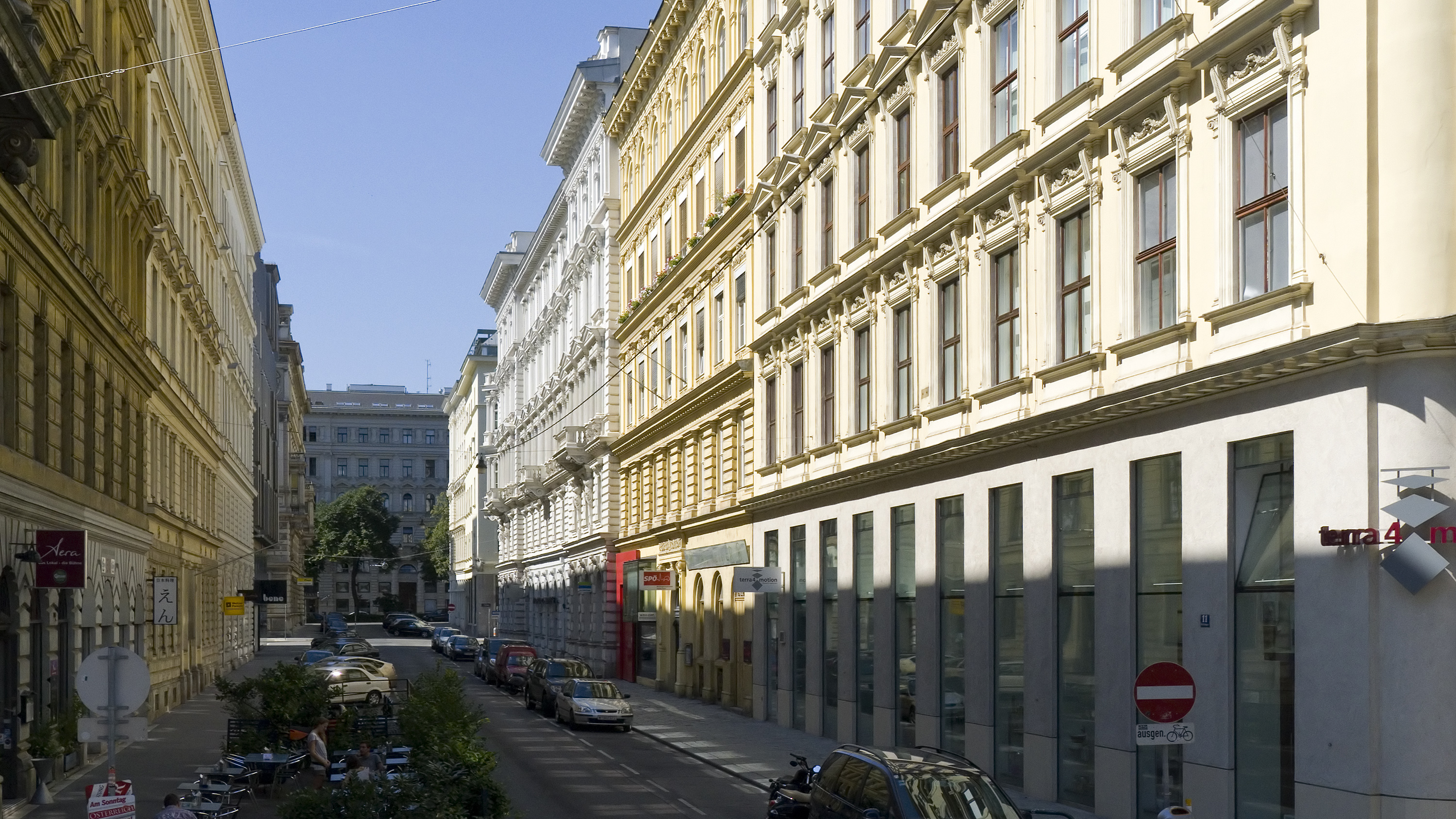
Die Werdertorgasse bei der Gonzagagasse Richtung Südwesten zur Börsegasse

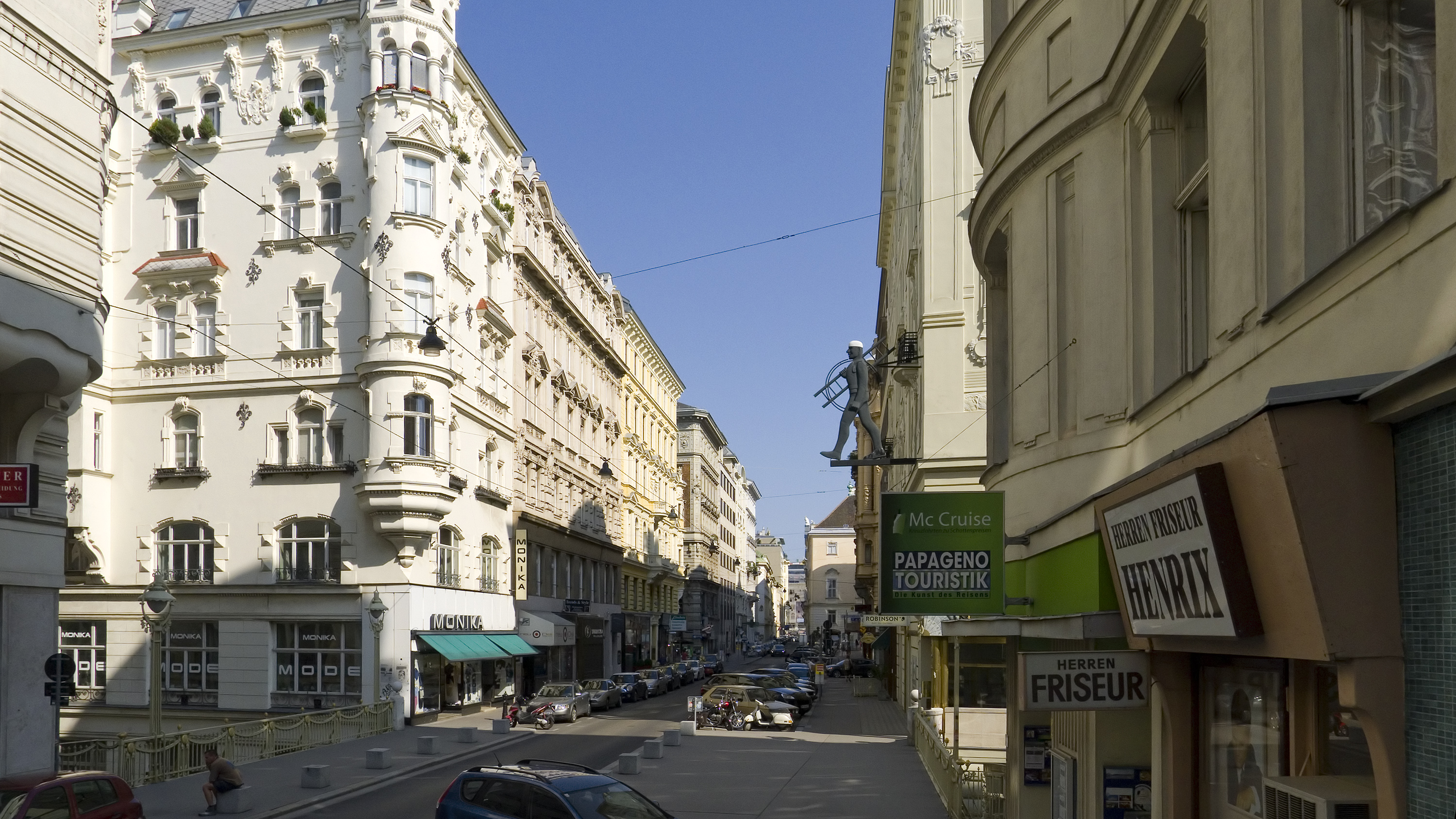
Die Wipplingerstraße Richtung Osten bei der Hohen Brücke, unter der der Tiefe Graben quert

- Wächtergasse, historische Bezeichnung nach einem Wachlokal der städtischen „Rumorwache“, das sich 1650–1773 in dieser Gasse befand. Die zivile Rumor- und Stadtsicherheitswache war 1646 aufgestellt worden, um die Sicherheit der Stadtbewohner zu erhöhen; sie stand in Konkurrenz zur militärischen „Stadtguardia“. Die Rumorwache wurde 1776 aufgelöst und durch das k.k. Polizeiwachkorps ersetzt. Aus diesem entwickelte sich 1869 die k.k. Sicherheitswache und schließlich die heutige Polizei. Die Gasse führt von der Renngasse hinunter zum Tiefen Graben und überwindet das letzte Stück als Stiege. Erwähnt wurde sie ab 1449 als Gäßlein da man auf die Renngasse geht und 1786 als Wächtergassel; die heutige Schreibweise wurde 1862 festgelegt.
- Walfischgasse, historische Bezeichnung nach dem ehemaligen Gasthaus „Bey den Wallfisch“ in der Krugerstraße 17, das 1700 erstmals erwähnt wurde und später „Zum Jonas mit dem Walfisch“ genannt wurde. Die Gasse wurde 1786 Wallfischgasse geschrieben und 1919 in der heutigen Schreibweise benannt. Die ehemals gekrümmte Gasse wurde im Zuge einer Neuparzellierung 1874 begradigt; als kleiner Überrest des früheren Verlaufs besteht heute noch die Alte Walfischgasse, eine kleine Sackgasse beim Moulin Rouge; siehe diese.
- Wallnerstraße, historische Bezeichnung, deren Herkunft und Bedeutung unbekannt ist. Der Name könnte sich von „fremden“ Händlern oder Fuhrleuten ableiten (von wallisch bzw. welsch = fremd) oder von einer Bürgerfamilie namens Walich. Gelegentlich wird auch ein Bezug zum Gewerbe der Tuchwalker vermutet. Die Gasse hieß 1300 Walchstraße und 1306 Walichstraße. In der Folge wurde sie oft verballhornt (Waldstraße, Waltstraße, Wallerstraße), bis 1848 die heutige Schreibweise festgelegt wurde.
- Weihburggasse, historische Bezeichnung nach der ehemaligen Weihenburg. Zur Zeit der babenbergischen Stadterweiterung am Anfang des 13. Jahrhunderts stand in dieser Gegend ein Befestigungswerk, das 1234 als Wihpurch und 1277 als Weihenburgk erwähnt wird. Die Funktion und das Aussehen dieser Anlage sind nicht bekannt. Sie wird in der Folge als Weyhenpurg (1430) und Weichenpurkh (1451) erwähnt, gelegentlich auch Weichenburg. Von 1378 bis 1392 besaß ein Arzt namens Nikolaus („Niclas der pucharcz“) hier ein Haus.[21] Die Gasse hieß 1710 Weyhburg Gassen, 1794 Weyburggasse, und spätestens ab 1809 immer häufiger in der heutigen Schreibweise. Sie führte ursprünglich von der Kärntner Straße bis zur Seilerstätte. 1810 wurde in der Stadtmauer das Karolinentor bzw. Seilertor (zwischen den heutigen Hausnummern 26 und 27) als Verbindung für Fußgänger zur Landstraße hin durchgebrochen. Nach der Demolierung der Stadtmauer wurde die Gasse 1867 bis zum Parkring verlängert.
- Weiskirchnerstraße, 1932 benannt nach dem Beamten, Politiker und Bürgermeister Richard Weiskirchner (1861–1926); er war ab 1883 Konzeptsbeamter der Stadt Wien und wurde unter dem christlichsozialen Bürgermeister Karl Lueger 1903 zum Magistratsdirektor, dem höchsten Beamten der Stadtverwaltung, befördert. Von 1913 bis 1919 war er schließlich selbst letzter (gewählter) christlichsozialer Bürgermeister. Weiters war er Reichsratsabgeordneter (1897–1911), Präsident des Abgeordnetenhauses (1907–1909), Mitglied des Niederösterreichischen Landtags (1898–1915), k. k. Handelsminister (1909–1911) und zuletzt Präsident des Nationalrates (1920–1923). Sein Vorgänger als Bürgermeister war Josef Neumayer (keine Straßenbenennung), sein Nachfolger war Jakob Reumann (siehe den Reumannplatz im 10. Bezirk, Favoriten). Die Straße war bis 1932 Teil der Wollzeile; nachdem diese 1926 durch die Anlage des Dr.-Karl-Lueger-Platzes unterbrochen wurde, benannte man den äußeren Teil der Wollzeile Jahre später in Weiskirchnerstraße um.
- Werdertorgasse, 1864 benannt nach dem ehemaligen Werdertor, einem Tor in der babenbergischen Stadtmauer in der Nähe des Austritts des Ottakringer Bachs durch die Stadtbefestigung. Das Tor wurde 1305 als Werderburgtor erwähnt und 1313 als Werdertor. Später erstreckte sich hier die 1558–1561 erbaute und 1859–1860 demolierte Elendbastei. Der Namensteil „Werd“ (oder „Wörth“) ist mittelhochdeutsch für Flussinsel und bezieht sich auf die Inseln in der unmittelbar nordöstlich gelegenen Donau (heute: Donaukanal); siehe die Gasse Im Werd im gegenüberliegenden 2. Bezirk, Leopoldstadt.
- Wiesingerstraße, 1902 benannt nach dem Geistlichen und Journalisten Albert Wiesinger (1830–1896), Priester in Matzleinsdorf und in der Augustinerkirche, ab 1866 Pfarrer der Peterskirche in der Altstadt. Er war ab 1859 Redakteur der konservativen Tageszeitung Die Gegenwart und 1861–1874 Chefredakteur der Wiener Kirchenzeitung als Nachfolger von Sebastian Brunner (siehe die Sebastian-Brunner-Gasse im 13. Bezirk, Hietzing). Von 1872 bis 1875 leitete er den Österreichischen Volksfreund. Wiesinger war einer der führenden katholischen Publizisten Wiens und als Polemiker gefürchtet; seine radikale und antisemitische Schreibweise führte häufig zu Prozessen. 1895–1896 war er Mitglied des Wiener Gemeinderats. Die Straße entstand in der Ära des antisemitischen Bürgermeisters Karl Lueger unmittelbar nach dem Abbruch der Franz-Joseph-Kaserne. Im Historikerbericht Straßennamen Wiens seit 1860 als „Politische Erinnerungsorte“ aus dem Jahr 2013 ist die Straße Gruppe A (intensiver Diskussionsbedarf) zugeordnet[1]
- Wildpretmarkt, 1862 amtlich benannt nach der ehemaligen Verkaufsstätte für Wildbret, also das Fleisch von frei lebenden Tieren, die dem Jagdrecht unterliegen (Wild). Die Gasse wurde 1302 als Kammerhof erwähnt (nach dem Sitz der herzoglichen Finanzverwaltung am Bauernmarkt 3), ab 1547 als Heringsmarkt, ab 1701 als Alter Heringsmarkt sowie auch als Neuer Kienmarkt. Um 1830 schien sie wieder als Kammerhof auf dem Stadtplan auf.
- Windhaaggasse, 1894 benannt nach dem Juristen und Politiker Joachim Enzmilner, Reichsgraf von Windhaag (1600–1678). Er war führender Vertreter der katholischen Gegenreformation, wurde wegen seiner Verdienste in den Adels-, Freiherrn- und Grafenstand erhoben und kam zu großem Vermögen. Seine umfangreichen Besitzung ließ er in der ersten illustrierten Herrschaftstopographie Österreichs, der Topographia Windhagiana, 1656 und 1673 kartografieren. Seine umfangreiche Bibliothek, die Bibliotheca Windhagiana, wurde nach seinem Tod zu einem der Grundsteine der Wiener Universitätsbibliothek. Die nach wie vor bestehende Windhag Stipendienstiftung für Niederösterreich ist auf ihn zurückzuführen. Die schmale Gasse hieß ursprünglich ab ca. 1827 Stiftgasse (nach der Windhaag’schen Stiftung) und 1862–1894 Sternwartgasse (nach der Sternwarte der Alten Universität).
- Wipplingerstraße, historische Bezeichnung. Die Straße wurde urkundlich erstmals 1272 als Wildwerkaere Strazze erwähnt (nach den „Wildwerkern“, einer alten Bezeichnung für Kürschner). In der Folge kam es zu den Verballhornungen Wildbergerstraße, Wildwegerstraße, Wilpingerstraße und ähnlichen, bis sich Anfang des 18. Jahrhunderts Wipplingerstraße durchsetzte. Die drei Häuserblöcke nordwärts der Renngasse bis zur Maria-Theresien-Straße (Bezirksgrenze) und der diesen Straßenteil unterbrechende Börseplatz entstanden 1870 nach der Demolierung der Stadtmauer.
- Wolfengasse, historische Bezeichnung nach dem ehemaligen Wirtshaus „Zum weißen Wolf“. Dessen Name dürfte sich auf einen Hausbesitzer namens Wolf Weiß beziehen, der 1587 als Inhaber aufscheint. Die Gasse wurde erstmals 1434 ohne Namen erwähnt, 1695 als Weißen Wolffen Gäßlein. In der Folge finden sich die Namen Wolfgässel, Wolfengässel und Wolfgasse, bis 1862 die heutige Schreibweise amtlich festgelegt wurde.
- Wolfgang-Schmitz-Promenade, 2018 benannt nach dem ÖVP-Politiker Wolfgang Schmitz (1923–2008); er war ab 1950 in der Wirtschaftskammer tätig. Von 1964 bis 1968 war er Finanzminister, von 1968 bis 1973 Präsident der Oesterreichischen Nationalbank. Die Promenade ist ein Fußweg an Donaukanal und Wienfluss zwischen Marienbrücke und Radetzkybrücke.
- Wollzeile, historische Bezeichnung nach dem einstigen Sitz der Wollweber und Wollhändler, der sich hier befand. Der Straßenname findet sich erstmals 1261 als Wollezeil und dann in weiteren Varianten; die heutige Schreibweise ist seit 1827 in Gebrauch. Der Namensteil „-zeile“ deutet auf eine ursprünglich nur einseitige Verbauung hin. Nach dem Abbruch der Stadtbefestigung in der Gegend des Stubentors (1858–1862) wurde die Straße bis zum Wienfluss (Bezirksgrenze) verlängert. Nach der Errichtung des Luegerdenkmals und der Schaffung des Dr.-Karl-Lueger-Platzes an der Kreuzung mit der Ringstraße, 1926, wurde der außerhalb des neuen Platzes gelegene Teil der Wollzeile 1932 in Weiskirchnerstraße umbenannt.

## Z

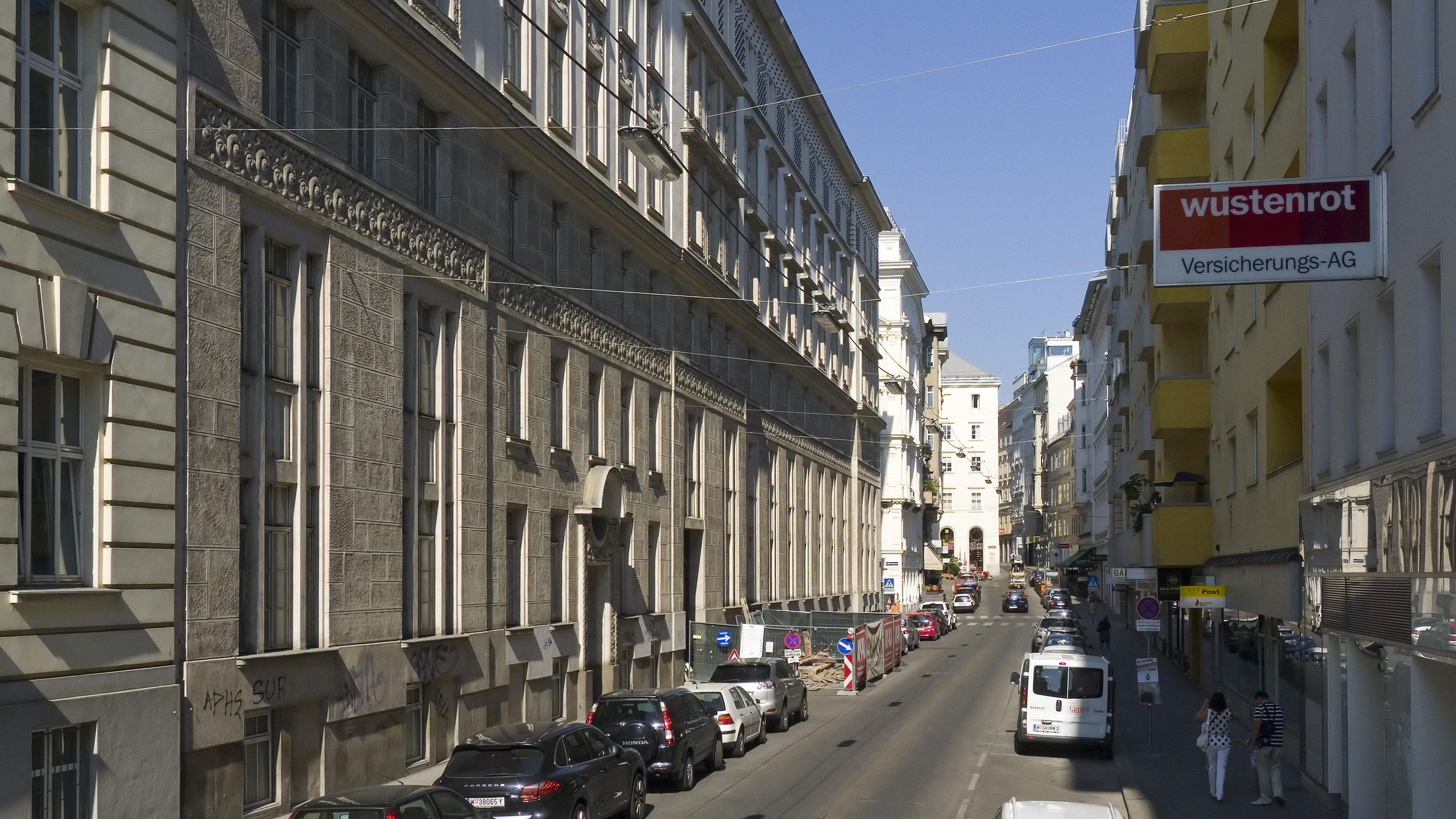
Zedlitzgasse; im Hintergrund ihre Fortsetzung zum Stephansplatz, die Schulerstraße

- Zedlitzgasse, um 1865 benannt nach dem Offizier und Schriftsteller Joseph Christian von Zedlitz (1790–1862); als Offizier eines Husarenregiments kämpfte er u. a. bei den Schlachten von Aspern und Wagram. 1810 nahm er seinen Abschied und widmete sich der Schriftstellerei; unter anderem schrieb er jene Textversion der Österreichischen Kaiserhymne, die von 1836 bis 1854 in Gebrauch war. Von 1838 bis 1848 war Zedlitz als Beamter in der Staatskanzlei und als Diplomat tätig. Die Gasse hieß davor Jakoberhof (nach dem ehemaligen Frauenkloster St. Jakob auf der Hülben).
- Zelinkagasse, 1869 benannt nach dem Juristen und Bürgermeister Andreas Zelinka (1802–1868); er arbeitete zunächst als Rechtsanwalt und war ab 1848 Mitglied des Wiener Gemeinderats. Von 1861 bis 1868 war er Bürgermeister von Wien. In seine Amtszeit fiel die Planung der I. Wiener Hochquellenwasserleitung, der Donauregulierung und des Wiener Zentralfriedhofs. Ab 1862 war Zelinka auch Abgeordneter zum Landtag von Niederösterreich und ab 1867 Mitglied des Herrenhauses. Sein Vorgänger als Bürgermeister war Johann Kaspar von Seiller (keine Straßenbenennung), sein Nachfolger war Cajetan von Felder (siehe Felderstraße).

## Historische Straßennamen

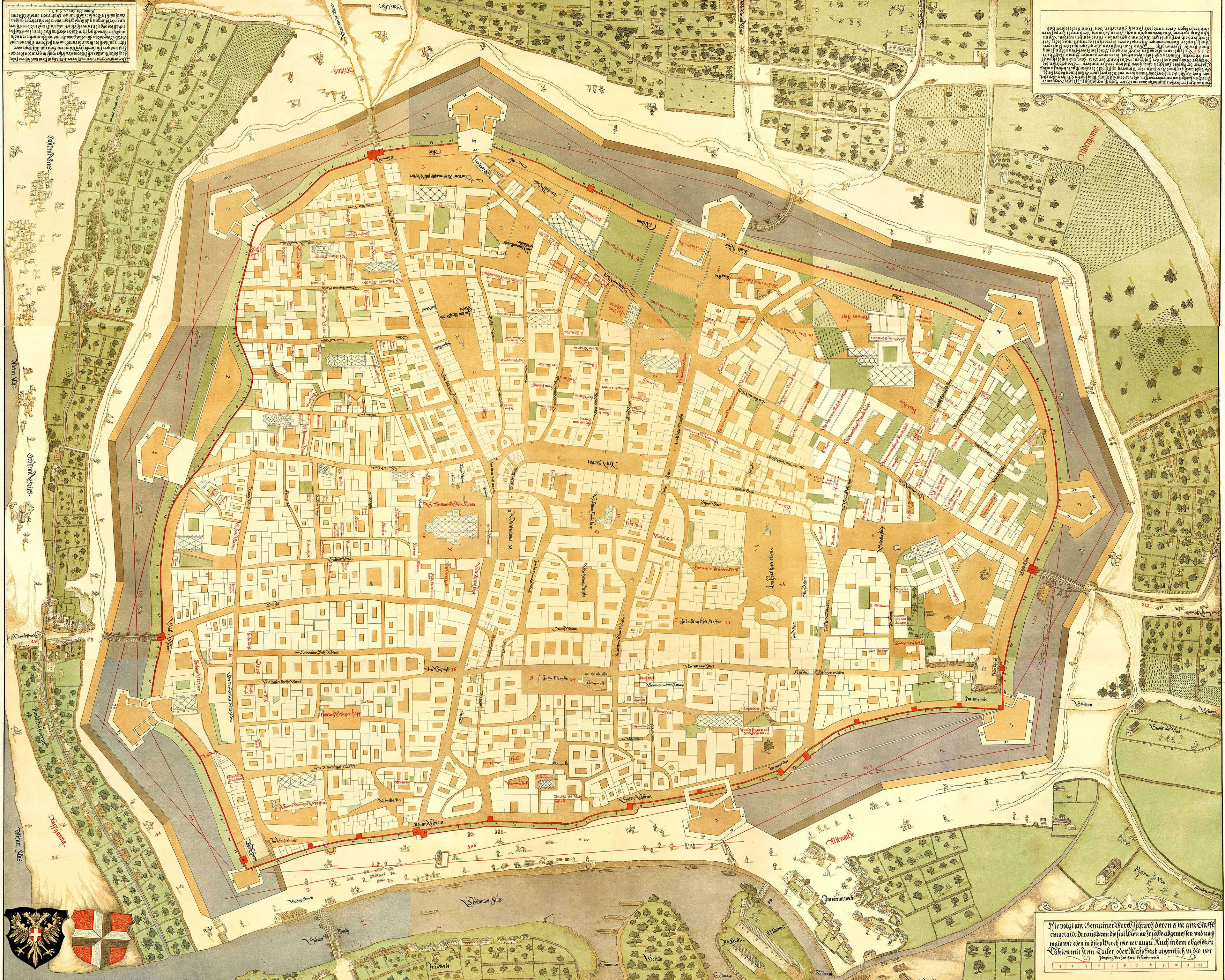
Wien im Jahr 1547

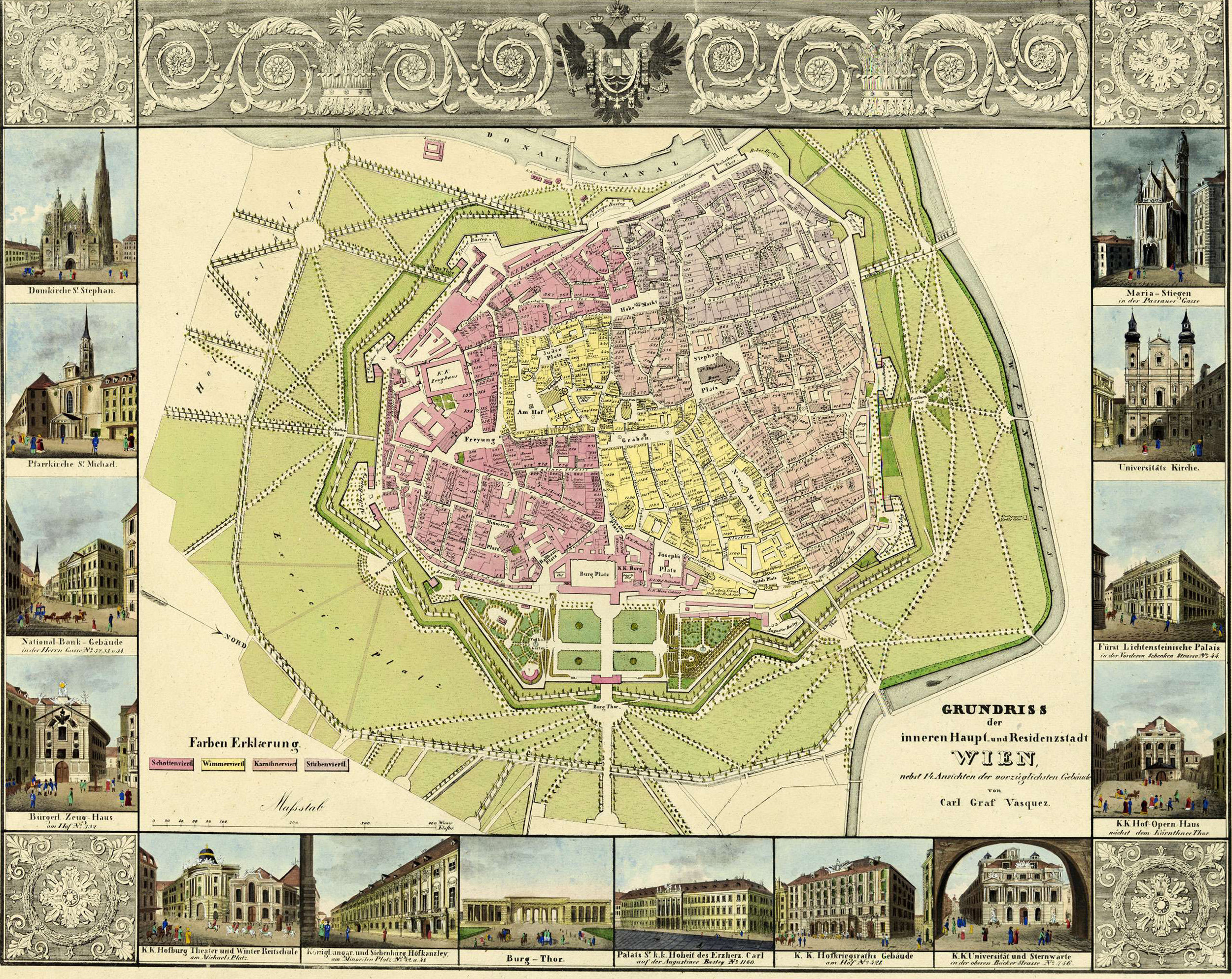
Wien um 1830, heute der Großteil der Inneren Stadt (1. Bezirk)

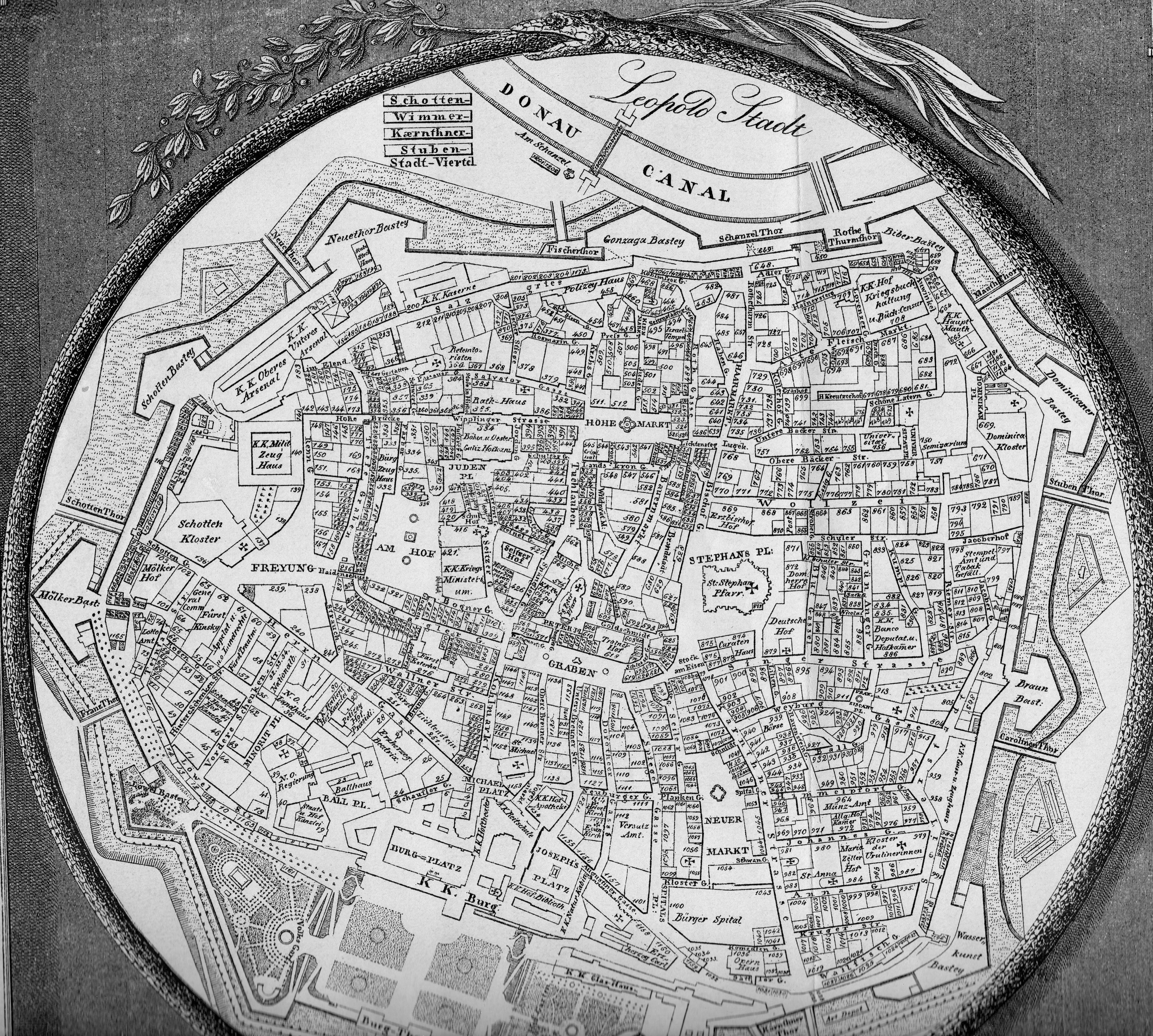
Die Altstadt vor 1858 (die Vorstädte waren schon eingemeindet, die Stadtmauer noch nicht demoliert)

- Adam-und-Eva-Gassel: siehe Irisgasse
- Adlergasse: nach 1945 in den Franz-Josefs-Kai einbezogen
- Albrecht(s)gasse: siehe Goethegasse
- Albrecht(s)platz: siehe Albertinaplatz
- Alter Bauernmarkt: siehe Bauernmarkt
- Alter Fleischmarkt: siehe Fleischmarkt
- Amalienstraße bzw. Amaliengasse: siehe Hansenstraße
- Am Glacis: siehe Auerspergstraße bzw. Landesgerichtsstraße
- Am grünen Anger: siehe Grünangergasse
- Am Haarmarkt ist ein seit 1270 nachweisbarer und bis 1862 verwendeter Name für das mittlere Drittel der heutigen Rotenturmstraße. Der Name leitet sich von der Bezeichnung Haar für Flachs ab, weshalb er auch Flachsmarkt genannt wurde. Er erstreckte sich vom Lugeck / Lichtensteg bis zum heutigen Fleischmarkt.
- Am Kienmarkt: siehe Ruprechtsplatz und Judengasse
- Am Lichtensteg: siehe Rotenturmstraße
- Am Paradeplatz: siehe Auerspergstraße bzw. Landesgerichtsstraße
- An der Gstätten: siehe Marienstiege
- Am Peilertor: siehe Bognergasse
- Am Peter: siehe Petersplatz
- Am Rossmarkt: siehe Renngasse
- An unserer Frauen Stiege: siehe Marienstiege
- Armesündergasse: siehe Liliengasse
- Aspernplatz: siehe Julius-Raab-Platz
- Auf dem hohen Steig: siehe Himmelpfortgasse
- Auf der Dacken: siehe Ballgasse
- Augustengasse: siehe Gölsdorfgasse
- Äußerer Burgplatz: siehe Heldenplatz
- Badstubengässlein: siehe Körblergasse
- Ballplatz: siehe Ballhausplatz
- Bei der Himmelpforte: siehe Himmelpfortgasse
- Bei den Pfeilschnitzern: siehe Kleeblattgasse
- Bei den Predigern: siehe Postgasse
- Bei St. Michael: siehe Reitschulgasse
- Bibliotheksplatz: siehe Josefsplatz
- Bischofsgasse wurde bis 1862 das oberste Drittel der Rotenturmstraße vom Stephansplatz bis zum Lugeck / Lichtensteg genannt. Der Teil wurde in den ältesten Zeiten Dem Domprobst von St. Stephan gegenüber bezeichnet. Da das Eckhaus zum Stephansplatz seit 1471 den Wiener Bischöfen bzw. Administratoren als Residenz diente und sich der Name von Propsthof zu Bischofshof wandelte, wurde dieser Straßenteil seit dem 16. Jh. als Bischofsgasse bezeichnet.
- Blankengasse: siehe Plankengasse
- Bockgasse: siehe Postgasse
- Breittenstraße: siehe Bräunerstraße
- Brunnengasse: siehe Fahnengasse
- Bürgermeistergasse: siehe Lichtenfelsgasse
- Burggasse: siehe Josefstädter Straße
- Burgplatz: siehe In der Burg
- Bürstenbindergäßchen: siehe Rosengasse
- Cäciliengasse: siehe Maysedergasse
- Champflucken: siehe Kumpfgasse
- Chernerstraz: siehe Kärntner Straße
- Chorgässlein: siehe Blutgasse
- Chrugstrazze: siehe Krugerstraße
- Constitutionsplatz: siehe Michaelerplatz
- Currentengasse: siehe Kurrentgasse
- Dominikanerplatz: siehe Postgasse
- Drei Rabengasse: siehe Rabensteig
- Dr.-Ignaz-Seipel-Ring: siehe Dr.-Karl-Renner-Ring
- Dr.-Karl-Lueger-Ring: siehe Universitätsring
- Färberstraße: siehe Dorotheergasse
- Ferdinands-Platz: siehe Schwedenplatz
- Ferstelgasse: siehe Petrarcagasse
- Filzerstraße: siehe Riemergasse
- Franzensplatz: siehe In der Burg
- Franzensring: siehe Dr.-Karl-Renner-Ring, Universitätsring
- Gässel zur Bastei: siehe Schottenbastei
- Gässlein bei den weißen Brüdern: siehe Kurrentgasse
- Gässlein bei der Badstube: siehe Essiggasse
- Georg-Coch-Straße: siehe Uraniastraße
- Giselastraße: siehe Bösendorferstraße
- Glockengasse: siehe Irisgasse
- Grabengasse: siehe Graben
- Große Schulenstraße: siehe Schulerstraße
- Haarmarkt: siehe Rotenturmstraße
- Hinter der Schlagstube: siehe Landskrongasse
- Hintere Bäckerstraße: siehe Sonnenfelsgasse
- Hintere Schenkenstraße: siehe Schenkenstraße
- Hintere Schulstraße: siehe Domgasse
- Hinter St. Jakob: siehe Jakobergasse
- Hinter St. Pankraz: siehe Naglergasse
- Hofgartengasse: siehe Hanuschgasse
- Hofgäßlein: siehe Färbergasse
- Hofstallstraße: siehe Museumstraße
- Hühnerbühel: siehe Bauernmarkt
- Hühnergässel: siehe Bauernmarkt
- Hühnerloch: siehe Oppolzergasse
- Hundsfottgässel: siehe Irisgasse
- Hutstoppergässel: siehe Ertlgasse
- Im Ledererhof: siehe Ledererhof
- Im Sauwinkel: siehe Auwinkel
- In der Landskron: siehe Landskrongasse
- Innerer Burgplatz: siehe In der Burg
- Jesuitenplatz: siehe Schulhof bzw. Dr.-Ignaz-Seipel-Platz
- Kaiserin Zita-Ring: siehe Kärntner Ring
- Kaiser Karl-Ring: siehe Opernring
- Kaiser Wilhelm-Ring: siehe Parkring
- Kapuzinergasse: siehe Plankengasse
- Keilgasse: siehe Mölker Steig
- Kernerstraße: siehe Kärntner Straße
- Kienmarkt: siehe Judengasse und Ruprechtsplatz
- Kirchengasse: siehe Jesuitengasse
- Kleine Schulerstraße: siehe Domgasse
- Kleppergasse: siehe Mölker Steig bzw. Oppolzergasse
- Kleppersteig: siehe Schreyvogelgasse
- Klostergasse: siehe Gluckgasse
- Klugestraße: siehe Krugerstraße
- Kochgasse: siehe Göttweihergasse
- Kohlmessergasse: nach 1945 in den Franz-Josefs-Kai einbezogen
- Kolowratring: siehe Schubertring
- Komödiengasse: siehe Maysedergasse
- Kopalplatz: siehe Oskar-Kokoschka-Platz
- Kothgässel: siehe Blutgasse
- Krebsgasse: siehe Marc-Aurel-Straße
- Kreuzgasse: siehe Metastasiogasse
- Krongasse: siehe Griechengasse
- Künstlergasse: siehe Dumbastraße
- Laderstraße: siehe Spiegelgasse
- Lisztstraße: siehe Georg-Coch-Platz
- Lybstensteig: siehe Kramergasse
- Magistratsstraße: siehe Felderstraße
- Mariengasse: siehe Ertlgasse
- Märzstraße: siehe Sonnenfelsgasse
- Maximilianstraße: siehe Mahlerstraße
- Minoritengasse: siehe Petrarcagasse
- Münzerstraße: siehe Bauernmarkt
- Neuburgergasse: siehe Plankengasse
- Neuer Kienmarkt: siehe Wildpretmarkt
- Neuer Paradeplatz: siehe Heldenplatz
- Obere Bäckerstraße: siehe Bäckerstraße
- Obere Bräunerstraße: siehe Habsburgergasse
- Ofenlochgasse: siehe Kleeblattgasse
- Parlamentsring: siehe Dr.-Karl-Renner-Ring
- Passauer Gasse: siehe Passauer Platz, Salvatorgasse
- Pfeilerstraße: siehe Kleeblattgasse
- Pippingerstraße: siehe Annagasse
- Predigerplatz: siehe Postgasse
- Preitenstraße: siehe Bräunerstraße
- Preßgasse: siehe Sterngasse
- Promenadeplatz: siehe Heldenplatz
- Radgässlein: siehe Rotgasse
- Refelbühel: siehe Irisgasse
- Refellucke: siehe Bauernmarkt
- Regierungsgasse: siehe Leopold-Figl-Gasse
- Reichsratsplatz: siehe Schmerlingplatz
- Revolutionsplatz: siehe Albertinaplatz bzw. Ballhausplatz
- Ring des 12. November: siehe Dr.-Karl-Renner-Ring
- Römerstraße: siehe Riemergasse
- Rosmaringasse: siehe Sterngasse
- Roßmarkt: siehe Renngasse
- Sackgasse: ein als solcher noch existierender Durchgang zwischen Grünangergasse 8 und 10, der Name ist nach der Restaurierung und teilweisen Umgestaltung des Fähnrichshofes in den 1960ern abgekommen
- Schillergasse: siehe Makartgasse
- Schlapfenpromenade: aufgelassen (Nähe Museumstraße)
- Schlossergasse: siehe Graben und Goldschmiedgasse
- Schmidgasse: siehe Kupferschmiedgasse
- Schottenplatz: siehe Freyung
- Schottensteig: siehe Helferstorferstraße
- Schulgasse: siehe Bäckerstraße
- Schwangasse: siehe Marco-d'Aviano-Gasse
- Schweinemarkt: siehe Lobkowitzplatz
- Spitalgasse: siehe Donnergasse
- Spitalplatz: siehe Albertinaplatz bzw. Lobkowitzplatz
- Stalinplatz: siehe Schwarzenbergplatz
- Sternwartgasse: siehe Windhaaggasse
- Stiftgasse: siehe Windhaaggasse
- St.-Dorotheengasse: siehe Dorotheergasse
- St. Johannesstraße: siehe Johannesgasse
- St. Petersfreithof bzw. St. Peters Kirchhof: siehe Petersplatz
- St. Peters Gässel: siehe Kühfußgasse bzw. Milchgasse
- Strata Carinthianorum: siehe Kärntner Straße
- Sulcherstraße: siehe Singerstraße
- Taschnergasse: siehe Bauernmarkt
- Traibotenstraße bzw. Tragebotenstraße: siehe Himmelpfortgasse
- Universitätsplatz: siehe Dr.-Ignaz-Seipel-Platz
- Unter den Verbern: siehe Dorotheergasse
- Unter den Hafnern: siehe Hafnersteig
- Unter den Messerern: siehe Rotgasse
- Unter den Nadlern: siehe Naglergasse
- Unter den Pfeilschnitzern: siehe Kleeblattgasse
- Unter den Riemern: siehe Riemergasse
- Unter den Seilern: siehe Seilergasse
- Unter den Bognern: siehe Bognergasse
- Unter den Taschnern: siehe Bauernmarkt
- Untere Bäckerstraße: siehe Sonnenfelsgasse
- Vordere Bäckerstraße: siehe Bäckerstraße
- Vordere Schenkenstraße: siehe Bankgasse
- Walfischplatz: siehe Akademiestraße
- Wintergassel: siehe Landskrongasse
- Ziecherstraße: siehe Maysedergasse
- Zeughausgasse: im Bereich Concordiaplatz

1938–1945
- Adolf-Hitler-Platz: siehe Rathausplatz
- Johann-Sebastian-Bach-Gasse: siehe Sonnenfelsgasse
- Josef-Bürckel-Ring: siehe Dr.-Karl-Renner-Ring
- Meistersingerstraße: siehe Mahlerstraße